# Bunuri mobile din domeniul etnografie clasate în patrimoniul cultural național al României aflate în județul Constanța
Acestă listă conține bunurile mobile din domeniul etnografie clasate în Patrimoniul cultural național al României aflate la momentul clasării în județul Constanța.

## Tezaur
| Foto | Informații generale                        | Detalii tehnice | Descriere | Deținător                          | Legături |
| ---- | ------------------------------------------ | --- | --- | ---------------------------------- | -------- |
|      | Față de masă                               | Datare: Prima jumătate a secolului XX Descoperit: jud. CONSTANȚA, com. OLTINA Material: bumbac; borangic; dantelă croșetată; țesut în 2 ițe; ales peste fire; încheiat cu acul; croșetat | Fața de masă se compune din două foi îmbinate manual. Pe margini este ornamentată cu două tipuri de motive florale încasetate și încadrate de chenare cu motive florale mărunte și geometrizate. Marginile prezintă dantele croșetate și ciucuri din bumbac albi. Cromatica: alb, crem. | Muzeul de Artă Populară, Constanța | Cimec    |
|      | Cearșaf Autor: Ion Maria                   | Datare: Primul sfert al secolului XX Descoperit: jud. CONSTANȚA, com. OLTINA Material: bumbac; borangic; dantelă industrială; țesut în 2 ițe; ales peste fire; tivit; încheiat cu acul | Cearșaful din borangic, compus din două foi, este ornamentat prin învărgare cu bumbac de culoare albă. Pe una dintre foi prezintă un decor suplimentar, dispus pe lungime, constând din motive florale, ordonate pe un registru și alese peste fire cu bumbac roșu, negru și alb. Pe marginea decorată a cearșafului este aplicată o dantelă de proveniență industrială. Cromatica: alb, roșu, negru. | Muzeul de Artă Populară, Constanța | Cimec    |
|      | Cuvertură ajurată                          | Datare: Primul sfert al secolului XX Descoperit: jud. CONSTANȚA, com. Băneasa Material: bumbac; borangic; dantelă înnodată; țesut în 2 ițe; șabac; încheiat cu acul | Piesa se compune din două foi de țesătură, decorate după prtincipiul alternanței cu motive florale (ordonate pe registere mai late) și geometrice (dispuse pe benzi înguste, încadrate de vărguțe). Pe una dintre laturile lungi prezintă dantelă înnodată, terminată cu ciucuri. Cromatica: alb, crem. | Muzeul de Artă Populară, Constanța | Cimec    |
|      | Cearșaf Autor: Penciu Maria                | Datare: Prima jumătate a secolului XX Descoperit: jud. CONSTANȚA, com. ORAȘ BĂNEASA, BĂNEASA Material: bumbac; borangic; dantelă croșetată; țesut în 2 ițe; șabac; tivit; cusut; croșetat | Cearșaful se compune din două foi de țesătură, îmbinate manual și decorate cu motive florale, dispuse pe registre alternate cu grupuri de vărguțe. Marginile sunt tivite la mașină. Pe una dintre laturile lungi este aplicată o dantelă croșetată din bumbac alb. Cromatica: alb, crem. | Muzeul de Artă Populară, Constanța | Cimec    |
|      | Chindeu                                    | Datare: Primul sfert al secolului XX Descoperit: jud. BISTRIȚA-NĂSĂUD Material: bumbac; țesut în 2 ițe; ales printre fire; înnodat | Ștergarul se caracterizează printr-un decor floral stilizat, repartizat la capete, pe câte un registru cu fond roșu. Motivele diferă ca tip morfologic, dar sunt alese (printre fire), în aceeași cromatică, la ambele capete și sunt încadrate de benzi cu ornamente geometrice. Mijlocul este decorat prin învărgare. Extremitățile prezintă franjuri înnodate din bumbac alb și roșu. Cromatica: alb, roșu, negru, galben, bleumarin. | Muzeul de Artă Populară, Constanța | Cimec    |
|      | Chindeu                                    | Datare: Primul sfert al secolului XX Descoperit: jud. BISTRIȚA-NĂSĂUD Material: bumbac; dantelă croșetată; țesut în 2 ițe; ales printre fire; tivit; croșetat | Decorul de factură florală, ales printre fire, este concentrat pe cinci registre, repartizate la capetele ștergarului și evidențiate prin fondul de culoare roșie. În registrul median, mai amplu, motivelor florale le sunt asociate și motive fitomorfe. La extremități apar dantele înguste și ciucuri din bumbac alb. Cromatica: alb, roșu, gri, orange. | Muzeul de Artă Populară, Constanța | Cimec    |
|      | Față de pernă                              | Datare: Prima jumătate a secolului XX Descoperit: jud. BRAȘOV Material: cânepă; bumbac; bumbac mercerizat; fir metalic; țesut în 4 ițe; ales peste fire; ales printre fire; încheiat cu acul; tivit                                                                                                   | Decorul de factură geometrică, având ca motiv dominant rombul dințat, apare concentrat la unul dintre capetele piesei, fiind ordonat pe cinci registre cu fond roșu. Registrele alternează cu benzi negre ornamentate cu alesături punctiforme. Restul piesei este decorat prin învărgare cu bumbac roșu și negru (vărguțele egal spațiate fiind grupate câte tre ). Cromatica: bej, roșu, alb, galben, albastru, bleu, mov, verde, negru, auriu (firul metalic). | Muzeul de Artă Populară, Constanța | Cimec    |
|      | Ștergură de givăr                          | Datare: Prima jumătate a secolului XX Descoperit: jud. TIMIȘ, com. MARGINA Material: bumbac; dantelă croșetată; năvădit; țesut în 2 ițe; ales printre fire; încheiat cu acul; croșetat | Ștergarul prezintă la capete un decor geometric structurat pe 5 registre, delimitate prin șiruri de ornamente liniare mărunte. Mijlocul este ornamentat prin învărgare, după principiul alternanței cromatice. Câmpurile cu alesături sunt marcate prin dantele croșetate. Cromatica: alb, negru, roșu, galben, albastru. | Muzeul de Artă Populară, Constanța | Cimec    |
|      | Ștergură de givăr                          | Datare: Prima jumătate a secolului XX Descoperit: jud. TIMIȘ, com. MARGINA Material: bumbac; dantelă croșetată; năvădit; țesut în 2 ițe; ales peste fire; încheiat cu acul; croșetat | Ștergarul se particularizează prin decorul geometric dispus la capete, pe șapte registre, prin mijlocul năvădit și străbătut la distanțe egale de șiruri de ornamente liniare mărunte și prin marcarea câmpurilor cu alesături prin dantele croșetate manual. Cromatica; alb; roșu; negru; albastru; galben. | Muzeul de Artă Populară, Constanța | Cimec    |
|      | Ștergură de icoane                         | Datare: Prima jumătate a secolului XX Descoperit: jud. TIMIȘ, com. MARGINA Material: bumbac; dantelă croșetată; năvădit; țesut în 2 ițe; ales peste fire; încheiat cu acul; croșetat | Ștergarul se particularizează printr-un decor geometric dispus la capete pe registre și încadrat de șiruri de ornamente rombiforme. Mijlocul năvădit este străbătut de vărguțe policrome. La extremități apar dantele croșetate (de factură diferită). Cromatica: alb, roșu, negru, galben, albastru. | Muzeul de Artă Populară, Constanța | Cimec    |
|      | Ștergar                                    | Datare: Prima jumătate a secolului XX Descoperit: jud. ARAD, com. ȘICULA Material: bumbac; lână; dantelă croșetată; țesut în 2 ițe; ales cu tăieturi; ales peste fire; croșetat | Ștergarul țesut din bumbac alb este decorat la capete cu motive geometrice, alese în tehnica karamani cu roșu, negru, galben, verde, albastru, ciclamen, bleu. La capete prezintă dantelă lată (cipcă), croșetată din bumbac alb. | Muzeul de Artă Populară, Constanța | Cimec    |
|      | Ccovor; Țol                                | Datare: Prima jumătate a secolului XX Descoperit: jud. CONSTANȚA, CONSTANȚA Material: cânepă; lână; țesut în 2 ițe | Scoarța se caracterizează printr-o compoziție decorativă de factură geometrică, bazată pe motive rombiforme concentrice, ordonate pe cinci șiruri. Capetele sunt marcate prin benzi cu ornamente geometrice (jumătăți de romburi). Cromatica: alb, vișiniu, verde, albastru, frez, bej. | Muzeul de Artă Populară, Constanța | Cimec    |
|      | Covor; Țol                                 | Datare: Prima jumătate a secolului XX Descoperit: jud. CONSTANȚA, CONSTANȚA Material: cânepă; lână; țesut în 2 ițe | Covorul se particularizează printr-o compoziție decorativă de factură geometrică, având ca motive de bază romburile concentrice, ordonate pe cinci șiruri. La extremitățile piesei apar benzi cu ornamente geometrice. Cromatica: negru, vișiniu, alb, frez, galben, albastru, verde, orange. | Muzeul de Artă Populară, Constanța | Cimec    |
|      | Ștergar                                    | Datare: Primul sfert al secolului XX Descoperit: jud. CONSTANȚA, CONSTANȚA Material: bumbac; borangic; țesut în 2 ițe; ales peste fire; șabac | Capetele ștergarului cu băteala din borangic se carecterizează printr-un decor floral, ordonat pe trei registre alternate cu benzi cu ornamente geometrice ajurate. În registrul median apar două buchete, iar în celelalte, câte trei flori. Mijlocul este ornamentat prin învărgare. La extremități apar franjuri din urzeală. Cromatica: alb, crem, roșu, orange, albastru, negru. | Muzeul de Artă Populară, Constanța | Cimec    |
|      | Căpătâi Autor: Ifrim Aniușca               | Datare: 1918 Descoperit: jud. CONSTANȚA, com. GÂRLICIU Material: bumbac; lână; brodat peste fire; feston; încheiat cu acul | Fața de pernă cu fond alb prezintă un decor brodat structurat pe trei registre. În cel median apare un motiv avimorf supradimensionat (pasăre pe ram înflorit), încadrat de ornamente florale stilizate. În celelalte două registre motivul geometric central este încadrat de motive avimorfe diverse (păuni, cocoși, lebede). Pe laturile lungi ale dosului pernei sunt dispuse, pe câte trei șiruri, motive geometrice. Cromatică: alb, roșu, bleumarin, verde. | Muzeul de Artă Populară, Constanța | Cimec    |
|      | Căpătâi                                    | Datare: 1910 Descoperit: jud. CONSTANȚA, com. OLTINA Material: lână; țesut în patru ițe; ales peste fire; festonat; încheiat cu acul | Fața de pernă din lână roșie se caracterizează printr-un decor geometric ales peste fire, având ca motive dominante romburile concentrice cu laturile în trepte și crucea. La capete apar câte trei registre cu ornamente florale și geometrice (cruci în „x”). Marginile sunt festonate cu croșeta. Cromatică: roșu, alb, negru, verde, galben, mov, brun. | Muzeul de Artă Populară, Constanța | Cimec    |
|      | Căpătâi                                    | Datare: prima jumătate a sec. XX Descoperit: jud. CONSTANȚA, com. OLTINA, SATU NOU Material: lână; bumbac; țesut în patru ițe; ales peste fire; încheiat cu acul | Fața pernei cu fond negru se caracterizează printr-un decor geometric (rețea de romburi concentrice, cruci), ales peste fire și încadrat pe laturile înguste de câte trei registre ornamentate cu linii frânte, romburi și cruci. Dosul, țesut din lână neagră, este străbătut de vărguțe (albe) egal spațiate. Cromatică: negru, alb, verde, galben, bleumarin, orange, roz, ocru. | Muzeul de Artă Populară, Constanța | Cimec    |
|      | Căpătâi Autor: Curt Măriuca                | Datare: 1908 Descoperit: jud. CONSTANȚA, com. OLTINA Material: lână; țesut în patru ițe; ales cu mâna; feston; încheiat cu acul | Fața pernei se caracterizează printr-un decor geometric având ca motive dominante romburile concentrice. Pe laturile înguste apar câte trei registre cu motive geometrice. Laturile lungi sunt festonate cu lână bleu. Cromatica: roșu, alb, negru, galben, albastru, verde. | Muzeul de Artă Populară, Constanța | Cimec    |
|      | Față de masă                               | Datare: 1930 Descoperit: jud. CONSTANȚA, com. OLTINA Material: bumbac; borangic; dantelă croșetată; țesut în două ițe; ales printre fire; ajur; croșetat; tivit cu găurele; încheiat cu croșeta | Piesa se compune din două foi de țesătură cu urzeală din bumbac și bătaia din borangic. Decorul este reprezentat de un chenar cu motive florale (crin), realizat prin ajur cu bumbac alb și borangic crem. Foile sunt încheiate prin dantelă croșetată din bumbac alb. | Muzeul de Artă Populară, Constanța | Cimec    |
|      | Căpătâi                                    | Datare: prima jumătate a sec. XX Descoperit: jud. TULCEA, com. SARICHIOI, ENISALA Material: lână; bumbac; șnur; țesut în două ițe; ales peste fire; încheiat cu acul | Fața pernei cu fond negru are ca motiv dominant mâna, plasată în dispunere simetrică, pe două registre delimitate prin benzi cu ornamente geometrice. Capetele sunt marcate prin borduri cu motive geometrice încadrate de grupuri de vărgi policrome. Pe margini este aplicat un șnur din lână. Cromatică: negru, roșu, alb, galben, roz, verde, brun, ciclamen, albastru, violet, vișiniu. | Muzeul de Artă Populară, Constanța | Cimec    |
|      | Cearceaf Autor: Burcă Paraschiva           | Datare: prima jumătate a sec. XX Descoperit: jud. CONSTANȚA, com. OLTINA Material: bumbac; borangic; mătase; dantelă croșetată; țesut în două ițe; ales peste fire; tivit; încheiat cu acul; croșetat                                                                                                 | Toată suprafața este învărgată cu bumbac alb pe fond de borangic. Pe una din laturile lungi, cearceaful prezintă o bordură cu motive decorative florale, țesute cu mătase roz pe fond de borangic. Pe margini prezintă dantelă croșetată din bumbac alb, cu decor floral. | Muzeul de Artă Populară, Constanța | Cimec    |
|      | Față de masă                               | Datare: prima jumătate a sec. XX Descoperit: jud. CONSTANȚA, com. OLTINA Material: bumbac; borangic; dantelă croșetată; ciucuri de mătase; țesut în două ițe; ales peste fire și printre fire; încheiat cu acul; croșetat                                                                             | Fața de masă este țesută din borangic pe urzeală de bumbac. Întreaga suprafață este ornamentată prin învărgare. Pe trei laturi ale piesei sunt realizate motive avimorfe alese cu bumbac alb și negru. Pe margini este aplicată dantelă croșetată albă și ciucuri din mătase. | Muzeul de Artă Populară, Constanța | Cimec    |
|      | Pernă                                      | Datare: prima jumătate a sec. XX Descoperit: jud. TULCEA, com. CEAMURLIA DE JOS, LUNCA Material: lână; bumbac; țesut în două ițe; ales peste fire; feston | Fața pernei cu fond negru are ca motiv dominant mâna, supusă unei accentuate stilizări. Motivul antropomorf apare distribuit simetric, pe două registre, delimitate de benzi cu ornamente geometrice. Capetele sunt marcate prin borduri cu motive geometrice. Dosul este ornamentat prin învărgare. Marginile festonate cu lână albă prezintă ciucuri de aceeași culoare. Cromatica: negru, roșu, orange, frez, verde, alb, albastru. | Muzeul de Artă Populară, Constanța | Cimec    |
|      | Cearșaf                                    | Datare: primul sfert al sec. XX Descoperit: jud. TULCEA, com. CEAMURLIA DE JOS, LUNCA Material: bumbac; lână; dantelă croșetată; țesută în două ițe; croșetat; tivit | Cearceaful este țesut din bumbac, pe urzeală de lână. Cele două foi sunt decorate prin învărgare cu bumbac alb și sunt îmbinate printr-o dantelă croșetată din bumbac alb, cu motive avimorfe (puișori). Pe o margine este aplicată dantelă croșetată, cu motive geometrice. | Muzeul de Artă Populară, Constanța | Cimec    |
|      | Căpătâi                                    | Datare: prima jumătate a sec. XX Descoperit: jud. CONSTANȚA, com. MIRCEA VODĂ Material: lână; bumbac; țesut în patru ițe; ales peste fire; tivit | Fața pernei cu urzeala din bumbac și băteala din lână roșie este ornamentată cu motive florale geometrizate, dispuse pe patru lujeri cu formă meandrică. Cromatică: roșu, alb, albastru, verde, ciclamen, mov, negru. | Muzeul de Artă Populară, Constanța | Cimec    |
|      | Căpătâi                                    | Datare: prima jumătate a sec. XX Descoperit: jud. CONSTANȚA, com. OLTINA Material: lână; bumbac; țesut în două ițe; ales peste fire; feston | Fața pernei din bumbac, cu fond alb, are ca motive dominante patru păsări afrontate, dispuse pe ramuri înflorite. Acestora li se asociază motive fitomorfe și florale. Compoziția este încadrată de un chenar cu ornamente geometrice. Dosul pernei este ornamentat prin învărgare. Pe laturile mai lungi prezintă feston. Cromatica:alb, roșu, albastru, negru. | Muzeul de Artă Populară, Constanța | Cimec    |
|      | Cearșaf Autor: Andrei Tudora               | Datare: primul sfert al sec. XX Descoperit: jud. TULCEA, com. CEAMURLIA DE JOS, LUNCA Material: bumbac; lână; dantelă croșetată; bumbac mercerizat; țesut în două ițe; tivit și cusut cu acul; croșetat                                                                                               | Urzeala piesei este din bumbac, iar băteala din lână. Ornamentația constă în grupuri de vărgi de lățimi diferite, repartizate pe toată suprafața. Pe una din laturile lungi a fost aplicată o dantelă croșetată din bumbac alb. | Muzeul de Artă Populară, Constanța | Cimec    |
|      | Față de masă                               | Datare: 1900 Descoperit: jud. CONSTANȚA, com. ION CORVIN Material: bumbac; borangic; dantelă croșetată; ciucuri; țesut în două ițe; ales peste fire; încheiat cu acul; tivit; croșetat | Fața de masă este țesută din bumbac (urzela) și borangic (băteala), fiind învărgată pe orizontală și verticală cu grupuri de vărgi din bumbac. Pe trei din cele patru laturi prezintă un chenar cu motive fitomorfe și florale alese cu bumbac roșu și alb. Tot pe trei laturi este aplicată o dantelă croșetată și ciucuri. | Muzeul de Artă Populară, Constanța | Cimec    |
|      | Față de masă                               | Datare: 1900 Descoperit: jud. CONSTANȚA, com. OLTINA Material: bumbac; borangic; țesut în două ițe; ales printre fire; ajurat; tivit; încheiat cu mașina | Pe toată suprafața apar registre cu motive geometrice alese (ajurate) printre fire, cu bumbac alb gros, pe fond din bumbac și borangic. Fiecare registru este încadrat de vărgi din bumbac alb. | Muzeul de Artă Populară, Constanța | Cimec    |
|      | Ștergar                                    | Datare: primul sfert al sec. XX Descoperit: jud. CONSTANȚA, com. OLTINA Material: bumbac; borangic; dantelă industrială; țesut în două ițe; șabac; încheiat cu acul | Capetele ștergarului prezintă un decor avimorf și fitomorf, structurat pe trei registre alternate cu benzi cu ornamente geometrice și grupuri de vărguțe. Cromatica: alb, crem. | Muzeul de Artă Populară, Constanța | Cimec    |
|      | Ștergar                                    | Datare: primul sfert al sec. XX Descoperit: jud. CONSTANȚA, com. BĂNEASA Material: bumbac; borangic; dantelă industrială; țesut în două ițe; ales peste fire; ales cu mâna; încheiat cu acul | Capetele ștergarului prezintă trei registre ornamentale cu motive avimorfe, florale și geometrice, alternate cu grupuri de vărguțe și benzi cu alesături geometrice. La extremități sunt aplicate dantele de proveniență industrială. Cromatica: alb, crem, gri, roșu. | Muzeul de Artă Populară, Constanța | Cimec    |
|      | Ștergar                                    | Datare: primul sfert al sec. XX Descoperit: jud. CONSTANȚA, com. BĂNEASA Material: bumbac; borangic; dantelă croșetată; țesut în două ițe; șabac; tivit; croșetat | La capetele ștergarului apare un decor floral, organizat pe trei registre ce sunt alternate cu benzi cu ornamente geometrice și grupuri de vărguțe. La extremități sunt aplicate dantele croșetate. Cromatica: alb, crem. | Muzeul de Artă Populară, Constanța | Cimec    |
|      | Ștergar                                    | Datare: primul sfert al sec. XX Descoperit: jud. CONSTANȚA, com. BĂNEASA Material: bumbac; borangic; dantelă croșetată; țesut în două ițe; ales peste fire; tivit; croșetat | Capetele ștergarului prezintă un decor floral, dispus pe trei registre alternând cu grupuri de vărguțe. La extremitățile ștergarului este aplicată o dantelă croșetată. Cromatică: alb, albastru, roșu. | Muzeul de Artă Populară, Constanța | Cimec    |
|      | Ștergar                                    | Datare: primul sfert al sec. XX Descoperit: jud. CONSTANȚA, com. ALIMAN, DUNĂRENI Material: bumbac; borangic; dantelă croșetată; șabac; încheiat cu mașina; croșetat | Capetele ștergarului prezintă un decor zoomorf și floral, repartizat pe trei registre alternând cu grupuri de vărguțe. Extremitățile, tivite cu mașina, sunt ornamentate cu franjuri înnodate. Cromatica: alb, crem. | Muzeul de Artă Populară, Constanța | Cimec    |
|      | Ștergar                                    | Datare: primul sfert al sec. XX Descoperit: jud. CONSTANȚA, com. ALIMAN, DUNĂRENI Material: bumbac; borangic; țesut în două ițe; șabac; încheiat cu acul | Ștergarul prezintă un decor avimorf și geometric, repartizat pe trei registre, delimitate prin vărguțe. Marginile sunt tivite manual. Cromatică: alb. | Muzeul de Artă Populară, Constanța | Cimec    |
|      | Ștergar                                    | Datare: primul sfert al sec. XX Descoperit: jud. CONSTANȚA, com. CONSTANȚA Material: bumbac; borangic; fir metalic; țesut în două ițe; șabac; tivit | Capetele ștergarului prezintă urzeală din bumbac și băteală din borangic. Mijlocul este ornamentat prin învărgare. Decorul avimorf și floral este repartizat la capete, pe trei registre. În cel median apar motive florale geometrizate, ordonate în friză, iar în celelalte, motive avimorfe (cocoși). Registrele ornamentale alternează cu grupuri de vărguțe, țesute în bumbac alb și fir metalic auriu. Extremitățile sunt tivite manual. Cromatică: alb, crem, auriu. | Muzeul de Artă Populară, Constanța | Cimec    |
|      | Ștergar Autor: Bâcă Sanda                  | Datare: primul sfert al sec. XX Descoperit: jud. CONSTANȚA, com. ION CORVIN, VIILE Material: bumbac; borangic; dantelă croșetată; țesut în 2 ițe; ales peste fire; șabac; tivit cu găurele; croșetat                                                                                                  | Ștergarul, cu urzeala din bumbac și băteala din borangic, prezintă la capete un decor geometric și fitomorf, ordonat în frize, pe registre orizontale cu lățimi diverse, alternând cu grupuri de vărguțe. Mijlocul este ornamentat prin învărgare. Extremitățile, tivite cu găurele, sunt decorate cu dantele croșetate. Cromatică: alb. | Muzeul de Artă Populară, Constanța | Cimec    |
|      | Ștergar Autor: Bâcă Sanda                  | Datare: primul sfert al sec. XX Descoperit: jud. CONSTANȚA, com. ION CORVIN Material: bumbac; borangic; dantelă croșetată; țesut în 2 ițe; ales peste fire; croșetat | Capetele ștergarului cu băteală din borangic prezintă un decor floral, repartizat pe trei registre, marcate prin grupuri de vărguțe. În registrul median apar motive florale geometrizate, având patru petale, iar în celelalte registre, motive florale cu opt petale stilizate și cu dimensiuni mai reduse. Mijlocul ștergarului este ornamentat prin învărgare. La extremități sunt aplicate dantele croșetate. Cromatica: alb, roșu, negru. | Muzeul de Artă Populară, Constanța | Cimec    |
|      | Ștergar                                    | Datare: primul sfert al sec. XX Descoperit: jud. CONSTANȚA, com. OLTINA Material: bumbac; borangic; dantelă industrială; țesut în 2 ițe; ales peste fire; șabac; tivit cu găurele; încheiat cu mașina                                                                                                 | Capetele ștergarului cu băteala din borangic prezintă un decor avimorf și fitomorf, repartizat pe trei registre, încadrate în benzi cu ornamente ajurate și grupuri de vărguțe. În registrul median apare un struț încadrat de un palmier și tufe, iar în celelalte registre sunt dispuse, față în față, patru păsări. La extremități sunt aplicate dantele industriale. Cromatică: alb, roșu, negru, albastru. | Muzeul de Artă Populară, Constanța | Cimec    |
|      | Ștergar Autor: Deacu Leana                 | Datare: primul sfert al sec. XX Descoperit: jud. CONSTANȚA, com. OLTINA Material: bumbac; borangic; mătase; dantelă croșetată; țesut în 2 ițe; ales peste fire; croșetat; tivit | Capetele ștergarului, cu băteala din borangic, se caracterizează printr-un decor floral și geometric, repartizat pe trei registre de aceeași întindere, alternate cu grupuri de vărguțe. Extremitățile tivite cu acul sunt ornamentate cu dantele croșetate din mătase. Cromatica: alb, roșu, albastru, crem. | Muzeul de Artă Populară, Constanța | Cimec    |
|      | Ștergar Autor: Peța Ștefania               | Datare: primul sfert al sec. XX Descoperit: jud. CONSTANȚA, com. OLTINA Material: bumbac; borangic; dantelă industrială; țesut în 2 ițe; ales peste fire; ajurat; tivit cu găurele; cusut | Capetele ștergarului, cu băteala din borangic, prezintă un decor floral repartizat pe trei registre alternând cu grupuri de vărguțe și benzi cu ornamente ajurate. În registrul median, mai ingust, comparativ cu celelalte, apar motive florale dispuse în friză. În registrele mai late sunt distribuite simetric câte două motive florale (maci), tratate naturalist. Mijlocul este ornamentat prin învărgare. La extremități sunt aplicate dantele. Cromatica: crem, roșu, negru, alb. | Muzeul de Artă Populară, Constanța | Cimec    |
|      | Ștergar                                    | Descoperit: jud. CONSTANȚA, BĂNEASA Material: bumbac; borangic; țesut în 2 ițe; ales peste fire; încheiat cu acul | Capetele ștergarului cu băteala din borangic sunt ornamentate cu motive florale geometrizate, dispuse pe trei registre de aceeași lățime, alternate cu grupuri de vărguțe. Extremitățile sunt tivite manual. Cromatica: crem; alb; roșu. | Muzeul de Artă Populară, Constanța | Cimec    |
|      | Ștergar                                    | Descoperit: jud. CONSTANȚA, BĂNEASA Material: bumbac; borangic, lână; dantelă croșetată; țesut în 2 ițe; ales peste fire; șabac; tivit; croșetat; cusut | Capetele ștergarului cu băteala din borangic prezintă un decor structurat pe trei registre alternând cu grupuri de vărguțe și benzi cu ornamente ajurate. În registrul median, mai amplu ca întindere, apare un motiv heraldic asociat cu motive florale, iar în celelalte, mai înguste, câte un șir de motive vegetal-florale. La extremități sunt aplicate dantele croșetate. Cromatica: alb; roșu; negru; albastru; roz. | Muzeul de Artă Populară, Constanța | Cimec    |
|      | Ștergar                                    | Descoperit: jud. CONSTANȚA, BĂNEASA Material: bumbac; borangic, dantelă croșetată; țesut în 2 ițe; ales peste fire; tivit; croșetat; cusut | Capetele ștergarului cu băteala din borangic prezintă un decor floral și fitomorf, repartizat pe 3 registre, marcate prin grupuri de vărguțe. În registrul median apar motive fitomorfe (vița de vie, strugure), iar în celelalte registre, motive florale (formând câte 2 buchete). Extremitățile, tivite la mașină, sunt ornamentate cu dantele croșetate. Cromatica: crem; alb; roșu; negru. | Muzeul de Artă Populară, Constanța | Cimec    |
|      | Foaie de culme                             | Descoperit: jud. BRAȘOV Material: bumbac; lânică; țesut în 4 ițe; ales peste fire; ales printre fire; tivit | Decorului de factură geometrică îi sunt rezervate câmpuri ample, la capetele piesei. Motivele (romburi, S-uri, puncte, linii, vergi) sunt ordonate pe șapte registre, cu fond roșu sau albastru, și sunt alternate cu grupuri de vărguțe sau benzi cu motive punctiforme (albe sau policrome), alese peste fire. Mijlocul este ornamentat prin învărgare (cu bumbac roșu sau albastru). Extremitățile sunt tivite la mașină. Cromatica: alb, roșu, albastru, galben, mov, verde, negru. | Muzeul de Artă Populară, Constanța | Cimec    |
|      | Chindeu                                    | Descoperit: jud. CONSTANȚA, CONSTANȚA Material: bumbac; dantelă croșetată; țesut în 4 ițe; ales peste fire; cusut peste muchie; croșetat | Decorul floral și fitomorf se concentrează, la capetele ștergarului, pe trei registre cu fondul negru (cel median) sau roșu, alternând cu benzi cu ornamente geometrice mărunte. În registrul median apar motive fitomorfe – pomul vieții în varianta vasului cu flori – iar în celelalte, motive florale stilizate. La extremități sunt aplicate dantele croșetate. Cromatica: alb, negru, roșu, galben, bleu, albastru. | Muzeul de Artă Populară, Constanța | Cimec    |
|      | Chindeu                                    | Descoperit: jud. CONSTANȚA, CONSTANȚA Material: bumbac; dantelă croșetată; țesut în 4 ițe; ales peste fire; cusut peste muchie; croșetat | Decorul floral și fitomorf este dispus la capetele ștergarului, pe trei registre cu fond negru (cel median) sau roșu, alternând cu benzi cu ornamente geometrice. În registrul median apar motive fitomorfe – pomul vieții în varianta vasului cu flori – iar în celelalte, motive florale geometrizate. Extremitățile sunt decorate cu dantele croșetate. Cromatica: alb, negru, roșu, galben, bleu, albastru. | Muzeul de Artă Populară, Constanța | Cimec    |
|      | Chindeu                                    | Descoperit: jud. CONSTANȚA, CONSTANȚA Material: bumbac; dantelă croșetată; țesut în 4 ițe; ales peste fire; încheiat cu acul; croșetat | Decorul de factură geometrică este repartizat la capetele ștergarului, pe trei registre cu fond negru (cel median) sau roșu. În registrul median apar motive fitomorfe asociate cu motive geometrice, iar în celelalte, motive geometrice. Extremitățile sunt ornamentate cu dantele croșetate. Cromatica: alb, negru, roșu, galben, bleu. | Muzeul de Artă Populară, Constanța | Cimec    |
|      | Ștergură                                   | Descoperit: jud. TIMIȘ, com. MARGINA Material: bumbac; dantelă croșetată; năvădit; țesut; ales peste fire; încheiat cu acul; croșetat | Ștergarul, năvădit și cu mijlocul ornamentat prin învărgare, prezintă la capete un decor geometric (având ca element dominant rombul), repartizat pe două registre și încadrat de benzi cu motive liniare. La extremități sunt aplicate dantele croșetate. Cromatica: alb, negru, roșu, galben. | Muzeul de Artă Populară, Constanța | Cimec    |
|      | Ștergură                                   | Descoperit: jud. TIMIȘ, com. MARGINA Material: bumbac; dantelă croșetată; năvădit; țesut; ales peste fire; încheiat cu acul; croșetat | Ștergarul, năvădit și cu mijlocul ornamentat prin învărgare, prezintă la capete un decor geometric compact, repartizat pe șapte registre. La extremități sunt aplicate dantele croșetate de factură diferită. Motivele geometrice (romburi dințate, „coarnele berbecului”) sunt alese în tonuri de roșu, negru, albastru, crem, iar vergile care străbat mijlocul ștergarului sunt țesute cu roșu și negru. Cromatica: alb, negru, roșu, galben. | Muzeul de Artă Populară, Constanța | Cimec    |
|      | Ștergură                                   | Descoperit: jud. TIMIȘ, com. MARGINA Material: bumbac; dantelă croșetată; țesut în 2 ițe; ales peste fire; încheiat cu acul; croșetat | Ștergarul se caracterizează printr-un decor geometric cu dispunere compactă, pe cinci registre plasate la capete. Motivele dominante sunt romburile („cu coarne “, concentrice sau cu laturi în trepte) și crucile. Mijlocul piesei este ornamentat prin învărgare. Extremitățile prezintă dantele croșetate.Cromatica: alb, negru, roșu, galben, albastru. | Muzeul de Artă Populară, Constanța | Cimec    |
|      | Chindeu                                    | Descoperit: jud. TIMIȘ, com. MARGINA Material: bumbac; cânepă; țesut în 2 ițe; ales printre fire; festonat | Ștergarul se caracterizează printr-un decor geometric și floral repartizat la capete, pe șapte registre alternând cu grupuri de vărguțe și benzi cu ornamente geometrice. Mijlocul este decorat prin învărgare, iar la extremități apar franjuri din bumbac alb, negru și roșu. Cromatica: alb, negru, roșu, galben, albastru. | Muzeul de Artă Populară, Constanța | Cimec    |
|      | Ștergură                                   | Descoperit: jud. TIMIȘ, com. MARGINA Material: bumbac; țesut în 2 ițe; ales peste fire; încheiat cu acul | Ștergarul se caracterizează printr-un decor geometric, dispus la capete, pe cinci registre marcate prin șiruri de motive rombiforme. Mijlocul este ornamentat prin învărgare. Doar la una dintre extremitățile piesei apar franjuri înnodate. Cromatica: alb, negru, roșu, galben, albastru. | Muzeul de Artă Populară, Constanța | Cimec    |
|      | Chindeu                                    | Descoperit: jud. TIMIȘ, com. MARGINA Material: bumbac; dantelă croșetată; țesut în 2 ițe; ales printre fire; ales peste fire; încheiat cu acul; croșetat | Decorul de factură florală este concentrat la capetele ștergarului, pe trei registre cu fond roșu, marcate prin șiruri de ornamente florale mărunte, supuse stilizării. Registrele alternează cu șiruri de motive geometrice și vărguțe. La extremități apar dantele croșetate din bumbac. Cromatica: alb, roșu, galben, bleumarin. | Muzeul de Artă Populară, Constanța | Cimec    |
|      | Ștergură                                   | Descoperit: jud. TIMIȘ, com. MARGINA Material: bumbac; bumbac mercerizat; țesut în 2 ițe; ales peste fire; încheiat cu acul | Decorul de factură geometrică (având ca element dominant rombul cu cârlige) este dispus la capetele ștergarului, pe cinci registre marcate prin grupuri de vărguțe. Mijlocul este ornamentat după principiul alternanței cromatice cu vărguțe egal spațiate. Cromatica: alb, negru, roșu, galben, albastru, orange. | Muzeul de Artă Populară, Constanța | Cimec    |
|      | Ștergură                                   | Descoperit: jud. TIMIȘ, com. MARGINA Material: bumbac; dantelă croșetată; năvădit; țesut în 4 ițe; ales peste fire; încheiat cu acul; croșetat | Ștergarul, năvădit și cu mijlocul ornamentat prin învărgare, prezintă la capete un decor geometric compact, dispus pe cinci registre (celui median asociindu-i-se și o bandă cu motive geometrice mărunte). Două șiruri de motive rombiforme încadrează câmpurile decorative, marcate suplimentar prin dantele croșetate (de factură diferită). Cromatica: alb, negru, roșu, albastru, crem. | Muzeul de Artă Populară, Constanța | Cimec    |
|      | Ștergură                                   | Descoperit: jud. TIMIȘ, com. MARGINA Material: bumbac; dantelă croșetată; năvădit; țesut în 4 ițe; ales peste fire; încheiat cu acul; croșetat | Ștergarul se caracterizează printr-un decorgeometric repartizat la capete, pe șapte registre de lățimi diferite. Mijlocul năvădit este ornamentat prin învărgare. Câmpurile ornamentate compact de la capetele ștergarului sunt marcate prin dantele croșetate din bumbac alb. Cromatica: alb, negru, roșu, albastru, galben. | Muzeul de Artă Populară, Constanța | Cimec    |
|      | Ștergură                                   | Descoperit: jud. TIMIȘ, com. MARGINA Material: bumbac; dantelă croșetată; năvădit; țesut; ales peste fire; încheiat cu acul; croșetat | Ștergarul se particularizează prin tehnica de năvădire, prin învărgarea mijlocului și prin decorarea capetelor cu motive geometrice, ordonate pe nouă registre de lățimi variabile. Câmpurile decorate cu alesături sunt marcate suplimentar prin dantele croșetate. Cromatica: alb, negru, roșu, albastru, galben. | Muzeul de Artă Populară, Constanța | Cimec    |
|      | Ștergură                                   | Descoperit: jud. TIMIȘ, com. MARGINA Material: bumbac; dantelă croșetată; năvădit; țesut în 2 ițe; ales peste fire; încheiat cu acul; croșetat | Ștergarul, cu mijlocul năvădit și învărgat, prezintă la capete un decor geometric, ordonat pe șapte registre, având ca motive dominante rombul și rombul cu cârlige. Câmpurile compact decorate sunt marcate prin dantele croșetate. Cromatica: alb, negru, roșu, albastru, galben. | Muzeul de Artă Populară, Constanța | Cimec    |
|      | Ștergar                                    | Datare: 1/4 sec XX Descoperit: jud. CONSTANȚA, BĂNEASA Material: bumbac; borangic; fir metalic; țesut în 2 ițe; ales peste fire; ajur; încheiat cu mașina | Ștergarul prezintă la capete trei registre decorative: cel median cu motive avimorfe (doi păuni afrontați), iar celelalte cu trei motive florale (maci). Registrele sunt alternate cu benzi decorative ajurate, în care apare introdus și firul metalic. Mijlocul este țesut numai cu bumbac. Capetele încheiate cu mașina. Cromatică: alb, crem, roșu, negru. | Muzeul de Artă Populară, Constanța | Cimec    |
|      | Ștergar                                    | Datare: 1/4 sec XX Descoperit: jud. CONSTANȚA, com. OLTINA, SATU NOU Material: bumbac; fir metalic; dantelă industrială; țesut în 2 ițe; ales peste fire; ales printre fire; tivit cu găurele; cusut                                                                                                  | La capetele ștergarului apar două registre decorative, identic tratate, caracterizate prin motive zoomorfe (doi lei), asociate cu un motiv fitomorf (pomul vieții) și motive avimorfe abstractizate. Registrele sunt delimitate prin benzi cu ornamente geometrice (meandre), alese peste fire sau ajurate. La extremități sunt aplicate dantele industriale. Cromatică: alb, crem, roșu, negru. | Muzeul de Artă Populară, Constanța | Cimec    |
|      | Ștergar Autor: Pavel, Tudora (n. 1878)     | Datare: 1/4 sec XX Descoperit: jud. CONSTANȚA, com. COGEALAC Material: bumbac; fir metalic; dantelă croșetată; țesut în 2 ițe; ales peste fire; ajur; încheiat cu acul; croșetat | Țesut din bumbac bleu, ștergarul prezintă la capete trei registre decorative, cel median, mai amplu, caracterizat prin motive antropomorfe (două cupluri) încadrând un motiv fitomorf (pomul vieții), iar celelalte două, prin ornamente florale. Registrele apar intercalate de benzi cu ornamentică geometrică ajurată. Mijlocul este decorat prin învărgare. Dantelă croșetată la extremități. Cromatică: bleu, roșu, roz, galben, negru, mov, verde, albastru, maron, alb. | Muzeul de Artă Populară, Constanța | Cimec    |
|      | Ștergar Autor: Bâcă, Sanda (n. 1885)       | Datare: 1910 Descoperit: jud. CONSTANȚA, com. ION CORVIN, VIILE Material: bumbac; dantelă croșetată; țesut în 2 ițe; ales peste fire; ajur; încheiat cu mașina; croșetat | Ștergarul prezintă la capete trei registre decorative delimitate prin grupuri de vărguțe. În câmpul median, căruia i se rezervă un spațiu mai amplu, apar ca motive dominante doi cocoși afrontați, iar ca motive secundare alte păsări. Celelalte registre sunt ornamentate cu motive avimorfe dispuse în friză și alternate cromatic. Mijlocul este ornamentat prin învărgare. La capete dantelă croșetată. Cromatică: alb, crem, roșu, negru. | Muzeul de Artă Populară, Constanța | Cimec    |
|      | Ștergar Autor: Mihaiu, Gherghina (n. 1908) | Datare: 1924 Descoperit: jud. CONSTANȚA, BĂNEASA Material: borangic; bumbac; dantelă industrială; țesut în 2 ițe; ales peste fire; încheiat cu mașina | Ștergarul, având capetele țesute cu borangic, se caracterizează printr-un decor floral geometrizat, dispus pe două registre, delimitate prin grupuri de vărguțe. Marginile sunt ornamentate cu dantelă industrială, având o compoziție florală. Cromatică: alb, crem. | Muzeul de Artă Populară, Constanța | Cimec    |
|      | Scoarță                                    | Datare: anul 1875. iunie 20 ziua. IVGHENIA Descoperit: jud. CONSTANȚA, TECHIRGHIOL Material: lână; țesut scorțește; ales cu speteaza | Covorul cu fond negru prezintă un chenar cu motive florale alese cu lână bej, crem, verde-olive, galbenă, roșie, roz. Câmpul central este decorat cu un motiv avimorf (pasăre) înconjurat de trandafiri, motiv care se repetă de șase ori pe toată suprafața. Lâna folosită la alegerea acestor motive este în aceleași tonuri. La capete prezintă franjuri din lână bej. | Muzeul de Artă Populară, Constanța | Cimec    |
|      | Covor Autor: Deacu, Stana                  | Datare: 1/4 sec XX Descoperit: jud. CONSTANȚA, com. OLTINA Material: lână; țesut în 4 ițe; ales cu tăieturi; karamani; ales peste fire; încheiat cu acul; tivit cu acul | Scoarța este alcătuită din trei foi de țesătură îmbinate astfel încât decorul dispus pe registre să se deruleze continuu. Ornamentica este bazată pe alternanța registrelor late cu motive geometrice zigzagate cu lână albă, verde, mov, pe fond roșu și registre cu motive rombiforme cu laturile zimțate, alese în aceeași tehnică cu lână mov, roșie, verde, albă, vișinie, pe fond negru. Între registrele cu decor alternează vărgi țesute cu lână policromă și decorate cu ornamente punctiforme. | Muzeul de Artă Populară, Constanța | Cimec    |
|      | Ștergar                                    | Datare: 1/4 sec XX Descoperit: jud. CONSTANȚA, BĂNEASA Material: bumbac; borangic; fir metalic; dantelă croșetată; țesut în 2 ițe; ales printre fire; încheiat cu mașina | Ștergarul prezintă la capete un decor ales printre fire, repartizat pe trei registre delimitate prin grupuri de vărguțe (țesute cu fir metalic auriu) și benzi ajurate. Registrele se particularizează prin motive fitomorfe: ciorchini de struguri și frunze de viță. La extremități sunt aplicate dantele croșetate. Cromatică: alb, crem. | Muzeul de Artă Populară, Constanța | Cimec    |
|      | Ștergar                                    | Datare: 1/4 sec XX Descoperit: jud. CONSTANȚA, CONSTANȚA Material: bumbac; țesut în 2 ițe; ales printre fire; tivit cu găurele | Ștergarul se particularizează printr-un decor ales peste fire, dispus la capete pe trei registre. Cel median, este ornamentat cu două motive avimorfe (struți) încadrând motivul „pomul vieții”, iar celelalte, cu motive fitomorfe organizate în frize. Registrele sunt delimitate prin vărguțe. Cromatica: alb, gri, maron, verde, bleu, cărămiziu, mov, roșu, negru. | Muzeul de Artă Populară, Constanța | Cimec    |
|      | Ștergar                                    | Datare: 1/4 sec XX Descoperit: jud. CONSTANȚA, CONSTANȚA Material: bumbac; borangic; fir metalic; dantelă croșetată; țesut în 2 ițe; ales peste fire; ales printre fire; încheiat cu acul | Decorul ales și ajurat apare repartizat la capetele ștergarului pe șapte registre. Cel median, mai amplu, se caracterizează printr-un motiv heraldic, încadrat de motive zoomorfe (doi lei), antropomorfe (două siluete feminine) și vegetal florale. Celelalte registre prezintă motive florale sau fitomorfe, dispuse în frize și motive geometrice ajurate. La capete apar dantele late croșetate. Cromatică: bleu, alb, roșu, maron, galben, negru, gri. | Muzeul de Artă Populară, Constanța | Cimec    |
|      | Ștergar                                    | Datare: 1914 Descoperit: jud. TULCEA, ENISALA Material: bumbac; borangic; fir metalic; țesut în 2 ițe; ales peste fire | La capetele țesute cu borangic ale ștergarului, decorul este grupat pe trei registre. În cel median apar două motive avimorfe afrontate, iar în celelalte, două tipuri de motive florale, ordonate în frize. Delimitarea registrelor este realizată prin grupuri de vărguțe. Cromatică: alb, crem, roșu, ciclamen, albastru, verde. | Muzeul de Artă Populară, Constanța | Cimec    |
|      | Ștergar Autor: Dincă, Ileana               | Datare: 1/4 sec XX Descoperit: jud. CONSTANȚA, com. OLTINA Material: bumbac; borangic; țesut în 2 ițe; ales peste fire; ajur; tivit cu găurele | Capetele ștergarului, țesute cu borangic, sunt decorate cu motive zoomorfe (lei), încadrând un motiv fitomorf (pomul vieții), dispuse identic pe două registre. Delimitarea acestora se realizează prin benzi cu ornamente geometrice ajurate sau alese (meandre) și grupuri de vărguțe. | Muzeul de Artă Populară, Constanța | Cimec    |
|      | Ștergar                                    | Datare: 1/4 sec XX Descoperit: jud. CONSTANȚA Material: bumbac; țesut în 2 ițe; ales printre fire | Decorul este structurat pe două registre, dispuse la capetele ștergarului și delimitate prin vărguțe. În primul registru apar motive avimorfe, iar în cel de-al doilea, mai amplu ca întindere, sunt figurați doi călăreți, purtând veșminte militare, încadrați de câte două păsări. Cromatică: alb, roșu, albastru, galben. | Muzeul de Artă Populară, Constanța | Cimec    |
|      | Lepedeu                                    | Datare: 1/4 sec XX Material: bumbac; bumbac mercerizat; dantelă; năvădit; țesut; ales printre fire; ales peste fire; încheiat cu acul | Piesa se compune din două foi ornamentate prin învărgare și unite printr-o dantelă bicromă. La capete prezintă trei registre cu motive geometrice și florale stilizate. Pe una din liziere, piesa este ornamentată cu dantelă. Cromatică: alb, roșu, orange, verde, albastru, negru. | Muzeul de Artă Populară, Constanța | Cimec    |
|      | Scoarță                                    | Datare: 2/2 sec XIX Material: lână; țesut în 4 ițe; ales cu găurele | Scoarță cu câmp central și triplu chenar marginal. Pe fondul violet-albăstrui al câmpului central este reprezentat în trei variante motivul pomului vieții, încununat de o rozetă și motive avimorfe. Pe chenarele marginale prezintă motive florale, fitomorfe, avimorfe, zoomorfe (broasca, racul). Cromatica: violet-albăstrui, roșcat, roșu, olive, galben, albastru, orange, alb. | Muzeul de Artă Populară, Constanța | Cimec    |
|      | Scoarță                                    | Datare: 1862 Material: cânepă; lână; țesut în 2 ițe; ales întrepătruns; ales cu găurele | Scoarța este de tipul celei cu chenar și câmp central. În câmpul central, pe un fond albastru, sunt repetate două reprezentări ale pomului vieții, asociate cu motive avimorfe puternic stilizate. Chenarul dublu, cu fond negru și verde, este decorat cu motivul pomului vieții și motive geometrice. Cromatica: albastru, verde, negru, brun, cafeniu, olive, roșu, galben și alb. Anul execuției „1862” și inscripția cu grafie slavonă apar țesute cu roșu în partea superioară a scoarței. | Muzeul de Artă Populară, Constanța | Cimec    |
|      | Lepedeu                                    | Datare: 1/4 sec XX Descoperit: jud. BRAȘOV, BRAȘOV Material: cânepă; bumbac; dantelă; năvădit; țesut; ales peste fire; ales printre fire; încheiat cu acul | Piesa se compune din două foi ornamentate prin învărgare, îmbinate printr-o dantelă bicromă. La capete apare câte un registru cu motive geometrice, încadrat cu benzi cu ornamente punctiforme. La extremități, prezintă franjuri din urzeală. Cromatică: crem, alb, bleumarin, roșu, negru. | Muzeul de Artă Populară, Constanța | Cimec    |
|      | Față de masă                               | Datare: 1/4 sec XX Descoperit: jud. BRAȘOV, BRAȘOV Material: bumbac; dantelă croșetată; țesut în 4 ițe; ales peste fire; ales printre fire; încheiat cu acul | Față de masă este alcătuită din două foi de țesătură, îmbinate prin dantelă bicromă. Țesătura este învărgată pe toată lungimea, unele dintre vărguțe prezentând și alesături punctiforme. La capete apar câte trei registre cu motive geometrice și florale stilizate. Extremitățile piesei sunt marcate prin dantele lucrate cu bumbac roșu și alb. Cromatică: alb, roșu, negru. | Muzeul de Artă Populară, Constanța | Cimec    |
|      | Ștergar                                    | Datare: 1/4 sec XX Descoperit: jud. CONSTANȚA, CONSTANȚA Material: bumbac; borangic; țesut în 2 ițe; ales printre fire | Ștergarul prezintă la capete trei registre decorative cu lățimi diferite. Cel median este ornamentat cu trei motive avimorfe, iar celelalte două cu motive fitomorfe, având însă dimensiuni diferite. Registrele apar delimitate prin grupuri de vărguțe. Mijlocul este ornamentat prin învărgare. Cromatică: alb, crem, roșu, negru. | Muzeul de Artă Populară, Constanța | Cimec    |
|      | Lepedeu                                    | Datare: 1/2 sec XX Descoperit: jud. CLUJ, CLUJ-NAPOCA Material: bumbac; dantelă croșetată; țesut în 4 ițe; ales cu tăieturi; încheiat cu acul | Piesa se compune din trei foi de țesătură, asamblate printr-o dantelă croșetată. La unul dintre capete prezintă un registru cu ornamente geometrice. Mijlocul este decorat prin învărgare. Pe margine prezintă dantelă croșetată. Cromatică: alb, roșu, negru. | Muzeul de Artă Populară, Constanța | Cimec    |
|      | Față de masă                               | Datare: 1/2 sec XX Descoperit: jud. CONSTANȚA, CONSTANȚA Material: bumbac; dantelă; țesut în 4 ițe; ales peste fire; ales printre fire; festonat; încheiat cu acul | Față de masă este alcătuită din două foi de țesătură, îmbinate prin dantelă bicromă. Țesătura este învărgată pe toată lungimea, unele dintre vărguțe prezentând și alesături punctiforme. La capete apar câte trei registre cu motive geometrice și florale stilizate. Extremitățile piesei sunt marcate prin dantele lucrate cu bumbac roșu și alb. Cromatică: alb, roșu, negru. | Muzeul de Artă Populară, Constanța | Cimec    |
|      | Scoarță                                    | Datare: 1/2 sec XX Material: bumbac; lână; țesut în 2 ițe; ales cu tăieturi; încheiat cu acul | Compoziția decorativă a scoarței este structurată pe nouă registre orizontale, principalele motive, divers asociate, fiind romburile concentrice cu laturile în trepte și crucile. Tehnica țesăturii - karamani sau „cu tăieturi”. Cele două foi înguste din care este alcătuită scoarța sunt încheiate cu acul. Cromatica: roșu, galben-crom, verde-olive, albastru, violet, alb. | Muzeul de Artă Populară, Constanța | Cimec    |
|      | Scoarță                                    | Datare: 3/4 sec XIX Material: lână; coloranți vegetali; țesut în 4 ițe | Scoarța prezintă un câmp central cu fond albastru și șapte motive florale geometrizate, un chenar cu fond cafeniu străbătut de o torsadă din „s-uri” și pe margini o bordură cu fond ocru și motive geometrice mărunte. | Muzeul de Artă Populară, Constanța | Cimec    |
|      | Scoarță                                    | Datare: 3/4 sec XIX Material: lână; coloranți vegetali; țesut în 2 ițe; ales cu găurele | Scoarța moldovenească este de tipul celei cu câmp central și chenar dublu. Câmpul central cu fond albastru este decorat cu motive fitomorfe simbolizând pomul vieții. Chenarul lat, cu fond brun-cafeniu, este acoperit cu motive fitomorfe complexe, iar chenarul îngust, cu fond verde, este ornamentat cu motive fitomorfe stilizate. Cromatica: albastru, brun, verde, vișiniu, galben, roz, violet, alb, negru. | Muzeul de Artă Populară, Constanța | Cimec    |
|      | Scoarță                                    | Datare: 1849 Material: lână; coloranți vegetali; țesut în 2 ițe; ales cu găurele | Scoarța moldovenească este de tipul celei cu câmp central și chenar dublu. Câmpul central cu fond verde este decorat cu motive fitomorfe („pomul vieții”, frunză) și avimorfe (pasăre). Chenarul marginal cu fond negru este ornamentat cu motive fitomorfe. Cromatica: brun, verde, negru, galben, maro, roșu, roz, alb. | Muzeul de Artă Populară, Constanța | Cimec    |
|      | Scoarță                                    | Datare: 2/4 sec XIX Material: lână; coloranți vegetali; țesut în 2 ițe; ales cu găurele; ales curb | Scoarța moldovenească este de tipul celei cu câmp central și chenar dublu. În câmpul central, cu fond negru, apar realizate motive fitomorfe („pomul vieții”). Chenarul îngust cu fond alb-grej, este decorat cu motive vegetale (vrejul cu flori și frunze stilizate). Cromatica: negru, alb-grej, cafeniu, verde, olive, vișiniu, roz, alb. | Muzeul de Artă Populară, Constanța | Cimec    |
|      | Scoarță                                    | Datare: 3/4 sec XIX Material: lână; coloranți vegetali; țesut în 2 ițe; ales cu găurele | Scoarța moldovenească este de tipul celei cu câmp central și chenar dublu. Câmpul central cu fond gri-cenușiu sunt realizate două reprezentări simetrice ale pomului vieții, desfășurate pe toată lungimea scoarței. Chenarul îngust, cu fond brun-cafeniu, este ornamentat cu motive vegetale stilizate (vrejul cu frunze și flori). Cromatica: gri, brun, vișiniu, roz, galben, alb, bleu, verde. | Muzeul de Artă Populară, Constanța | Cimec    |
|      | Scoarță                                    | Datare: 3/4 sec XIX Material: lână; cânepă; coloranți vegetali; țesut în 4 ițe | Scoarța moldovenească este de tipul celei cu câmp central și chenar. Câmpul central, cu fond albastru, este decorat cu motive fitomorfe („pomul vieții”). Chenarul lat cu fond roz este ornamentat cu motive florale stilizate. Cromatica: albastru, roz, alb, verde, galben, cafeniu, brun. | Muzeul de Artă Populară, Constanța | Cimec    |
|      | Scoarță                                    | Datare: 3/4 sec XIX Material: lână; coloranți vegetali; țesut în 2 ițe; ales cu găurele; ales curb | Scoarța moldovenească este de tipul celei cu câmp central și chenar. Câmpul central, cu fond negru, este decorat cu motive fitomorfe („pomul vieții”) dispuse pe registre orizontale, în grupuri de câte trei reprezentări. Chenarul cu fond verde-olive este ornamentat cu motive vegetale stilizate (vrejul cu frunze și flori). Cromatica: negru, verde-olive, galben, roșu, verde, alb, cafeniu, roz, vișiniu. | Muzeul de Artă Populară, Constanța | Cimec    |
|      | Scoarță                                    | Datare: 2/4 sec XIX Material: lână; coloranți vegetali; țesut în 2 ițe; ales cu găurele | Scoarța moldovenească este de tipul celei cu câmp central și chenar. Câmpul central, cu fond negru, este decorat prin repetiția și alternanța a două tipuri de reprezentări abstractizate ale pomului vieții, asociate cu motive vegetale și antropomorfe stilizate. Cromatica: negru, gri, roșu, roz, verde pal, alb, galben. | Muzeul de Artă Populară, Constanța | Cimec    |
|      | Scoarță                                    | Datare: 1/2 sec XIX Material: lână; coloranți vegetali; țesut în 2 ițe; ales cu găurele | Scoarța moldovenească este de tipul celei cu câmp central și chenar. Câmpul central, cu fond brun, este decorat cu motive vegetale („pomul vieții”), având aparența unor ramuri cu doi boboci și trei frunze subțiri. Chenarul, cu fond roz, prezintă motive vegetale stilizate (vrejul cu frunze și flori). Pe margini, borduri cu motive „în dinți de lup” sau „fierăstrău”. Cromatica: brun, roz, verde, galben, albastru, alb. | Muzeul de Artă Populară, Constanța | Cimec    |
|      | Scoarță                                    | Datare: 3/4 sec XIX Material: lână; coloranți vegetali; țesut în 2 ițe; ales cu găurele | Scoarța moldovenească este de tipul celei cu câmp central și chenar. Câmpul central, cu fond negru, este decorat cu un motiv vegetal („pomul vieții”) desfășurat pe toată suprafața într-o reprezentare extrem de stilizată, la fel ca și motivele florale și avimorfe care i se asociază. Chenarul, cu fond verde-olive, este ornamentat cu motive vegetale stilizate și geometrice. Cromatica: negru, verde-olive, roz, violet, vișiniu, alb, galben, albastru. | Muzeul de Artă Populară, Constanța | Cimec    |
|      | Scoarță                                    | Datare: 1/2 sec XIX Material: lână; coloranți vegetali; țesut în 2 ițe; ales cu găurele | Țesătura este un fragment de scoarță întrucât prezintă numai pe una din laturile lungi un chenar cu motivul „dinți de fierăstrău”. Compoziția decorativă este reprezentată de motivul vegetal „pomul vieții”, dispus pe șase registre cu fond diferit: roz, negru, galben, albastru, brun, verde. | Muzeul de Artă Populară, Constanța | Cimec    |
|      | Scoarță                                    | Datare: 3/4 sec XIX Material: lână; cânepă; coloranți vegetali; țesut în 2 ițe; ales cu găurele | Țesută dintr-o singură foaie, scoarța prezintă un chenar decorat cu motive rombiforme și geometrice liniare. Câmpul central este în întregime decorat cu „heli” - motive romboidale concentrice cu laturile în trepte și „cârlige”. Cromatica: violet, albastru, cafeniu, verde-olive, galben, brun, alb. | Muzeul de Artă Populară, Constanța | Cimec    |
|      | Scoarță                                    | Datare: 3/4 sec XIX Material: lână; coloranți vegetali; țesut în 2 ițe; ales cu găurele | Scoarța maramureșeană prezintă pe laturile lungi chenare cu motive rombiforme pe fonduri de alb și galben. Pe laturile înguste apar chenare cu motive geometrice în trepte. Câmpul central al scoarței este decorat cu motive romboidale dispuse în casete octogonale ordonate în trei șiruri, având fondul țesut alternativ cu alb și galben. Motivele decorative sunt țesute cu vișiniu, albastru, galben, verde-olive, alb. | Muzeul de Artă Populară, Constanța | Cimec    |
|      | Scoarță                                    | Datare: 3/4 sec XIX Material: lână; bumbac; coloranți vegetali; țesut în 2 ițe; ales cu tăieturi | Scoarța, denumită local „chilim”, se înscrie în categoria celor cu motivul central denumit „stolă”. Câmpul central cu fond roșu este încadrat de chenare late țesute cu verde-olive și ornamentate cu motive geometrice policrome. „Stola” centrală, cruciformă, este marcată prin linii dințate și ornamentată cu motive geometrice complicate. Cromatica: roșu, alb, verde-olive, galben, albastru, negru, gri-violet, roz. | Muzeul de Artă Populară, Constanța | Cimec    |
|      | Scoarță                                    | Datare: 2/2 sec XIX Material: lână; cânepă; coloranți vegetali; țesut în 2 ițe; ales cu găurele; ales curb | Compoziția decorativă este organizată pe verticală. Motivele centrale: trei personaje militare în reprezentare ecvestră, apar plasate în nișe a căror formă evocă mihrabul din covoarele de rugăciune ale Orientului Apropiat. Câmpurile din afara acestora, cu fond violet, vișiniu și albastru, sunt decorate cu motive florale (nalba), fitomorfe (spicul de grâu) și avimorfe. Cromatica: violet, vișiniu, albastru, alb, roz, verde-olive, ocru, orange, gri. | Muzeul de Artă Populară, Constanța | Cimec    |
|      | Scoarță                                    | Datare: 2/2 sec XIX Material: lână; coloranți vegetali; țesut în 2 ițe; ales cu tăieturi | Scoarța prezintă două chenare și câmp central. Chenarul dinspre margini, cu fond negru, este ornamentat cu șiruri de motive rombiforme și triunghiulare; cel de-al doilea chenar, cu fond alb, este decorat cu motive florale stilizate. În câmpul central, cu fond negru, apar romburi concentrice cu laturile simple sau în trepte. Cromatica: alb, negru, brun-roșcat, verde-olive, verde-cenușiu, albastru, cărămiziu, galben. | Muzeul de Artă Populară, Constanța | Cimec    |
|      | Țesătură de cort                           | Datare: 2/2 sec XIX Material: lână; coloranți vegetali; țesut în 2 ițe; brodat peste fire; cheiță | Țesătura pentru cort se compune din patru foi: două țesute din lână brună, una din lână verde și una muștar, îmbinate prin cheițe. Câmpurile centrale ale fiecărei foi sunt împărțite în registre cu un decor foarte variat și diferit de la o foaie la alta: motive geometrice, fitomorfe, florale. Decorul este realizat în tehnica alesului printre fire și prin broderie peste fire, cu lână policromă: alb, roz, galben, verde, violet, albastru, roșu, bej, vișiniu, orange. | Muzeul de Artă Populară, Constanța | Cimec    |
|      | Scoarță                                    | Datare: 3/4 sec XIX Material: lână; coloranți vegetali; țesut în 2 ițe; ales cu tăieturi; cusut | Alcătuit din două foi încheiate cu acul, covorul se particularizează prin compoziție organizată pe 11 câmpuri decorative, după principiile alternanței și simetriei motivelor de factură geometrică: jumătați de romburi cu laturile în trepte, romburi cu croșete. Pe margini prezintă chenar cu fond alb și motive geometrice. Cromatica: vișiniu, albastru, brun, cafeniu, verde, galben, alb, negru, violet. | Muzeul de Artă Populară, Constanța | Cimec    |
|      | Scoarță                                    | Datare: 2/2 sec XIX Material: lână; țesut în 2 ițe; ales cu tăieturi; karamani | Covorul se particularizează printr-o compoziție organizată pe registre și o motivistică de factură geometrică: romburi simple, concentrice, cu laturile în trepte, cruci, cârlige duble, „S”-uri, dispuse în registre cu fond brun, albastru, roșu-vișiniu. Motivele sunt alese în tehnica karamani, în tonuri de roșu, vișiniu, verde, kaki, orange, galben, albastru, brun, alb. | Muzeul de Artă Populară, Constanța | Cimec    |
|      | Scoarță                                    | Datare: 2/2 sec XIX Material: lână; țesut în 2 ițe; ales cu tăieturi; karamani | Covorul se particularizează printr-o compoziție organizată pe registre și o motivistică de factură geometrică: romburi simple, concentrice, cu laturile în trepte, cruci, cârlige duble, „S”-uri, dispuse în registre cu fond brun, albastru, roșu-vișiniu. Motivele sunt alese în tehnica karamani, în tonuri de roșu, vișiniu, verde, kaki, orange, galben, albastru, brun, alb. | Muzeul de Artă Populară, Constanța | Cimec    |
|      | Față de masă                               | Datare: 1/4 sec XX Descoperit: jud. CONSTANȚA, CONSTANȚA Material: bumbac; dantelă croșetată; năvădit; ales cu speteaza; încheiat cu acul | Piesa se compune din două foi de țesătură caracterizate printr-o textură reliefată, îmbinate prin dantelă croșetată. Decorul, dispus la capete pe trei registre, se bazează pe motive rombiforme, alese cu bumbac roșu. Pe margini prezintă dantelele croșetate. Cromatică: alb, roșu. | Muzeul de Artă Populară, Constanța | Cimec    |
|      | Ștergar                                    | Datare: 1/4 sec XX Descoperit: jud. CONSTANȚA, com. GÂRLICIU Material: bumbac; borangic; lână; țesut în 2 ițe; ales peste fire; brodat în cruci; încheiat cu mașina | Capetele ștergarului cu băteală din borangic prezintă un decor variat, structurat pe patru registre. În registrul marginal apar motive avimorfe (două păsări afrontate), în cele mediane apar motive zoomorfe și avimorfe (un leu, o pasăre pe ramură înflorită, doi cai afrontați), iar în ultimul, motive florale stilizate. Numele „MARINA” – inscripționat în cel de al doilea registru. | Muzeul de Artă Populară, Constanța | Cimec    |
|      | Covor                                      | Datare: 1/4 sec XX Descoperit: jud. CONSTANȚA Material: lână; țesut în 2 ițe; ales cu tăieturi; karamani | Compoziția ornamentală a piesei este organizată într-un câmp central dreptunghiular și câte trei registre decorative la cele două capete. Câmpul central prezintă pe un fond vișiniu (fanat) motive geometrice triunghiulare în bicromia alb-negru, asociate cu motive antropomorfe („mâna”) alese cu lână bleumarin, neagră, albă. Registrele de la capete prezintă motive geometrice realizate în tehnica karamani, cu lână bleumarin, galbenă, neagră. | Muzeul de Artă Populară, Constanța | Cimec    |
|      | Ștergar Autor: Maria, Ion                  | Datare: 1/4 sec XX Descoperit: jud. CONSTANȚA, com. OLTINA Material: bumbac; borangic; dantelă croșetată; țesut în 2 ițe; ales peste fire; ajur; încheiat cu acul | Decorul vegetal este repartizat la capetele ștergarului (cu băteala din borangic) pe trei registre, alternate cu cu benzi cu motive geometrice și vărguțe. Registrul median, mai amplu, este dominat de două motive florale (maci) cu dispunere simetrică. Celelalte registre au motive fitomorfe și florale ordonate în friză. La extremități sunt aplicate dantele croșetate. Cromatică: alb, crem, roșu, negru. | Muzeul de Artă Populară, Constanța | Cimec    |
|      | Ștergar Autor: Maria, Ion                  | Datare: 1/4 sec XX Descoperit: jud. CONSTANȚA, com. OLTINA Material: bumbac; borangic; dantelă industrială; țesut în 2 ițe; șabac; tivit cu găurele; cusut | Capetele ștergarului cu băteala din borangic au decorul ordonat pe trei registre, alternate cu benzi cu motive geometrice și grupuri de vărguțe. Registrul median, mai amplu, este dominat de un medalion cu ornamente vegetale în care apar un motiv antropomorf (femeie) și unul avimorf (pasăre de curte). Celelalte două registre prezintă motive florale și fitomorfe. La extremități sunt aplicate dantele industriale. Cromatica: crem, alb. | Muzeul de Artă Populară, Constanța | Cimec    |
|      | Ștergar Autor: Deacu, Ioana (n. 1904)      | Datare: 1/4 sec XX Descoperit: jud. CONSTANȚA, com. OLTINA Material: bumbac; borangic; dantelă industrială; țesut în 2 ițe; ales peste fire; șabac; tivit cu găurele; cusut | Capetele ștergarului cu băteala din borangic prezintă un decor floral și geometric ordonat pe trei registre (de aceeași lățime), alternate cu benzi cu elemente geometrice și grupuri de vărguțe. La extremități sunt aplicate dantele industriale. Cromatica: alb, crem, brun. | Muzeul de Artă Populară, Constanța | Cimec    |
|      | Ștergar Autor: Andronic Maria (n. 1912)    | Datare: 1/2 sec XX Descoperit: jud. CONSTANȚA, com. OLTINA Material: bumbac; borangic; dantelă industrială; țesut în 2 ițe; șabac; ales peste fire | Capetele ștergarului cu băteala din borangic se caracterizează printr-un decor floral și geometric ordonat pe trei registre de aceeași lățime, alternate cu benzi de ornamente geometrice și grupuri de vărguțe. La extremitățile ștergarului sunt aplicate dantele de proveniență industrială. Cromatica: alb, crem, roșu. | Muzeul de Artă Populară, Constanța | Cimec    |
|      | Ștergar                                    | Datare: 1/4 sec XX Descoperit: jud. CONSTANȚA, com. OLTINA Material: bumbac; borangic; țesut în 2 ițe; ales peste fire; șabac; încheiat cu acul; tivit | Capetele ștergarului cu băteala din borangic sunt ornamentate cu motive florale și geometrice dispuse pe trei registre, alternate cu benzi cu motive geometrice (ajurate) și grupuri de vărguțe. Extremitățile sunt tivite manual. Cromatica: alb, crem. | Muzeul de Artă Populară, Constanța | Cimec    |
|      | Ștergar Autor: Manole, Mirona              | Datare: 1/4 sec XX Descoperit: jud. CONSTANȚA, com. OLTINA Material: bumbac; borangic; bumbac mercerizat; dantelă; țesut în 2 ițe; șabac; încheiat cu mașina | Capetele ștergarului cu băteala din borangic prezintă motive fitomorfe ordonate pe trei registre, marcate prin benzi cu ornamente geometrice ajurate și grupuri de vărguțe. În registrul median, mai amplu, apar două motive fitomorfe (frunze de viță-de-vie), iar în celelalte, motive fitomorfe dispuse pe un vrej. La extremități sunt aplicate dantele. Cromatică: alb, crem. | Muzeul de Artă Populară, Constanța | Cimec    |
|      | Ștergar Autor: Rotea, Vasilica (n. 1902)   | Datare: 1/4 sec XX Descoperit: jud. CONSTANȚA, com. OLTINA Material: bumbac; borangic; dantelă croșetată; țesut în 2 ițe; ales peste fire; șabac; încheiat cu acul; croșetat | Capetele ștergarului cu băteala din borangic prezintă motive fitomorfe, ordonate pe trei registre și dispuse în friză. Registrele sunt alternate cu benzi cu motive geometrice și grupuri de vărguțe. La extremități sunt aplicate dantele înguste, asociate cu ciucuri bicromi. Cromatică: alb, crem, roșu, negru. | Muzeul de Artă Populară, Constanța | Cimec    |
|      | Ștergar                                    | Datare: 1/4 sec XX Descoperit: jud. CONSTANȚA, com. OLTINA Material: bumbac; borangic; dantelă industrială; țesut în 2 ițe; șabac; tivit | Capetele ștergarului cu băteala din borangic prezintă un decor floral și geometric organizat pe trei registre, alternate cu benzi cu ornamente geometrice ajurate și grupuri de vărguțe. La extremități, apar dantele de proveniență industrială. Cromatică: alb, roșu. | Muzeul de Artă Populară, Constanța | Cimec    |
|      | Față de iorgan                             | Datare: 1/4 sec XX Descoperit: jud. CONSTANȚA, BĂNEASA Material: lână; bumbac; țesut în 4 ițe; ales peste fire; cusut; tivit | Piesa este țesută integral din lână de culoare neagră. Pe toată suprafața sunt alese motive geometrice numite „miez de nucă”. Cromatica: vișiniu, verde, galben, mov și alb. | Muzeul de Artă Populară, Constanța | Cimec    |
|      | Covor                                      | Datare: 1/4 sec XX Descoperit: jud. TULCEA, com. SARICHIOI, ENISALA Material: lână; bumbac; țesut în 2 ițe; ales peste fire; încheiat cu acul | Cele două foi de țesătură au fiecare câte un chenar cu motive geometrice alese peste fire cu lână policromă. Mijlocul cu fond negru este ornamentat tot cu motive geometrice, la care se adaugă motivul denumit popular „floarea păretarului”, alese cu lână în aceleași tonuri ca și chenarul. Cromatica: verde, albastru, alb, violet, roșiu, orange, galben, roz. | Muzeul de Artă Populară, Constanța | Cimec    |
|      | Foaie de perete                            | Datare: 1/4 sec XX Descoperit: jud. TULCEA, com. CEAMURLIA DE JOS, LUNCA Material: lână; țesut în 2 ițe; ales peste fire; tivit | Pe fondul negru apar șapte motive zoomorfe (cai), însoțite de șapte motive antropomorfe (femei), alese peste fire cu lână policromă. Aceste motive, asociate cu motive florale, sunt încadrate într-un chenar compus din vărgi și alesături „cu bobu”. Cromatica: alb, roșu, violet, albastru, galben, verde, ciclamen. | Muzeul de Artă Populară, Constanța | Cimec    |
|      | Așternut de pat                            | Datare: 1/4 sec XX Descoperit: jud. CONSTANȚA, CONSTANȚA Material: lână; bumbac; țesut în 4 ițe; ales peste fire; încheiat cu croșeta | Piesa se compune din trei foi de țesătură din lână. Pe fond negru se succed grupuri de vărgi roșii (late), galbene și verzi. Vărgile albe sunt asociate cu alesături „cu bobu” (peste fire) cu lână neagră. | Muzeul de Artă Populară, Constanța | Cimec    |
|      | Lăicer                                     | Datare: 1/2 sec XIX Descoperit: jud. BUCUREȘTI Material: lână; țesut în 2 ițe; ales cu găurele | Pe fondul negru al lăicerului sunt alternante două tipuri distincte de motive reprezentând pomul vieții, supuse unui geometrism accentuat. În câmpul decorativ apropiat unuia din capetele lăicerului, sunt inserate două motive floarale. Cromatică: negru, brun, verde, cafeniu, violet, gri-albăstrui, roz, galben-pai, albastru. | Muzeul de Artă Populară, Constanța | Cimec    |
|      | Lăicer                                     | Datare: 1/2 sec XIX Descoperit: jud. BUCUREȘTI Material: lână; țesut în 2 ițe; ales cu găurele | Pe fondul negru al lăicerului sunt alternate și repetate două variante ale motivului „pomului vieții”, realizate într-un accentuat geometrism. Pe laturile lungi prezintă chenare cu fond albastru-verzui, ornamentate cu motive rombiforme. Cromatică: galben, roz, violet, albastru, cafeniu, brun. | Muzeul de Artă Populară, Constanța | Cimec    |
|      | Lăicer                                     | Datare: 1/2 sec XIX Descoperit: jud. BUCUREȘTI Material: lână; țesut în 2 ițe; ales cu găurele | În câmpul negru al lăicerului apar șiruri de câte trei motive fitomorfe, alternând cu perechi de rămurele cu trei frunze (sau flori), tratate cu un riguros geometrism. Un chenar îngust cu motive zimțate apare doar pe una dintre laturile lungi ale țesăturii. Laturile înguste prezintă chenare diferite, cu motive „în zimți” și florale cruciforme. | Muzeul de Artă Populară, Constanța | Cimec    |
|      | Foaie de pat                               | Datare: 1/4 sec XX Descoperit: jud. BUCUREȘTI Material: bumbac; lânică; țesut în 2 ițe; brodat peste fire; cusut peste muchie | Câmpul central este în întregime ornamentat cu motive zoomorfe brodate peste fire cu vișiniu, roșu, albastru, verde, orange. La cele două capete prezintă chenare cu motive rombiforme dispuse în rețea și șiruri de ornamente florale geometrizate, brodate în aceeași paletă cromatică. | Muzeul de Artă Populară, Constanța | Cimec    |
|      | Scoarță                                    | Datare: 1/2 sec XIX Descoperit: jud. BRAȘOV, BRAȘOV Material: lână; țesut în 4 ițe; ales cu găurele; ales cu tăieturi | Compoziția scoarței este influențată de covorul de rugăciune oriental cu mihrab plasat în centru, încadrând motivul arborelui vieții. În centrul nișei cu arc frânt în partea superioară, pe fond vișiniu, apare pomul vieții, realizat cu zece ramuri simetric dispuse față de axul central. Câmpul rămas în afara nișei prezintă un fond albastru cu motive geometrice mărunte. Pe margini – un chenar cu motive fitomorfe pe fond verde. | Muzeul de Artă Populară, Constanța | Cimec    |
|      | Față de masă                               | Datare: 1/2 sec XX Descoperit: jud. CLUJ, CLUJ-NAPOCA Material: cânepă; bumbac; dantelă croșetată; năvădit; țesut; ales cu tăieturi; tivit cu găurele; croșetat | Piesa este compusă din două foi, ornamentate prin învărgare. La capete prezintă câte un registru cu motive geometrice rombiforme și triunghiulare, alese cu tăieturi. Foile sunt îmbinate cu dantelă croșetată, iar marginile, tivite cu găurele, ornamentate cu colțișori. Cromatică: alb, roșu, negru. | Muzeul de Artă Populară, Constanța | Cimec    |
|      | Foaie de perete                            | Datare: 1/4 sec XX Material: lână; bumbac; țesut în 2 ițe; ales cu mâna; încheiat cu acul | Compoziția decorativă a păretarului - cu câmp continuu - se bazează pe motive rombiforme concentrice alese cu bumbac alb și lână policromă: maro, galbenă, verde, roșie, mov. | Muzeul de Artă Populară, Constanța | Cimec    |
|      | Foaie de perete                            | Datare: 1/4 sec XX Descoperit: jud. TULCEA, com. SARICHIOI, ENISALA Material: bumbac; lână; țesut în 2 ițe; ales peste fire; tivit cu acul | Piesa cu fond negru este învărgată pe toată suprafața cu grupuri de vărgi în tonuri de ciclamen, galben, albastru, roșu, alb, verde, brun, maro, asociate cu alesături geometrice în aceeași cromatică. | Muzeul de Artă Populară, Constanța | Cimec    |
|      | Pâur                                       | Datare: 1890 Descoperit: jud. Constanța, MEDGIDIA Dimensiuni: Î: 12 cm Material: metal; turnat; gravat | Turnată dintr-un metal alb, piesa are forma paralelipipedică, baza foarte ușor evazată, iar orificiul de curgere spiralat. Ornamentația, repartizată pe întreaga suprafață, a fost realizată prin gravare; pe părțile laterale - motive geometrice: linii vălurite; același tip de decor îl regăsim și pe cele două fețe, dar alcătuind un chenar care încadrează un motiv floral stilizat. | Muzeul de Artă Populară, Constanța | Cimec    |
|      | Căldare                                    | Datare: 1937 Descoperit: jud. Constanța, COBADIN Dimensiuni: Î: 17 cm Material: aramă; cositor; ciocănit; turnat; cositorit; gravat | Vasul prezintă gura răsfântă și fundul ușor bombat; sub gură apar două cercuri în relief. Pereții vasului sunt ornamentați cu motive geometrice (meandrice); mânerul cu terminații în formă de săgeată este susținut de două urechi de prindere, fixate prin câte patru nituri; pe ambele părți ale mânerului apar linii oblice, iar sub gura vasului două cercuri în relief. | Muzeul de Artă Populară, Constanța | Cimec    |
|      | Ghium                                      | Datare: 1936 Descoperit: jud. Constanța, CONSTANȚA Dimensiuni: Î: 34 cm Material: aramă; ciocănit; turnat; cositorit; ștanțat; gravat; lipit | Piesă de formă tronconică, cu capac și toartă. Toarta ghiumului începe de la jumătatea vasului și se modelează în formă de acoladă până la gură, fiind prinsă cu ajutorul niturilor. Pe gâtul vasului - motive geometrice liniare și o ștampilă. | Muzeul de Artă Populară, Constanța | Cimec    |
|      | Pâur                                       | Datare: 1927 Descoperit: jud. Constanța, CONSTANȚA Dimensiuni: Î: 17,5 cm Material: metal; turnat; gravat | Flacon de formă paralelipipedică, gât prevăzut cu filet pentru fixarea capacului, ornamentat pe întreaga suprafață cu motive florale; pe una din fețe este gravată o inscripție. | Muzeul de Artă Populară, Constanța | Cimec    |
|      | Tavă                                       | Datare: 1/4 sec XIX Descoperit: jud. Constanța, CONSTANȚA Dimensiuni: Î: 4 cm Material: aramă; cositor; ciocănit; turnat; cositorit; gravat | Tava cu marginile răsfrânte și îndoite prezintă în interior motive geometrice (linii oblice) asociate cu urme ale baterii; acoperită cu un strat de cositor. | Muzeul de Artă Populară, Constanța | Cimec    |
|      | Ploscă                                     | Datare: 1/4 sec XIX Descoperit: jud. București Dimensiuni: Î: 40 cm; D: 33 cm Material: aramă; cositor; șnur împletit; ciocănit; turnat; cositorit; lipit; împletit | Piesa este confecționată din aramă, ulterior cositorită; formă rotundă, decorată cu cercuri concentrice suprapuse; prevăzută cu urechi de prindere a șnurului împletit din lână - de susținere sau agățare. | Muzeul de Artă Populară, Constanța | Cimec    |
|      | Ploscă                                     | Datare: 1928 Descoperit: jud. Constanța, CONSTANȚA Dimensiuni: Î: 15 cm; D: 10 cm Material: aramă; cositor; turnat; incizat; gravat | Flacon de formă rotundă, cu picior de formă trapezoidală și gât prevăzut cu filet pentru fixarea capacului; ornamentat cu cercuri concentrice incizate; pe una din fețe, gravat. | Muzeul de Artă Populară, Constanța | Cimec    |
|      | Căldare                                    | Datare: 1930 Descoperit: jud. Constanța, CONSTANȚA Dimensiuni: Î: 18 cm Material: aramă; alamă; cositor; ciocănit; turnat; nituit; gravat | Căldarea cu formă tronconică, modelată prin ciocănire, din foaie de aramă, prezintă o toartă cu extremități arcuite și inele de fixare ale acesteia, nituite. Sub buza răsfrântă apar trei ornamente circulare. Pe pereții căldării sunt gravate în caractere slave numele comanditarului N.Ț. KARAMIHALOV și anul de execuție 1930. | Muzeul de Artă Populară, Constanța | Cimec    |
|      | Căldare                                    | Datare: 1930 Descoperit: jud. Constanța, CONSTANȚA Dimensiuni: Î: 15 cm; Îcapac: 7,5 cm Material: aramă; alamă; cositor; ciocănit; turnat; gravat; cositorit | Atât căldarea cât și capacul acesteia au formă tronconică și sunt modelate din aramă prin ciocănire sau turnare. Toarta căldării cu formă semicirculară, prezintă extremități arcuite trecute prin bucle de acroșare, fixate prin nituri. Sub buza răsfrântă a căldării apar două ornamente circulare. Pe toarta din alamă și la baza căldării apar ornamente liniare incizate. Pe pereții căldării sunt gravate numele comanditarului D. Nikolov și anul execuției 1930. | Muzeul de Artă Populară, Constanța | Cimec    |
|      | Tavă                                       | Datare: 1930 Descoperit: jud. Constanța, CONSTANȚA Dimensiuni: Î: 6,5 cm Material: aramă; alamă; cositor; ciocănit; turnat; gravat; cositorit | Tavă din aramă de formă tronconică, prezintă o buză răsfrântă și toarte din alamă, fixate prin nituri. Piesa este cositorită. Pe margini apar numele comanditarului (în caractere slave) NICODOV și anul execuției 1927. | Muzeul de Artă Populară, Constanța | Cimec    |
|      | Tavă                                       | Datare: 1/4 sec XIX Descoperit: jud. Constanța, CONSTANȚA Dimensiuni: Î: 4,5 cm Material: aramă; cositor; ciocănit; gravat; cositorit | Tavă din aramă modelată prin ciocănire, integral cositorită. Prezintă un decor geometric pe buza răsfrântă, pe pereții interiori și la baza acestora. Același tip de decor, în dispunere radială, asociat cu o rozetă, se regăsește și pe dosul piesei. | Muzeul de Artă Populară, Constanța | Cimec    |
|      | Pâur                                       | Datare: 1921 Descoperit: jud. Constanța, CONSTANȚA Dimensiuni: Î: 16,5 cm Material: metal; cositor; turnat; cositorit; gravat | Flaconul metalic cu dop înfiletat prezintă pe ambele fețe un decor fitomorf („pomul vieții”). În câmpul inferior al uneia dintre fețe este indicat anul de execuție 1921, iar pe cealaltă față, numele comanditarului piesei, Mihali Țerov. Părțile laterale, mai înguste, sunt ornamentate cu motive florale și geometrice. | Muzeul de Artă Populară, Constanța | Cimec    |
|      | Căpitin'iu                                 | Datare: 1/4 sec XX Descoperit: jud. Constanța, MIHAIL KOGĂLNICEANU Material: lână; țesut în 2 ițe; feston; cusut | Piesa țesută din lână se caracterizează printr-o formă dreptunghiulară alungită și un decor de factură geometrică, repartizat pe suprafața feței acesteia, în funcție de trei motive romboidale. Dosul este ornamentat prin învărgare. Marginile sunt îmbinate prin feston lucrat cu lână policromă. Cromatica: negru, orange, albastru, verde, ciclamen, mov, vișiniu, maro, violet. | Muzeul de Artă Populară, Constanța | Cimec    |
|      | Puráva tendă                               | Datare: 1/4 sec XX Descoperit: jud. Constanța, MEDGIDIA Material: lână; păr de capră; țesut în 2 ițe; ales peste fire; bătut la piuă; festonat | Piesa este alcătuită din patru foi de țesătură din lână și păr de capră de culoare brună. Foile sunt decorate cu grupaje de câte trei vărgi țesute cu lână albă. La cele două capete apare câte un registru îngust cu alesături „cu bobu” realizate în bicromia roșu-bleumarin. | Muzeul de Artă Populară, Constanța | Cimec    |
|      | Țesătură de căpătâie                       | Datare: 3/4 sec XIX Descoperit: jud. Constanța, CONSTANȚA Material: lână; bumbac; țesut în 2 ițe; ales printre fire | Piesa este țesută din lână pe urzeală de bumbac și prezintă compoziții decorative identice pe ambele fețe. Câmpul central cu fond verde este decorat cu motive fitomorfe (arborele vieții) și avimorfe, alese printre fire cu roșu, brun, alb, galben, albastru și frez. Câmpul central este mărginit de un chenar cu motive geometrice, țesut cu lână roșie. | Muzeul de Artă Populară, Constanța | Cimec    |
|      | Căpitin'iu                                 | Datare: 1/4 sec XX Descoperit: jud. Tulcea, BEIDAUD Material: lână; fir metalic; șnur împletit; ciucuri; țesut în 2 ițe; împletit; cusut; festonat | Piesa este țesută din lână policromă. Fața este decorată cu motive geometrice (romburi concentrice) țesute cu lână vișinie, albastră, bleumarin, violet, verde și fir metalic. Dosul pernei este decorat cu vărgi de lățimi diferite, culorile alternând după o anumită regulă: negru, verde, albastru, bleumarin, maro. Pe margini prezintă feston și ciucuri din lână policromă. | Muzeul de Artă Populară, Constanța | Cimec    |
|      | Căpitin'iu                                 | Datare: 1/4 sec XX Descoperit: jud. Tulcea, BEIDAUD Material: lână; bumbac; fir metalic; ciucuri; lănțișor; țesut în 2 ițe; festonat; înnodat; croșetat | Piesa este țesută în două ițe din lână pe urzeală din bumbac. Fața pernei este decorată cu motive geometrice (romburi zimțate concentrice) țesute cu lână roșie, albastră, neagră, vișinie, verde, brun, mov și cu fir metalic auriu și argintiu. Dosul pernei este învărgat cu lână policromă. Pe marginile pernei apar ciucuri policromi. | Muzeul de Artă Populară, Constanța | Cimec    |
|      | Căpitin'iu                                 | Datare: 1/2 sec XX Descoperit: jud. Constanța, CONSTANȚA Material: lână; bumbac; dantelă croșetată; șnur răsucit; țesut în 4 ițe; ales peste fire; croșetat; festonat | Piesa este țesută în patru ițe din lână pe urzeală de bumbac. Fața pernei prezintă un decor geometric (rombiform) dispus în registre înguste ce alternează cu vărgi cu alesături cu „bobul” și vărgi simple, policrome. Dosul pernei este decorat cu vărgi simple, asociate cu alesături cu „bobul”. Pe marginile pernei a fost aplicată o dantelă croșetată maro. Cromatica: roșu, vișiniu, brun, alb, verde, negru, galben, albastru. | Muzeul de Artă Populară, Constanța | Cimec    |
|      | Sazmă                                      | Datare: 3/4 sec XIX Descoperit: jud. Constanța, CONSTANȚA Material: lână; păr de capră; țesut în 2 ițe; bătut la piuă; încheiat cu acul | Piesa este țesută din păr de capră pe urzeală de lână, ulterior dată la piuă. Pe fondul negru se desfășoară cinci registre cu motive geometrice (romburi încadrate de linii zig-zag-ate), într-o cromatică de roșu, verde, frez, cărămiziu, vișiniu, brun. La capete prezintă două benzi: una roșie și una bleumarin. Cele cinci foi componente ale piesei sunt încheiate cu acul. | Muzeul de Artă Populară, Constanța | Cimec    |
|      | Cergă                                      | Datare: 3/4 sec XIX Descoperit: jud. Constanța, CONSTANȚA Material: lână; țesut în 2 ițe; ales peste fire; bătut la piuă; încheiat cu acul; feston | Iambula se compune din patru foi țesute din lână, în două ițe, date la piuă și îmbinate cu acul. Sistemul de ornamentare se bazează pe alternanța benzilor late cu grupuri de vărguțe și alesături mărunte, „ochi”. Laturile lungi sunt festonate cu lână, iar cele scurte prezintă franjuri înnodați. Cromatica: brun, alb, roșu, orange, negru, maro. | Muzeul de Artă Populară, Constanța | Cimec    |
|      | Cergă                                      | Datare: 4/4 sec XIX Descoperit: jud. Constanța, CONSTANȚA Material: lână; păr de capră; țesut în 2 ițe; ales peste fire; bătut la piuă; încheiat cu acul; feston | Iambula se compune din patru foi țesute din lână și păr de capră, în două ițe, date la piuă și îmbinate cu acul. Sistemul de ornamentare se bazează pe alternanța cromatică a benzilor, unele încadrate de vărguțe și decorate suplimentar cu motive mărunte, geometrice, alese peste fire („ochi”). Laturile lungi sunt festonate iar cele scurte prezintă franjuri înnodați. Cromatica: brun, alb, roșu, negru. | Muzeul de Artă Populară, Constanța | Cimec    |
|      | Căpitin'iu                                 | Datare: 1/4 sec XX Descoperit: jud. Constanța, CONSTANȚA Material: lână; bumbac; ciucuri; țesut în 2 ițe; ales peste fire; festonat | Piesa este țesută din lână pe urzeală de bumbac. Fața pernei este ornamentată cu șase registre cu motive geometrice rombiforme încadrate de vărgi cu lățimi diferite și alesături cu „bobul”. Dosul pernei este decorat cu vărgi late încadrate de alesături cu „bobul”. Pe margini perna prezintă ciucuri policromi. Cromatica: roșu, negru, alb, albastru, verde, galben, ciclamen, cărămiziu, vișiniu. | Muzeul de Artă Populară, Constanța | Cimec    |
|      | Cergă                                      | Datare: 3/4 sec XIX Descoperit: jud. Constanța, CONSTANȚA Material: lână; păr de capră; franjuri înnodați; țesut în 2 ițe; ales peste fire; bătut la piuă; încheiat cu acul; feston | Piesa este compusă din patru foi de țesătură dreptunghiulară țesute în două ițe din lână și păr de capră și ulterior date la piuă. Toată suprafața prezintă grupuri de câte trei vărgi albe pe fond brun, asociate (alternativ) cu alesături („ochi”) peste fire, negre și vișinii. Laturile mari sunt festonate cu lână neagră. Laturile mici prezintă franjuri înnodați albi. | Muzeul de Artă Populară, Constanța | Cimec    |
|      | Nel'u                                      | Datare: 1/4 sec XIX Descoperit: jud. Constanța, CONSTANȚA Dimensiuni: D: 2 cm Material: aliaj; turnat; lipit; cizelat | Central prezintă o proeminență cu motive florale stilizate, având de o parte și de alta câte trei bumbi, decorați tot cu motive florale. | Muzeul de Artă Populară, Constanța | Cimec    |
|      | Nel'u                                      | Datare: 1/4 sec XIX Descoperit: jud. Constanța, CONSTANȚA Dimensiuni: D: 2 cm Material: metal; turnat; trefilat; lipit | Inelul bărbătesc se caracterizează printr-o verigă lată, ornamentată cu sârmă trefilată și bumbi metalici, repartizați câte trei, de o parte și de celaltă a unui caston cu inscripție incizată, încadrată de elemente liniare. | Muzeul de Artă Populară, Constanța | Cimec    |
|      | Vestă bărbătească                          | Datare: 3/4 sec XIX Descoperit: jud. Constanța, CONSTANȚA Material: postav; găitan; bumbi; țesut în 4 ițe; aplicații; încheiat cu acul | Vestă bărbătească din postav roșu, cu dublu sistem de închidere și liniile croiului și ale celor două buzunare marcate prin găitane din lână neagră. Liniile de decupaj de la nivelul gâtului, marginile vestei și butonierele subliniate prin găitane din fir argintiu. Bumbii sunt realizați din găitan negru. | Muzeul de Artă Populară, Constanța | Cimec    |
|      | Căciulă                                    | Datare: 3/4 sec XIX Descoperit: jud. Constanța, CONSTANȚA Dimensiuni: Bentița: L: 46 CM ; La: 2,5 CM Material: postav; găitan; paiete; mărgele; pânză industrială; aplicații | Căciula femeiască este confecționată din postav roșu și este ornamentată cu găitane din lână și fir metalic, asociate cu broderie aplicată, realizată cu șnur din mătase și paiete. Bentița de susținere a căciulii este decorată cu mărgele tubulare și sferice având marginile marcate prin găitane negre. Bentița este dublată cu pânză industrială. Cromatica: roșu, vișiniu, negru, galben, verde, argintiu, bej. | Muzeul de Artă Populară, Constanța | Cimec    |
|      | Cercel de tâmplă                           | Datare: 3/4 sec XIX Descoperit: jud. Constanța, CONSTANȚA Material: argint; turnat; asamblat | Cercelul integrat în categoria podoabelor pentru căciula femeiască, este realizat dintr-o plăcuță de argint turnată, prezentând un decor floral și șapte lanțuri metalice, fixate la baza acesteia și asociate cu șapte discuri metalice, ornamentate cu rozete. Pe o margine a plăcuței este prins un alt lanț, mai lung, căruia îi sunt atașate tot șapte discuri cu ornamentică florală. La extremitatea acestui lanț este fixat, print-o verigă un alt element de acroșare. | Muzeul de Artă Populară, Constanța | Cimec    |
|      | Brățară                                    | Datare: 1/4 sec XIX Descoperit: jud. Constanța, COBADIN Dimensiuni: D: 6,5 cm Material: metal; sârmă; ciocănit; gravat | Brățara este realizată din două bare metalice, modelate prin ciocănire, prevăzute cu verigi, a căror asamblare se face printr-o sârmă. Piesa este decorată cu motive fitomorfe, tratate în tehnica niello. Marginile - marcate prin dublu chenar liniar. Două lănțișoare metalice sunt acroșate pe una dintre marginile brățării. | Muzeul de Artă Populară, Constanța | Cimec    |
|      | Vestă femeiască                            | Datare: 3/4 sec XIX Descoperit: jud. Constanța, CONSTANȚA Dimensiuni: La umeri: 21 cm Material: postav; găitan; aplicații; încheiat cu acul | Ilicul femeiesc confecționat din postav negru este opulent decorat pe piepți și spate cu broderii aplicate, realizate cu găitane policrome și fir metalic. Cromatică: negru, grena, albastru, verde, auriu. | Muzeul de Artă Populară, Constanța | Cimec    |
|      | Vestă femeiască                            | Datare: 3/4 sec XIX Descoperit: jud. Constanța, CONSTANȚA Dimensiuni: La umeri: 23 cm Material: postav; găitan; galon; pânză industrială; țesut în 4 ițe; dat la piuă; cusut; încheiat cu acul | Piesa este confecționată din postav negru, fiind decorată pe toată suprafața cu aplicații de găitan din lână (vișinie, verde, albastră, neagră) și găitan din fir metalic auriu. Vesta este descheiată în față, fără nasturi, cu colțurile rotunjite. Dosul piesei este dublat cu pânză industrială. | Muzeul de Artă Populară, Constanța | Cimec    |
|      | Toacă di bârnu                             | Datare: 1/4 sec XIX Descoperit: jud. București, BUCUREȘTI Material: argint; email; turnat; trefilat; lipit; filigranat; emailat | Componentele paftalei sunt realizate din argint turnat. Ornamentele de factură florală sunt filigranate, iar elementele centrale ale plăcuțelor (trei rozete) sunt subliniate prin email verde. Paftaua este dotată cu inele metalice și lamele de fixare pe cingătoare. | Muzeul de Artă Populară, Constanța | Cimec    |
|      | Nel'u                                      | Datare: 1/4 sec XIX Descoperit: jud. Constanța, CONSTANȚA Dimensiuni: D: 2,5 cm Material: metal; turnat; lipit; gravat | Inelul se caracterizează printr-o verigă decorată cu torsade și motive florale, dispuse câte trei, de o parte și de alta a unei plăcuțe, pe care apare gravată monograma „C.A.”, încadrată de un chenar cu ornamente geometrice. | Muzeul de Artă Populară, Constanța | Cimec    |
|      | Căciulă                                    | Datare: 3/4 sec XIX Descoperit: jud. Constanța, CONSTANȚA Dimensiuni: D: 16,5 CM; Î: 25 cm Material: postav; găitan; dantelă; aplicații | Căciula femeiască este confecționată din postav de culoare vișinie și este ornamentată cu aplicații de găitan din lână neagră sau fir auriu și dantelă industrială din fir metalic auriu. | Muzeul de Artă Populară, Constanța | Cimec    |
|      | Haină bărbătească                          | Datare: 3/4 sec XIX Descoperit: jud. Constanța, COGEALAC Material: postav; găitan; nasturi; încheiat cu acul; aplicații | Haină lungă, din postav negru deschisă în față, cu poale ample, croite din șapte clini. Pe margini, pe piepți, pe linia răscroielilor de la nivelul brațelor și pe cea a buzunarelor apar broderii aplicate, realizate cu găitane din lână grena, roșie, orange, verde, albastră, violet, maron. | Muzeul de Artă Populară, Constanța | Cimec    |
|      | Vestă bărbătească                          | Datare: 3/4 sec XIX Descoperit: jud. Constanța, CONSTANȚA Material: lână; găitan; fir metalic; țesut în 4 ițe; încheiat cu acul; aplicații | Vesta bărbătească din postav roșu este ornamentată pe linia răscroielilor din jurul gâtului, pe marginile piepților și a decupajelor de la nivelul brațelor cu aplicații din găitane de lână și fir metalic. Pe unul dintre piepți apare un buzunar conturat cu aceleași materiale. Câte trei ciucuri realizați din găitan roșu, galben și bleu sunt montați pe piepții vestei. | Muzeul de Artă Populară, Constanța | Cimec    |
|      | Sarică femeiască                           | Datare: 2/2 sec XIX Descoperit: jud. Constanța, CONSTANȚA Material: dimie; găitan; lățișor; încheiat cu acul; aplicații | Sarica din dimie neagră, cu dosul mițos și poalele ample, croite din 21 de clini, este ornamentată pe margini, pe linia răscroielilor din dreptul brațelor și cea a buzunarelor, cu postav și găitane. Partea superioară a spatelui prezintă două câmpuri cu broderii vegetale, realizate cu găitane și fir metalic. | Muzeul de Artă Populară, Constanța | Cimec    |
|      | Sarică femeiască                           | Datare: 3/4 sec XIX Descoperit: jud. Constanța, CONSTANȚA Material: dimie; găitan; postav; lățișor; încheiat cu acul; aplicații | Sarica din dimie neagră, cu dosul mițos și poalele ample, croite din 17 clini, este ornamentată pe margini, pe linia răscroielilor din dreptul brațelor și cea a buzunarelor, cu postav roșu și găitane din lână. Partea superioară a spatelui prezintă două câmpuri cu broderii fitomorfe, realizate cu găitane și fir auriu. Cromatică: negru, roșu, vișiniu, galben, albastru. | Muzeul de Artă Populară, Constanța | Cimec    |
|      | Căciulă                                    | Datare: 3/4 sec XIX Descoperit: jud. Constanța, CONSTANȚA Dimensiuni: D: 25 cm; Î: 19 cm Material: găitan; postav; fir metalic; șnur; aplicații | Căciula femeiască din postav de culoare vișinie prezintă aplicații din găitan negru, galben și auriu asociate unui șir de ornamente vegetale și geometrice, realizate cu șnur auriu și albastru. | Muzeul de Artă Populară, Constanța | Cimec    |
|      | Ciorapi                                    | Datare: 3/4 sec XIX Descoperit: jud. Constanța, CONSTANȚA Material: lână; fir metalic; împletit; lănțișor | Ciorapi femeiești tricotați din lână, susținuți deasupra genunchilor printr-un șnur răsucit, din lână albă. Sunt ornamentați cu motive geometrice și florale, dispuse pe 16 registre orizontale, delimitate prin grupuri de linii brodate (unele în punct de lănțișor) cu fir metalic. Părțile superioare sunt tricotate numai cu lână albă. Tălpile și călcâiele triunghiulare prezintă ornamente geometrice structurate pe 9 registre. Cromatică: bleumarin, vișiniu, alb, negru, fir metalic auriu și argintiu. | Muzeul de Artă Populară, Constanța | Cimec    |
|      | Ciorapi                                    | Datare: 3/4 sec XIX Descoperit: jud. Constanța, CONSTANȚA Material: lână; fir metalic; împletit; lănțișor | Ciorapi femeiești tricotați din lână, ornamentați cu motive geometrice și vegetale, dispuse pe 12 registre orizontale, delimitate prin linii brodate cu fir și cu lână albastră și neagră. Părțile superioare - lucrate numai cu lână albă - prezintă câte un șnur de prindere. Cromatică: albastru, vișiniu, negru, alb, verde, cărămiziu, auriu, argintiu. | Muzeul de Artă Populară, Constanța | Cimec    |
|      | Bârnu                                      | Datare: 3/4 sec XIX Descoperit: jud. Constanța, CONSTANȚA Material: aramă; cositor; piele; sticlă; turnat; cositorit | Cureaua metalică femeiască prezintă un suport din piele pe care sunt fixate plăcuțe înguste, decorate cu motive florale. În câmpul median apare o plăcuță cu formă hexagonală, ornamentată cu trei bumbi din sticlă colorată. Paftalele se caracterizează prin trei componente și un decor floral și avimorf. Cromatică: auriu, vișiniu, verde. | Muzeul de Artă Populară, Constanța | Cimec    |
|      | Cercel de tâmplă                           | Datare: 3/4 sec XIX Descoperit: jud. Constanța, CONSTANȚA Material: metal; monede; sticlă; turnat; filigranat | Cercelul de tâmplă prezintă următoarele componente: o plăcuță metalică cu decor vegetal filigranat și bumb din sticlă roșie, 11 lănțișoare, fixate în baza acesteia având la extremități monede turcești și un alt lanț, cu o lungime mai mare, prevăzut cu o plăcuță rombiformă (cu elementrul de acroșare fixat pe verso). | Muzeul de Artă Populară, Constanța | Cimec    |
|      | Podoabă de căciulă                         | Datare: 1/4 sec. XIX Descoperit: jud. Tulcea, com. BAIA, CEAMURLIA DE SUS Dimensiuni: D: 10,5 cm Material: aramă; turnat; bătut; cizelat; găurit | Piesa este de formă rotundă, ușor bombată, cu marginile dantelate; central prezintă un motiv avimorf fantastic (vulturul bicefal). Acest motiv este încadrat de motive florale și fitomorfe (strugurele și vița-de-vie); pe margini - perforații. | Muzeul de Artă Populară, Constanța | Cimec    |
|      | Vestă bărbătească                          | Datare: 3/4 sec XIX Descoperit: jud. Tulcea, com. BAIA, CEAMURLIA DE SUS Material: lână; găitan; fir metalic; ciucuri; țesut în 4 ițe; bătut la piuă; aplicații de găitane; încheiat cu acul | Piesa este decorată pe piept, sub răscroiala gâtului, cu aplicații de găitan din lână și fir metalic, rezultând o suprafață compactă. În partea dreaptă - un buzunar ale cărui contururi sunt subliniate cu găitan. Se încheie cu 6 ciucuri din lână și prezintă alți 6 ciucuri cu rol decorativ. Cromatică: roșu; negru; auriu. | Muzeul de Artă Populară, Constanța | Cimec    |
|      | Vestă femeiască                            | Datare: 3/4 sec XIX Descoperit: jud. Constanța, com. COGEALAC, RÂMNICU DE JOS Dimensiuni: L mânecă: 40 cm; La mânecă: 25 cm Material: lână; găitan; nasturi; blană; țesut în 4 ițe; bătut la piuă; aplicații; încheiat cu acul                                                                        | Scurtă, până în talie, piesa este ornamentată cu aplicații de găitane, dispuse pe piepți și la extremitățile mânecilor. Conturul deschizăturii din față și al marginii este realizat cu blăniță neagră. De asemenea, pe piepți, peste blăniță au fost cusuți nasturi policromi. Cromatică: negru; albastru; auriu; alb; bleu; roz. | Muzeul de Artă Populară, Constanța | Cimec    |
|      | Vestă femeiască                            | Datare: 3/4 sec XIX Descoperit: jud. Constanța, com. COGEALAC, RÂMNICU DE JOS Material: postav; găitan; fir metalic; blană; nasturi; țesut în 4 ițe; bătut la piuă; croit; încheiat cu acul; aplicații                                                                                                | Piesa este decorată integral pe piept, în treimea inferioară a spatelui și în jurul decupajelor mânecilor cu șiruri de găitan din lână și fir metalic auriu, ce formează o suprafață compactă care acoperă în întregime materialul. La deschizătura pieptului este aplicată o fâșie din blană neagră și nasturi policromi. | Muzeul de Artă Populară, Constanța | Cimec    |
|      | Cercel de tâmplă                           | Datare: 1/4 sec XIX Descoperit: jud. Constanța, com. COGEALAC, RÂMNICU DE JOS Material: metal; monede din argint; mărgele; turnat; înșirat | Piesa se compune dintr-un pandantiv metalic turnat, decorat cu motive fitomorfe, având montată în centru o mărgică roșie. De baza acestuia sunt prinse 11 lanțuri metalice, având la capete monede din argint. Părții metalice îi este asociată o podoabă alcătuită din mărgele de sticlă policromă, fixate pe lanțuri. | Muzeul de Artă Populară, Constanța | Cimec    |
|      | Cercel de tâmplă                           | Datare: 1/4 sec XIX Descoperit: jud. Constanța, com. COGEALAC, RÂMNICU DE JOS Material: metal; alamă; monede din argint; mărgele; turnat; lipit | Se compune dintr-o pafta de formă triunghiulară decorată cu motive florale, de baza căreia sunt prinse 11 lanțuri, terminate cu 10 monede din argint; lateral, de pafta sunt prinse alte 2 lanțuri, unite între ele și completate cu mărgele roșii, verzi și argintii; se fixează cu ajutorul unui cârlig. | Muzeul de Artă Populară, Constanța | Cimec    |
|      | Vestă femeiască                            | Datare: 3/4 sec XIX Descoperit: jud. Constanța, com. COGEALAC, RÂMNICU DE JOS Material: lână; găitan; blană; țesut în 2 ițe; bătut la piuă; aplicații; încheiat cu acul | Pe piepți, la bază și la extremitățile mânecilor au fost aplicate găitane policrome și fireturi aurii. Marginile fețelor sunt tivite cu blană neagră. Cromatică: negru, roșu, albastru, auriu. | Muzeul de Artă Populară, Constanța | Cimec    |
|      | Căciulă                                    | Datare: 3/4 sec XIX Descoperit: jud. Constanța, com. COGEALAC, RÂMNICU DE JOS Dimensiuni: Î: 18,2 cm Material: postav; găitane; galon; paiete; panglică din catifea; croit; aplicații | Căciula rotundă este decorată cu șiruri alternative de găitan din lână neagră și vișinie, precum și cu galon din fir metalic auriu; deasupra acestor șiruri sunt realizate ornamente geometrice cu găitan din mătase galbenă; se fixează sub bărbie cu panglică din catifea. Cromatică: vișiniu, negru, auriu, verde, bej, maron. | Muzeul de Artă Populară, Constanța | Cimec    |
|      | Bârnu                                      | Datare: 1/4 sec XIX Descoperit: jud. Constanța, CONSTANȚA Material: piele; bronz; turnat; cizelat | Pe un suport din piele sunt fixate 28 de plăcuțe din metal, de dimensiuni diferite, ornamentate cu motive fitomorfe; la un capăt cureaua prezintă o pafta alungită, cu motive fitomorfe, având în centru reprezentați doi vulturi afrontați; paftaua din celălalt capăt, neornamentată, se termină cu un cârlig de prindere. | Muzeul de Artă Populară, Constanța | Cimec    |
|      | Bârnu                                      | Datare: 1/4 sec XIX Descoperit: jud. Constanța, CONSTANȚA Material: alamă; aramă; piele; turnat; lipit | Pe o curea din piele sunt fixate 22 de plachete turnate din alamă și susținute cu ajutorul unor lamele din aramă. Fiecare plachetă este ornamentată cu câte două motive florale, asociate cu motive fitomorfe. Una dintre plachete este lipită de pafta, iar alta este prevăzută cu un cârlig. Paftaua de formă aproximativ ovală este decorată cu un motiv avimorf fantastic (vulturul bicefal), încadrat de motive florale stilizate. | Muzeul de Artă Populară, Constanța | Cimec    |
|      | Vestă bărbătească                          | Datare: 3/4 sec XIX Descoperit: jud. Constanța, CONSTANȚA Material: postav; găitan; firet; catifea; bumbi din găitan; țesut în 4 ițe; bătut la gratie; aplicații; cusut; încheiat cu acul | Piesa este confecționată din postav și este ornamentată cu aplicații de găitan din lână și fir metalic, dispuse în jurul gâtului și pe marginile deschizăturii. În față, în partea dreaptă, prezintă un buzunar aplicat din catifea, având brodat cu fir metalic un motiv fitomorf („chiparos”). De o parte și de alta a deschizăturii - șase bumbi din găitan. Cromatică: vișiniu, negru, auriu, verde. | Muzeul de Artă Populară, Constanța | Cimec    |
|      | Suman bărbătesc                            | Datare: 2/2 sec XIX Descoperit: jud. Constanța, CONSTANȚA Material: postav; găitan; cusut; încheiat cu acul | Sumanul bărbătesc croit din postav negru prezintă poale ample compuse din 12 clini, mâneci largi cu terminații angulare și guler asociat cu o glugă. Marginile acestuia, gulerul, gluga și terminațiile mânecilor sunt marcate prin găitane din lână albastră. | Muzeul de Artă Populară, Constanța | Cimec    |
|      | Fustanelî                                  | Datare: 3/4 sec XIX Descoperit: jud. Constanța, CONSTANȚA Material: lână; găitane; țesut în 4 ițe; bătut la piuă; croit; încheiat cu acul; aplicații de găitane | Piesa confecționată din țesătură de lână a căpătat amploare datorită celor 18 clini introduși la poale; este ornamentată cu găitan vișiniu, albastru, negru, alb; pe margini, la buzunare și la nivelul umerilor prezintă găitan alb; deschisă în față. | Muzeul de Artă Populară, Constanța | Cimec    |
|      | Catrință                                   | Datare: 3/4 sec XIX Descoperit: jud. Constanța, CONSTANȚA Material: lână; găitane; fir metalic; țesut în 2 ițe; încheiat cu acul; aplicații | Piesa prezintă pe poale un registru cu ornamente liniare și zig-zag-ate realizate cu găitan policrom și cu fir metalic auriu. Alte două registre, de dimensiuni mai mici, se regăsesc în partea superioară a catrinței. De jur-împrejur, pe margini, ca și pe mijloc, au fost aplicate benzi cu găitan. Cromatică: negru, roșu, vișiniu, albastru, mov, auriu. | Muzeul de Artă Populară, Constanța | Cimec    |
|      | Brățară                                    | Datare: 1/4 sec XIX Descoperit: jud. Constanța, CONSTANȚA Dimensiuni: D: 7 cm Material: metal; email; turnat; lipit; cizelat; emailat | Brățara are formă de arc de cerc și prezintă trei proeminențe bombate, iar lateral apar nouă bumbi ce încadrează un alt bumb, realizat pe fond de email verde. Această porțiune cu email verde este marcată de mici motive punctiforme în relief. Întreaga brățară este ornamentată cu motive geometrice, realizate cu email negru și verde. | Muzeul de Artă Populară, Constanța | Cimec    |
|      | Brățară                                    | Datare: 1/4 sec XIX Descoperit: jud. Constanța, CONSTANȚA Dimensiuni: D: 7 cm Material: metal; email; turnat; lipit; cizelat; emailat | Brățara are formă de arc de cerc și prezintă trei proeminențe bombate. Întreaga brățară este ornamentată cu motive geometrice, realizate cu email negru și verde. | Muzeul de Artă Populară, Constanța | Cimec    |
|      | Pafta                                      | Datare: 1897 Descoperit: jud. București Material: metal; turnat; lipit; cizelat; gravat | Paftaua se compune dintr-o parte de formă ovală cu trei discuri suprapuse și laturi ascuțite și două catarame laterale de formă dreptunghiulară; decorul foarte bogat: motive florale, fitomorfe, zoomorfe (lei afrontați) și avimorfe (vulturi) . | Muzeul de Artă Populară, Constanța | Cimec    |
|      | Sarică femeiască                           | Datare: 3/4 sec XIX Descoperit: jud. Constanța, CONSTANȚA Dimensiuni: La2: 26 cm Material: lână; găitan; fir metalic; nasture; țesut în 2 ițe | Rochia fără mâneci este deschisă în față, având poalele plisate în partea din spate; piepții ornamentați cu aplicații de găitan din lână policromă și fir metalic auriu; la gât, umeri, deschizătura din față; buzunare și poale prezintă șiruri de găitan vișiniu. Cromatică: negru, vișiniu, galben, albastru, verde, auriu. | Muzeul de Artă Populară, Constanța | Cimec    |
|      | Lanț de briceag                            | Datare: 2/2 sec. XIX Descoperit: jud. Constanța, com. MIHAIL KOGĂLNICEANU Material: bronz; aramă; turnare; lipire | O plăcuță de formă dreptunghiulară turnată din bronz, susține de o parte și de alta, câte cinci lanțuri unite za-cu-za. Lanțurile sunt prevăzute cu 2 și, respectiv, o plăcuță de formă aproximativ triunghiulară; două din aceste plăcuțe, ca și cea care susține lanțurile, sunt decorate cu motive geometrice (romburi) și fitomorfe stilizate, rezultate din turnare; a treia plăcuță este ornamentată cu un motiv avimorf fantastic (vulturul bicefal). | Muzeul de Artă Populară, Constanța | Cimec    |
|      | Lanț de briceag                            | Datare: 3/4 sec. XIX Descoperit: jud. Constanța, com. MIHAIL KOGĂLNICEANU Material: bronz; aramă; turnare; lipire | O plăcuță de formă dreptunghiulară turnată din bronz, susține de o parte și de alta, câte cinci lanțuri unite za-cu-za. Lanțurile sunt prevăzute cu 2 și, respectiv, o plăcuță de formă aproximativ triunghiulară; două din aceste plăcuțe, ca și cea care susține lanțurile, sunt decorate cu motive geometrice (romburi) și fitomorfe stilizate, rezultate din turnare; a treia plăcuță este ornamentată cu un motiv avimorf fantastic (vulturul bicefal). | Muzeul de Artă Populară, Constanța | Cimec    |
|      | Podoabă de căciulă                         | Datare: 1/4 sec. XIX Descoperit: jud. Constanța, MEDGIDIA Dimensiuni: D: 12 cm Material: argint; turnare; ciocănire | Decorul piesei constă dintr-un motiv floral de mari dimensiuni, cu patru petale, asociat cu motive fitomorfe (frunze) și geometrice (puncte), dispuse pe registre decorative circulare. Central, apare un alt motiv floral, dar mai mic. | Muzeul de Artă Populară, Constanța | Cimec    |
|      | Vestă femeiască                            | Datare: 3/4 sec. XIX Descoperit: jud. Constanța, COBADIN Material: lână; găitan; blană; fir metalic; țesut în 4 ițe; cusut; broderie aplicată | Vestă scurtă, croită din țesătură neagră din lână; decorul obținut prin aplicarea găitanelor, care, cusute strâns unul de altul, au format o suprafață compactă ce acoperă în întregime piepții piesei și cea mai mare parte a spatelui; ca mijloc suplimentar de decorare s-a folosit blana neagră, cusută de jur-împrejur. Cromatica: negru, bleumarin, auriu. | Muzeul de Artă Populară, Constanța | Cimec    |
|      | Scurtaci                                   | Datare: 3/4 sec. XIX Descoperit: jud. Constanța, COBADIN Material: lână; pânză industrială; fir metalic; găitan; catifea; nasturi; țesut în 2 ițe; plisat; aplicații de găitane; încheiat cu acul | Rochia - fără mâneci, este confecționată din lână roșie, țesută în casă, dublată cu pânză industrială, plisată în partea din spate, adânc decorată, încheiată în față cu nasturi; ornamentația: pe piept găitane din lână neagră și fir metalic auriu, dispuse pe șiruri verticale; la poale panglici din catifea neagră, fir metalic auriu, mătase tricoloră. Cromatică: roșu, negru, auriu. | Muzeul de Artă Populară, Constanța | Cimec    |
|      | Podoabă de căciulă                         | Datare: 3/4 sec. XIX Descoperit: jud. Constanța, MEDGIDIA Dimensiuni: D: 17 cm Material: argint; monede de argint; stofă din lână; ciocănit; perforat; cusut | Se compune dintr-un disc de argint decorat cu motive florale, fixat pe un suport textil, și 30 de monede din argint, perforate și prinse cu ață, împrejurul discului, pe același suport textil. | Muzeul de Artă Populară, Constanța | Cimec    |
|      | Catrință                                   | Datare: 1/4 sec. XIX Descoperit: jud. Constanța, MEDGIDIA Material: bumbac; lână; fir metalic; dantelă; paiete; șnur; țesut în 4 ițe; ales peste fire; împletit; cusut; încheiat cu acul | Piesa este alcătuită din două foi de țesătură cu urzeală din bumbac alb și băteală din lână policromă și fir metalic, identic ornamentate, îmbinate pe lățimea catrinței. Ornamentația este repartizată pe toată suprafața piesei, dispusă pe vertical și constă din vărgi țesute din lână policromă și fir metalic (vărgi simple; motive vegetale alese peste fire; alesături cu „bebu”). Pe margini și pe poale - dantelă din mătase și paiete; în talie - șnur împletit. Cromatică: roșu, vișiniu, bleumarin, verde, negru, auriu, argintiu, ciclamen. | Muzeul de Artă Populară, Constanța | Cimec    |
|      | Cânduți Autor: Câju, Tudora                | Datare: 3/4 sec. XIX Descoperit: jud. Constanța, MEDGIDIA Material: lână; găitan; șnur; țesut în 4 ițe; bătut la piuă; aplicații; încheiat cu acul | Piesa este confecționată din lână neagră; țesută în 4 ițe și bătută la piuă. Rochia este deschisă în față, fără mâneci, cu două buzunare laterale, legată în talie cu un șnur. Piepții sunt ornamentați cu rânduri de găitan din lână vișinie și neagră și găitan din fir auriu și argintiu. La poale, răscroiala mânecii și buzunare - șnur din lână roșie. | Muzeul de Artă Populară, Constanța | Cimec    |
|      | Vestă femeiască                            | Datare: 3/4 sec. XIX Descoperit: jud. Constanța, MEDGIDIA Material: catifea; pânză industrială; nasturi; găitan; panglică; croit; aplicații; încheiat cu acul | Piesa este croită din catifea, prezintă mâneci lungi, drepte, terminate cu manșete late, ornamentate cu aplicații de găitan auriu și negru și încheiate cu câte trei nasturi. Decolteul foarte adânc de formă dreptunghiulară este conturat cu nasturi rombiformi din metal argintiu, găitane aurii și panglică; căptușeală industrială. Cromatică: verde, negru, auriu, argintiu. | Muzeul de Artă Populară, Constanța | Cimec    |
|      | Podoabă de căciulă                         | Datare: 1/4 sec. XIX Descoperit: jud. Tulcea, STEJARU Dimensiuni: D: 12,1 cm Material: argint asimé | Piesa este decorată în întregime cu motive geometrice și florale, grupate pe două registre. Pe suprafața tasului se observă steaua în șase colțuri, care conține și delimitează alte trasee decorative; central - apare un motiv floral cu 6 petale. | Muzeul de Artă Populară, Constanța | Cimec    |
|      | Cercel de tâmplă                           | Datare: 1/4 sec. XIX Descoperit: jud. Tulcea, BEIDAUD Material: fier; alamă; argint; mărgele; monede; bumbi din metal; turnat; lipit; filigran | Se compune dintr-o pafta de formă triunghiulară pe fața căreia este realizat un filigran din fâșii de alamă cu bumbi și mărgele portocalii; de baza triunghiului sunt agățate 12 lanțuri împletite din alamă, cu câte un ban de argint la fiecare capăt; se fixează (pe căciulă) cu 2 lanțuri cu zale. | Muzeul de Artă Populară, Constanța | Cimec    |
|      | Podoabă de căciulă                         | Datare: 1/4 sec. XIX Descoperit: jud. Tulcea, BEIDAUD Dimensiuni: D: 12,1 cm Material: argint asimé | Discul din argint este decorat cu motive florale dispuse pe registre circulare; marginile piesei sunt dantelate. | Muzeul de Artă Populară, Constanța | Cimec    |
|      | Sfântul Gheorghe omorând balaurul          | Datare: 1/2 sec. XIX Descoperit: jud. Constanța, COBADIN Material: metal; turnat; gravat | Iconița-relicvar este realizată din două plăcuțe metalice. Pe una dintre acestea apare imaginea ecvestră a Sfântului Mucenic Gheorghe confruntându-se cu balaurul. În câmpul superior se distinge inscripția iconografică în limba greacă. Pe marginile piesei apar mai multe verigi metalice. | Muzeul de Artă Populară, Constanța | Cimec    |
|      | Cruce-relicvar                             | Datare: 1/2 sec. XIX Descoperit: jud. Constanța, CONSTANȚA Material: metal; lemn; turnat; gravat | Crucea relicvar prezintă două componente detașabile și patru verigi metalice, fixate pe brațe. Plăcuța metalică superioară a crucii de tip latin se caracterizează prin traforuri cu formă de arc frânt sau în acoladă și de colonete cu sugestii de capitel ionic. Traforurile pun în evidență lemnul sfânt, păstrat între componentele metalice suprapuse ale crucii. | Muzeul de Artă Populară, Constanța | Cimec    |
|      | Cruce-relicvar                             | Datare: 1/2 sec. XIX Descoperit: jud. Constanța, CONSTANȚA Material: metal; lemn; turnat | Cruciulița-relicvar prezintă două componente îmbinate prin cleme metalice. Cele două plăcuțe suprapuse ale crucii de tip latin se caracterizează prin traforuri, încadrate de ornamente metalice „perlate”. Pe lemnul păstrat în interiorul curcii-relicvar apare reprezentată răstignirea lui Iisus. Patru verigi metalice sunt fixate pe brațele crucii. | Muzeul de Artă Populară, Constanța | Cimec    |
|      | Plisc                                      | Datare: 3/4 sec. XIX Descoperit: jud. Constanța, CONSTANȚA Material: metal; lemn; cioplit; asamblat; incizat; excizat | Lingura se caracterizează printr-o coadă plată ce se poate plia, ornamentată cu motive geometrice. | Muzeul de Artă Populară, Constanța | Cimec    |
|      | Caval                                      | Datare: 1/4 sec. XIX Descoperit: jud. Constanța, CONSTANȚA Material: lemn; strunjit; perforat; incizat; pirogravat | Instrumentul muzical aerofon compus din trei componente asamblate prin înfiletare. La capătul superior și în zonele de îmbinare a componentelor apar motive geometrice mirogravate. Cavalul prezintă 12 orificii. | Muzeul de Artă Populară, Constanța | Cimec    |
|      | Tabak                                      | Datare: 1/4 sec. XX Descoperit: jud. Constanța, HÂRȘOVA Material: metal; cositor; turnat; ștanțat; cositorit | Farfuria din metal, realizată prin turnare, este integral cositorită. Pe margine prezintă decupaje geometrice și o marcă de atelier musulman. Pe dosul piesei apar trasate cu majuscule literele „B.B.B”. | Muzeul de Artă Populară, Constanța | Cimec    |
|      | Tabak                                      | Datare: 1/4 sec. XX Descoperit: jud. Constanța, HÂRȘOVA Material: metal; cositor; turnat; ștanțat; cositorit | Farfuria din metal, realizată prin turnare, prezintă pe margine decupaje geometrice și o marcă de atelier musulman. Pe spatele acesteia apar literele: „B.b.b.”. Piesa este integral cositorită. | Muzeul de Artă Populară, Constanța | Cimec    |
|      | Tabak                                      | Datare: 1/4 sec. XX Descoperit: jud. Constanța, HÂRȘOVA Material: metal; cositor; turnat; decupat; ștanțat; cositorit | Farfuria din metal, realizată prin turnare, prezintă pe margine decupaje geometrice și o marcă de atelier musulman. Piesa este integral cositorită. | Muzeul de Artă Populară, Constanța | Cimec    |
|      | Kawkaz kușak                               | Datare: jumătatea a doua a secolului al XIX-lea Descoperit: jud. Constanța, CONSTANȚA Dimensiuni: pafta: L: 16 cm; l: 7 cm; paftale mici: L: 5 cm ; l: 2 cm Material: argint; lănțișoare; ciucuri din argint; cordon textil metalizat; diftină; decupat; filigranat; fixat cu cleme metalice; ștanțat | Cingătoarea prezintă următoarele componente: un cordon textil metalizat auriu, cu lizierele argintii străbătute de elemente liniare negre, o pafta și șapte plăcuțe cu ornamente florale filigranate. Cordonul textil metalizat este dublat cu diftină (dublarea fiind o intervenție ulterioră). Pe dosul paftalei sunt aparente marca de atelier și titlul argintului - 840. | Muzeul de Artă Populară, Constanța | Cimec    |
|      | Vestă femeiască                            | Datare: prima jumătate a secolului al XIX-lea Descoperit: jud. Constanța Material: catifea; ceapraz din fir metalic; găitan din fir; galon din fir; carton; bumbac; mărgele; ață; croit; încheiat cu acul; broderie aplicată                                                                          | Ilicul este croit din trei bucăți de catifea violet. Liniile croiului - marcate cu ceaprazuri argintii asociate în partea inferioară a ilicului cu un galon împletit din fir auriu. Pe piepți - broderie aplicată cu fir și găitan auriu, creând prin dispunere un câmp triunghiular cu ornamentică geometrică. Suport din carton - aparent pe dosul ilicului. Marginile piepților - decorate cu bumbi îmbrăcați în fir auriu, ornamentați cu mărgele din coral. Pe spate - câmp trapezoidal cu ornament central fitomorf și chenar geometric. | Muzeul de Artă Populară, Constanța | Cimec    |
|      | Haină femeiască                            | Datare: prima jumătate a secolului al XIX-lea Descoperit: jud. Constanța Material: catifea; fir metalic; galon; șnur din fir; carton; pânză industrială; ață; croit; încheiat cu acul; broderie aplicată cu fir metalic și șnur                                                                       | Cele cinci componente ale piesei sunt croite din câte o bucată de catifea violet. Căptușeală din pânză industrială roz, cu imprimeuri liniare albe și florale roșii și albe. Decupajul din jurul gâtului și marginile - subliniate prin galoane late, cu alesături fitomorfe din fir argintiu. Același tip de galon reapare în compoziția decorativă a piepților, în dispunere verticală, delimitând cele două câmpuri brodate și cea a spatelui, delimitând trei câmpuri. Motive fitomorfe - pe piepți. Motive florale și fitomorfe - în câmpul superior al spatelui. De-a lungul mânecilor - galoane și broderii aplicate.                                        | Muzeul de Artă Populară, Constanța | Cimec    |
|      | Vestă femeiască                            | Datare: prima jumătate a secolului al XIX-lea Descoperit: jud. Constanța Material: satin; fir metalic; șnur din fir metalic; galon din fir metalic; ceapraz din fir metalic; carton; bumbi; mărgele; pânză; croit; încheiat cu acul; broderie aplicată                                                | Ilic croit din trei bucăți de satin imprimat. Căptușeală din pânză industrială roz, cu vergi albe și imprimeuri roșii și albe. Liniile croiului - marcate prin ceaprazuri argintii, asociate în partea inferioară a piesei cu un galon auriu. Pe piepți - broderie aplicată din fir, urmărind trasee liniare ce delimitează un câmp îngust în care se înscrie o spirală recurentă. Pe spate - câmp decorativ trapezoidal cu broderii aplicate pe suport textil cu dominantă vișinie. Bumbi decorativi, îmbrăcați în fir, decorați cu mărgele roșii, dispuși pe margini.                                                                                             | Muzeul de Artă Populară, Constanța | Cimec    |
|      | Cepchen                                    | Datare: sfârșit de secol XVIII- început de secol XIX Descoperit: jud. Constanța Material: postav; satin; galon; găitan din fir; ceapraz din fir; carton; bumbi; mărgică; croit; încheiat cu acul; broderie aplicată                                                                                   | Croit din postav albastru. Căptușeală din postav albastru pentru piepți și spate și din postav roșu pentru mânecile despicate. Buzunare (2) din satin roșu, aplicate pe partea inferioară a piepților, subliniate prin galoane cu motive geometrice. Liniile croiului și câmpurile decorative - marcate prin ceaprazuri din fir argintiu. Pe piepți și spate - broderii aplicate, realizate cu găitan argintiu. Decor geometric și fitomorf, cu dispunere în câmpuri compacte. Mânecile au decorul organizat în partea superioară și la bază, unde apar câte șase bumbi îmbrăcați în fir argintiu.                                                                  | Muzeul de Artă Populară, Constanța | Cimec    |
|      | Fermenea                                   | Datare: prima jumătate a secolului al XIX- lea Descoperit: jud. Constanța Material: postav; pânză industrială; fir metalic; ceapraz din fir; carton; croit; încheiat cu acul; broderie aplicată cu fir metalic                                                                                        | Fermeneaua croită din postav fin, albastru. Căptușeală din material textil alb. Linia răscroielii de la gât, marginile piepților și jumătățile inferioare ale mânecilor sunt subliniate prin broderii aplicate, executate cu fir metalic auriu. Pe piepți apar motive fitomorfe de altă factură, comparativ cu cele de pe margini și mâneci, abordate în aceeași tehnică. | Muzeul de Artă Populară, Constanța | Cimec    |
|      | Cepchen                                    | Datare: prima jumătate a secolului al XIX- lea Descoperit: jud. Constanța Material: catifea; pânză industrială; ceapraz din fir metalic; fir metalic; galon din fir; carton; bumbi îmbrăcați cu fir; bumbi metalici; mărgele; încheiat cu acul; broderie aplicată                                     | Piepții și spatele - croite din câte o bucată de catifea. Mânecile - croite din câte două bucăți. Liniile croiului - marcate cu ceaprazuri argintii. La partea inferioară - aplicat un galon împletit din fir auriu. Pe piepți - decor relativ compact, geometric și floral, executat cu fir auriu. Pe margini - câte zece bumbi îmbrăcați în fir argintiu, decorați cu mărgele roșii. Pe spate - broderii aplicate florale, fitomorfe și geometrice. Mânecile - tivite cu ceaprazuri argintii, prezintă chenare din fir auriu și motive preponderent florale, dispuse de-a lungul câmpului median și la nivelul cotului. Pe margini - cheotori din fir și bumbi.   | Muzeul de Artă Populară, Constanța | Cimec    |
|      | Cămașă de mire                             | Datare: primul sfert al sec. al XX-lea Descoperit: jud. Constanța Material: borangic; bumbac; dantelă realizată cu acul; țesut în două ițe; încheiat cu acul | Cămașa de mire nedecupată la gât, este croită din trei foi de pânză țesută cu „chenar” din bumbac alb. Doi clini dreptunghiulari - introduși de-a lungul mânecilor. Câmpul din dreptul pieptului, o porțiune îngustă din spate și mânecile sunt țesute cu borangic. Poalele - festonate cu bumbac. La baza mânecilor apar festoane și ornamente mărunte executate cu acul. | Muzeul de Artă Populară, Constanța | Cimec    |
|      | Peștimal                                   | Datare: al treilea sfert al secolului al XIX- lea Descoperit: jud. Constanța Material: mătase; fir metalic; croit; broderie cu dublă față lucrată pe gherghef; lănțișor; croșetat; cusut | Șorțul din mătase prezintă două componente îmbinate printr-o betelie lată; cea superioară cu decupaj în formă de inimă - iar cea inferioară rectangulară, având colțurile de la bază retezate. Pe margini și pe betelie apare un decor epigrafic lucrat cu mătase policromă pe fond brodat în punct de lănțișor, cu fir auriu. Câmpul central al componentei superioare prezintă un decor epigrafic asociat cu rozete croșetate din fir, dispuse în formă de semilună. În câmpul inferior se reia același decor asociat cu ornamente florale și emblematice (semiluna și steaua). Cromatica: roz, bej, verde, gri, crem, violet.                                    | Muzeul de Artă Populară, Constanța | Cimec    |
|      | Cezve                                      | Datare: primul sfert al secolului al XX- lea Descoperit: jud. Constanța, com. INDEPENDENȚA Dimensiuni: î: 7,5 cm Material: metal; turnat; nituit; argintat; incizat; niellat; asamblare ulterioară prin cositorire                                                                                    | Ibricul prezintă corp sferic, ușor aplatizat, fixat pe talpă cilindrică, gât înalt cu două componente tronconice îmbinate printr-un inel, cioc arcuit, toartă cu șarnieră, capac semisferic având un coronament compus din elemente cu formă de cilindru, semisferă și bulb. Este în întregime decorat cu motive fitomorfe și geometrice, ordonate pe registre orizontale. | Muzeul de Artă Populară, Constanța | Cimec    |
|      | Cezve                                      | Datare: primul sfert al secolului al XX- lea Descoperit: jud. Constanța, com. INDEPENDENȚA Dimensiuni: î: 29 cm Material: metal; turnat; nituit; argintat; incizat; niellat; asamblare ulterioară prin cositorire                                                                                     | Prezintă corp sferic, ușor aplatizat, fixat pe talpă cilindrică, gât înalt cu două componente tronconice îmbinate printr-un inel, cioc arcuit (ulterior dislocat), toartă cu șarnieră, capac semisferic având un coronament compus din elemente cu formă de cilindru, semisferă și bulb. Este integral decorat cu motive fitomorfe și geometrice, ordonate pe registre orizontale. | Muzeul de Artă Populară, Constanța | Cimec    |
|      | Kadeh                                      | Datare: primul sfert al secolului al XX- lea Descoperit: jud. Constanța, com. CIOCÂRLIA Dimensiuni: î: 17 cm Material: metal; turnat; argintat; gravat; niellat | Pahar cu formă tronconică. Capac conic cu buton bulbar și inel. Pe pereții paharului apare un decor fitomorf, dispus în ochiurile unei rețele de linii arcuite. Ca motiv dominant se evidențiază chiparosul. La gura și la baza paharului - benzi cu decor geometric (triunghiuri). La bază - motiv astral. Pe capac - decor fitomorf. | Muzeul de Artă Populară, Constanța | Cimec    |
|      | Meșrepe                                    | Datare: primul sfert al secolului al XX- lea Descoperit: jud. Constanța, com. CIOCÂRLIA Dimensiuni: Î: 14,5 cm Material: metal; turnat; nituit; argintat; gravat; niellat | Formă semisferică, bază cilindrică, îngustă, toartă supraînălțată, realizată din două bare arcuite. Decor ordonat pe trei registre delimitate prin benzi cu motive geometrice. În registrul median - decor epigrafic și fitomorf, repartizat în câmpuri marcate prin benzi cu traseu arcuit sau angular. În registrele superior și inferior - decor fitomorf. | Muzeul de Artă Populară, Constanța | Cimec    |
|      | Vas                                        | Datare: 1794 Descoperit: jud. Constanța, CONSTANȚA Dimensiuni: î: 12 cm Material: aramă; cositor; ciocănit; incizat; cositorit | Vasul se particularizează prin pereți cilindrici, buză ușor pronunțată și bază inelară relativ înaltă. Pereții exteriori sunt decorați în câmpul superior prin incizare. Într-un medalion căruia îi este asociat un ornament fitomorf apar înscrise numele Mezir Mehmet Aga și anul 1209 după Hegira (=1794). | Muzeul de Artă Populară, Constanța | Cimec    |
|      | Kadeh                                      | Datare: primul sfert al secolului al XX- lea Descoperit: jud. Constanța, CONSTANȚA Dimensiuni: î: 9 cm Material: metal; turnat; incizat | Paharul din metal cu formă tronconică este decorat cu motive fitomorfe reliefate - ciorchini de struguri, frunze de viță și cârcei - dispuse pe pereții exteriori. Pe talpă apar incizate și încadrate într-un cartuș rectangular inițialele W.M.F.B. | Muzeul de Artă Populară, Constanța | Cimec    |
|      | Kadeh                                      | Datare: primul sfert al secolului al XX- lea Descoperit: jud. Constanța, CONSTANȚA Dimensiuni: î: 9 cm Material: metal; turnat; incizat | Paharul cu formă tronconică este decorat cu motive fitomorfe reliefate - ciorchini de struguri, frunze de viță și cârcei - dispuse pe pereții exteriori. Pe talpă apar incizate și încadrate într-un cartuș rectangular inițialele W.M.F.B. Sub cartuș este incizat - 710. | Muzeul de Artă Populară, Constanța | Cimec    |
|      | Clopot                                     | Datare: sfârșit de secol XVIII- început de secol XIX Descoperit: jud. București Dimensiuni: î: 17,5 cm Material: bronz; turnat; perforat | Clopotul din bronz, datând din perioada sultanului Selim al III-lea (1789-1807) prezintă inscripții cu invocații religioase, dispuse în registre orizontale. | Muzeul de Artă Populară, Constanța | Cimec    |
|      | Haină bărbătească                          | Datare: primul sfert al secolului al XX-lea Descoperit: jud. Constanța, CONSTANȚA Dimensiuni: Î: 40 cm Material: postav; găitan din fir; fir metalic; carton; satin; croit; încheiat cu acul; broderie aplicată                                                                                       | Piepții piesei sunt croiți din câte o bucată de postav maron. Spatele este croit dintr-o bucată iar mânecile din câte o bucată și câte doi clini. Căptușeală din satin galben. Liniile croiului - marcate prin găitane din fir argintiu. Pe gulerul tip tunică apar broderii de factură vegetal-florală, aplicate cu fir argintiu. Piepții și spatele prezintă broderii fitomorfe și florale aplicate cu fir argintiu. La nivelul umerilor și la baza mânecilor - broderii vegetal-florale, executate în aceeași tehnică. | Muzeul de Artă Populară, Constanța | Cimec    |
|      | Gelin entari                               | Datare: primul sfert al secolului al XX-lea Descoperit: jud. Constanța, CONSTANȚA Material: catifea; tifon; fir metalic; carton, paiete; croit; încheiat cu acul; broderie plină cu fir metalic pe suport din carton; cusut                                                                           | Rochia de nuntă este croită din patru bucăți de catifea vișinie. Capătă amploare prin patru clini laterali cu formă triunghiulară. Mâneci croite din două bucăți trapezoidale. Dublură din tifon. Decupajul din jurul gâtului și fanta din față - subliniate prin motive vegetal-florale, brodate în relief, cu fir argintiu pe suport din carton. Fața prezintă două tipuri de broderii florale, dispuse pe trei registre. Broderii de același tip - ordonate pe patru registre, pe partea din spate a rochiei. Pe mâneci decor floral (lalea). La poale - chenar cu motive în formă de fundă. Cordon cu motive florale, geometrice și astrale (stea, semilună).   | Muzeul de Artă Populară, Constanța | Cimec    |
|      | Gelin entari                               | Datare: primul sfert al secolului al XX-lea Descoperit: jud. Constanța, CONSTANȚA Material: catifea; tifon; fir metalic; carton; paiete; dantelă industrială; croit; încheiat cu acul; broderie plină cu fir metalic pe suport din carton; cusut                                                      | Rochia de nuntă este croită din 4 bucăți de catifea vișinie. Capătă amploare prin 4 clini laterali triunghiulari. Mâneci - croite din 2 bucăți trapezoidale. Dublură din tifon. Decupajul din jurul gâtului și fanta din față - marcate prin broderii florale, dispuse în funcție de sinuozitățile unui vrej. Aceleași motive reapar la baza mânecilor și la poale. Fața, spatele și mânecile prezintă broderii florale de factură și dimensiuni diferite, lucrate cu fir metalic argintiu pe suport din carton. Între motive se remarcă vasul cu flori. Broderiilor le sunt asociate paiete. Dantelă industrială aplicată la mâneci și poale.                      | Muzeul de Artă Populară, Constanța | Cimec    |
|      | Gelin entari                               | Datare: primul sfert al secolului al XX-lea Descoperit: jud. Constanța, com. INDEPENDENȚA, FÂNTÂNA MARE Material: catifea, fir metalic, paiete, dantelă industrială, tifon, pânză, hârtie, capse, croit, încheiat cu acul și mașina, broderie plină cu fir metalic pe suport de hârtie                | Rochie de nuntă amplă, evazată spre poale, croită din patru bucăți de catifea albastru-ceruleum. Mâneci cu formă trapezoidală, croite din două bucăți de catifea. Pe dosul rochiei - dublură din tifon și bucăți de pânză albă și gri aplicate. Fața, spatele și mânecile prezintă broderii florale, lucrate cu fir metalic argintiu pe suport din hârtie. Cele cinci tipuri de motive - dispuse în formă de s care delimitează, pe lungime, două câmpuri decorative. Pe guler - ornamente în formă de fundă. Pe cordon-lalele. | Muzeul de Artă Populară, Constanța | Cimec    |
|      | Haină bărbătească                          | Datare: primul sfert al secolului al XX-lea Descoperit: jud. Constanța, com. CIOCÂRLIA Dimensiuni: Î: 47 cm Material: postav, găitan, fir metalic, carton, pânză, croit, încheiat cu acul, broderie aplicată                                                                                          | Piepții pieptarului sunt croiți din câte o bucată de postav maro. Spatele croit dintr-o altă bucată. Una dintre mâneci - croită dintr-o bucată și doi clini triunghiulari alungiți, cealaltă din două bucăți și trei clini. În jurul gulerului tip tunică, pe margini și la baza mânecilor largi și drepte apar găitane din fir argintiu. Chenare cu ornamente vegetal-florale - pe guler, margini și la baza pieptarului și a mânecilor. Pe piepți, spate, la nivelul umerilor, de-a lungul mânecilor și la baza acestora - broderii vegetal-florale, aplicate cu fir argintiu (pe suport de carton).                                                              | Muzeul de Artă Populară, Constanța | Cimec    |
|      | Kawkaz kușak                               | Datare: jumătatea a doua a secolului al XIX-lea Descoperit: jud. Constanța, VALEA DACILOR Material: argint, ciocănit, traforat, îmbinat, niellat, gravat | Cureaua metalică este alcătuită dintr-o pafta și nouă plăcuțe (una diferențiată prin forma rectangulară). Pe pafta apar ornamente florale niellate și inscripții în limba rusă. Plăcuțele metalice prezintă motive florale niellate, cea de-a IX-a având și un decor epigrafic în limba arabă. Marcă de atelier turcesc. | Muzeul de Artă Populară, Constanța | Cimec    |
|      | Kawkaz kușak                               | Datare: al treilea sfert al secolului al XIX-lea Descoperit: jud. Constanța, com. MERENI, OSMANCEA Material: argint; cositor; suport textil metalizat; pânză industrială; ciocănit; traforat; asamblat; niellat; gravat; cusut                                                                        | Piesa prezintă următoarele componente: un carton textil metalizat auriu cu lizierele argintii decorate cu elemente lineare negre, o pafta cu disc central și 14 plăcuțe metalice. Paftaua cu formă de frunză este ornamentată cu motive vegetal-florale, iar discul cu un motiv floral. Plăcuțele au un decor floral și fitomorf. Cordonul textil metalizat este dublat cu pânză albă. | Muzeul de Artă Populară, Constanța | Cimec    |
|      | Maramă                                     | Datare: primul sfert al secolului al XX-lea Descoperit: jud. Constanța, com. MERENI, OSMANCEA Material: pânză industrială; fir metalic lamelar; brodat | Zona mediană de pe una dintre laturile lungi ale maramei este ornamentată cu broderii mărunte lucrate cu fir metalic lamelar argintiu, organizate într-un câmp triunghiular marcat printr-un chenar cu motive geometrice. La extremități - chenare cu motive rombiforme, dispuse pe un traseu meandric. | Muzeul de Artă Populară, Constanța | Cimec    |
|      | Kawkaz kușak                               | Datare: jumătatea a doua a secolului al XIX-lea Descoperit: jud. Constanța, com. MERENI Material: argint; lănțișoare; ciucure din argint; mărgele; cordon textil metalizat; decupat; filigranat; granulat; fixat cu cleme metalice                                                                    | Cingătoarea prezintă următoarele componente: un cordon textil metalizat auriu cu liziere argintii, o pafta și 8 plăcuțe metalice. Paftaua cu formă de fundă este decorată cu motive florale și fitomorfe din argint trefilat și parțial aurit. Acesteia îi sunt atașate două lănțișoare și un ciucure din argint. Plăcuțele sunt ornamentate cu motive florale. Mărgele verzi și albastre - aplicate motivelor florale. | Muzeul de Artă Populară, Constanța | Cimec    |
|      | Maramă                                     | Datare: primul sfert al secolului al XX-lea Descoperit: jud. Constanța, MURFATLAR Material: pânză industrială; mătase; șabac; broderie plină; brodat în cruci; ornamentat cu acul | Marama din pânză industrială albă prezintă în zona mediană broderii florale și geometrice, lucrate cu mătase galbenă și brun, organizate într-un câmp triunghiular. Chenar cu motive brodate în cruci, cu mătase bleu, asociat cu șase motive florale, brodate cu mătase galbenă. Pânza, la baza câmpului decorativ, prezintă decupaje triunghiulare și ornamente mărunte lucrate cu acul - „ine oyasi”. | Muzeul de Artă Populară, Constanța | Cimec    |
|      | Kawkaz kușak                               | Datare: 1871 Descoperit: jud. Constanța, MURFATLAR Material: argint; cordon textil cu fir metalic; pânză industrială; ciocănit, traforat; perforat; asamblat; niellat; gravat; cusut | Cingătoarea are următoarele componente: un cordon textil galben, cu fir metalic în țesătură, o pafta cu formă de frunză, cu traforuri marginale și sistem de prindere fixat sub o plăcuță ovală și 11 plăcuțe metalice concepute în patru variante formale. Componentele metalice prezintă un decor vegetal-floral niellat. Pe pafta apar două inscripții niellate (în limba rusă - kab=kav). Marcă de atelier, anul execuției - 1871 și titlul argintului - 840, vizibile pe dosul paftalei. Cordonul textil - dublat cu pânză albă. | Muzeul de Artă Populară, Constanța | Cimec    |
|      | Sirga                                      | Datare: primul sfert al secolului al XX-lea Descoperit: jud. Constanța, com. Valea Dacilor Material: argint; corali; sârmă; traforat; îndoit; asamblat; niellat; gravat | Cerceii sunt realizați din câte două plăcuțe de argint sugerând forma unor frunze, câte trei verigi și o sârmă pentru asamblarea componentelor, câte două mărgele cilindrice din corali, dispuse la extremitățile sârmei și câte o toartă de prindere. Plăcuțele superioare de mici dimensiuni prezintă ornamente fitomorfe tratate în tehnica niello. Plăcuțele inferioare, cu traforuri pe margini, au un decor fitomorf mai complex. Câmpurile din jurul motivelor sunt ornamentate prin gravare. | Muzeul de Artă Populară, Constanța | Cimec    |
|      | Kawkaz kușak                               | Datare: ultimul sfert al secolului al XIX-lea Descoperit: jud. Constanța, MURFATLAR Material: argint; cordon textil metalizat; pânză industrială; ciocănit; traforat; asamblat; perforat; niellat; gravat; cusut                                                                                      | Cingătoarea are următoarele componente: cordon textil metalizat (urzeală din mătase orange, băteală din fir metalic argintiu), pafta și nouă plăcuțe metalice cu traforuri pe margini. Paftaua prezintă un decor vegetal stilizat (realizat în tehnica niello) și o inscripție dispusă pe plăcuța centrală (caligrafiată în limba rusă). Plăcuțele metalice - ornamentate cu motive fitomorfe. Cordonul - dublat cu material textil alb-gălbui, cu imprimeuri florale în tonuri de roz, verde, brun. Pe dosul paftalei apar inițialele meșterului „L.K.” și titlul argintului - 840.                                                                                | Muzeul de Artă Populară, Constanța | Cimec    |
|      | Blid Autor: anonim                         | Datare: A doua jumătate a secolului al XIX-lea Descoperit: jud. ILFOV, BUCUREȘTI Dimensiuni: Î: 4,6 cm Material: LUT; ANGOBĂ; COLORANȚI; SMALȚ; FRĂMÂNTAT PRIN CĂLCARE; MODELAT LA ROATĂ; SGRAFITAT; ANGOBARE; PICTAT CU CORNUL; PICTAT CU PENSULA; SMĂLȚUIT; ARDERE OXIDANTĂ                         | CENTRUL VASULUI ESTE DECORAT CU UN MOTIV FLORAL ALCĂTUIT DIN MOTIVE SEMIDISCOIDALEI ȘI LINII. MOTIVELE SEMIDISCOIDALE SE REIAU ȘI PE BORDURA VASULUI, ASOCIATE CU GRUPAJE LINIARE OBLICE. CROMATICĂ: ALB (FOND), ROȘU - ENGLEZ, VERDE (MOTIVE) | Muzeul de Artă Populară, Constanța | Cimec    |
|      | Blid Autor: anonim                         | Datare: A doua jumătate a secolului al XIX -lea Descoperit: jud. ILFOV, BUCUREȘTI Dimensiuni: Î: 5,4 cm Material: LUT; ANGOBĂ; COLORANȚI; SMALȚ; FRĂMÂNTAT PRIN CĂLCARE; MODELAT LA ROATĂ; SGRAFITAT; ANGOBARE; PICTAT CU PENSULA; SMĂLȚUIT; ARDERE OXIDANTĂ                                          | ÎN CÂMPUL CENTRAL, PE FOND ALB ESTE PICTAT UN MOTIV FLORAL AVÂND CONTURUL SGRAFITAT. BORDURA VASULUI, CU FOND ROȘU, PREZINTĂ ORNAMENTE GEOMETRICE - LINII ZIG-ZAG-ATE, ALTERNÂND CU ȘIRURI DE PUNCTE. CROMATICĂ: ALB (FOND), ROȘU - ENGLEZ, VERDE (MOTIVE) | Muzeul de Artă Populară, Constanța | Cimec    |
|      | Blid Autor: anonim                         | Datare: Al patrulea sfert al secolului al XIX-lea Descoperit: jud. ILFOV, BUCUREȘTI Dimensiuni: Î: 5 cm Material: LUT; ANGOBĂ; COLORANȚI; SMALȚ; FRĂMÂNTAT PRIN CĂLCARE; MODELAT LA ROATĂ; ANGOBARE; PICTAT CU CORNUL; PICTAT CU PENSULA; SMĂLȚUIT; ARDERE OXIDANTĂ                                   | BORDURA VASULUI, DELIMITATĂ PRIN CERCURI BRUNE, SE CARACTERIZEAZĂ PRIN ALTERNANȚA A CINCI MOTIVE FITOMORFE CU CINCI MOTIVE GEOMETRICE,CREATE DIN ARCE DE CERC DUBLE. ÎN CÂMPUL CENTRAL ESTE PLASAT UN CERC BRUN, CONTURAT CU ORNAMENTE PUNCTIFORME DE ACEEAȘI CULOARE, AVÂND UN MOTIV CRUCIFORM, CARE ÎMPARTE CERCUL ÎN PATRU SUPRAFEȚE APROXIMATIV EGALE. CROMATICĂ: ALB (FOND), CĂRĂMIZIU, VERDE SMARAGD (MOTIVE) | Muzeul de Artă Populară, Constanța | Cimec    |
|      | Blid Autor: anonim                         | Datare: Primul sfert al secolului al XX -lea Descoperit: jud. ILFOV, BUCUREȘTI Dimensiuni: Î: 4,4 cm Material: LUT; ANGOBĂ; COLORANȚI; SMALȚ; FRĂMÂNTAT PRIN CĂLCARE; MODELAT LA ROATĂ; ANGOBARE; PICTAT CU CORNUL; PICTAT CU PENSULA; SMĂLȚUIT; ARDERE OXIDANTĂ                                      | CÂMPUL MARGINAL PREZINTĂ UN ȘIR DE MOTIVE PUNCTIFORME MARI, BRUNE, PLASATE PE O BANDĂ DE CULOARE ROȘIE, ÎNCADRATĂ DE DOUĂ MEANDRE, CONTURATE CU BRUN PE FONDUL ALB AL VASULUI. CÂMPUL CENTRAL ESTE ORNAMENTAT CU UN MOTIV STELIFORM, COMPUS DIN TRIUNGHIURI ASCUȚITE ȘI ARCE DE CERC ÎNTRE CARE SUNT DISPUSE MOTIVE FLORALE PUNCTIFORME. ÎN MIJLOCUL ACESTUI MOTIV STELIFORM APARE O SPIRALĂ. LINIILE DE CONTUR RELIEFATE SUNT TRASATE CU BRUN. CROMATICĂ: ALB (FOND), ROȘU- ENGLEZ, VERDE, BRUN (MOTIVE) | Muzeul de Artă Populară, Constanța | Cimec    |
|      | Blid Autor: anonim                         | Datare: A doua jumătate a secolului al XIX-lea Descoperit: jud. ILFOV, BUCUREȘTI Dimensiuni: Î: 4,7 cm Material: LUT; ANGOBĂ; COLORANȚI; SMALȚ; FRĂMÂNTAT PRIN CĂLCARE; MODELAT LA ROATĂ; ANGOBARE; PICTAT CU CORNUL; PICTAT CU PENSULA; SMĂLȚUIT; ARDERE OXIDANTĂ                                    | PE BORDURA VASULUI SUNT DISPUSE MOTIVE VEGETALE (PETALE DE LOTUS), AVÂND CONTURUL UȘOR RELIEFAT, TRASAT CU VÂRFUL CORNULUI, CU BRUN ȘI FIIND ACOPERITE CU UN STRAT DE CULOARE ROȘU - ENGLEZ. ÎNTRE ACESTEA APAR ȘIRURI VERTICALE DE ORNAMENTE PUNCTIFORME BRUNE. CÂMPUL CENTRAL ESTE DECORAT CU UN MOTIV VEGETAL STILIZAT, ÎNSOȚIT DE ELEMENTE PUNCTIFORME BRUNE. FRUNZELE MOTIVULUI SUNT ALTERNATIV ACOPERITE CU SMALȚURI ÎN TONURI DE ROȘU ENGLEZ ȘI VERDE, ARMONIZATE CU ALBUL -FILDEȘ AL FONDULUI. CROMATICĂ: ALB- FILDEȘ (FOND), ROȘU- ENGLEZ, VERDE, BRUN (MOTIVE)                                                                                            | Muzeul de Artă Populară, Constanța | Cimec    |
|      | Blid Autor: anonim                         | Datare: A doua jumătate a secolului al XIX-lea Descoperit: jud. ILFOV, BUCUREȘTI Dimensiuni: Î: 5,3 cm Material: LUT; ANGOBĂ; COLORANȚI; SMALȚ; FRĂMÂNTAT PRIN CĂLCARE; MODELAT LA ROATĂ; ANGOBARE; SGRAFITAT; PICTAT CU CORNUL; PICTAT CU PENSULA; SMĂLȚUIT; ARDERE OXIDANTĂ                         | UN MOTIV FLORAL, AVÂND CONTURUL SGRAFITAT, OCUPĂ SPAȚIUL CÂMPULUI CENTRAL AL VASULUI, REMARCÂNDU-SE PRIN BICROMIA ROȘU -VERDE. BORDURA PREZINTĂ O SUITĂ DE CERCURI CONCENTRICE, TRASATE CU AJUTORUL CORNULUI, CU ROȘU-ENGLEZ. CROMATICĂ: ALB- GĂLBUI (FOND), ROȘU- ENGLEZ, VERDE (MOTIVE) | Muzeul de Artă Populară, Constanța | Cimec    |
|      | Blid Autor: anonim                         | Datare: A doua jumătate a secolului al XIX-lea Descoperit: jud. ILFOV, BUCUREȘTI Dimensiuni: Î: 5,5 cm Material: LUT; ANGOBĂ; COLORANȚI; SMALȚ; FRĂMÂNTAT PRIN CĂLCARE; MODELAT LA ROATĂ; ANGOBARE; SGRAFITAT; PICTAT CU PENSULA; SMĂLȚUIT; ARDERE OXIDANTĂ                                           | BORDURA BLIDULUI CU FOND ALB ESTE DECORATĂ CU UN MEANDRU ȘI DOUĂ CERCURI. ÎN CÂMPUL CENTRAL, APARE UN MOTIV FLORAL (LALEAUA), AVÂND CONTURURILE SGRAFITATE, FIIND ÎNCADRAT DE ALTE DOUĂ LALELE. CROMATICĂ: ALB (FOND), GALBEN DE CROM, VERDE SMARAGD, ALBASTRU DE COBALT (MOTIVE) | Muzeul de Artă Populară, Constanța | Cimec    |
|      | Blid Autor: anonim                         | Datare: A doua jumătate a secolului al XIX-lea Descoperit: jud. ILFOV, BUCUREȘTI Dimensiuni: Î: 5 cm Material: LUT; ANGOBĂ; COLORANȚI; SMALȚ; FRĂMÂNTAT PRIN CĂLCARE; MODELAT LA ROATĂ; ANGOBARE; SGRAFITAT; PICTAT CU PENSULA; SMĂLȚUIT; ARDERE OXIDANTĂ                                             | BORDURA BLIDULUI CU FOND ALB ESTE DECORATĂ CU UN MEANDRU ȘI DOUĂ CERCURI. ÎN CÂMPUL CENTRAL, APARE UN MOTIV FITOMORF (MOTIVUL POMULUI VIEȚII SUB FORMA UNEI RAMURI CU FRUNZE), AVÂND CONTURURILE SGRAFITATE. CROMATICĂ: ALB (FOND), GALBEN DE CROM, VERDE SMARAGD, ALBASTRU DE COBALT (MOTIVE) | Muzeul de Artă Populară, Constanța | Cimec    |
|      | Blid Autor: anonim                         | Datare: A doua jumătate a secolului al XIX-lea Descoperit: jud. ILFOV, BUCUREȘTI Dimensiuni: Î: 4,8 cm Material: LUT; ANGOBĂ; COLORANȚI; SMALȚ; FRĂMÂNTAT PRIN CĂLCARE; MODELAT LA ROATĂ; ANGOBARE; SGRAFITAT; PICTAT CU PENSULA; SMĂLȚUIT; ARDERE OXIDANTĂ                                           | PE BORDURA BLIDULUI CU FOND ALB SUNT PICTATE ALTERNATIV MOTIVE FITOMORFE CU CONTURURI SGRAFITATE ȘI LINII MEANDRICE. ÎN CÂMPUL CENTRAL, APARE UN MOTIV FITOMORF (MOTIVUL POMULUI VIEȚII SUB FORMA UNEI RAMURI CU FRUNZE), AVÂND CONTURURILE SGRAFITATE. CROMATICĂ: ALB (FOND), GALBEN DE CROM, VERDE SMARAGD, ALBASTRU DE COBALT (MOTIVE) | Muzeul de Artă Populară, Constanța | Cimec    |
|      | Blid Autor: anonim                         | Datare: A doua jumătate a secolului al XIX-lea Descoperit: jud. ILFOV, BUCUREȘTI Dimensiuni: Î: 5,1 cm Material: LUT; ANGOBĂ; COLORANȚI; SMALȚ; FRĂMÂNTAT PRIN CĂLCARE; MODELAT LA ROATĂ; ANGOBARE; SGRAFITAT; PICTAT CU PENSULA; SMĂLȚUIT; ARDERE OXIDANTĂ                                           | PE BORDURA BLIDULUI CU FOND ALB SUNT PICTATE ALTERNATIV MOTIVE PUNCTIFORME ALBASTRE ȘI BENZI OBLICE, GRUPATE CÂTE DOUĂ, REALIZATE CU TONURI DE ROȘU CĂRĂMIZIU ȘI VERDE SMARAGD. ÎN CÂMPUL CENTRAL, APARE UN MOTIV FITOMORF (POMULUI VIEȚII SUB FORMA UNUI BRAD), ASOCIAT CU ALTE DOUĂ MOTIVE FITOMORFE, AVÂND CONTURURILE SGRAFITATE. MOTIVUL CENTRAL SE CARACTERIZEAZĂ PRINTR-O MINUȚIOASĂ TRATARE: RAMURILE BRADULUI, DESENATE PRIN SGRAFITARE, FIIND ACOPERITE CU UN STRAT DE CULOARE VERDE, IAR FORMA ÎN SINE A ACESTUIA ESTE REALIZATĂ PRIN PUNCTE ALBASTRE, UȘOR RELIEFATE. CROMATICĂ: ALB (FOND), ROȘU CĂRĂMIZIU, VERDE SMARAGD, ALBASTRU DE COBALT (MOTIVE) | Muzeul de Artă Populară, Constanța | Cimec    |
|      | Sahană                                     | Datare: Ultimul sfert al secolului al XIX -lea Descoperit: jud. ILFOV, BUCUREȘTI Dimensiuni: Î: 7,5 cm Material: lut; angobă; coloranți; smalț; frământat prin călcare; modelat la roată; angobare; pictat cu cornul; smălțuit; ardere oxidantă                                                       | Strachina cu două mici toarte plate este angobată pe interior. Pereții vasului sunt decorați cu motive geometrice: discuri (ove) cu bucle, pictate cu brun; meandre și spirale trasate cu verde. În câmpul central, apare un ornament discoidal (ovă) brun, însoțit de elemente liniare verzi. | Muzeul de Artă Populară, Constanța | Cimec    |
|      | Platou Autor: Constantin Colibaba          | Datare: Prima jumătate a secolului XX Descoperit: jud. ILFOV, BUCUREȘTI Dimensiuni: Î: 4,5 cm Material: lut; angobă; coloranți; smalț; frământat prin călcare; modelat la roată; sgrafitare; angobare; pictat cu cornul și pensula; smălțuit; ardere oxidantă                                         | PLATOUL ESTE ORNAMENTAT ÎN STILUL CERAMICII DE KUTY, PRIN TEHNICA SGRAFITĂRII, ORNAMENTELE FIIND REALIZATE PE FOND ANGOBAT, ÎN CROMATICA TRADIȚIONALĂ: GALBEN, VERDE ȘI BRUN. REGISTRUL DECORATIV DE PE MARGINEA VASULUI ESTE ÎMPĂRȚIT ÎN 12 CASETE, ÎN CARE SUNT REPREZENTATE CELE 12 SEMNE ZODIACALE. ÎN CÂMPUL CENTRAL ESTE REPREZENTAT SOARELE. CELE DOUĂ CÂMPURI DECORATIVE SUNT DELIMITATE DE UN REGISTRU CU MOTIVE GEOMETRICE (LINII FRÂNTE, LINII CURBE, PUNCT). | Muzeul de Artă Populară, Constanța | Cimec    |
|      | Platou Autor: Constantin Colibaba          | Datare: Prima jumătate a secolului XX Descoperit: jud. ILFOV, BUCUREȘTI Dimensiuni: Î: 3.6 cm Material: lut; angobă; coloranți; smalț; frământat prin călcare; modelat la roată; sgrafitare; angobare; pictat cu cornul și pensula; smălțuit; ardere oxidantă                                         | PIESA ESTE ORNAMENTATĂ ÎN STILUL CERAMICII DE KUTY, PRIN TEHNICA SGRAFITĂRII, ORNAMENTELE FIIND REALIZATE PE FOND ANGOBAT, ÎN CROMATICA TRADIȚIONALĂ: GALBEN, VERDE, BRUN ȘI CĂRĂMIZIU. REGISTRUL DECORATIV DE PE MARGINEA VASULUI ESTE DELIMITAT ÎN 12 CASETE, ÎN CARE SUNT REPREZENTATE CELE 12 SEMNE ZODIACALE, ÎNSOȚITE DE DENUMIREA LUNILOR CALENDARISTICE. ÎN CÂMPUL CENTRAL ESTE REPREZENTAT SOARELE. CELE DOUĂ CÂMPURI DECORATIVE SUNT DELIMITATE DE UN REGISTRU CU MOTIVE GEOMETRICE (LINII, ARCE DE CERC, REȚELE DE LINII). | Muzeul de Artă Populară, Constanța | Cimec    |
|      | Strachină Autor: anonim                    | Datare: Al patrulea sfert al secolului al XIX-lea Descoperit: jud. ILFOV, BUCUREȘTI Dimensiuni: Î: 7,7 cm Material: lut; angobă; coloranți; smalț; frământat prin călcare; modelat la roată; pictat cu cornul; smălțuit; ardere oxidantă                                                              | STRACHINA CU FOND ALB- IVORIU DE ANGOBĂ ESTE ORNAMENTATĂ CU MOTIVE OVOIDALE BRUN, GRUPATE CÂTE TREI, ASOCIATE CU LINII CIRCULARE, MOTIVE PUNCTIFORME DESENATE PE TRASEE ASCENDENTE ȘI MEANDRE VERZI. ÎN CÂMPUL CENTRAL - O ROZETĂ PUNCTIFORMĂ BRUN. | Muzeul de Artă Populară, Constanța | Cimec    |
|      | Strachină Autor: anonim                    | Datare: Primul sfert al secolului XX Descoperit: jud. ILFOV, BUCUREȘTI Dimensiuni: Î: 7,6 cm Material: lut; angobă; coloranți; smalț; frământat prin călcare; modelat la roată; angobare; pictat cu pensula și cornul; smălțuit; ardere oxidantă                                                      | STRACHINA ANGOBATĂ, CU FOND ALB- IVORIU ESTE ORNAMENTATĂ PE MARGINI CU PATRU MOTIVE FITOMORFE PICTATE CU BRUN ȘI VERDE, MOTIV CARE APARE ȘI ÎN CENTRUL VASULUI. | Muzeul de Artă Populară, Constanța | Cimec    |
|      | Strachină Autor: anonim                    | Datare: Primul sfert al secolului XX Descoperit: jud. ILFOV, BUCUREȘTI Dimensiuni: Î: 7,5 cm Material: lut; angobă; coloranți; smalț; frământat prin călcare; modelat la roată; angobare; pictat cu pensula și cornul; smălțuit; ardere oxidantă                                                      | STRACHINA ANGOBATĂ, CU FOND ALB- IVORIU ESTE ORNAMENTATĂ PE MARGINI CU TREI MOTIVE FLORALE (LALEAUA), PICTATE CU ALBASTRU ȘI VERDE, MOTIV CARE APARE ȘI ÎN CENTRUL VASULUI. | Muzeul de Artă Populară, Constanța | Cimec    |
|      | Strachină Autor: anonim                    | Datare: Al patrulea sfert al secolului al XIX-lea Descoperit: jud. ILFOV, BUCUREȘTI Dimensiuni: Î: 5,4 cm Material: lut; angobă; coloranți; smalț; frământat prin călcare; modelat la roată; angobare; pictat cu pensula; smălțuit; ardere oxidantă                                                   | STRACHINA ANGOBATĂ, CU FOND ALB- IVORIU ESTE ORNAMENTATĂ ÎN CÂMPUL CENTRAL CU UN MOTIV FLORAL (LALEAUA), PICTAT CU ALBASTRU, BRUN ȘI VERDE. PE MARGINI - UN DECOR GEOMETRIC ASOCIIND GRUPAJE DE LINII TRASATE CU VERDE ȘI ELEMENTE PUNCTIFORME. | Muzeul de Artă Populară, Constanța | Cimec    |
|      | Strachină Autor: anonim                    | Datare: Al patrulea sfert al secolului al XIX-lea Descoperit: jud. ILFOV, BUCUREȘTI Dimensiuni: Î: 5,7 cm Material: lut; angobă; coloranți; smalț; frământat prin călcare; modelat la roată; angobare; pictat cu cornul; smălțuit; ardere oxidantă                                                    | STRACHINA CU FOND ANGOBAT ESTE DECORATĂ PE MARGINI CU ORNAMENTE GEOMETRICE - OVE CĂRĂMIZII CU CENTRUL MARCAT CU VERDE, ÎNCADRATE DE UN MEANDRU VERDE PE BUZA VASULUI ȘI DE UN CERC CĂRĂMIZIU SPRE CENTRU. ÎN CÂMPUL CENTRAL - O ROZETĂ (CĂRĂMIZIU CU VERDE). | Muzeul de Artă Populară, Constanța | Cimec    |
|      | Strachină Autor: anonim                    | Datare: Al patrulea sfert al secolului al XIX-lea Descoperit: jud. ILFOV, BUCUREȘTI Dimensiuni: Î: 5,7 cm Material: lut; angobă; coloranți; smalț; frământat prin călcare; modelat la roată; angobare; pictat cu pensula și cornul; smălțuit; ardere oxidantă                                         | STRACHINA CU FOND DE ANGOBĂ ESTE DECORATĂ ÎN CÂMPUL CENTRAL CU UN MOTIV AVIMORF STILIZAT, PICTAT CU BRUN ȘI VERDE. PEREȚII FARFURIEI PREZINTĂ DOUĂ REGISTRE DECORATIVE (GRUPAJE DE CÂTE TREI OVE BRUN ȘI UN MEANDRU VERDE), DELIMITATE DE LINII SPIRALATE BRUN. | Muzeul de Artă Populară, Constanța | Cimec    |
|      | Strachină Autor: anonim                    | Datare: A doua jumătate a secolului XIX Descoperit: jud. ILFOV, BUCUREȘTI Dimensiuni: Î: 5,8 cm Material: lut; angobă; coloranți; smalț; frământat prin călcare; modelat la roată; angobare; pictat cu cornul; smălțuit; ardere oxidantă                                                              | STRACHINA CU FOND DE ANGOBĂ ESTE DECORATĂ ÎN CÂMPUL CENTRAL CU O ROZETĂ, PICTATĂ CU BRUN - CĂRĂMIZIU. PEREȚII INTERIORI SUNT ORNAMENTAȚI CU UN MEANDRU TRASAT CU VERDE ȘI GRUPAJE DE CÂTE TREI OVE BRUN, REGISTRELE FIIND DELIMITATE DE LINII SPIRALATE. | Muzeul de Artă Populară, Constanța | Cimec    |
|      | Strachină Autor: anonim                    | Datare: A doua jumătate a secolului XIX Descoperit: jud. ILFOV, BUCUREȘTI Dimensiuni: Î: 5,8 cm Material: lut; angobă; coloranți; smalț; frământat prin călcare; modelat la roată; angobare; pictat și jirăvit cu cornul; smălțuit; ardere oxidantă                                                   | STRACHINA CU FOND ANGOBAT ESTE DECORATĂ PE MARGINI CU O SPIRALĂ JIRĂVITĂ CU VÂRFUL SUBȚIRE AL CORNULUI, PESTE CARE SUNT PICTATE ALTERNATIV ORNAMENTE DISCOIDALE (OVE) CĂRĂMIZII ȘI LINII TRASATE CU VERDE. ÎN CÂMPUL CENTRAL - O ROZETĂ ALCĂTUITĂ DIN ELEMENTE GEOMETRICE DISCOIDALE CĂRĂMIZII ȘI LINII VERZI. | Muzeul de Artă Populară, Constanța | Cimec    |
|      | Strachină Autor: anonim                    | Datare: A doua jumătate a secolului XIX Descoperit: jud. ILFOV, BUCUREȘTI Dimensiuni: Î: 5,5 cm Material: lut; angobă; coloranți; smalț; frământat prin călcare; modelat la roată; angobare; pictat cu cornul; smălțuit; ardere oxidantă                                                              | STRACHINA CU FOND ANGOBAT ESTE DECORATĂ PE MARGINI CU PATRU MOTIVE GEOMETRICE COMPUSE DIN CÂTE TREI DISCURI (OVE) CĂRĂMIZII, MEANDRE DE ACEEAȘI NUANȚĂ ȘI LINII CURBE VERZI. ÎN CÂMPUL CENTRAL - O ROZETĂ PICTATĂ CU CĂRĂMIZIU, AVÂND ÎN CENTRU UN MOTIV FITOMORF VERDE. | Muzeul de Artă Populară, Constanța | Cimec    |
|      | Strachină Autor: anonim                    | Datare: Prima jumătate a secolului XX Descoperit: jud. ILFOV, BUCUREȘTI Dimensiuni: Î: 6,7 cm Material: lut; angobă; coloranți; smalț; frământat prin călcare; modelat la roată; angobare; pictat cu cornul; smălțuit; ardere oxidantă                                                                | STRACHINA CU FOND ANGOBAT ESTE DECORATĂ PE PEREȚI CU O SPIRALĂ TRASATĂ CU VERDE, PESTE CARE SUNT PICTATE CU BRUN PATRU GRUPAJE DE MOTIVE COMPUSE DIN OVE, ȘIRURI DE PUNCTE ȘI MOTIVE LINIARE CE SUGEREAZĂ O PANĂ DE PASĂRE. ÎN CÂMPUL CENTRAL - O SPIRALĂ VERDE SUPRAPUSĂ DE UN MOTIV FITOMORF BRUN. | Muzeul de Artă Populară, Constanța | Cimec    |
|      | Strachină Autor: anonim                    | Datare: Prima jumătate a secolului XX Descoperit: jud. ILFOV, BUCUREȘTI Dimensiuni: Î: 6 cm Material: lut; angobă; coloranți; smalț; frământat prin călcare; modelat la roată; angobare; pictat cu cornul; smălțuit; ardere oxidantă                                                                  | STRACHINA CU FOND ANGOBAT ESTE DECORATĂ PE PEREȚI CU O SPIRALĂ TRASATĂ CU BRUN, PESTE CARE SUNT PICTATE OVE CĂRĂMIZII. ÎN CÂMPUL CENTRAL - UN MOTIV FLORAL STILIZAT, FORMAT DIN PUNCTE CĂRĂMIZII. | Muzeul de Artă Populară, Constanța | Cimec    |
|      | Strachină Autor: anonim                    | Datare: Ultimul sfert al secolului XIX Descoperit: jud. ILFOV, BUCUREȘTI Dimensiuni: Î: 9,4 cm Material: lut; angobă; coloranți; smalț; frământat prin călcare; modelat la roată; angobare; sgrafitare; pictat cu pensula; smălțuit; ardere oxidantă                                                  | LINII DUBLE CU TRASEE ARCUITE SAU ANGULARE, ALTERNÂND CU LINII MEANDRICE, APAR SGRAFITATE ÎN REGISTRUL CÂMPULUI MARGINAL. CÂMPUL CENTRAL ESTE DOMINAT DE PERECHEA CORNUTELOR MARI (SAU MOTIVE FANTASTICE - CAPRICORNI), AFRONTATE, DEASUPRA CĂRORA SUNT PLASATE DOUĂ MOTIVE FLORALE (LALELE). DECORUL SGRAFITAT ESTE PICTAT NEGLIJENT CU SMALȚ VERDE, GALBEN ȘI BRUN. | Muzeul de Artă Populară, Constanța | Cimec    |
|      | Farfurioară Autor: Constantin Colibaba     | Datare: Prima jumătate a secolului XX Descoperit: jud. ILFOV, BUCUREȘTI Material: lut; angobă; coloranți; smalț; frământat prin călcare; modelat la roată; angobare; sgrafitare; pictat cu cornul și pensula; smălțuit; ardere oxidantă                                                               | DECORUL VASULUI ESTE REALIZAT ÎN STILUL CERAMICII DE KUTY, PRIN TEHNICA SGRAFITĂRII, FOLOSINDU-SE CROMATICA TRADIȚIONALĂ (VERDE, GALBEN, CĂRĂMIZIU), PE FOND DE ANGOBĂ. ÎN CENTRUL VASULUI ESTE PICTAT UN PERSONAJ FEMININ ÎMBRĂCAT ÎN ROCHIE LUNGĂ, ORĂȘENEASCĂ, FLANCAT DE DOUĂ MOTIVE FITOMORFE. PEREȚII FARFURIEI SUNT DECORAȚI CU ORNAMENTE GEOMETRICE: LINII, LINII FRÂNTE, LINII CURBE, MEANDRE. | Muzeul de Artă Populară, Constanța | Cimec    |
|      | Ștergar Autor: anonim                      | Datare: Prima jumătate a secolului XX Descoperit: jud. TULCEA, SATU NOU Material: borangic; bumbac; țesut în 2 ițe; ales cu speteaza; încheiat cu acul; încheiat cu mașina | ȘTERGARUL ESTE ȚESUT ÎN ÎNTREGIME DIN BORANGIC, DECORUL FIIND PLASAT LA CAPETE, PE TREI REGISTRE. CEL MEDIAN PREZINTĂ UN PERSONAJ ECVESTRU, ÎMBRĂCAT ÎN HAINE MILITARE (TUNICĂ ALBASTRĂ CU FIRETURI GALBENE ȘI PANTALONI ALBI CU VIPUȘCĂ), SURPRINS ÎN MOMENTUL CÂND SE PREGĂTEȘTE SĂ SUFLE ÎN GOARNĂ. REGISTRELE CARE ÎL ÎNCADREAZĂ PREZINTĂ MOTIVE FLORALE. CROMATICĂ: GRI, ROZ, ALB, GALBEN, ALBASTRU, ROȘU, MOV | Muzeul de Artă Populară, Constanța | Cimec    |
|      | Farfurioară Autor: Constantin Colibaba     | Datare: Prima jumătate a secolului XX Descoperit: jud. ILFOV, BUCUREȘTI Material: lut; angobă; coloranți; smalț; frământat prin călcare; modelat la roată; angobare; sgrafitare; pictat cu cornul și pensula; smălțuit; ardere oxidantă                                                               | DECORUL VASULUI ESTE REALIZAT ÎN STILUL CERAMICII DE KUTY, PRIN TEHNICA SGRAFITĂRII, FOLOSINDU-SE CROMATICA TRADIȚIONALĂ (VERDE, GALBEN, CĂRĂMIZIU), PE FOND DE ANGOBĂ. ÎN CENTRUL VASULUI ESTE PICTATĂ O SCENĂ DE LUPTĂ ÎNTRE DOI COCOȘI, AVÂND DEASUPRA SOARELE, IAR DEDESUBT UN MOTIV FLORAL (FLOAREA - SOARELUI). PE PEREȚI APAR MOTIVE GEOMETRICE: LINII, LINII FRÂNTE, MEANDRE. | Muzeul de Artă Populară, Constanța | Cimec    |
|      | Farfurioară Autor: Constantin Colibaba     | Datare: Prima jumătate a secolului XX Descoperit: jud. ILFOV, BUCUREȘTI Material: lut; angobă; coloranți; smalț; frământat prin călcare; modelat la roată; angobare; sgrafitare; pictat cu cornul și pensula; smălțuit; ardere oxidantă                                                               | DECORUL VASULUI ESTE REALIZAT ÎN STILUL CERAMICII DE KUTY, PRIN TEHNICA SGRAFITĂRII, FOLOSINDU-SE CROMATICA TRADIȚIONALĂ (VERDE, GALBEN, BRUN), PE FOND DE ANGOBĂ. ÎN CENTRUL VASULUI ESTE PICTAT UN MOTIV ZOOMORF FANTASTIC (CAPRICORN), AVÂND DEASUPRA UN MOTIV FLORAL, IAR DEDEDUBT UN VAS CU TOARTE. PEREȚII VASULUI SUNT DECORAȚI CU MOTIVE GEOMETRICE (LINII, LINII FRÂNTE, MEANDRE). | Muzeul de Artă Populară, Constanța | Cimec    |
|      | Farfurioară Autor: Constantin Colibaba     | Datare: Prima jumătate a secolului XX Descoperit: jud. ILFOV, BUCUREȘTI Material: lut; angobă; coloranți; smalț; frământat prin călcare; modelat la roată; angobare; sgrafitare; pictat cu cornul și pensula; smălțuit; ardere oxidantă                                                               | DECORUL VASULUI ESTE REALIZAT ÎN STILUL CERAMICII DE KUTY, PRIN TEHNICA SGRAFITĂRII, FOLOSINDU-SE CROMATICA TRADIȚIONALĂ (VERDE, GALBEN, BRUN), PE FOND DE ANGOBĂ. ÎN CENTRUL VASULUI ESTE PICTAT UN MOTIV ZOOMORF FANTASTIC (CAPRICORN), ÎNCADRAT DE UN MOTIV FITOMORF ȘI UNUL FLORAL. PEREȚII VASULUI SUNT DECORAȚI CU MOTIVE GEOMETRICE (ARC DE CERC) ȘI MOTIVE FITOMORFE. | Muzeul de Artă Populară, Constanța | Cimec    |
|      | Farfurioară Autor: Constantin Colibaba     | Datare: Prima jumătate a secolului XX Descoperit: jud. ILFOV, BUCUREȘTI Material: lut; angobă; coloranți; smalț; frământat prin călcare; modelat la roată; angobare; sgrafitare; pictat cu cornul și pensula; smălțuit; ardere oxidantă                                                               | DECORUL VASULUI ESTE REALIZAT ÎN STILUL CERAMICII DE KUTY, PRIN TEHNICA SGRAFITĂRII, FOLOSINDU-SE CROMATICA TRADIȚIONALĂ (VERDE, GALBEN, CĂRĂMIZIU), PE FOND DE ANGOBĂ. ÎN CENTRUL VASULUI ESTE PICTAT UN MOTIV HERALDIC - CAPUL DE BOUR, CA STEMĂ A MOLDOVEI, ÎNCONJURAT DE ELEMENTE ASTRALE: SOARELE, LUNA, STEAUA. PEREȚII VASULUI SUNT DECORAȚI CU MOTIVE GEOMETRICE (LINII, MEANDRE, LINII FRÂNTE). | Muzeul de Artă Populară, Constanța | Cimec    |
|      | Strachină Autor: anonim                    | Datare: Al treilea sfert al secolului al XIX -lea Descoperit: jud. ILFOV, BUCUREȘTI Dimensiuni: Î: 8,2 cm Material: lut; angobă; coloranți; smalț; frământat prin călcare; modelat la roată; angobare; sgrafitare; pictat cu pensula; smălțuit; ardere oxidantă                                       | DECORUL VASULUI ESTE REALIZAT ÎN STILUL CERAMICII DE KUTY, PRIN TEHNICA SGRAFITĂRII, FOLOSINDU-SE CROMATICA TRADIȚIONALĂ (VERDE, GALBEN, BRUN), PE FOND DE ANGOBĂ. ÎN CENTRUL VASULUI ESTE PICTAT UN MOTIV ASTRAL (STEAUA CU PATRU COLȚURI), ASOCIAT CU MOTIVE FLORALE. PEREȚII VASULUI SUNT DECORAȚI CU MOTIVE GEOMETRICE (MEANDRE, LINII FRÂNTE, SPIRALĂ). | Muzeul de Artă Populară, Constanța | Cimec    |
|      | Strachină Autor: anonim                    | Datare: Al treilea sfert al secolului al XIX -lea Descoperit: jud. ILFOV, BUCUREȘTI Dimensiuni: Î: 8,1 cm Material: lut; angobă; coloranți; smalț; frământat prin călcare; modelat la roată; angobare; sgrafitare; pictat cu pensula; smălțuit; ardere oxidantă                                       | DECORUL VASULUI ESTE REALIZAT ÎN STILUL CERAMICII DE KUTY, PRIN TEHNICA SGRAFITĂRII, FOLOSINDU-SE CROMATICA TRADIȚIONALĂ (VERDE, GALBEN, BRUN), PE FOND DE ANGOBĂ. ÎN CENTRUL VASULUI ESTE PICTATĂ O SCENĂ DE BÂLCI, AI CĂREI PROTAGONIȘTI SUNT URSARUL, AVÂND ÎN MÂNĂ O TAMBURINĂ, ȘI URSUL CU VIOARA. PEREȚII VASULUI SUNT ORNAMENTAȚI CU MOTIVE GEOMETRICE (LINII ARCUITE, LINII FRÂNTE). | Muzeul de Artă Populară, Constanța | Cimec    |
|      | Strachină Autor: anonim                    | Datare: Al treilea sfert al secolului al XIX -lea Descoperit: jud. ILFOV, BUCUREȘTI Dimensiuni: Î: 9,1 cm Material: lut; angobă; coloranți; smalț; frământat prin călcare; modelat la roată; angobare; sgrafitare; pictat cu pensula; smălțuit; ardere oxidantă                                       | DECORUL VASULUI ESTE REALIZAT ÎN STILUL CERAMICII DE KUTY, PRIN TEHNICA SGRAFITĂRII, FOLOSINDU-SE CROMATICA TRADIȚIONALĂ (VERDE, GALBEN, BRUN), PE FOND DE ANGOBĂ. ÎN CÂMPUL CENTRAL SE DERULEAZĂ O SCENĂ, AVÂND CA PROTAGONIȘTI UN MUZICANT ȘI O HANGIȚĂ. CADRUL INTERIOR ESTE SUGERAT DE ELEMENTE DE MOBILIER (SCAUN, MASĂ) ȘI DE O FEREASTRĂ. PEREȚII VASULUI SUNT ORNAMENTAȚI CU MOTIVE FITOMORFE (VREJURI ȘI COROLE). | Muzeul de Artă Populară, Constanța | Cimec    |
|      | Strachină Autor: anonim                    | Datare: Al treilea sfert al secolului al XIX -lea Descoperit: jud. ILFOV, BUCUREȘTI Dimensiuni: Î: 8,7 cm Material: lut; angobă; coloranți; smalț; frământat prin călcare; modelat la roată; angobare; sgrafitare; pictat cu pensula; smălțuit; ardere oxidantă                                       | DECORUL VASULUI ESTE REALIZAT ÎN STILUL CERAMICII DE KUTY, PRIN TEHNICA SGRAFITĂRII, FOLOSINDU-SE CROMATICA TRADIȚIONALĂ (VERDE, GALBEN, BRUN), PE FOND DE ANGOBĂ. ÎN CENTRUL VASULUI SUNT PICTATE MOTIVE FLORALE (LALELE) ȘI FITOMORFE (FRUNZA DE SALCÂM), DISPUSE CRUCIFORM. PEREȚII VASULUI SUNT ORNAMENTAȚI CU MOTIVE GEOMETRICE (LINII, LINII FRÂNTE). | Muzeul de Artă Populară, Constanța | Cimec    |
|      | Strachină Autor: anonim                    | Datare: Prima jumătate a secolului XX Descoperit: jud. ILFOV, BUCUREȘTI Dimensiuni: Î: 9,4 cm Material: lut; angobă; coloranți; smalț; frământat prin călcare; modelat la roată; angobare; sgrafitare; pictat cu pensula; smălțuit; ardere oxidantă                                                   | DECORUL VASULUI ESTE REALIZAT ÎN STILUL CERAMICII DE KUTY, PRIN TEHNICA SGRAFITĂRII, FOLOSINDU-SE CROMATICA TRADIȚIONALĂ (VERDE, GALBEN, BRUN), PE FOND DE ANGOBĂ. ÎN CENTRUL VASULUI ESTE PICTAT UN MOTIV FLORAL, ÎNCADRAT DE UNUL FITOMORF - COROLA. PEREȚII VASULUI SUNT ORNAMENTAȚI CU MOTIVE GEOMETRICE - LINII FRÂNTE, CARE FORMEAZĂ TRIUNGHIURI. | Muzeul de Artă Populară, Constanța | Cimec    |
|      | Strachină Autor: anonim                    | Datare: Al treilea sfert al secolului al XIX -lea Descoperit: jud. ILFOV, BUCUREȘTI Dimensiuni: Î: 7,8 cm Material: lut; angobă; coloranți; smalț; frământat prin călcare; modelat la roată; angobare; sgrafitare; pictat cu pensula; smălțuit; ardere oxidantă                                       | DECORUL VASULUI ESTE REALIZAT ÎN STILUL CERAMICII DE KUTY, PRIN TEHNICA SGRAFITĂRII, FOLOSINDU-SE CROMATICA TRADIȚIONALĂ (VERDE, GALBEN, CĂRĂMIZIU), PE FOND DE ANGOBĂ. ÎN CÂMPUL CENTRAL ESTE PICTATĂ O CRUCE ALE CĂREI BRAȚE SUNT ACOPERITE CU O REȚEA DE LINII, SGRAFITATE ȘI PICTATE. ÎNTRE BRAȚELE ACESTEIA APAR MOTIVE FITOMORFE (FRUNZA DE STEJAR) ȘI MOTIVE FLORALE (LALELE). PEREȚII VASULUI SUNT ORNAMENTAȚI CU O COROLĂ DIN FRUNZE. | Muzeul de Artă Populară, Constanța | Cimec    |
|      | Strachină Autor: anonim                    | Datare: Prima jumătate a secolului XX Descoperit: jud. ILFOV, BUCUREȘTI Dimensiuni: Î: 8,1 cm Material: lut; angobă; coloranți; smalț; frământat prin călcare; modelat la roată; angobare; sgrafitare; pictat cu pensula; smălțuit; ardere oxidantă                                                   | DECORUL VASULUI ESTE REALIZAT ÎN STILUL CERAMICII DE KUTY, PRIN TEHNICA SGRAFITĂRII, FOLOSINDU-SE CROMATICA TRADIȚIONALĂ (VERDE, GALBEN, BRUN), PE FOND DE ANGOBĂ. ÎN CENTRUL VASULUI ESTE PICTAT UN PERSONAJ MASCULIN - MUZICANT CÂNTÂND LA VIOARĂ - ÎNCADRAT DE UN MOTIV VEGETAL ȘI O MASĂ PE CARE SE AFLĂ DOUĂ VASE CERAMICE CU TOARTE. PEREȚII VASULUI SUNT ORNAMENTAȚI CU MOTIVE GEOMETRICE (LINII, LINII FRÂNTE). | Muzeul de Artă Populară, Constanța | Cimec    |
|      | Strachină Autor: anonim                    | Datare: Prima jumătate a secolului XX Descoperit: jud. ILFOV, BUCUREȘTI Dimensiuni: Î: 8,5 cm Material: lut; angobă; coloranți; smalț; frământat prin călcare; modelat la roată; angobare; sgrafitare; pictat cu pensula; smălțuit; ardere oxidantă                                                   | DECORUL VASULUI ESTE REALIZAT ÎN STILUL CERAMICII DE KUTY, PRIN TEHNICA SGRAFITĂRII, FOLOSINDU-SE CROMATICA TRADIȚIONALĂ (VERDE, GALBEN, CĂRĂMIZIU), PE FOND DE ANGOBĂ. ÎN CENTRUL VASULUI ESTE PICTAT UN ANIMAL FANTASTIC (CAPRICORN SAU INOROG), ASOCIAT CU MOTIVE FLORALE (LALELE). PEREȚII VASULUI SUNT ORNAMENTAȚI CU MOTIVE GEOMETRICE (LINII, LINII FRÂNTE). | Muzeul de Artă Populară, Constanța | Cimec    |
|      | Strachină Autor: anonim                    | Datare: Al treilea sfert al secolului al XIX -lea Descoperit: jud. ILFOV, BUCUREȘTI Dimensiuni: Î: 8,6 cm Material: lut; angobă; coloranți; smalț; frământat prin călcare; modelat la roată; angobare; sgrafitare; pictat cu pensula; smălțuit; ardere oxidantă                                       | DECORUL VASULUI ESTE REALIZAT ÎN STILUL CERAMICII DE KUTY, PRIN TEHNICA SGRAFITĂRII, FOLOSINDU-SE CROMATICA TRADIȚIONALĂ (VERDE, GALBEN, BRUN), PE FOND DE ANGOBĂ. ÎN CENTRUL VASULUI SUNT PICTATE PATRU MOTIVE FLORALE ȘI PATRU FITOMORFE, DISPUSE CRUCIFORM. PEREȚII VASULUI SUNT ORNAMENTAȚI CU MOTIVE GEOMETRICE (LINII, LINII FRÂNTE). | Muzeul de Artă Populară, Constanța | Cimec    |
|      | Strachină Autor: anonim                    | Datare: Al treilea sfert al secolului al XIX -lea Descoperit: jud. ILFOV, BUCUREȘTI Dimensiuni: Î: 8,6 cm Material: lut; angobă; coloranți; smalț; frământat prin călcare; modelat la roată; angobare; sgrafitare; pictat cu pensula; smălțuit; ardere oxidantă                                       | DECORUL VASULUI ESTE REALIZAT ÎN STILUL CERAMICII DE KUTY, PRIN TEHNICA SGRAFITĂRII, FOLOSINDU-SE CROMATICA TRADIȚIONALĂ (VERDE, GALBEN, CĂRĂMIZIU), PE FOND DE ANGOBĂ. ÎN CENTRUL VASULUI ESTE PICTAT UN MOTIV ZOOMORF (BIVOL), ÎNCADRAT DE MOTIVE FLORALE (LALELE). PEREȚII VASULUI SUNT ORNAMENTAȚI CU MOTIVE GEOMETRICE (LINII, LINII FRÂNTE). | Muzeul de Artă Populară, Constanța | Cimec    |
|      | Strachină Autor: anonim                    | Datare: Al treilea sfert al secolului al XIX -lea Descoperit: jud. ILFOV, BUCUREȘTI Dimensiuni: Î: 8,4 cm Material: lut; angobă; coloranți; smalț; frământat prin călcare; modelat la roată; angobare; sgrafitare; pictat cu pensula; smălțuit; ardere oxidantă                                       | DECORUL VASULUI ESTE REALIZAT ÎN STILUL CERAMICII DE KUTY, PRIN TEHNICA SGRAFITĂRII, FOLOSINDU-SE CROMATICA TRADIȚIONALĂ (VERDE, GALBEN, CĂRĂMIZIU), PE FOND DE ANGOBĂ. ÎN CENTRUL VASULUI ESTE PICTAT UN ANIMAL FANTASTIC - CAPRICORN - ÎNCADRAT DE MOTIVE FLORALE (LALELE). PEREȚII VASULUI SUNT ORNAMENTAȚI CU MOTIVE GEOMETRICE (LINII FRÂNTE). | Muzeul de Artă Populară, Constanța | Cimec    |
|      | Strachină Autor: anonim                    | Datare: Al treilea sfert al secolului al XIX -lea Descoperit: jud. ILFOV, BUCUREȘTI Dimensiuni: Î: 8,6 cm Material: lut; angobă; coloranți; smalț; frământat prin călcare; modelat la roată; angobare; sgrafitare; pictat cu pensula; smălțuit; ardere oxidantă                                       | DECORUL VASULUI ESTE REALIZAT ÎN STILUL CERAMICII DE KUTY, PRIN TEHNICA SGRAFITĂRII, FOLOSINDU-SE CROMATICA TRADIȚIONALĂ (VERDE, GALBEN, BRUN), PE FOND DE ANGOBĂ. ÎN CENTRUL VASULUI APARE MOTIVUL VASULUI CU FLORI, IAR PEREȚII SUNT ORNAMENTAȚI CU MOTIVE GEOMETRICE (LINII, LINII FRÂNTE). | Muzeul de Artă Populară, Constanța | Cimec    |
|      | Covor                                      | Datare: primul sfert al secolului XX Descoperit: jud. TULCEA, CEAMURLIA Material: lână; bumbac; țesut în 2 ițe; ales karamani | COVORUL CU FOND ALBASTRU PREZINTĂ UN CHENAR CU MOTIVE GEOMETRICE ȘI AVIMORFE STILIZATE. CÂMPUL CENTRAL ESTE DECORAT ASIMETRIC CU MOTIVE FITOMORFE ( POMUL VIEȚII ), FLORALE ȘI GEOMETRICE, ALESE CU LÂNĂ GALBENĂ, ROȘIE, ALBASTRĂ, GRENA, MOV, VERDE | Muzeul de Artă Populară, Constanța | Cimec    |
|      | Dușec Autor: Ivan Ana                      | Datare: Primul sfert al secolului XX (anul 1917) Descoperit: jud. CONSTANȚA, com. OLTINA Material: lână; țesut în 4 ițe; ales „cu bobu”; cusut; tivit | ORNAMENTICA CELOR TREI FOI DIN CARE ESTE COMPUSĂ PIESA ESTE IDENTICĂ ȘI CONSTĂ DIN VĂRGI DE LĂȚIMI DIFERITE, ȚESUTE CU LÂNĂ VERDE, VIȘINIE, MOV, GALBENĂ, NEAGRĂ ȘI ALBĂ. PE FONDUL VĂRGILOR APAR MOTIVE GEOMETRICE MĂRUNTE , ALESE „CU BOBU”. | Muzeul de Artă Populară, Constanța | Cimec    |
|      | Dușec Autor: Călin Tinca                   | Datare: Primul sfert al secolului XX Descoperit: jud. CONSTANȚA, com. BĂNEASA Material: lână; țesut în 4 ițe; ales peste fire; ales „cu bobu”; încheiat cu acul | TOATĂ SUPRAFAȚA PIESEI ESTE ORNAMENTATĂ CU VĂRGI POLICROME, DE LĂȚIMI DIFERITE, ASOCIATE CU ALESĂTURI "BOBU” ALBE, PE FOND NEGRU. CROMATICA: ROȘU, GALBEN, VERDE, NEGRU, ALB. | Muzeul de Artă Populară, Constanța | Cimec    |
|      | Dușec                                      | Datare: Primul sfert al secolului XX Descoperit: jud. CONSTANȚA, com. BĂNEASA Material: lână; țesut în 4 ițe; ales „cu bobu”; încheiat cu acul | TOATĂ SUPRAFAȚA PIESEI ESTE ORNAMENTATĂ CU BENZI LATE VERZI, ROȘII ȘI BLEUMARIN, CE ALTERNEAZĂ CU VĂRGI ÎNGUSTE GALBENE, ROȘII, VERZI ȘI NEGRE. VĂRGILE NEGRE PREZINTĂ ALESĂTURI "BOBU” ALBE. | Muzeul de Artă Populară, Constanța | Cimec    |
|      | Ștergură                                   | Datare: Primul sfert al secolului XX Descoperit: jud. CONSTANȚA, CONSTANȚA Material: țesut scorțește; bumbac; bumbac mercerizat; cânepă; țesut în 4 ițe; țesut în 2 ițe; ales printre fire; încheiat cu acul                                                                                          | ȘTERGARUL, ȚESUT DIN CÂNEPĂ ȘI BUMBAC, ÎNVĂRGAT PE TOATĂ SUPRAFAȚA, PREZINTĂ LA CAPETE CINCI REGISTRE DECORATIVE: DOUĂ CU FOND VIȘINIU ȘI MOTIVE FLORALE ALBASTRE, VERZI, ȘI ORANGE; DOUĂ CU FOND ALB ȘI MOTIVE FLORALE ALBASTRE, ORANGE ȘI VERZI; UNUL CU FOND ORANGE ȘI MOTIVE AVIMORFE (COCOȘ) GALBENE, VERZI, ALBASTRE. | Muzeul de Artă Populară, Constanța | Cimec    |
|      | Ștergură                                   | Datare: Primul sfert al secolului XX Descoperit: jud. CONSTANȚA, CONSTANȚA Material: țesut scorțește; bumbac; bumbac mercerizat; cânepă; țesut în 4 ițe; țesut în 2 ițe; ales printre fire; încheiat cu acul                                                                                          | ȘTERGARUL, ȚESUT DIN CÂNEPĂ ȘI BUMBAC, ÎNVĂRGAT PE TOATĂ SUPRAFAȚA, PREZINTĂ LA CAPETE CINCI REGISTRE DECORATIVE: DOUĂ CU FOND VIȘINIU ȘI MOTIVE GEOMETRICE ("S"- URI), ALESE CU VERDE, ALBASTRU, ALB, GALBEN; DOUĂ CU FOND ALB ȘI MOTIVE GEOMETRICE ("X", "+"), ALESE CU GRI, VERDE, ALBASTRU; UNUL MAI LAT CU FOND ROȘU ȘI MOTIVE AVIMORFE ȘI FITOMORFE (POMUL VIEȚII), ALESE CU ALB, GRI, VERDE, GALBEN. | Muzeul de Artă Populară, Constanța | Cimec    |
|      | Ștergură                                   | Datare: Primul sfert al secolului XX Descoperit: jud. CONSTANȚA, CONSTANȚA Material: bumbac; bumbac mercerizat; cânepă; țesut în 4 ițe; țesut în 2 ițe; ales printre fire; încheiat cu acul; franjuri înnodați                                                                                        | ȘTERGARUL ÎNVĂRGAT PE TOATĂ SUPRAFAȚA PREZINTĂ LA CAPETE CINCI REGISTRE DECORATIVE: DOUĂ CU FOND VIOLET ȘI MOTIVE FLORALE ALESE CU ALBASTRU, ALB, VERDE, GALBEN, GRI; DOUĂ CU FOND ALB ȘI MOTIVE FLORALE ALESE CU VIOLET, CAFENIU, ROȘU, ALBASTRU, GALBEN; UNUL, MAI LAT, CU FOND ROȘU ȘI MOTIVE FLORALE ALBE, GALBENE, VERZI, VIOLET, ALBASTRE. | Muzeul de Artă Populară, Constanța | Cimec    |
|      | Ștergură                                   | Datare: Primul sfert al secolului XX Descoperit: jud. CONSTANȚA, CONSTANȚA Material: bumbac; bumbac mercerizat; cânepă; țesut în 2 ițe; țesut în 4 ițe; ales printre fire; încheiat cu acul; țesut scorțește                                                                                          | ȘTERGARUL ÎNVĂRGAT PREZINTĂ LA CAPETE CINCI REGISTRE DECORATIVE: DOUĂ CU FOND VIOLET ȘI MOTIVE VEGETALE ALESE CU BUMBAC ALBASTRU, VERDE, GALBEN; DOUĂ CU FOND ALB ȘI MOTIVE FLORALE ȘI FITOMORFE, ALESE CU VERDE, ALBASTRU, VIȘINIU, ORANGE, GRI; UNUL MAI LAT CU FOND ORANGE, DECORAT CU PATRU MOTIVE AVIMORFE ȘI POMUL VIEȚII. | Muzeul de Artă Populară, Constanța | Cimec    |
|      | Ștergură                                   | Datare: Primul sfert al secolului XX Descoperit: jud. CONSTANȚA, CONSTANȚA Material: bumbac; bumbac mercerizat; cânepă; țesut în 2 ițe; țesut în 4 ițe; ales printre fire; încheiat cu acul | ȘTERGARUL ÎNVĂRGAT PREZINTĂ LA CAPETE CINCI REGISTRE DECORATIVE: DOUĂ CU FOND VIOLET ȘI MOTIVE FITOMORFE, ALESE CU ALBASTRU, VERDE, ALB, GALBEN; DOUĂ CU FOND ALB ȘI MOTIVE FLORALE ȘI FITOMORFE, ALESE CU BUMBAC ALBASTRU, ORANGE, VERDE, GRI; UNUL MEDIAN, MAI LAT, CU FOND ORANGE ȘI MOTIVE FLORALE ALESE CU GALBEN, ALB, VERDE, ALBASTRU. | Muzeul de Artă Populară, Constanța | Cimec    |
|      | Ștergură                                   | Datare: Primul sfert al secolului XX Descoperit: jud. CONSTANȚA, CONSTANȚA Material: bumbac; bumbac mercerizat; dantelă industrială; țesut în 2 ițe; țesut în 4 ițe; ales printre fire; încheiat cu acul                                                                                              | ȘTERGARUL ÎNVĂRGAT ESTE DECORAT LA CAPETE CU CINCI REGISTRE: TREI CU FOND ROȘU ȘI MOTIVE FLORALE ȘI FITOMORFE, ALESE CU ALBASTRU, ALB, VERDE ȘI GALBEN, ȘI DOUĂ REGISTRE CU FOND ALB ȘI MOTIVE FLORALE ALESE CU ALBASTRU, VERDE, ROȘU, ORANGE, GRI, VIȘINIU. | Muzeul de Artă Populară, Constanța | Cimec    |
|      | Ștergură                                   | Datare: Primul sfert al secolului XX Descoperit: jud. CONSTANȚA, CONSTANȚA Material: bumbac; bumbac mercerizat; cânepă; țesut în 2 ițe; țesut în 4 ițe; ales printre fire; încheiat cu acul; țesut scorțește                                                                                          | ȘTERGARUL ÎNVĂRGAT CU CÂNEPĂ BEJ ESTE DECORAT LA CAPETE CU CINCI REGISTRE DECORATIVE: LA UN CAPĂT - TREI REGISTRE CU FOND ROȘU, IAR LA CELĂLALT CU FOND ROZ ȘI MOTIVE FLORALE ȘI FITOMORFE ALESE CU VIȘINIU, VERDE, ALBASTRU, GALBEN, MOV. ALĂTURI DE ACESTEA APAR DOUĂ REGISTRE CU FOND AL ȘI MOTIVE FLORALE ALESE CU BUMBAC ALBASTRU, VERDE, MOV, ORANGE, GALBEN, FREZ. | Muzeul de Artă Populară, Constanța | Cimec    |
|      | Țol                                        | Datare: Primul sfert al secolului XX Descoperit: jud. CONSTANȚA, CONSTANȚA Material: țesut scorțește; franjuri înnodați; lână; țesut în două ițe | Scoarța cu fond roșu prezintă patru registre verticale în car ese succed reprezentări stilizate ale pomului vieții, sub forma glastrei cu flori. Registrele sunt delimitate de linii zig-zag-ate. Pe laturile înguste, apare un registru cu motive geometrice. Cromatică: roșu, galben, verde, violet, alb. | Muzeul de Artă Populară, Constanța | Cimec    |
|      | Covor, țol                                 | Datare: Primul sfert al secolului XX Descoperit: jud. CONSTANȚA, CONSTANȚA Material: cânepă; lână; țesut în 2 ițe | COVORUL SE PARTICULARIZEAZĂ PRINTR-O COMPOZIȚIE DECORATIVĂ DE FACTURĂ GEOMETRICĂ, AVÂND CA MOTIVE DOMINANTE ROMBURILE CONCENTRICE, DISPUSE PE TREI ȘIRURI. EXTREMITĂȚILE PIESEI SUNT MARCATE PRIN BENZI CU ORNAMENTICĂ GEOMETRICĂ. CROMATICĂ:VERDE, VIȘINIU, ALB, VIOLET, GALBEN, FREZ, NEGRU. | Muzeul de Artă Populară, Constanța | Cimec    |
|      | Covor, țol                                 | Datare: Primul sfert al secolului XX Descoperit: jud. CONSTANȚA, CONSTANȚA Material: cânepă; lână; țesut în 2 ițe | COVORUL SE CARACTERIZEAZĂ PRINTR-O COMPOZIȚIE DECORATIVĂ AVÂND CÂMPUL CENTRAL DOMINAT DE MOTIVE ROMBIFORME ȘI CHENARUL ORNAMENTAT CU MOTIVE GEOMETRICE, DIFERENȚIATE ÎN FUNCȚIE DE DISPUNEREA ACESTORA PE LATURILE PIESEI. CROMATICA: ALB, VERDE, ROȘU, VIȘINIU, VIOLET, FREZ, ROZ, GALBEN, NEGRU. | Muzeul de Artă Populară, Constanța | Cimec    |

## Fond
| Foto | Informații generale                                                            | Detalii tehnice | Descriere | Deținător                          | Legături |
| ---- | ------------------------------------------------------------------------------ | --- | --- | ---------------------------------- | -------- |
|      | Ștergar                                                                        | Descoperit: jud. CONSTANȚA, BĂNEASA Material: bumbac; borangic; țesut în 2 ițe; șabac; tivit | Capetele ștergarului cu băteala din borangic prezintă un decor avimorf și geometric, structurat pe trei registre. În registrul median, mai lat, apar două păsări afrontate iar în celelalte motive geometrice (romburi și linii oblice, dispuse alternativ), încadrate de grupuri de vărguțe, țesute cu bumbac alb. Extremitățile sunt tivite la mașină. Cromatica: crem, alb. | Muzeul de Artă Populară, Constanța | Cimec    |
|      | Ștergar                                                                        | Descoperit: jud. CONSTANȚA, BĂNEASA Material: bumbac; borangic; țesut în 2 ițe; șabac; tivit | Capetele ștergarului cu băteala din borangic prezintă un decor avimorf și floral, structurat pe trei registre, alternate cu grupuri de vărguțe. În registrul median, mai amplu, apar două motive avimorfe afrontate (păsări în zbor), iar în celelalte, motive florale (boboci), dispuse pe vrej zig-zag-at. Cromatica: crem, alb. | Muzeul de Artă Populară, Constanța | Cimec    |
|      | Ștergar                                                                        | Descoperit: jud. CONSTANȚA, SALIGNY Material: bumbac; borangic; țesut în 2 ițe; șabac | Capetele ștergarului prezintă un decor fitomorf și floral, structurat pe trei registre. În cel median, mai amplu, apar motive fitomorfe (vița-de-vie și ciorchini de struguri), iar în celelalte, motive florale geometrizate. Cromatica: crem, alb. | Muzeul de Artă Populară, Constanța | Cimec    |
|      | Ștergar                                                                        | Descoperit: jud. CONSTANȚA, com. MIRCEA VODĂ Material: bumbac; borangic; fir metalic; dantelă industrială; țesut în 2 ițe; șabac; tivit | Capetele ștergarului cu băteala din borangic se caracterizează printr-un decor avimorf, floral și geometric, structurat pe trei registre, alternate cu benzi cu ornamente geometrice. În registrul median, mai amplu, apar două motive avimorfe afrontate (porumbei pe ram înflorit), iar în celelalte câte trei motive avimorfe (păsări de baltă). La extremități sunt aplicate dantele industriale. Mijlocul este ornamentat prin învărgare. Cromatica: alb, crem. | Muzeul de Artă Populară, Constanța | Cimec    |
|      | Căpitin' iu                                                                    | Descoperit: jud. CONSTANȚA, CONSTANȚA Material: bumbac; lână; fir metalic; dantelă croșetată; nasturi; țesut; ales peste și printre fire; încheiat cu acul; festonat; croșetat | Fața pernei prezintă un decor geometric bazat pe alternanța vergilor cu cinci registre având ornamentele (puncte, linii, triunghiuri, „S”-uri), ordonate în benzi înguste. Dosul pernei este învărgat și ornamentat cu alesături punctiforme. Marginile sunt festonate și decorate cu dantelă croșetată. Cromatica: verde, violet, ciclamen, vișiniu, bleumarin, roșu, galben, orange, brun, albastru, bej, kaki. | Muzeul de Artă Populară, Constanța | Cimec    |
|      | Ștergar - maramă                                                               | Descoperit: jud. CONSTANȚA, CONSTANȚA Material: bumbac; borangic; țesut în 2 ițe; șabac; tivit | Capetele piesei cu băteala din borangic sunt decorate cu motive fitomorfe și florale, repartizate pe trei registre (alternând cu benzi cu ornamente liniare). În registrul median, mai amplu, apare un motiv fitomorf (coronița), iar în celelalte sunt ordonate câte patru motive florale geometrizate. Mijlocul este țesut numai cu bumbac. Extremitățile sunt tivite manual. Cromatica: alb, crem, galben. | Muzeul de Artă Populară, Constanța | Cimec    |
|      | Față de masă                                                                   | Descoperit: jud. CONSTANȚA, CONSTANȚA Material: bumbac; borangic; dantelă croșetată; țesut în 2 ițe; încheiat cu acul; tivit | Față de masă este realizată din două foi de țesătură (învărgată) îmbinate manual. Grupajele de vărguțe, de lățimi diferite, țesute cu bumbac alb, mai gros, sunt repartizate la intervale egale. Pe margini piesa este ornamentată cu dantelă croșetată din bumbac alb, cu ciucuri. Cromatica: alb, crem. | Muzeul de Artă Populară, Constanța | Cimec    |
|      | Ștergar                                                                        | Descoperit: jud. CONSTANȚA, MANGALIA Material: cânepă; bumbac; țesut în 2 ițe; ales peste fire; ales printre fire; înnodat | La capetele ștergarului apar trei registre cu fond roșu și ornamente florale (cu patru petale stilizate) și geometrice (cruci), alternate cu benzi cu ornamente florale (cu trei petale). Mijlocul este țesut numai cu cânepă, iar extremitățile sunt decorate cu franjuri înnodați. Cromatica: crem, roșu, alb, negru. | Muzeul de Artă Populară, Constanța | Cimec    |
|      | Față de masă                                                                   | Descoperit: jud. BRAȘOV, com. RACOȘ, MATEIAȘ Material: bumbac; dantelă croșetată; țesut în 4 ițe; ales peste fire; ales printre fire; cusut | Fața de masă se compune din două foi ornamentate prin învărgare, îmbinate prin dantelă croșetată din bumbac alb și roșu. La capetele mai înguste ale piesei apar registre cu fond roșu ornamentate cu motive geometrice sau florale stilizate. Marginile înguste și zona registrelor decorative sunt încadrate prin dantele realizate în bicromia alb-roșu. Cromatica: alb, roșu, negru, galben, verde, albastru. | Muzeul de Artă Populară, Constanța | Cimec    |
|      | Față de pernă                                                                  | Descoperit: jud. CONSTANȚA, CONSTANȚA Material: bumbac; cânepă; țesut în 4 ițe; ales peste fire; ales printre fire; încheiat cu mașina | Fața de pernă din cânepă ornamentată prin învărgare prezintă un decor geometric, structurat pe registre, la unul din capete. Registrul decorativ, mai lat, se evidențiază prin motive rombiforme cu laturile în trepte. Cromatica: bej, alb, roșu, negru, galben, albastru, verde. | Muzeul de Artă Populară, Constanța | Cimec    |
|      | Șervet                                                                         | Descoperit: jud. CONSTANȚA, CONSTANȚA Material: bumbac; bumbac mercerizat; țesut în 2 ițe; ales peste fire; tivit cu găurele | Capetele ștergarului se caracterizează printr-un decor floral structurat pe trei registre, celui median fiindu-i rezervat un câmp mai amplu pentru dispunerea simetrică a două motive, de factură și proporții diferite comparativ cu cele ordonate în frize. Mijlocul ștergarului este ornamentat cu șiruri de motive florale stilizate, iar extremitățile, tivite cu găurele, sunt marcate prin ciucuri roșii. Cromatica: alb, roșu. | Muzeul de Artă Populară, Constanța | Cimec    |
|      | Șervet                                                                         | Descoperit: jud. CONSTANȚA, CONSTANȚA Material: bumbac; bumbac mercerizat; țesut în 2 ițe; ales peste fire; încheiat cu acul | La capetele ștergarului apar două registre decorative cu motive florale dispuse în friză, după principiul alternanței cromatice. Registrele de la extremități sunt încadrate de șiruri de ornamente geometrice (S-uri) și florale stilizate. Mijlocul este ornamentat cu motive florale mărunte, ordonate în șiruri și alternate cu vărguțe policrome. La capete apar ciucuri policromi. Cromatică: alb, roșu, galben, albastru, bleu. | Muzeul de Artă Populară, Constanța | Cimec    |
|      | Șervet                                                                         | Descoperit: jud. CONSTANȚA, CONSTANȚA Material: bumbac; țesut în 2 ițe; ales peste fire | La capetele ștergarului apar motive florale geometrizate, grupate pe două registre, încadrate de motive florale mărunte, ordonate în șir și reluate în aceeași dispunere și în câmpul median. Extremitățile prezintă franjuri realizate din urzeală tesăturii. Cromatica: alb, orange, violet, verde, albastru, galben, maro. | Muzeul de Artă Populară, Constanța | Cimec    |
|      | Șervet                                                                         | Descoperit: jud. CONSTANȚA, CONSTANȚA Material: bumbac; bumbac mercerizat; țesut în 2 ițe; ales peste fire; tivit cu găurele | La capetele ștergarului apar motive florale și fitomorfe, dispuse pe vrej meandric și ordonate pe trei registre. Mijlocul este ornamentat cu motive fitomorfe, grupate pe cinci șiruri. Extremitățile tivite cu găurele prezintă ciucuri policromi. Cromatică: alb, verde, violet, albastru, orange, vișiniu, galben. | Muzeul de Artă Populară, Constanța | Cimec    |
|      | Șervet                                                                         | Descoperit: jud. CONSTANȚA, CONSTANȚA Material: bumbac; bumbac mercerizat; țesut în 2 ițe; ales peste fire; tivit cu găurele | Capetele ștergarului prezintă un decor floral și fitomorf structurat pe trei registre.în cel median, mai amplu, motivele sunt grupate în două buchete, amplasate în vase cu formă de cupă. În celelalte registre motivele sunt ordonate în friză. Mijlocul este ornamentat cu motive florale mărunte, dispuse în cinci șiruri. Extremitățile tivite cu găurele sunt marcate prin ciucuri policromi. Cromatica: alb, orange, verde, albastru, bleu, bej, violet, galben. | Muzeul de Artă Populară, Constanța | Cimec    |
|      | Față de masă                                                                   | Descoperit: jud. CONSTANȚA, CONSTANȚA Material: bumbac; dantelă croșetată; țesut în 2 ițe; ales peste fire; croșetat | Compusă din două foi îmbinate prin dantelă croșetată, fața de masă prezintă pe trei dintre laturi o bordură cu motive florale dispuse în vaze și un chenar îngust cu motive meandrice. Mijlocul este ornamentat cu motive florale stilizate iar una dintre margini este marcată prin dantelă croșetată, celelalte având doar franjuri realizate din urzeală. Cromatica: alb, roșu, galben, bleu, verde. | Muzeul de Artă Populară, Constanța | Cimec    |
|      | Față de masă                                                                   | Descoperit: jud. CONSTANȚA, CONSTANȚA Material: bumbac; dantelă croșetată; țesut în 2 ițe; ales peste fire; croșetat; încheiat cu mașina | Compusă din două foi îmbinate prin danteleă croșetată, fața de masă prezintă pe trei dintre laturi câte două chenare cu motive geometrice (meandre și romburi cu laturile în trepte) și o bordură cu ornamente florale (trandafiri). Mijlocul este decorat cu romburi cu laturile în trepte, ordonate în șiruri. Marginile sunt tivite cu mașina. Cromatică: alb, roșu, albastru. | Muzeul de Artă Populară, Constanța | Cimec    |
|      | Covor; Țol                                                                     | Descoperit: jud. CONSTANȚA, CONSTANȚA Material: cânepă; lână; țesut în 2 ițe; ales cu tăieturi | Covorul se particularizează printr-o compoziție cu câmp central dominat de romburi concentrice, dispuse în șir, în care apar înscrise motive fitomorfe stilizate și chenar cu fond roșu, prezentând pe laturile lungi motive geometrice, iar pe cele scurte motive geometrice sau florale. Cromatica: verde, roșu, alb, galben, frez, negru, violet. | Muzeul de Artă Populară, Constanța | Cimec    |
|      | Covor; Țol                                                                     | Descoperit: jud. CONSTANȚA, CONSTANȚA Material: cânepă; lână; țesut în 2 ițe; ales cu tăieturi | Covorul se caracterizează printr-o compoziție cu câmp central (având fondul roșu-vișiniu) și chenar îngust cu motive geometrice, diferențiate în funcție de dispunerea pe cele patru laturi. În câmpul central apar ca motive dominante, ordonate în șir, romburile cu cârlige înscrise în romburi cu laturile în trepte, asociate cu motivele fitomorfe stilizate. Cromatica: roșu-vișiniu, galben, verde, alb, orange, frez, violet. | Muzeul de Artă Populară, Constanța | Cimec    |
|      | Covor; Țol                                                                     | Descoperit: jud. CONSTANȚA, CONSTANȚA Material: cânepă; lână; țesut în 2 ițe; ales cu tăieturi | Covorul se particularizează printr-o compoziție decorativă cu câmp central, dominat de motive rombiforme concentrice, asociate cu motive fitomorfe și geometrice (cruci cu brațe egale) și încadrat de un chenar îngust. Cromatica: verde, galben, alb, roșu, violet. | Muzeul de Artă Populară, Constanța | Cimec    |
|      | Covor; Țol                                                                     | Descoperit: jud. CONSTANȚA, CONSTANȚA Material: cânepă; lână; țesut în 2 ițe; ales cu tăieturi | Covorul cu fond roșu-coraille este ornamentat cu motive geometrice rombiforme, ordonate pe trei șiruri și asociate cu motive fitomorfe, avimorfe (pasăre) și geometrice (cruce; pecetar). La capete apar benzi cu motive geometrice. Cromatica: roșu-coraille, alb, gri, verde, galben, orange. | Muzeul de Artă Populară, Constanța | Cimec    |
|      | Ștergar                                                                        | Descoperit: jud. CONSTANȚA, CONSTANȚA Material: bumbac; cânepă; dantelă croșetată; țesut în 4 ițe; ales printre fire; încheiat cu acul; croșetat | La capetele ștergarului apar cinci registre cu ornamente florale și fitomorfe de factură diferită, supuse geometrizării. Registrul median, mai amplu ca întindere, prezintă un fond orange, primul și al v-lea registru particularizându-se printr-un fond vișiniu. Mijlocul este ornamentat prin învărgare cu cânepă. La extremități sunt aplicate dantele late cu motive avimorfe (cocoși) și florale. Cromatica: alb, orange, vișiniu, verde, albastru, galben, brun. | Muzeul de Artă Populară, Constanța | Cimec    |
|      | Ștergar                                                                        | Descoperit: jud. CONSTANȚA, CONSTANȚA Material: bumbac; cânepă; bumbac mercerizat; dantelă croșetată; țesut în 4 ițe; ales printre fire; încheiat cu acul; croșetat | Capetele ștergarului se caracterizează printr-un decor floral stilizat, dispus pe cinci registre cu fond orange sau alb. Mijlocul este ornamentat prin învărgare cu cânepă. La extremități sunt aplicate dantele croșetate cu terminații angulare și motive vegetale și geometrice. Cromatica: alb, orange, albastru, verde, vișiniu, galben, gri. | Muzeul de Artă Populară, Constanța | Cimec    |
|      | Ștergar                                                                        | Descoperit: jud. CONSTANȚA, CONSTANȚA Material: bumbac; cânepă; bumbac mercerizat; dantelă croșetată; țesut în 4 ițe; ales printre fire; încheiat cu acul; croșetat | La capetele ștergarului, decorul este structurat pe cinci registre. Cel median, mai amplu și cu fond roșu-cărămiziu, prezintă motive avimorfe (cocoși), iar în celelalte apar motive fitomorfe, pe fond albastru, sau florale, pe fond alb. Mijlocul este ornamentat prin învărgare cu cânepă. La extremități sunt aplicate dantele late cu terminații angulare și motive fitomorfe. Cromatica: alb, roșu-cărămiziu, albastru, galben, verde, vișiniu, orange. | Muzeul de Artă Populară, Constanța | Cimec    |
|      | Bayirbaș                                                                       | Descoperit: jud. CONSTANȚA, CONSTANȚA Material: borangic; bumbac; țesut în 2 ițe; șabac; ales cu acul | Piesa, țesută din borangic și învărgată cu bumbac, prezintă la capete câte un registru decorativ îngust cu motive geometrice alese în tehnica șabac. Registrul este încadrat de șiruri de ornamente alese cu mâna. La extremități apar franjuri din urzeală. Cromatica: crem, alb. | Muzeul de Artă Populară, Constanța | Cimec    |
|      | Șîlterlî testîmal; Bayirbaș                                                    | Descoperit: jud. CONSTANȚA, CONSTANȚA Material: bumbac; dantelă industrială; țesut în 2 ițe; șabac; încheiat cu acul | Piesa se caracterizează printr-un decor avimorf și fitomorf, repartizat pe câte trei registre, la capete. Registrul median, mai amplu ca întindere, prezintă două motive avimorfe afrontate (porumbei pe ram înflorit), iar celelalte, motive fitomorfe ordonate în friză. Extremitățile sunt decorate cu dantelă de proveniență industrială. Cromatică: alb. | Muzeul de Artă Populară, Constanța | Cimec    |
|      | Șîlterlî testîmal; Bayirbaș                                                    | Descoperit: jud. CONSTANȚA, CONSTANȚA Material: bumbac; bumbac mercerizat; dantelă industrială; țesut în 2 ițe; șabac; încheiat cu acul | Decorul ales în tehnica șabac este repartizat la capetele piesei pe trei registre. În cel median, mai amplu, apare motivul pomului vieții, în varianta vasului cu flori (garoafe), iar în celelalte, mai înguste, sunt ordonate în șir continuu motive geometrice. Extremitățile sunt ornamentate cu dantele de proveniență industrială. Cromatică: alb, galben. | Muzeul de Artă Populară, Constanța | Cimec    |
|      | Șîlterlî testîmal; Bayirbaș                                                    | Descoperit: jud. CONSTANȚA, CONSTANȚA Material: bumbac; bumbac mercerizat; dantelă industrială; țesut în 2 ițe; șabac; încheiat cu acul | Decorul este repartizat la capetele ștergarului, pe trei registre. În cel median, mai amplu ca întindere, apar trei motive florale dispuse pe vrej meandric, iar în celelalte, motive florale geometrizate, ordonate în șir. La extremități sunt aplicate dantele de proveniență industrială. Cromatica: alb, galben. | Muzeul de Artă Populară, Constanța | Cimec    |
|      | Ștergar                                                                        | Descoperit: jud. CONSTANȚA, CONSTANȚA Material: bumbac; cânepă; bumbac mercerizat; dantelă croșetată; țesut în 2 ițe; ales printre fire; croșetat | Decorul floral și geometric este repartizat la capetele ștergarului pe cinci registre. În cel median, mai amplu și cu fond roșu, sunt dispuse în friză motive florale. În primul și al cincilea registru, cu fondul vișiniu, apar motive geometrice (S-uri, romburi), iar în celelalte, motive florale. Mijlocul este ornamentat prin învărgare cu cânepă. La extremități sunt aplicate dantele croșetate prezentând motive geometrice (romburi). Cromatica: alb, roșu, vișiniu, albastru, verde, galben, roz. | Muzeul de Artă Populară, Constanța | Cimec    |
|      | Măsăriță                                                                       | Descoperit: jud. CONSTANȚA, CONSTANȚA Material: bumbac; dantelă croșetată; năvădit; țesut în 2 ițe; încheiat cu acul; croșetat | Fața de masă se compune din două foi de țesătură cu textură geometrică reliefată, realizată prin tehnica specifică de năvădire. Foile sunt îmbinate prin dantelă croșetată cu ornamente florale. Pe margini sunt aplicate dantele croșetate cu un alt tip de motive florale și terminații angulare. Cromatică: alb. | Muzeul de Artă Populară, Constanța | Cimec    |
|      | Măsăriță                                                                       | Descoperit: jud. CONSTANȚA, CONSTANȚA Material: bumbac; dantelă croșetată; năvădit; țesut în 2 ițe; încheiat cu mașina; croșetat | Fața de masă se compune din două foi de țesătură cu textură geometrică reliefată, realizată prin tehnica specifică de năvădire. Foile sunt îmbinate prin dantelă croșetată cu motive florale. Pe margini sunt aplicate dantele croșetate de factură diferită, cu ornamente florale și terminații angulare. Cromatică: alb. | Muzeul de Artă Populară, Constanța | Cimec    |
|      | Măsăriță                                                                       | Descoperit: jud. CONSTANȚA, CONSTANȚA Material: bumbac; dantelă înnodată; năvădit; țesut în 2 ițe; încheiat cu mașina | Fața de masă se compune din două foi de țesătură cu textură geometrică reliefată, realizată prin tehnica specifică de năvădire. Foile sunt încheiate cu mașina, iar pe una dintre laturile lungi prezintă dantelă înnodată, terminată cu franjuri alungite. Cromatică: alb. | Muzeul de Artă Populară, Constanța | Cimec    |
|      | Măsăriță                                                                       | Descoperit: jud. CONSTANȚA, CONSTANȚA Material: bumbac; bumbac mercerizat; dantelă croșetată; năvădit; țesut în 2 ițe; ales peste fire; încheiat cu mașina; croșetat | Fața de masă se compune din două foi de țesătură cu o textură geometrică reliefată, realizată prin tehnica de năvădit. Foile sunt îmbinate prin dantelă croșetată și prezintă la capete câte un registru cu motive florale alese peste fire cu bumbac policrom. La extremități sunt aplicate dantele croșetate cu ornamente florale și terminații semicirculare. Cromatica: alb, roșu, vișiniu, verde, galben, albastru, frez, negru. | Muzeul de Artă Populară, Constanța | Cimec    |
|      | Lepedeu                                                                        | Descoperit: jud. CONSTANȚA, CONSTANȚA Material: bumbac; cânepă; dantelă croșetată; năvădit; țesut în 4 ițe; ales peste fire; ales printre fire; încheiat cu acul; croșetat | Piesa se compune din trei foi de țesătură îmbinate prin dantele croșetate cu motive geometrice. Pe una dintre laturile lungi prezintă motive geometrice (romburi, puncte, X-uri), ordonate pe trei registre și alese în bicromia roșu-negru. Registrele decorative sunt marcate prin șiruri de ornamente punctiforme negre. Restul țesăturii este ornamentat prin învărgare. Marginea cu registrele decorative prezintă dantelă croșetată, iar cea opusă, franjuri din urzeală. Cromatica: alb, roșu, negru. | Muzeul de Artă Populară, Constanța | Cimec    |
|      | Lepedeu                                                                        | Descoperit: jud. CONSTANȚA, CONSTANȚA Material: bumbac; cânepă; dantelă croșetată; năvădit; țesut în 4 ițe; ales peste fire; ales printre fire; încheiat cu acul; croșetat | Piesa se compune din trei foi de țesătură îmbinate prin dantelă croșetată și se caracterizează printr-un decor geometric, repartizat pe trei registre, pe una dintre margini. Aceasta și o porțiune de pe un colț sunt ornamentate suplimentar cu dantelă croșetată cu colțișori. Restul țesăturii este decorat prin învărgare, după principiul alternanței cromatice, cu bumbac roșu și negru. | Muzeul de Artă Populară, Constanța | Cimec    |
|      | Față de masă                                                                   | Descoperit: jud. CONSTANȚA, CONSTANȚA Material: bumbac; bumbac mercerizat; dantelă industrială; năvădit; țesut în 4 ițe; ales peste fire; ales printre fire; cheiță; încheiat cu acul; încheiat cu mașina; croșetat                                                                   | Piesa se compune din trei foi de țesătură cu textură geometrică reliefată, obținută prin năvădire, îmbinate prin cheițe lucrate cu acul. Pe toată suprafața apar dispuse, la anumite intervale, registre cu alesături geometrice. Pe margini prezintă dantele de factură industrială cu ornamente florale. Cromatica: alb, roșu, negru, galben, albastru, gri, cafeniu. | Muzeul de Artă Populară, Constanța | Cimec    |
|      | Lepedeu                                                                        | Descoperit: jud. CONSTANȚA, CONSTANȚA Material: bumbac; dantelă croșetată; dantelă industrială; țesut în 2 ițe; ales peste fire; încheiat cu acul; croșetat | Cearșaful se compune din trei foi de țesătură îmbinate prin dantele industriale. La unul dintre capete prezintă trei registre cu motive geometrice, alese cu bumbac roșu. Registrul median se remarcă printr-un câmp mai amplu și o compoziție decorativă bazată pe motive rombiforme. Capătul decorat este marcat prin dantelă croșetată atașată prin cheiță lucrată cu bumbac roșu. Cromatica: alb, roșu. | Muzeul de Artă Populară, Constanța | Cimec    |
|      | Fățar                                                                          | Descoperit: jud. CONSTANȚA, CONSTANȚA Material: bumbac; țesut în 2 ițe; ales peste fire; cheiță; încheiat cu acul | Fața de pernă țesută din bumbac alb se caracterizează printr-un decor floral și geometric ordonat pe registre, la unul dintre capete. Marginile sunt încheiate cu acul, iar porțiunile rezervate decorului, ales peste fire, sunt îmbinate prin cheițe lucrate cu bumbac roșu. Cromatica: alb, roșu. | Muzeul de Artă Populară, Constanța | Cimec    |
|      | Ștergură                                                                       | Descoperit: jud. CONSTANȚA, CONSTANȚA Material: bumbac; dantelă croșetată; țesut în 2 ițe; ales peste fire; încheiat cu acul; croșetat | La capetele ștergarului apar câte șase registre decorative de lățimi variabile, cu ornamente geometrice și florale geometrizate, alese peste fire cu bumbac roșu-vișiniu. Extremitățile îndoite și cusute peste muchie prezintă dantele croșetate. Cromatica: alb, roșu-vișiniu. | Muzeul de Artă Populară, Constanța | Cimec    |
|      | Ștergură                                                                       | Descoperit: jud. CONSTANȚA, CONSTANȚA Material: bumbac; dantelă croșetată; țesut în 2 ițe; ales peste fire; încheiat cu acul; croșetat | La capetele piesei apare câte un registru cu ornamente florale geometrizate sau geometrice, alese peste fire cu bumbac roșu. Acestea sunt încadrate de benzi cu motive florale geometrizate alese în aceeași tehnică și cu aceeași culoare. Extremitățile, îndoite și tivite cu acul, prezintă dantele croșetate cu rozete și colțișori. Cromatica: alb, roșu. | Muzeul de Artă Populară, Constanța | Cimec    |
|      | Fățăriță                                                                       | Descoperit: jud. CONSTANȚA, CONSTANȚA Material: bumbac; dantelă croșetată; țesut în 2 ițe; ales peste fire; încheiat cu acul; croșetat | Fața de masă se compune din două foi de țesătură îmbinate prin cheițe lucrate cu acul, cu bumbac alb. La capete apar câte trei registre cu motive geometrice, alese peste fire, asociate cu vărguțe roșii și negre. Mijlocul este străbătut, la intervale relativ egale, de vărguțe bicrome. Pe margini este aplicată dantelă lată, prezentând ornamente florale geometrizate și terminații angulare. Cromatică: alb, roșu, negru. | Muzeul de Artă Populară, Constanța | Cimec    |
|      | Ștergură                                                                       | Descoperit: jud. CONSTANȚA, CONSTANȚA Material: bumbac; dantelă croșetată; țesut în 2 ițe; ales peste fire; încheiat cu acul; croșetat | Ștergarul se caracterizează printr-un decor geometric, dispus la capete pe șapte registre de lățimi variabile, având fondul roșu sau alb și fiind încadrate de vărguțe. La extremități sunt aplicate dantele croșetate „cu colțișori”. Cromatica: alb, roșu, negru, galben. | Muzeul de Artă Populară, Constanța | Cimec    |
|      | Chindeu                                                                        | Descoperit: jud. CONSTANȚA, CONSTANȚA Material: bumbac; dantelă croșetată; țesut în 2 ițe; ales printre fire; încheiat cu acul; croșetat | La capetele ștergarului apare câte un registru decorativ cu fond roșu și ornamente florale, încadrat de șiruri de motive geometrice. La extremități prezintă dantele croșetate cu „colțișori”. Cromatică: alb, roșu, galben, gri. | Muzeul de Artă Populară, Constanța | Cimec    |
|      | Chindeu                                                                        | Descoperit: jud. CONSTANȚA, CONSTANȚA Material: bumbac; țesut în 2 ițe; ales printre fire; încheiat cu mașina; înnodat | Capetele ștergarului prezintă câte un registru cu fond roșu (fanat) și ornamente florale alese printre fire, încadrat de benzi cu motive florale și grupuri de vărguțe. Extremitățile sunt tivite la mașină și decorate cu franjuri înnodate, din bumbac alb și roșu. Cromatica: alb, roșu, negru, galben, gri, bej. | Muzeul de Artă Populară, Constanța | Cimec    |
|      | Chindeu                                                                        | Descoperit: jud. CONSTANȚA, CONSTANȚA Material: bumbac; bumbac mercerizat; dantelă croșetată; țesut în 2 ițe; ales printre fire; ales peste fire; feston; tighel; încheiat cu acul; croșetat                                                                                          | Ștergarul prezintă la capete câte un registru cu fond roșu și ornamente florale, încadrat de benzi cu motive rombiforme și de șiruri de motive triunghiulare. Extremitățile sunt marcate prin tighel roșu (pe față) și feston (pe dosul piesei) de aceeași culoare și prin dantele cu motive rombiforme și „colțișori” subliniați prin bumbac roșu. Cromatica: alb, roșu, vișiniu, albastru, negru. | Muzeul de Artă Populară, Constanța | Cimec    |
|      | Ștergar                                                                        | Descoperit: jud. CONSTANȚA, CONSTANȚA Material: bumbac; dantelă croșetată; țesut în 2 ițe; năvădit; ales cu tăieturi; karamani; încheiat cu mașina; croșetat | Ștergarul ornamentat prin năvădire prezintă la capete câte un registru cu motive geometrice (alese în tehnica karamani), încadrat de șiruri de motive triunghiulare (cu laturile în trepte) și de vărguțe policrome. La extremități apar dantele croșetate cu franjuri alungite. Cromatica: alb, roșu, negru, galben. | Muzeul de Artă Populară, Constanța | Cimec    |
|      | Chindeu                                                                        | Descoperit: jud. CONSTANȚA, CONSTANȚA Material: bumbac; lânică; țesut în 2 ițe; ales peste fire; ales printre fire; încheiat cu acul | Ștergarul este ornamentat la capete cu motive avimorfe (păsări afrontate) și fitomorfe (pomul vieții), dispuse pe câte un registru încadrat de vărguțe policrome, șiruri de motive geometrice și benzi cu motive florale geometrizate. La extremități apar cusături peste muchie și tigheluri lucrate manual. Cromatica: alb, negru, roșu, galben, albastru. | Muzeul de Artă Populară, Constanța | Cimec    |
|      | Ștergar                                                                        | Descoperit: jud. CONSTANȚA, CONSTANȚA Material: bumbac; cânepă; lână; mătase; țesut în 2 ițe; ales peste fire; ales printre fire; încheiat cu acul | Decorul de factură geometrică este repartizat, la capetele ștergarului, pe trei registre încadrate de benzi cu ornamente rombiforme și grupuri de vărguțe. Mijlocul este țesut scorțește cu cânepă. Cromatica: alb, negru, roșu, orange, bleu, verde, violet. | Muzeul de Artă Populară, Constanța | Cimec    |
|      | Ștergar                                                                        | Descoperit: jud. CONSTANȚA, CONSTANȚA Material: bumbac; cânepă; țesut în 4 ițe; ales peste fire; încheiat cu mașina | Ștergarul, ornamentat prin învărgare cu cânepă, prezintă la capete câte un registru cu motive geometrice (romburi concentrice, triunghiuri) încadrat de benzi cu motive geometrice mărunte și de șiruri cu motive triunghiulare. Extremitățile sunt tivite la mașină. Cromatica: alb, cafeniu, vișiniu; roșu-cărămiziu; albastru; galben, violet, orange. | Muzeul de Artă Populară, Constanța | Cimec    |
|      | Măsăriță                                                                       | Descoperit: jud. CONSTANȚA, CONSTANȚA Material: bumbac; bumbac mercerizat; lânică; dantelă croșetată; năvădit; țesut; brodat peste fire; croșetat; înnodat; încheiat cu acul | Fața de masă este realizată din două foi de țesătură năvădită, îmbinate prin danlelă lată. Pe margini prezintă un chenar cu motive florale policrome și dantelă croșetată cu franjuri înnodate. Cromatica: alb, roșu, vișiniu, albastru, verde, negru, galben. | Muzeul de Artă Populară, Constanța | Cimec    |
|      | Cearșaf Autor: Ghișan Ioana                                                    | Datare: Prima jumătate a secolului XX Descoperit: jud. CONSTANȚA, BĂNEASA Material: bumbac; dantelă croșetată; țesut în 2 ițe; cusut; tivit la mașină; croșetat | Cearșaful se compune din două foi de țesătură îmbinate manual și ornamentate prin învărgare. Fondul este bej, iar vărguțele sunt țesute cu alb. Pe una dintre laturile lungi apare o dantelă croșetată, asociată cu ciucuri din bumbac alb. Cromatica: bej, alb. | Muzeul de Artă Populară, Constanța | Cimec    |
|      | Ștergar                                                                        | Datare: Prima jumătate a secolului XX Descoperit: jud. CONSTANȚA, com. TOPALU Material: bumbac; lânică; dantală croșetată; țesut în 2 ițe; ales peste și printre fire; tivit; croșetat                                                                                                | Capetele ștergarului cu fond bej prezintă un decor avimorf și floral, repartizat pe trei registre alternând cu grupuri de vărguțe. In registrul median apar motive florale, iar în celelalte, motive avimorfe. Extremitățile piesei sunt decorate cu dantele croșetate. Cromatica: bej, alb, verde, roșu, bleumarin, orange, ciclamen, vișiniu, maron, albastru, bleu, roz. | Muzeul de Artă Populară, Constanța | Cimec    |
|      | Ștergar                                                                        | Datare: Prima jumătate a secolului XX Descoperit: jud. CONSTANȚA, com. ION CORVIN, VIILE Material: bumbac; borangic; bumbac mercerizat; țesut în 2 ițe; șabac; încheiat cu mașina; croșetat                                                                                           | Capetele ștergarului cu băteala din borangic se caracterizează printr-un decor floral și geometric, dispus pe trei registre alternate cu grupuri de vărguțe. În registrul median, mai amplu ca întindere, apar motive florale stilizate, iar în celelalte registre, motive geometrice. Extremitățile prezintă ciucuri din bumbac. Cromatica: alb. | Muzeul de Artă Populară, Constanța | Cimec    |
|      | Ștergar                                                                        | Datare: Prima jumătate a secolului XX Descoperit: jud. CONSTANȚA, com. MERENI, BĂRĂGANU Material: bumbac; borangic; dantelă industrială; țesut în 2 ițe; ales printre fire; șabac; cusut                                                                                              | Capetele ștergarulul cu băteala din borangic prezintă un decor floral, dispus pe trei registre, alternate cu grupuri de vărguțe. Registrul median, mai amplu, are motivele florale încadrate de două benzi cu ornamente geometrice alese în tehnica șabac. Celelalte registre, mai înguste, se particularizează printr-un decor floral geometrizat. La extremități sunt aplicate dantele industriale. Cromatica: alb. | Muzeul de Artă Populară, Constanța | Cimec    |
|      | Ștergar                                                                        | Datare: Prima jumătate a secolului XX Descoperit: jud. CONSTANȚA, com. MERENI, BĂRĂGANU Material: bumbac; borangic; dantelă industrială; țesut în 2 ițe; ales peste fire; tivit cu găurele; cusut                                                                                     | Capetele ștergarului cu băteala din borangic prezintă un decor floral, dispus pe două registre alternate cu grupuri de vărguțe. Registrele, identice ca amploare, reiterează același motiv floral. Extremitățile, tivite cu găurele, sunt decorate cu dantele industriale. Cromatica: crem, alb, roșu. | Muzeul de Artă Populară, Constanța | Cimec    |
|      | Ștergar (fragment)                                                             | Datare: Prima jumătate a secolului XX Descoperit: jud. CONSTANȚA, com. SEIMENI Material: bumbac; borangic; lânică; fir metalic; țesut în 2 ițe; ales peste fire; tivit | Capătul ștergarului fragmentat se caracterizează printr-un decor avimorf și fitomorf, dispus pe trei registre, marcate prin vărguțe din bumbac și fir metalic. În primul registru apar doi cocoși afrontați, în cel de al doilea, motive vegetal-florale, iar în al treilea, trei motive fitomorfe (pomul vieții în varianta vasului cu flori). Extremitățile sunt tivite manual. Cromatica: alb, roșu, grena, vernil, bej, roz, bleumarin, maro. | Muzeul de Artă Populară, Constanța | Cimec    |
|      | Ștergar                                                                        | Datare: Prima jumătate a secolului XX Descoperit: jud. CONSTANȚA, CONSTANȚA Material: bumbac; borangic; țesut în 2 ițe; ales peste fire; șabac; tivit | Capetele ștergarului cu băteala din borangic prezintă un decor fitomorf, dispus pe trei registre alternate cu grupuri de vărguțe și benzi ajurate. Motivele fitomorfe (frunze dispuse pe vrej meandric) sunt alese cu bumbac roșu. Extremitățile sunt tivite manual. Cromatica: alb, roșu. | Muzeul de Artă Populară, Constanța | Cimec    |
|      | Ștergar - maramă                                                               | Datare: Prima jumătate a secolului XX Descoperit: jud. CONSTANȚA Material: bumbac; borangic; țesut în 2 ițe; șabac; încheiat cu mașina | La capetele piesei apar trei registre ornamentale, alese în tehnica șabac și alternate cu benzi cu motive geometrice și grupuri de vărguțe. În câmpul median, mai amplu, apare un motiv fitomorf (coroniță), iar în celelalte sunt dispuse motive vegetal-florale. Extremitățile sunt tivite la mașină. Cromatica: alb, crem. | Muzeul de Artă Populară, Constanța | Cimec    |
|      | Așternut de pat                                                                | Datare: Prima jumătate a secolului XX Descoperit: jud. CONSTANȚA Material: lânâ; țesut în 2 ițe; ales peste fire; încheiat cu acul | Toată suprafața piesei este ornamentată cu vărgi roșii, verzi, violet, galbene și negre, de lățimi diferite, asociate cu alesături „cu bobu” albe, pe fond negru. | Muzeul de Artă Populară, Constanța | Cimec    |
|      | Cuvertură                                                                      | Datare: Prima jumătate a secolului XX Descoperit: jud. CONSTANȚA Material: lânâ; bumbac; țesut în 2 ițe; ales peste fire; încheiat cu acul | Pe fondul albastru al piesei, pe margini, prezintă un chenar cu motive geometrice (romburi, zig-zag-uri și vărgi), alese peste fire cu lână albă., orange și verde. Mijlocul piesei este ornamentat cu motive florale stilizate, în bicromia alb-orange, grupate pe patru rânduri. | Muzeul de Artă Populară, Constanța | Cimec    |
|      | Față de pernă                                                                  | Datare: Prima jumătate a secolului XX Descoperit: jud. BRAȘOV, com. RACOȘ, MATEIAȘ Material: bumbac; cânepă; țesut în 4 ițe; ales peste fire; ales printre fire; încheiat cu mașina                                                                                                   | Fața de pernă din cânepă, ornamentată prin învărgare, prezintă la unul dintre capete un decor geometric structurat pe registre. În cel mai amplu ca întindere, cu fond roșu, apar motive florale geometrizate. Cromatica: bej, alb, roșu, negru; galben; verde. | Muzeul de Artă Populară, Constanța | Cimec    |
|      | Ștergură                                                                       | Datare: Prima jumătate a secolului XX Descoperit: jud. CLUJ, CLUJ - NAPOCA Material: cânepă; bummbac; dantelă croșetată; țesut în 4 ițe; ales peste fire; încheiat cu acul; croșetat                                                                                                  | Ștergarul se caracterizează printr-un decor floral repartizat la capete, pe câteun registru cu fond brun, marcat prin șiruri de ornamente fitomorfe și geometrice. Mijlocul este ornamentat prin învărgare. La extremități apar dantele croșetate și franjuri înnodate. Cromatica: alb, crem, verde, roșu, brun, albastru, roz, galben, mov. | Muzeul de Artă Populară, Constanța | Cimec    |
|      | Fățăriță, felegă de masă                                                       | Datare: Prima jumătate a secolului XX Descoperit: jud. CLUJ, CLUJ-NAPOCA Material: bumbac; bumbac mercerizat; năvădit; țesut; încheiat cu acul | Foaia de țesătură este ornamentată prin năvădire și învărgare. La capete apar registre cu motive geometrice policrome. Cromatica: alb, roșu, albastru, verde, galben. | Muzeul de Artă Populară, Constanța | Cimec    |
|      | Ștergar                                                                        | Datare: Prima jumătate a secolului XX Descoperit: jud. CONSTANȚA, CONSTANȚA Material: bumbac; borangic; dantelă industrială; mătase; țesut în 2 ițe; ajurat; ales printre fire; încheiat cu mașina                                                                                    | Ștergarul are urzeala din bumbac și băteala din borangic.la capete prezintă câteun registru lat, decorat prin ajurare (tablă de șah) și un motiv meandric, ales cu mătase albă. Capetele sunt terminate cu dantelă cu motive florale. | Muzeul de Artă Populară, Constanța | Cimec    |
|      | Misali                                                                         | Datare: Prima jumătate a secolului XX Descoperit: jud. CONSTANȚA, CONSTANȚA Material: bumbac; țesut în 2 ițe; ales peste fire; încheiat cu acul | Fața de masă este compusă din două foi de țesătură din bumbac alb și este decorată pe toată supafața cu vergi roșii, galbene și albastre asociate cu alesături cu „bobul” negre și albastre. Culorile sunt fanate. | Muzeul de Artă Populară, Constanța | Cimec    |
|      | Șervet de masă; Distimilucă                                                    | Datare: Primul sfert al secolului XX Descoperit: jud. CONSTANȚA, CONSTANȚA Material: bumbac; bumbac mercerizat; mătase; dantelă înnodată; dantelă croșetată; țesut în 2 ițe; încheiat cu acul                                                                                         | Șervetul alb prezintă un chenar din grupuri de vergi negre. Laturile mari sunt terminate cu dantelă înnodată din mătase galbenă și albastră, iar laturile mici prezintă dantelă croșetată din mătase verde și bumbac mercerizat roz. | Muzeul de Artă Populară, Constanța | Cimec    |
|      | Șervet de masă; Distimilucă                                                    | Datare: Primul sfert al secolului XX Descoperit: jud. CONSTANȚA, CONSTANȚA Material: bumbac; mătase; dantelă înnodată; țesut în 2 ițe | | Muzeul de Artă Populară, Constanța | Cimec    |
|      | Măsăriță                                                                       | Datare: Prima jumătate a secolului XX Descoperit: jud. ARAD, com. ȘICULA Material: bumbac; lânică; dantală croșetată; năvădit; țesut; ales peste fire; croșetat | Fața de masă albă, năvădită este compusă din două foi asamblate pe lungime prin dantelă croșetată. La capete este aleasă cu motive florale realizate cu lânică roșie. Pe margini prezintă dantelă croșetată (cipcă) din bumbac și lânică roșie. | Muzeul de Artă Populară, Constanța | Cimec    |
|      | Ștergar                                                                        | Datare: Prima jumătate a secolului XX Descoperit: jud. ARAD, com. ȘICULA Material: bumbac; dantală croșetată; țesut în 2 ițe; ales peste fire; croșetat | Ștergarul țesut din bumbac alb este decorat la capete cu vărgi roșii, negre, albastre și galbene, ce alternează cu motive punctiforme, alese peste fire cu bumbac roșu și negru. La capete sunt aplicate dantele late, croșetate din bumbac alb. | Muzeul de Artă Populară, Constanța | Cimec    |
|      | Ștergar                                                                        | Datare: Prima jumătate a secolului XX Descoperit: jud. ARAD, com. ȘICULA Material: bumbac; dantelă croșetată; țesut în 2 ițe; ales cu tăieturi; croșetat | Ștergarul din bumbac alb are mijlocul decorat cu vărgi roșii, negre, orange (fanate). La capete prezintă câte două registre late cu motive geometrice alese în tehnica karamani (cu tăieturi), în aceleași tonuri de culoare. Extremitățile sunt ornamentate cu dantelă (cipcă) îngustă, croșetată din bumbac alb. | Muzeul de Artă Populară, Constanța | Cimec    |
|      | Ștergar                                                                        | Datare: Prima jumătate a secolului XX Descoperit: jud. ARAD, com. ȘICULA Material: bumbac; dantelă croșetată; țesut în 2 ițe; ales cu tăieturi; croșetat | Ștergarul din bumbac alb are mijlocul decorat cu grupuri de vărgi roșii, negre, orange. La capete prezintă câte cinci registre cu motive geometrice alese în tehnica karamani (cu tăieturi), cu bumbac roșu, orange, negru, delimitate de grupuri de vărgi. La capete - dantelă lată, croșetată cu alb, roșu, mov, albastru. | Muzeul de Artă Populară, Constanța | Cimec    |
|      | Față de masă                                                                   | Datare: Primul sfert al secolului XX Descoperit: jud. CONSTANȚA, com. OLTINA, SATU NOU Material: bumbac; borangic; dantelă croșetată; țesut în 2 ițe; ales peste fire; încheiat cu mașina; croșetat                                                                                   | Fața de masă, compusă din două foi ornamentate prin învărgare, prezintă un chenar decorativ cu motive fitomorfe (frunze dispuse pe vrej cu traseu meandric), alese cu bumbac roșu și negru. Pe margini este realizată o dantelă cu ciucuri din bumbac alb. Cromatica: alb, crem, roșu, negru. | Muzeul de Artă Populară, Constanța | Cimec    |
|      | Ștergar                                                                        | Datare: Primul sfert al secolului XX Descoperit: jud. CONSTANȚA, CONSTANȚA Material: bumbac; lânică; fir metalic; dantelă croșetată; țesut în 2 ițe; ales peste fire; ales printre fire; tivit cu găurele; croșetat                                                                   | Capetele ștergarului sunt ornamentate cu motive florale (trandafiri), repartizate pe trei registre și alternate cu grupuri de vărguțe și benzi cu alesături mărunte. Motivelor din registrul median li se rezervă un câmp mai amplu. La extremitățile ștergarului, tivite cu găurele, apar dantele croșetate din bumbac roșu și negru și ciucuri din bumbac mov. Cromatica: alb, roșu, ciclamen, albastru, verde, negru, mov. | Muzeul de Artă Populară, Constanța | Cimec    |
|      | Ștergar                                                                        | Datare: Primul sfert al secolului XX Descoperit: jud. CONSTANȚA, CONSTANȚA Material: bumbac; lânică; fir metalic; dantelă croșetată; țesut în 2 ițe; ales peste fire; ales printre fire; tivit cu găurele; croșetat                                                                   | Capetele ștergarului sunt ornamentate cu motive florale (trandafiri), repartizate pe trei registre și alternate cu grupuri de vărguțe și benzi cu alesături mărunte. Motivelor din registrul median li se rezervă un câmp mai amplu. La extremitățile ștergarului, tivite cu găurele, apar dantele croșetate din bumbac roșu și negru și ciucuri din bumbac mov. Cromatica: alb, roșu, ciclamen, albastru, verde, negru, mov. | Muzeul de Artă Populară, Constanța | Cimec    |
|      | Ștergar                                                                        | Datare: Primul sfert al secolului XX Descoperit: jud. CONSTANȚA, SALIGNY Material: bumbac; borangic; ciucuri; țesut în 2 ițe; șabac; încheiat cu acul | Capetele ștergarului cu băteala din borengic prezintă un decor floral, ales în tehnica șabac și ordonat pe trei registre, alternând cu grupuri de vărguțe și benzi cu ornamente ajurate. În registrul median, mai amplu, apar două motive florale (trandafiri), iar în celelalte este repartizat câteun motiv floral cu frunze și boboci. Extremitățile sunt ornamentate cu ciucuri din bumbac orange. Cromatica: alb, crem, orange. | Muzeul de Artă Populară, Constanța | Cimec    |
|      | Ștergar                                                                        | Datare: Primul sfert al secolului XX Descoperit: jud. CONSTANȚA, com. MIRCEA VODĂ Material: bumbac; borangic; țesut în 2 ițe; șabac; tivit cu găurele | Capetele ștergarului cu băteala din borangic prezintă un decor fitomorf, ordonat pe două registre alternând cu grupuri de vărguțe. Registrele se caracterizează prin aceeași lățime și același tip de motive (frunze de viță-de-vie și struguri). Extremitățile sunt tivite cu găurele. Cromatica: alb, crem. | Muzeul de Artă Populară, Constanța | Cimec    |
|      | Ștergar                                                                        | Datare: Primul sfert al secolului XX Descoperit: jud. CONSTANȚA, com. SEIMENI Material: bumbac; fir metalic;țesut în 2 ițe; șabac; tivit; croșetat | Decorul de factură zoomorfă și avimorfă este concentrat la capetele ștergarului, pe trei registre alternate cu grupuri de vărguțe, țesute cu bumbac alb și fir metalic auriu. În registrul median, mai amplu, apare un motiv zoomorf (leu), iar în celelalte sunt distribuite câte două motive avimorfe (doi cocoși afrontați). Mijlocul este ornamentat prin învărgare. La extremitățile piesei sunt realizați cu croșeta ciucuri crem. Cromatica: alb, crem, galben. | Muzeul de Artă Populară, Constanța | Cimec    |
|      | Ștergar Autor: Cazacu Păuna                                                    | Datare: 1930 Descoperit: jud. CONSTANȚA, com. CASTELU, NISIPARI Material: bumbac; borangic; dantelă croșetată; țesut în 2 ițe; șabac; tivit cu găurele; croșetat | Capetele ștergarului cu băteala din borangic se caracterizează printr-un decor avimorf, dispus pe un registru de amplă întindere, alternat cu grupuri de vărguțe și benzi cu motive zig-zag- ate. Motivul dominant (păunul) este asociat cu motive florale (trandafiri).la extremități este aplicată dantelă executată cu croșeta. Cromatica: alb, crem. | Muzeul de Artă Populară, Constanța | Cimec    |
|      | Ștergar                                                                        | Datare: Primul sfert al secolului XX Descoperit: jud. CONSTANȚA, com. ALIMAN, DUNĂRENI Material: bumbac; borangic; țesut în 2 ițe; ales peste fire; tivit la mașină | Capetele ștergarului cu băteala din borangic se caracterizează printr-un decor floral, repartizat pe două registre de lățimi diferite, alternând cu grupuri de vărguțe. Pentru fiecare registru este conceput un alt tip de motiv floral, supus unei accentuate stilizări. Extremitățile sunt tivite la mașină. Cromatica: crem, alb, roșu, albastru, vernil. | Muzeul de Artă Populară, Constanța | Cimec    |
|      | Ștergar                                                                        | Datare: Primul sfert al secolului XX Descoperit: jud. CONSTANȚA, com. ALIMAN, DUNĂRENI Material: bumbac, borangic; bumbac mercerizat; țesut în 2 ițe; ales peste fire; tivit cu mașina                                                                                                | Capetele ștergarului cu băteala din borangic prezintă un decor floral și avimorf, repartizat pe trei registre marcate prin grupuri de vărguțe. În registrul median apar două motive avimorfe afrontate (păsări pe ram înflorit), iar în celelalte, câte trei motive florale geometrizate. Extremitățile sunt tivite la mașină. Cromatica: alb, crem, roșu, verde, kaki. | Muzeul de Artă Populară, Constanța | Cimec    |
|      | Chindeu (fragment)                                                             | Datare: Prima jumătate a secolului XX Descoperit: jud. TIMIȘ, com. MARGINA Material: bumbac; țesut în 4 ițe; ales printre fire; încheiat cu acul; înnodat | Capătul de ștergar prezintă un decor avimorf, floral și fitomorf structurat pe 3 registre cu fondul roșu. În registrul median apare un motiv avimorf (pasăre pe ram) încadrat de motive florale, iar în celelalte două registre (mai înguste) sunt dispuse motive florale și fitomorfe. Delimitarea registrelor cu alesături se face prin grupuri de vărguțe. La extremitatea piesei apar franjuri înnodate. Cromatica: alb, roșu, negru,vișiniu, albastru, galben. | Muzeul de Artă Populară, Constanța | Cimec    |
|      | Chindeu (fragment)                                                             | Datare: Prima jumătate a secolului XX Descoperit: jud. TIMIȘ, com. MARGINA Material: bumbac; țesut în 4 ițe; ales printre fire; încheiat cu acul; înnodat | Capătul de ștergar prezintă un decor avimorf și floral structurat pe trei registre, de lățimi variabile, având fondul roșu. În registrul median, mai amplu, apar două motive avimorfe asociate cu motive florale, iar în celelalte, motive florale. Registrul central este marcat prin motive geometrice (linie meandrică), celelalte registre alternând cu grupuri de vărguțe. La una dintre extremități apar franjuri înnodate. Cromatica: alb, roșu, negru, albastru, galben, verde. | Muzeul de Artă Populară, Constanța | Cimec    |
|      | Căpătâi                                                                        | Datare: prima jumătate a sec. XX Descoperit: jud. CONSTANȚA, com. OLTINA Material: lână; bumbac; țesut în patru ițe; ales peste fire; brodat; încheiat cu acul și mașina | Fața de pernă din bumbac galben se caracterizează printr-un decor avimorf (doi curcani afrontați) încadrat de un chenar geometric („dinți de fierăstrău”). În câmpul central apar două motive avimorfe (pui de pasăre) și un motiv floral geometrizat. Cromatică: galben, negru, frez, roz, bleumarin, albastru. | Muzeul de Artă Populară, Constanța | Cimec    |
|      | Față de masă                                                                   | Datare: 1930 Descoperit: jud. CONSTANȚA, com. OLTINA Material: bumbac; borangic; țesut în două ițe; ales peste fire; tivit | Fața de masă este confecționată din două foi de țesătură din borangic pe urzeală de bumbac. Prezintă un chenar cu motive florale („ruja”) încadrate în casete, țesute cu bumbac alb. | Muzeul de Artă Populară, Constanța | Cimec    |
|      | Cearceaf Autor: Țăranu Ileana                                                  | Datare: 1935 Descoperit: jud. CONSTANȚA, com. BĂNEASA Material: bumbac; borangic; dantelă industrială; țesut în două ițe; cusut | Cearceaful este țesut din borangic, pe urzeală din bumbac. Ornamentația constă în registre cu motive vegetale ajurate cu bumbac alb, alternând cu registre cu motive geometrice ajurate și vărgi țesute cu bumbac. Pe una din laturi este aplicată dantelă industrială albă. | Muzeul de Artă Populară, Constanța | Cimec    |
|      | Cearceaf                                                                       | Datare: prima jumătate a sec. XX Descoperit: jud. CONSTANȚA, com. BĂNEASA Material: bumbac; borangic; țesut în două ițe; cusut; tivit cu acul | Cearceaful este țesut din bumbac și borangic, pe urzeală de bumbac. Ornamentația este realizată prin învărgare, grupajele de vărgi țesute cu bumbac alternând cu vărgile din borangic. | Muzeul de Artă Populară, Constanța | Cimec    |
|      | Față de pernă                                                                  | Datare: prima jumătate a sec. XX Descoperit: jud. CONSTANȚA, com. BĂNEASA Material: bumbac; lână; țesut în două ițe; ales peste fire; feston; încheiat cu acul | Fața pernei cu fond crem este ornamentată cu trei motive florale geometrizate, alternate cu motive cruciforme. Decorul este încadrat de chenarul cu motive geometrice („dinți de fierăstrău” – pe laturile lungi și triunghiuri). Dosul este ornamentat prin învărgare. Marginile lungi sunt festonate. Cromatica: crem, roșu, negru. | Muzeul de Artă Populară, Constanța | Cimec    |
|      | Căpătâi                                                                        | Datare: prima jumătate a sec. XX Descoperit: jud. CONSTANȚA, com. BĂNEASA Material: bumbac; lână; țesut în două ițe; ales peste fire; feston; încheiat cu acul | Fața pernei cu fondul roșu (având urzeala din bumbac și bătaia din lână) este ornamentată cu motive florale, dispuse pe patru șiruri și alese alternativ cu alb și bleumarin. Marginile sunt festonate cu lână bleumarin. Cromatica: roșu, alb, bleumarin. | Muzeul de Artă Populară, Constanța | Cimec    |
|      | Căpătâi                                                                        | Datare: prima jumătate a sec. XX Descoperit: jud. CONSTANȚA, com. BĂNEASA Material: lână; țesut în patru ițe; ales peste fire; feston; încheiat cu acul | Fața pernei cu fond verde se caracterizează printr-un decor geometric și un medalion central în care apare înscris un motiv floral. Compoziția este încadrată de un chenar cu ornamente geometrice („dinți de fierăstrău”). Laturile lungi sunt festonate cu lână roșie. Cromatică: verde, negru, galben, roz, albastru. | Muzeul de Artă Populară, Constanța | Cimec    |
|      | Căpătâi Autor: Chera Dimancea                                                  | Datare: prima jumătate a sec. XX Descoperit: jud. CONSTANȚA, com. BĂNEASA Material: lână; bumbac; țesut în patru ițe; ales peste fire; feston; încheiat cu acul | Fața de pernă cu fond bej (având urzeala din bumbac și băteala din lână) se caracterizează printr-un decor fitomorf („frunză de viță”), încadrat de un chenar cu ornamente geometrice („dinți de fierăstru”). Pe laturile mari prezintă feston lucrta cu croșeta. Cromatica: bej, vișiniu, ciclamen, negru, violet, verde, albastre, roșu. | Muzeul de Artă Populară, Constanța | Cimec    |
|      | Căpătâi Autor: Silvestru Ioana                                                 | Datare: prima jumătate a sec. XX Descoperit: jud. CONSTANȚA, com. TOPALU Material: lână; bumbac; țesut în două ițe; ales peste fire; încheiat cu acul; tivit | Fața de pernă (din lână) cu fond roșu are ca motiv dominant mâna. Motivul antropomorf, asociat cu motive florale, este încadrat, în câmpul median în romburi și este alternat în câmpurile laterale, cu motive avimorfe (cocoși). Capetele, tivite manual, sunt marcate prin benzi cu ornamente florale geometrizate. Cromatica: roșu, maro, alb, mov, frez, bej, verde. | Muzeul de Artă Populară, Constanța | Cimec    |
|      | Față de masă Autor: Călina Ilie                                                | Datare: prima jumătate a sec. XX Descoperit: jud. CONSTANȚA, com. TOPALU Material: bumbac; țesut în două ițe; ales peste fire; încheiat cu mașina; tivit | Piesa, țesută integral din bumbac, este decorată pe toată suprafața cu grupaje de câte trei vărgi țesute cu bumbac alb, mai gros. Pe laturile lungi prezintă motive zoomorfe (pisici) alese cu bumbac roșu și bleumarin. | Muzeul de Artă Populară, Constanța | Cimec    |
|      | Căpătâi Autor: Marin Ștefania                                                  | Datare: prima jumătate a sec. XX Descoperit: jud. CONSTANȚA, com. OLTINA Material: lână; țesut în patru ițe; ales peste fire; feston; încheiat cu acul | Fața pernei este ornamentată cu motive geometrice dispuse pe patru registre, alternate cu motive florale stilizate, ordonate pe trei registre și delimitate prin grupuri de vărgi. Dosul pernei cu fond negru este ornamentat prin învărgare. Marginile sunt festonate cu lânică (roșie). Cromatică: negru, alb, roșu, verde, bleu, galben. | Muzeul de Artă Populară, Constanța | Cimec    |
|      | Față de masă                                                                   | Datare: prima jumătate a sec. XX Descoperit: jud. CONSTANȚA, com. CONSTANȚA Material: bumbac; fir metalic; dantelă înnodată cu ciucuri; țesut în două ițe; ales printre fire; croșetat; încheiat cu acul                                                                              | Toată suprafața piesei este ornamentată cu registre compuse din motive florale și geometrice (romburi), alese printre fire (ajurate) cu bumbac alb mai gros. Registrele sunt delimitate prin grupuri de vărgi din bumbac alb și fir metalic auriu. Pe margini – dantelă înnodată cu ciucuri albi. | Muzeul de Artă Populară, Constanța | Cimec    |
|      | Pernă                                                                          | Datare: prima jumătate a sec. XX Descoperit: jud. TULCEA, com. CEAMURLIA DE JOS, LUNCA Material: lână; bumbac; țesut în două ițe; ales peste fire; lănțișor; cusut | Fața pernei cu fond negru se caracterizează printr-o compoziție decorativă având ca motiv principal supradimensionat calul, asociat cu motive antropomorfe (două femei), florale și geometrice. Compoziția este încadrată de un chenar cu motive florale (stilizate) și geometrice. Dosul pernei este ornamentat prin învărgare. Marginile sunt decorate cu lănțișor și ciucuri. Cromatică: negru, alb, ciclamen, galben, orange, bleumarin, verde. | Muzeul de Artă Populară, Constanța | Cimec    |
|      | Pernă                                                                          | Datare: prima jumătate a sec. XX Descoperit: jud. TULCEA, com. CEAMURLIA DE JOS, LUNCA Material: lână; țesut în două ițe; ales peste fire; ales printre fire; feston | Fața pernei cu fond negru este deocrată cu motive florale geometrizate, ordonate pe registre, marcate prin grupuri de vărguțe. Dosul este ornamentat prin învărgare, iar marginile cu lână albă sunt decorate cu ciucuri de aceeași culoare. Cromatica: negru, albastru, verde, alb, orange. | Muzeul de Artă Populară, Constanța | Cimec    |
|      | Pernă                                                                          | Datare: prima jumătate a sec. XX Descoperit: jud. TULCEA, com. CEAMURLIA DE JOS, LUNCA Material: lână; bumbac; țesut în două ițe; ales peste fire; feston; încheiat cu acul | Fața pernei cu fond roșu este ornamentată cu un motiv zoomorf (calul), dispus în câmpul central și asociat cu motive geometrice. Compoziția este încadrată de un chenar cu ornamente geometrice. Dosul este învărgat, laturile lungi sunt integral festonate, iar cele scurte, doar parțial. Pe margini sunt atașați ciucuri policromi. Cromatica: roșu, alb, galben, bleumarin, ciclamen, verde, vișiniu, mov, albastru, orange, negru. | Muzeul de Artă Populară, Constanța | Cimec    |
|      | Pernă                                                                          | Datare: prima jumătate a sec. XX Descoperit: jud. TULCEA, com. CEAMURLIA DE JOS, LUNCA Material: lână; bumbac; țesut în două ițe; ales peste fire; feston; încheiat cu acul | Fața pernei cu fond negru se particularizează printr-un decor floral și fitomorf, organizat pe registre marcate prin grupuri de vărguțe. Marginile festonate cu bumbac alb sunt ornamentate cu ciucuri (albaștri și roșii). Cromatica: negru, orange, roșu, alb, vișiniu, albastru. | Muzeul de Artă Populară, Constanța | Cimec    |
|      | Căpătâi                                                                        | Datare: prima jumătate a sec. XX Descoperit: jud. CONSTANȚA, CERNAVODĂ Material: bumbac; lână; țesut în două ițe; brodat; ales peste fire; încheiat cu mașina | Fața de pernă din bumbac, cu fond orange, este ornamentată cu motive florale geometrizate (garoafe), grupate câte patru, pe două registre. Compoziția este încadrată de benzi cu ornamente geometrice. Cromatica: orange, maro, albastru, roz, verde. | Muzeul de Artă Populară, Constanța | Cimec    |
|      | Căpătâi                                                                        | Datare: prima jumătate a sec. XX Descoperit: jud. CONSTANȚA, com. OLTINA Material: bumbac; lână; țesut în două ițe; ales peste fire; feston; încheiat cu acul | Fața pernei din bumbac, cu fond galben, este ornamentată cu motive fitomorfe („viță-de-vie”), încadrate de un chenar cu elemente geometrice („dinți de fierăstrău”). Marginile sunt festonate. Cromatică: galben, negru, roșu, roz. | Muzeul de Artă Populară, Constanța | Cimec    |
|      | Cearceaf Autor: Țăranu Paraschiva                                              | Datare: prima jumătate a sec. XX Descoperit: jud. CONSTANȚA, com. OLTINA Material: bumbac; borangic; dantelă croșetată; țesut în două ițe; cusut cu acul; croșetat | Țesută cu urzeală din bumbac, piesa este alcătuită din trei foi de țesătură decorată prin învărgare cu bumbac alb și registre ajurate, cu motive geometrice (linii frânte). Pe una din laturi prezintă dantelă croșetată din bumbac alb, cu motive geometrice (denumite popular „scoica”). | Muzeul de Artă Populară, Constanța | Cimec    |
|      | Cuvertură de pat Autor: Țăranu Paraschiva                                      | Datare: primul sfert a sec. XX Descoperit: jud. CONSTANȚA, com. TOPALU Material: bumbac; dantelă croșetată; țesut în două ițe; ales printre fire; croșetat; cusut; tivit cu acul | Piesa se compune din două foi țesute din bumbac neînălbit. Decorul constă în registre ajurate cu motive geometrice zig-zag-ate, alternând cu registre cu motive florale, ajurate cu bumbac alb și roșu și delimitate de vărgi albe. Pe una din laturi a fost aplicată o dantelă croșetată din bumbac alb. | Muzeul de Artă Populară, Constanța | Cimec    |
|      | Față de masă                                                                   | Datare: prima jumătate a sec. XX Descoperit: jud. CONSTANȚA, com. CONSTANȚA Material: bumbac; lână; franjuri înnodați; ciucuri; țesut în două ițe; cusut; tivit; croșetat | Fața de masă este țesută din bumbac și lână, pe urzeală de bumbac. Toată suprafața este decorată prin învărgare cu bumbac alb, vărgile fiind dispuse pe registre de lățimi diferite. De jur-împrejur prezintă o rețea din franjuri înnodați și ciucuri din bumbac alb. | Muzeul de Artă Populară, Constanța | Cimec    |
|      | Cearceaf                                                                       | Datare: prima jumătate a sec. XX Descoperit: jud. CONSTANȚA, com. CONSTANȚA Material: bumbac; borangic; dantelă croșetată; ciucuri; țesut în două ițe; cusut; încheiat cu acul; croșetat                                                                                              | Cearceaful este țesut din bumbac și borangic, pe urzeală de bumbac. Decorul constă în grupaje de vărgi dispuse pe toată suprafața. Pe una din laturile lungi a fost aplicată o dantelă croșetată cu ciucuri. | Muzeul de Artă Populară, Constanța | Cimec    |
|      | Căpătâi Autor: Ionac Stana                                                     | Datare: 1904 Descoperit: jud. CONSTANȚA, com. GÂRLICIU Material: lână; bumbac; țesut în patru ițe; broderie plină; lănțișor; feston; încheiat cu acul | Fața de pernă cu fond negru are ca elemente decorative dominante două motive avimorfe (cocoși afrontați) străjuind „pomul vieții” (în varianta vasului cu flori), încadrate de motive florale. În câmpul superior apar două motive zoomorfe și trei motive avimorfe. Cromatică: negru, roșu, bleumarin, roz, bej, orange, albastru, vișiniu, mov, alb. | Muzeul de Artă Populară, Constanța | Cimec    |
|      | Căpătâi Autor: Ionac Stana                                                     | Datare: 1905 Descoperit: jud. CONSTANȚA, com. GÂRLICIU Material: lână; țesut în patru ițe; broderie plină; lănțișor; brodat în cruci; încheiat cu acul | Fața de pernă cu fondul violet prezintă un decor brodat cu lână policromă, având ca elemente dominante două motive avimorfe (cocoși), supradimensionate comparativ cu motivele fitomorfe, reprezentate în diverse variante ale „pomului vieții”. În zona centrală a câmpului inferior este brodată inițiala „m”. Cromatică: violet, roșu, ciclamen, galben, oranj, alb, bleu, kaki, cărămiziu. | Muzeul de Artă Populară, Constanța | Cimec    |
|      | Căpătâi                                                                        | Datare: prima jumătate a sec. XX Descoperit: jud. CONSTANȚA, com. OSTROV Material: lână; țesut în două ițe; ales peste fire; brodat; festonat; încheiat cu mașina | Fața de pernă din bumbac crem se caracterizează printr-un decor ales peste fire, cu lână policromă, încadrat de un chenar geometric („dinți de fierăstrău”) brodat cu negru. În câmpul central apare un motiv floral flancat de motive avimorfe (păsări dispuse pe ram înflorit). Cromatica: crem, negru, roz, verde, albastru. | Muzeul de Artă Populară, Constanța | Cimec    |
|      | Ștergar                                                                        | Datare: prima jumătate a sec. XX Descoperit: jud. CONSTANȚA, com. BĂNEASA Material: bumbac; borangic; țesut în două ițe; ales peste fire; șabac; încheiat cu acul | Capetele ștergarului au decorul structurat pe cinci registre cu motive fitomorfe și florale, alternate cu benzi cu motive geometrice și vărguțe. Extremitățile piesei sunt tivite manual. Cromatica: alb, crem, roșu, gri. | Muzeul de Artă Populară, Constanța | Cimec    |
|      | Ștergar ales cu rozete                                                         | Datare: prima jumătate a sec. XX Descoperit: jud. CONSTANȚA, com. BĂNEASA Material: bumbac; țesut în două ițe; ales peste fire; șabac; încheiat cu mașina | Ștergarul se caracterizează printr-un decor floral geometrizat, repartizat la capete, pe trei registre și alternate cu benzi de ornamente geometrice și grupuri de vărguțe. Cromatica: alb, bej, roșu. | Muzeul de Artă Populară, Constanța | Cimec    |
|      | Ștergar                                                                        | Datare: prima jumătate a sec. XX Descoperit: jud. CONSTANȚA, com. BĂNEASA Material: bumbac; borangic; lână; fir metalic; dantelă industrială; țesut în două ițe; ales peste fire; tivit cu găurele; cusut                                                                             | Capetele ștergarului prezintă un decor fitomorf și floral, structurat pe trei registre alternate cu grupuri de vărguțe. La capetele ștergarului sunt aplicate dantele de proveniență industrială. Cromatică: crem, vișiniu, verde, roșu, roz, negru, albastru, bleu. | Muzeul de Artă Populară, Constanța | Cimec    |
|      | Ștergar                                                                        | Datare: prima jumătate a sec. XX Descoperit: jud. CONSTANȚA, com. BĂNEASA Material: bumbac; borangic; lână; fir metalic; dantelă croșetată; țesut în două ițe; ales peste fire; tivit cu găurele; cusut                                                                               | Capetele ștergarului prezintă un decor floral, structurat pe trei registre alternând cu grupuri de vărguțe. Extremitățile ștergarului sunt ornamentate cu dantele croșetate. Cromatică: alb, crem, negru, roșu, bleumarin, verde, roz, grena, bleu. | Muzeul de Artă Populară, Constanța | Cimec    |
|      | Căpătâi                                                                        | Datare: prima jumătate a sec. XX Descoperit: jud. CONSTANȚA, com. OLTINA, SATU NOU Material: bumbac; lână; țesut în patru ițe; brodat peste fire; feston; încheiat cu acul | Fața pernei cu fond gri este ornamentată cu două motive avimorfe afrontate, dispuse pe ramuri înflorite. Pe laturile înguste apar motive geometrice triunghiulare. Dosul este decorat prin învărgare. Cromatică: gri, negru, roșu, verde. | Muzeul de Artă Populară, Constanța | Cimec    |
|      | Ștergar                                                                        | Datare: prima jumătate a sec. XX Descoperit: jud. CONSTANȚA, MEDGIDIA Material: bumbac; borangic; mătase; țesut în două ițe; șabac; încheiat cu mașina | Capetele ștergarului se carcaterizează printr-un decor avimorf și floral, repartizat pe trei registre, marcate prin grupuri de vărguțe. Marginile sunt tivite la mașină. | Muzeul de Artă Populară, Constanța | Cimec    |
|      | Ștergar                                                                        | Datare: prima jumătate a sec. XX Descoperit: jud. CONSTANȚA, CONSTANȚA Material: bumbac; borangic; țesut în două ițe; șabac; tivit cu găurele | Capetele ștergarului prezintă un decor fitomorf și floral, structurat pe trei registre, alternate cu grupuri de vărguțe și benzi cu alesături geometrice. Extremitățile sunt tivite cu găurele. Cromatica: alb, crem. | Muzeul de Artă Populară, Constanța | Cimec    |
|      | Ștergar                                                                        | Datare: prima jumătate a sec. XX Descoperit: jud. CONSTANȚA, CONSTANȚA Material: bumbac; borangic; dantelă croșetată; țesut în două ițe; șabac; încheiat cu acul; croșetat | Capetele ștergarului sunt ornamentate cu motive geometrice repartizate pe trei registre alternând cu grupuri de vărguțe. Extremitățile tivite manual prezintă dantele croșetate și ciucuri. Cromatică: alb, crem. | Muzeul de Artă Populară, Constanța | Cimec    |
|      | Ștergar                                                                        | Datare: prima jumătate a sec. XX Descoperit: jud. CONSTANȚA, CONSTANȚA Material: bumbac; borangic; țesut în două ițe; șabac; tivit | Ștergarul prezintă un decor ales în tehnica șabac cu motive avimorfe, fitomorfe și geometrice, structurat pe trei registre. La extremități sunt aplicați ciucuri. Cromatica: crem, alb. | Muzeul de Artă Populară, Constanța | Cimec    |
|      | Ștergar                                                                        | Datare: prima jumătate a sec. XX Descoperit: jud. CONSTANȚA, CONSTANȚA Material: bumbac; borangic; dantelă croșetată; țesut în două ițe; șabac; încheiat cu acul; croșetat | Capetele ștergarului sunt învărgate și decorate cu motive florale și geometrice, ordonate pe trei registre. La extremități sunt aplicate dantele croșetate și ciucuri. Cromatica: alb, crem, negru, bleumarin. | Muzeul de Artă Populară, Constanța | Cimec    |
|      | Ștergar                                                                        | Datare: prima jumătate a sec. XX Descoperit: jud. CONSTANȚA, com. CHIRNOGENI Material: bumbac; țesut în două ițe; ales peste fire; tivit; croșetat | Capetele ștergarului sunt ornamentate cu motive florale (garoafe), dispuse pe două registre, delimitate prin vărguțe bicrome. Extremitățile tivite cu acul, prezintă franjuri din bumbac aplicați cu croșeta. Cromatica: alb, roșu, negru, bleumarin. | Muzeul de Artă Populară, Constanța | Cimec    |
|      | Ștergar                                                                        | Datare: prima jumătate a sec. XX Descoperit: jud. CONSTANȚA, com. CHIRNOGENI Material: bumbac; borangic; țesut în două ițe; ales peste fire; încheiat cu mașina | Ștergarul este ornamentat la mijloc prin învărgare, iar la capete prezintă un decor geometric structurat pe două registre, încadrate cu grupuri de vărguțe. Marginile sunt tivite cu mașina și ornamentate cu ciucuri înnodați. Cromatica: alb, crem, roșu, negru, bleumarin. | Muzeul de Artă Populară, Constanța | Cimec    |
|      | Ștergar                                                                        | Datare: prima jumătate a sec. XX Descoperit: jud. CONSTANȚA, com. ALIMAN, DUNĂRENI Material: bumbac; borangic; țesut în două ițe; șabac; tivit | Capetele ștergarului prezintă un decor floral și geometric, repartizat pe trei registre cu lățimi diferite, alternând cu grupuri de vărguțe. În registrul median apare un buchet căruia i se asociază și inițiala „t”. Cromatică: alb, crem. | Muzeul de Artă Populară, Constanța | Cimec    |
|      | Ștergar                                                                        | Datare: prima jumătate a sec. XX Descoperit: jud. CONSTANȚA, com. ALIMAN, DUNĂRENI Material: bumbac; borangic; țesut în două ițe; șabac; tivit | Capetele ștergarului prezintă un decor floral și fitomorf, repartizat pe trei registre marcate prin grupuri de vărguțe. Extremitățile sunt tivite manual. Cromatică: alb. | Muzeul de Artă Populară, Constanța | Cimec    |
|      | Ștergar Autor: Cristea Ioana                                                   | Datare: prima jumătate a sec. XX Descoperit: jud. CONSTANȚA, com. ION CORVIN Material: bumbac; borangic; țesut în două ițe; ales peste fire; tivit | Capetele ștergarului cu băteala din borangic sunt ornamentate cu motive florale, repartizate pe trei registre, alternând cu grupuri de vărguțe. În registrul median, mai amplu, apar două motive florale (trandafiri) tratate naturalist, iar în celelalte registre, câte trei motive florale geometrizate. Extremitățile sunt tivite manual. Cromatica: alb, crem, roșu. | Muzeul de Artă Populară, Constanța | Cimec    |
|      | Ștergar Autor: Bâcă Sanda                                                      | Datare: prima jumătate a sec. XX Descoperit: jud. CONSTANȚA, com. ION CORVIN Material: bumbac; borangic; țesut în două ițe; șabac | Capetele ștergarului cu băteala din borangic galben saunt decorate cu grupaje de vărguțe albe, alternate cu benzi cu ornamente ajurate. Mijlocul din bumbac este ornamentat prin învărgare. Cromatica: alb, galben. | Muzeul de Artă Populară, Constanța | Cimec    |
|      | Ștergar                                                                        | Datare: prima jumătate a sec. XX Descoperit: jud. CONSTANȚA, com. BĂNEASA Material: bumbac; borangic; țesut în două ițe; ales peste fire; șabac; încheiat cu mașina | Capetele ștergarului cu băteala din borangic sunt decorate cu motive florale geometrizate, dispuse pe trei registre alternând cu grupuri de vărguțe și benzi cu ornamente ajurate. Registrul median, mai amplu, se caracterizează prin motive florale mai elaborate, iar celelalte, prin motive florale mărunte, cu o stilizare mai accentuată. Cromatica: crem, alb, albastru, grena. | Muzeul de Artă Populară, Constanța | Cimec    |
|      | Căpătâi                                                                        | Datare: 1924 Descoperit: jud. CONSTANȚA, com. BĂNEASA Material: bumbac; țesut în două ițe; ales peste fire; încheiat cu acul; feston | Fața de pernă cu fond galben este decorată cu motive zoomorfe (doi lei afrontați străjuind „pomul vieții”), încadrate de motive fitomorfe („pomul vieții” în varianta vasului cu flori). Pe margini apare un chenar cu elemente geometrice (triunghiuri - „dinți de fierăstrău”). Dosul pernei este ornamentat prin învărgare. Cromatică: galben, roșu, negru, verde. | Muzeul de Artă Populară, Constanța | Cimec    |
|      | Ștergar Autor: Cazacu Dumitra                                                  | Datare: prima jumătate a sec. XX Descoperit: jud. CONSTANȚA, com. BĂNEASA Material: bumbac; borangic; țesut în două ițe; ales peste fire; șabac; încheiat cu mașina | Capetele ștergarului, cu băteala din borangic, prezintă un decor floral ordonat în frize, pe trei registre marcate prin benzi cu motive ajurate. Extremitățile sunt tivite cu mașina. Cromatica: crem, roșu, alb, galben. | Muzeul de Artă Populară, Constanța | Cimec    |
|      | Ștergar                                                                        | Descoperit: jud. CONSTANȚA, BĂNEASA Material: bumbac; borangic; dantelă industrială; țesut în 2 ițe; șabac; cusut | Capetele ștergarului cu băteala din borangic prezintă un decor fitomorf și geometric repatizat pe 3 registre, marcate prin benzi cu ornamente ajurate. În registrul median apare un motiv fitomorf – coroniță – iar în celelalte, motivele geometrice sugerează un meandru realizat din elemente în formă de “s”. La extremități este aplicată dantelă de proveniență industrială. Cromatica: alb. | Muzeul de Artă Populară, Constanța | Cimec    |
|      | Ștergar                                                                        | Descoperit: jud. CONSTANȚA, BĂNEASA Material: bumbac; borangic; țesut în 2 ițe; șabac; cusut; tivit | Capetele ștergarului cu băteala din borangic prezintă un decor variat, dispus pe trei registre de lățimi diferite, alternate cu grupuri de vărguțe. În registrul median, de o apreciabilă lățime, apare un motiv avimorf (păun) asociat cu motive florale (trandafir). În registrul marginal sunt distribuite motive scheomorfe (trei mori de vânt) iar în celălalt, mult mai îngust, motive geometrice rombiforme. Extremitățile sunt tivite la mașină. Cromatica: alb, crem. | Muzeul de Artă Populară, Constanța | Cimec    |
|      | Ștergar                                                                        | Descoperit: jud. CONSTANȚA, com. TUZLA Material: bumbac; borangic; dantelă croșetată; țesut în 2 ițe; șabac; tivit; croșetat | Capetele ștergarului cu băteala din borangic se caracterizează printr-un decor astral și floral, repartizat pe trei registre, alternând cu benzi cu ornamente ajurate și grupuri de vărguțe. În registrul median apar două motive astrale (stele), iar în celelalte, câte două motive florale (garoafe). Extremitățile, tivite manual, prezintă dantele croșetate (cu franjuri). Cromatica: alb, crem. | Muzeul de Artă Populară, Constanța | Cimec    |
|      | Ștergar                                                                        | Descoperit: jud. CONSTANȚA, BĂNEASA Material: bumbac; borangic; dantelă înnodată; țesut în 2 ițe; ajurat; tivit | Capetele ștergarului cu băteala din borangic prezintă un decor floral și geometric, repartizat pe trei registre alternând cu grupuri de vărguțe. În registrul median apar două motive vegetal-florale, iar în celelalte, motive geometrice. Mijlocul este ornamentat prin învărgare. La extremități sunt executate dantele înnodate, cărora le sunt asociate și ciucuri. Cromatica: alb, crem. | Muzeul de Artă Populară, Constanța | Cimec    |
|      | Ștergar                                                                        | Descoperit: jud. CONSTANȚA, com. TOPALU Material: bumbac; lână; dantelă croșetată; ales peste fire; ales printre fire; tivit; croșetat | Capetele ștergarului cu fond maro sunt ornamentate cu motive florale geometrizate, dispuse pe trei registre și alese cu lână policromă. Registrele decorative alternează cu grupuri de vărguțe. Extremitățile, tivite manual, prezintă dantele cu terminații triunghiulare, marcate cu bumbac roșu. Cromatica: alb, maro, roșu, verde, ciclamen, orange, vișiniu, albastru, bleu. | Muzeul de Artă Populară, Constanța | Cimec    |
|      | Ștergar - fragment                                                             | Descoperit: jud. CONSTANȚA, com. TOPALU Material: bumbac; lână; dantelă croșetată; țesut în 2 ițe; ales peste fire; șabac; tivit; croșetat | Capătul ștergarului prezintă un decor fitomorf și avimorf, organizat pe trei registre alternând cu benzi cu ornamente alese șabac și grupuri de vărguțe. În registrul median, mai amplu, apar trei motive fitomorfe (pomul vieții în varianta vasului cu flori), în cel marginal sunt dispuse trei motive avimorfe (păsări pe ram), iar în cel opus, alte patru motive fitomorfe (pomul vieții în varianta vasului cu flori). La capătul ștergarului este aplicată o dantelă croșetată. Cromatica: alb, verde, roșu, ciclamen, orange, brun, violet, roz, bleu, negru.                                                            | Muzeul de Artă Populară, Constanța | Cimec    |
|      | Ștergar - fragment                                                             | Descoperit: jud. CONSTANȚA, com. TOPALU Material: bumbac; lânică; dantelă croșetată; țesut în 2 ițe; ales peste fire; șabac; încheiat cu acul; croșetat | Decorul fitomorf și avimorf este repartizat la capetele ștergarului pe trei registre alternate cu grupuri de vărguțe și benzi ajurate. În registrul median, mai lat, apar trei motive fitomorfe (pomul vieții în varianta vasului cu flori), iar în celelalte, câte trei motive avimorfe (pasăre dispusă pe ram) sau patru motive fitomorfe (pomul vieții într-o altă variantă a vasului cu flori). La extremitățile ștergarului sunt aplicate dantele croșetate. Cromatica: alb, roșu, roz, mov, orange, verde, albastru, maro, negru.                                                                                           | Muzeul de Artă Populară, Constanța | Cimec    |
|      | Ștergar                                                                        | Descoperit: jud. MUREȘ, TÂRGU MUREȘ Material: bumbac; țesut în 4 ițe; ales peste fire; înnodat | Decorul este concentrat pe trei registre la capetele ștergarului, fiind ales în tonuri de alb, galben și negru, pe fond roșu. Registrele sunt alternate cu grupaje de vărguțe și benzi cu alesături (mărunte) executate peste fire. În registrul median, mai lat, apar motive fitomorfe stilizate, iar în celelalte, motive geometrice. Extremitățile sunt decorate cu franjuri (albe și roșii) înnodate. Cromatica: crem, roșu, galben, alb, negru. | Muzeul de Artă Populară, Constanța | Cimec    |
|      | Ștergar                                                                        | Descoperit: jud. CONSTANȚA, CONSTANȚA Material: bumbac; borangic; țesut în 2 ițe; șabac; tivit cu găurele | Capetele cu beteala din borangic ale ștergarului prezintă un decor avimorf și geometric, repartizat pe trei registre. În cel median, mai amplu, apar două păsări afrontate, dispuse pe ram înflorit, iar în celelalte, motive geometrice. Registrele sunt alternate cu benzi cu ornamente liniare mărunte. Extremitățile sunt tivite cu găurele, iar mijlocul este țesut numai cu bumbac. Cromatica: alb. | Muzeul de Artă Populară, Constanța | Cimec    |
|      | Ștergar                                                                        | Descoperit: jud. CONSTANȚA, CONSTANȚA Material: bumbac; borangic; țesut în 2 ițe; ales peste fire; șabac; tivit | Ștergarul se caracterizează printr-un decor fitomorf și floral, dispus pe patru registre alternate cu benzi cu motive liniare ajurate. În registrul median, mai amplu, apar motive fitomorfe – pomul vieții în varianta vasului cu flori – iar în celelalte, motive florale stilizate. Extremitățile sunt tivite la mașină. Cromatica: bej, cărămiziu, grena, bleu, alb. | Muzeul de Artă Populară, Constanța | Cimec    |
|      | Ștergar                                                                        | Descoperit: jud. CONSTANȚA, CONSTANȚA Material: bumbac; dantelă industrială; țesut în 2 ițe; brodat în cruci; ajur; tivit cu găurele; cusut | Ștergarul, ornamentat prin învărgare, prezintă la capete un decor brodat în cruci, structurat pe două registre. Unul dintre registre se caracterizează prin motive fitomorfe (ciorchini de struguri și frunze de viță-de-vie), iar celălalt, prin motive florale (grupate în trei buchete). Între registre apar brodate două motive zoomorfe (cerbi). Extremitățile, tivite cu găurele, sunt marcate prin broderie ajurată și dantele industriale. Cromatica: alb, roșu, negru. | Muzeul de Artă Populară, Constanța | Cimec    |
|      | Chindeu                                                                        | Descoperit: jud. CONSTANȚA, CONSTANȚA Material: bumbac; dantelă croșetată; țesut în 4 ițe; ales peste fire; cusut peste muchie; croșetat | Decorul de factură geometrică, repartizat la capetele ștergarului, pe trei registre cu fond roșu (cel median) sau negru, are ca motiv dominant rombul (cu laturi dințate sau în dispunere concentrică). Între registre apar benzi cu motive geometrice mărunte. La extremități sunt aplicate dantele croșetate. Cromatica: alb, negru, roșu, galben, bleu. | Muzeul de Artă Populară, Constanța | Cimec    |
|      | Chindeu                                                                        | Descoperit: jud. CONSTANȚA, CONSTANȚA Material: bumbac; dantelă croșetată; țesut în 4 ițe; ales peste fire; încheiat cu acul; croșetat | Decorul de factură geometrică și fitomorfă este repartizat la capetele ștergarului, pe trei registre cu fond negru (cel median) sau roșu. În registrul median apar motive fitomorfe asociate cu motive geometrice, iar în celelalte, motive geometrice. Extremitățile sunt ornamentate cu dantele croșetate. Cromatica: alb, negru, roșu, galben, bleu. | Muzeul de Artă Populară, Constanța | Cimec    |
|      | Ștergar                                                                        | Descoperit: jud. CONSTANȚA, CONSTANȚA Material: bumbac; cânepă; țesut în 4 ițe; ales printre fire; tivit | La capetele ștrgarului apare câte un registru cu ornamente florale policrome, marcat prin șiruri de motive geometrice și asociat cu un grupaj de elemente geometrice mărunte (puncte și linii). Mijlocul este ornamentat prin învărgare, iar extremitățile sunt tivite cu acul. Cromatica: alb, cafeniu, roșu, vișiniu, albastru, verde, orange, galben, roz. | Muzeul de Artă Populară, Constanța | Cimec    |
|      | Ștergar                                                                        | Descoperit: jud. CONSTANȚA, CONSTANȚA Material: bumbac; cânepă; țesut în 4 ițe; ales printre fire; cusut peste muchie | Mijlocul ștergarului este ornamentat prin învărgare, iar capetele prezintă câte două registre cu motive florale. Registrul mai lat apare încadrat de vărguțe și motive geometrice. Extremitățile sunt cusute peste muchie și tivite la mașină. Cromatica: alb, cafeniu, roșu, vișiniu, albastru, verde, orange, galben, gri. | Muzeul de Artă Populară, Constanța | Cimec    |
|      | Ștergar                                                                        | Descoperit: jud. CONSTANȚA, CONSTANȚA Material: bumbac; dantelă croșetată; țesut în 4 ițe; ales cu tăieturi; karamani; croșetat; cusut | Capetele ștergarului se caracterizează printr-un decor floral, dispus pe un registru mai lat sau de o parte și de alta a unei linii meandrice, fiind ales în tehnica karamani și supus unei accentuate stilizări. La extremități sunt aplicate dantele late (cu motive florale geometrizate), terminate cu franjuri. Cromatica: alb, albastru, violet, galben, verde. | Muzeul de Artă Populară, Constanța | Cimec    |
|      | Fățăriță                                                                       | Descoperit: jud. CLUJ, CLUJ-NAPOCA Material: bumbac; dantelă croșetată; țesut în 4 ițe; ales printre fire; ales cu găurele; croșetat; cusut | Fața de masă se compune din două foi de țesătură, ornamentate prin învărgare și îmbinate prin dantelă croșetată. Pe două dintre laturi prezintă câte un registru cu motive geometrice (dominante fiind cele în formă de „s”). Marginile sunt decorate cu dantele croșetate. Cromatică: alb, roșu, negru. | Muzeul de Artă Populară, Constanța | Cimec    |
|      | Ștergură; Felegă                                                               | Descoperit: jud. CLUJ, CLUJ-NAPOCA Material: bumbac; dantelă croșetată; țesut în 4 ițe; ales printre fire; ales cu găurele; cusut peste muchie | Capetele ștregarului prezintă un decor geometric, dispus pe câte un registru cu fond roșu, încadrat de motive geometrice sau fitomorfe. Mijlocul este străbătut de vărguțe alternate cu șiruri de ornamente geometrice mărunte. Extremitățile sunt decorate cu dantele croșetate din bumbac alb și roșu. Cromatica: alb, roșu, mov. | Muzeul de Artă Populară, Constanța | Cimec    |
|      | Ștergură; Felegă                                                               | Descoperit: jud. CLUJ, CLUJ-NAPOCA Material: bumbac; țesut în 2 ițe; ales peste fire; cusut peste muchie; înnodat | Ștergarul este ornamentat la capete cu motive florale și geometrice, ordonate pe câte un registru și alese peste fire cu bumbac roșu și negru. Registrele sunt marcate prin șiruri de ornamente geometrice mărunte, alese cu roșu. Marginile, îndoite și cusute peste muchie, prezintă franjuri înnodate. Cromatica: alb, roșu, negru. | Muzeul de Artă Populară, Constanța | Cimec    |
|      | Chindeu                                                                        | Descoperit: jud. CLUJ, CLUJ-NAPOCA Material: bumbac; țesut în 2 ițe; ales printre fire; încheiat cu mașina | Decorul de factură florală este grupat la capetele ștergarului, pe câte un registru, marcat prin vărguțe policrome și șiruri de ornamente florale mărunte, dispuse în perechi. Extremitățile, îndoite și tivite la mașină, prezintă ciucuri din bumbac alb. Cromatica: alb, roșu, galben, gri. | Muzeul de Artă Populară, Constanța | Cimec    |
|      | Chindeu                                                                        | Descoperit: jud. CLUJ, CLUJ-NAPOCA Material: bumbac; țesut în 2 ițe; ales printre fire; cusut peste muchie | Ștergarul se caracterizează printr-un decor floral, repartizat la capete, pe câte un registru cu fond negru, încadrat de vergi policrome de lățimi diferite. La extremitățile îndoite și cusute peste muchie sunt aplicați ciucuri albi și roșii. Cromatica: alb, roșu, negru, galben, oliv, albastru. | Muzeul de Artă Populară, Constanța | Cimec    |
|      | Chindeu                                                                        | Descoperit: jud. CLUJ, CLUJ-NAPOCA Material: bumbac; dantelă croșetată; țesut în 2 ițe; ales printre fire; încheiat cu mașina; croșetat | Ștergarul prezintă un decor floral policrom repartizat la capete, pe câte un registru cu fond galben, încadrat de șiruri de ornamente geometrice și florale cruciforme și de vărguțe. Marginile, îndoite și tivite la mașină, sunt decorate cu dantele înguste croșetate, asociate cu ciucuri policromi. Cromatica: alb, roșu, negru, galben. | Muzeul de Artă Populară, Constanța | Cimec    |
|      | Chindeu                                                                        | Descoperit: jud. CLUJ, CLUJ-NAPOCA Material: bumbac; dantelă croșetată; țesut în 2 ițe; ales printre fire; încheiat cu mașina; croșetat | Ștergarul se caracterizează printr-un decor floral, repartizat la capete, pe câteun registru cu fond roșu, încadrat de șiruri de ornamente fitomorfe mărunte. Extremitățile tivite la mașină sunt decorate cu dantele înguste croșetate și ciucuri policromi. Cromatica: alb, roșu, violet, albastru, negru, verde, galben. | Muzeul de Artă Populară, Constanța | Cimec    |
|      | Chindeu                                                                        | Descoperit: jud. CLUJ, CLUJ-NAPOCA Material: bumbac; dantelă croșetată; țesut în 2 ițe; ales printre fire; încheiat cu mașina; croșetat | Ștergarul se particularizează printr-un decor floral, dispus în buchete și repartizat pe câte un registru cu fond roșu, la capete. Registrele sunt încadrate de grupuri de vărguțe policrome și ornamente florale mărunte, supuse stilizării. Extremitățile, îndoite și tivite la mașină, prezintă dantele înguste croșetate și ciucuri de culoare gri. Cromatica: alb, roșu, roz, galben, gri, albastru. | Muzeul de Artă Populară, Constanța | Cimec    |
|      | Chindeu                                                                        | Descoperit: jud. CLUJ, CLUJ-NAPOCA Material: bumbac; țesut în 2 ițe; ales printre fire; ales peste fire; încheiat cu mașina; croșetat | Ștergarul se particularizează printr-un decor avimorf și fitomorf, dispus la capete, pe câte un registru cu fond negru, încadrat de șiruri de motive fitomorfe mărunte, de ornamente geometrice punctiforme și de grupaje de vărguțe. Extremitățile, îndoite și tivite la mașină, prezintă dantele înguste și ciucuri. Cromatica: alb, galben, roșu, negru. | Muzeul de Artă Populară, Constanța | Cimec    |
|      | Chindeu                                                                        | Descoperit: jud. CLUJ, CLUJ-NAPOCA Material: bumbac; țesut în 2 ițe; ales printre fire; ales peste fire; cusut peste muchie; croșetat | Ștergarul se particularizează printr-un decor floral policrom, dispus pe câte un registru cu fond negru, la capete și încadrat de șiruri de ornamente florale mărunte, de ornamente geometrice punctiforme și de vărguțe. Extremitățile, îndoite și cusute peste muchie, prezintă dantele înguste, croșetate din bumbac, asociate cu ciucuri albi și roșii. Cromatica: alb, roșu, galben, negru. | Muzeul de Artă Populară, Constanța | Cimec    |
|      | Ștergură                                                                       | Descoperit: jud. TIMIȘ, com. MARGINA Material: bumbac; bumbac mercerizat; dantelă croșetată; țesut în 2 ițe; ales peste fire; încheiat cu acul; croșetat | Ștergarul se caracterizează printr-un decor geometric, dispus compact la capete, pe șapte registre delimitate prin grupuri de vărguțe. Mijlocul este ornamentat prin învărgare. La extremități apar dantele croșetate. Cromatica: alb, roșu, negru, galben, orange. | Muzeul de Artă Populară, Constanța | Cimec    |
|      | Ștergură                                                                       | Descoperit: jud. TIMIȘ, com. MARGINA Material: bumbac; bumbac mercerizat; țesut în 2 ițe; ales peste fire; festonat | Ștergarul prezintă la capete un decor geometric, structurat pe șapte registre delimitate prin vărguțe. Mijlocul este ornamentat prin învărgare, după principiul alternanței cromatice. Extremitățile sunt festonate manual. Cromatica: alb, roșu, negru,orange, albastru. | Muzeul de Artă Populară, Constanța | Cimec    |
|      | Ștergură                                                                       | Descoperit: jud. TIMIȘ, com. MARGINA Material: bumbac; bumbac mercerizat; dantelă croșetată; țesut în 2 ițe; ales peste fire; încheiat cu acul; croșetat | Ștergarul se caracterizează printr-un decor geometric (având ca element dominant rombul) dispus la capete, pe șapte registre, delimitate prin vărguțe policrome. Mijlocul este ornamentat prin învărgare. La extremități sunt aplicate dantele croșetate din bumbac alb. Cromatica: alb, roșu, negru, galben, albastru, orange. | Muzeul de Artă Populară, Constanța | Cimec    |
|      | Ștergură                                                                       | Descoperit: jud. TIMIȘ, com. MARGINA Material: bumbac; bumbac mercerizat; năvădit; țesut în 2 ițe; ales peste fire; brodat peste fire; șabac; feston | Ștergarul se particularizează prin tehnica de năvădire, prin învărgarea mijlocului și prin ornamentarea capetelor cu motive geometrice, ordonate pe trei registre, delimitate prin grupaje de vărguțe policrome. Extremitățile prezintă decupaje angulare cu broderii florale și fitomorfe, asociate cu șabace și festoane. Cromatica: alb, roșu, albastru, negru, roz, bleu, galben. | Muzeul de Artă Populară, Constanța | Cimec    |
|      | Ștergură                                                                       | Descoperit: jud. TIMIȘ, com. MARGINA Material: bumbac; bumbac mercerizat; țesut în 2 ițe; ales peste fire; feston | Ștergarul se caracterizează printr-un decor geometric, repartiazat la capete, pe cinci registre, încadrate de două șiruri de ornamente florale geometrizate. Mijlocul este ornamentat prin învărgare. Cromatica: alb, roșu, negru, galben, albastru, orange. | Muzeul de Artă Populară, Constanța | Cimec    |
|      | Ștergură                                                                       | Descoperit: jud. TIMIȘ, com. MARGINA Material: bumbac; bumbac mercerizat; țesut în 2 ițe; ales peste fire; încheiat cu acul; feston | Ștergarul se particularizează printr-un decor geometric, repartizat la capete, pe nouă registre de lățimi diferite, delimitate prin vărguțe și încadrate de șiruri de ornamente triunghiulare. Mijlocul este ornamentat prin învărgare. Una dintre extremități prezintă un tiv lucrat manual iar cealaltă este festonată. Cromatica: alb, negru, roșu, albastru, galben, orange. | Muzeul de Artă Populară, Constanța | Cimec    |
|      | Ștergură de rudă                                                               | Descoperit: jud. TIMIȘ, com. MARGINA Material: bumbac; cânepă; țesut în 2 ițe; ales peste fire; încheiat cu acul | Ștergarul se particularizează prin alesături realizate la un capăt pe față, iar le celălalt pe dosul piesei, motivele de factură geometrică fiind ordonate pe unul sau două registre, marcate prin grupuri de vărguțe. Cromatica: alb, roșu, negru, galben, gri. | Muzeul de Artă Populară, Constanța | Cimec    |
|      | Ștergar Autor: Anghel Vasilica                                                 | Datare: 1935 Descoperit: jud. CONSTANȚA, com. OLTINA Material: bumbac; borangic; țesut în 2 ițe; ales peste fire; franjuri înnodați; ciucuri; ajur; încheiat cu mașina | Ștergarul se caracterizează printr-un decor floral, ales peste fire, repartizat pe cinci registre și capete țesute cu borangic. Registrele sunt delimitate prin benzi cu ornamente geometrice ajurate, încadrate de vărguțe. La extremități apar franjuri înnodați și ciucuri. Cromatică: alb, crem, roșu, negru. | Muzeul de Artă Populară, Constanța | Cimec    |
|      | Față de masă                                                                   | Datare: 1/2 sec XX Descoperit: jud. CONSTANȚA, BĂNEASA Material: bumbac; borangic; lână; țesut în 2 ițe; ales peste fire; ajur; încheiat cu acul | Piesa se compune din două foi de țesătură, având urzeala din bumbac și beteala din borangic. Prezintă un chenar lat, cu ornamente florale alese cu lână albă. În câmpul central apar motive florale geometrizate, dispuse pe cinci registre. Marginile prezintă ornamente cu franjuri din bumbac alb. | Muzeul de Artă Populară, Constanța | Cimec    |
|      | Carpetă                                                                        | Datare: 1/4 sec XX Descoperit: jud. CONSTANȚA, com. PANTELIMON Material: lână; bumbac; țesut în 2 ițe; tivit | Piesa este țesută în două ițe, având urzeala din bumbac, iar băteala din lână. Toată suprafața este ornamentată cu romburi concentrice cu colțuri, în tonuri de roșu, verde, violet, galben, ocru, brun, albastru, bleu și mov. La capete apar vărgi înguste de culoarea orange, galben, verde, mov, pe fond brun. | Muzeul de Artă Populară, Constanța | Cimec    |
|      | Carpetă                                                                        | Datare: 1/4 sec XX Descoperit: jud. CONSTANȚA, com. PANTELIMON Material: lână; bumbac; țesut în 2 ițe; tivit | Piesa este țesută în două ițe, având urzeala din bumbac, iar băteala din lână. Toată suprafața este ornamentată cu romburi concentrice cu colțuri, în tonuri de roșu, verde, violet, galben, ocru, brun, albastru, bleu și mov. La capete apar vărgi înguste de culoarea orange, galben, verde, mov, pe fond brun. | Muzeul de Artă Populară, Constanța | Cimec    |
|      | Ștergar                                                                        | Datare: 1/4 sec XX Descoperit: jud. CONSTANȚA, com. ALIMAN, DUNĂRENI Material: bumbac; borangic; țesut în 2 ițe; ales peste fire; încheiat cu acul | Ștergarul, având capetele țesute cu borangic, prezintă un decor ales peste fire, organizat pe trei registre. Registrul median, mai amplu, se caracterizează prin motive florale, iar celelalte, prin motive fitomorfe, dispuse pe un vrej meandric. Delimitarea registrelor se realizează prin grupuri de vărgi. Cromatică: crem, alb, albastru, cărămiziu. | Muzeul de Artă Populară, Constanța | Cimec    |
|      | Ștergar                                                                        | Datare: 1920 Descoperit: jud. CONSTANȚA, com. SARAIU Material: bumbac; borangic; țesut în 2 ițe; ales printre fire; ajur; încheiat cu mașina | Capetele ștergarului sunt țesute cu borangic, iar mijlocul numai cu bumbac, fiind ornamentat prin învărgare. Cele două registre decorative, dispuse la capete, prezintă motive florale geometrizate, alese printre fire și ajurate. Registrele apar încadrate de grupuri de vărguțe și benzi cu decor ajurat. Cromatică: crem, alb. | Muzeul de Artă Populară, Constanța | Cimec    |
|      | Ștergar                                                                        | Datare: 1/4 sec XX Descoperit: jud. CONSTANȚA, RUNCU Material: bumbac; dantelă croșetată; țesut în 2 ițe; ales printre fire; ajur; tivit cu găurele; croșetat; cusut | Ștergarul se caracterizează printr-un decor ajurat, dispus la capete pe trei registre. În cel median, mai amplu ca întindere, apar două motive florale, iar în celelalte, motive fitomorfe ordonate în friză. Delimitarea registrelor se face prin grupuri de vărguțe. Extremitățile sunt decorate cu dantele croșetate. | Muzeul de Artă Populară, Constanța | Cimec    |
|      | Ștergar Autor: Cristea, Ioana (n. 1890)                                        | Datare: 1920 Descoperit: jud. CONSTANȚA, com. ION CORVIN, VIILE Material: bumbac; borangic; dantelă industrială; țesut în 2 ițe; ales printre fire; ajur; încheiat cu mașina | Ștergarul prezintă la capete trei registre decorative: cel median, mai amplu, ornamentat cu două motive avimorfe afrontate, iar celelalte, cu motive florale stilizate. Registrele sunt delimitate prin benzi cu ornamente ajurate și grupuri de vărguțe. La extremități - dantele industriale. Cromatică: alb, crem. | Muzeul de Artă Populară, Constanța | Cimec    |
|      | Ștergar Autor: Vasilescu, Ioana (n. 1880)                                      | Datare: 1930 Descoperit: jud. CONSTANȚA, com. PANTELIMON Material: bumbac; borangic; mătase; dantelă industrială; țesut în 2 ițe; ales peste fire; ales printre fire; tivit cu găurele                                                                                                | Ștergarul prezintă la capete trei registre decorative, delimitate prin grupuri de vărgi. În registrul median, mai amplu, apar motive florale grupate în două buchete, iar în celelalte registre motive florale dispuse în friză. La capete - dantele industriale. Cromatică: alb, roșu, albastru, orange, bleu, negru. | Muzeul de Artă Populară, Constanța | Cimec    |
|      | Cearșaf Autor: Bâcă, Sanda (n. 1885)                                           | Datare: 1930 Descoperit: jud. CONSTANȚA, com. ION CORVIN, VIILE Material: bumbac; lână; țesut în 2 ițe; tivit cu găurele; încheiat cu acul | Piesa se compune din două foi ornamentate prin învărgare și îmbinate cu acul. Grupajele de vărguțe, țesute cu bumbac alb, sunt dispuse la intervale egale. Una dintre marginile cearceafului este tivită cu găurele. Cromatică: alb, crem. | Muzeul de Artă Populară, Constanța | Cimec    |
|      | Față de masă Autor: Penciu, Maria                                              | Datare: 1930 Descoperit: jud. CONSTANȚA, BĂNEASA Material: bumbac; borangic; țesut în 2 ițe; ales printre fire; încheiat cu mașina | Piesa se compune din două foi de țesătură, având urzeala din bumbac și băteala din borangic. Decorul floral ales printre fire este repartizat în cinci registre, delimitate prin grupuri de vărgi. Cromatică: alb, crem. | Muzeul de Artă Populară, Constanța | Cimec    |
|      | Scoarță Autor: Chera Constantina                                               | Datare: 3/4 sec XIX Descoperit: jud. CONSTANȚA, BĂNEASA Material: bumbac; lână; țesut în 2 ițe; ales peste fire | Piesa este țesută în două ițe având urzeala din bumbac iar băteala din lână. Toată suprafața, pe fond negru, apar romburi concentrice, alese peste fire cu lână policromă: roșu, albastru, verde, alb, galben și bej („alesături cu bobu”). Cele două foi au fost inițial unite; în prezent sunt separate, dar au același număr de inventar. | Muzeul de Artă Populară, Constanța | Cimec    |
|      | Față de masă Autor: Călin, Tinca (n. 1901)                                     | Datare: 1930 Descoperit: jud. CONSTANȚA, BĂNEASA Material: bumbac; borangic; țesut în 2 ițe; ales printre fire; ajur; încheiat cu acul | Piesa se compune din patru foi de țesătură din borangic și prezintă pe toată suprafața motive geometrice (spirale) dispuse în friză, pe șase registre. Cromatică: crem, alb. | Muzeul de Artă Populară, Constanța | Cimec    |
|      | Ștergar Autor: Dumitrele, Paraschiva                                           | Datare: 1/4 sec XX Descoperit: jud. CONSTANȚA, BĂNEASA Material: bumbac; borangic; dantelă industrială; țesut în 2 ițe; ales printre fire; încheiat cu mașina; cusut | Capetele țesute cu borangic se caracterizează printr-un decor dispus pe trei registre. Cel median, mai amplu, prezintă un motiv avimorf (porumbel) încadrat într-un medalion creat prin suprapunerea a două figuri geometrice cu patru laturi egale (pătrat și romb). În jurul motivului dominant apar grupate motive florale. Registrul este încadrat de alte două registre mai înguste, cu ornamentică geometrică. Delimitarea acestora se face prin benzi cu motive geometrice dispuse în friză. Cromatică: alb, crem. | Muzeul de Artă Populară, Constanța | Cimec    |
|      | Față de masă Autor: Dumitrele, Paraschiva                                      | Datare: 1/4 sec XX Descoperit: jud. CONSTANȚA, BĂNEASA Material: bumbac; borangic; țesut în 2 ițe; ales printre fire; încheiat cu mașina | Față de masă de formă dreptunghiulară, este alcătuită din două foi de țesătură cu urzeala din borangic și băteala din borangic și bumbac. Pe toată suprafața prezintă motive florale dispuse pe patru registre, delimitate prin grupuri de vărguțe și benzi cu ornamente ajurate. Cromatică: crem, alb. | Muzeul de Artă Populară, Constanța | Cimec    |
|      | Față de masă                                                                   | Datare: 1/2 sec XX Descoperit: jud. CONSTANȚA, BĂNEASA Material: bumbac; borangic; țesut în 2 ițe; ales printre fire; încheiat cu acul | Piesa prezintă un chenar geometric (triunghiuri) și un decor floral repartizat pe trei registre, ales printre fire cu bumbac alb. Cromatică: alb, crem. | Muzeul de Artă Populară, Constanța | Cimec    |
|      | Ștergar Autor: Biban, Maria                                                    | Datare: 1/4 sec XX Descoperit: jud. CONSTANȚA, com. ION CORVIN Material: bumbac; borangic; mătase; dantelă industrială; țesut în 2 ițe; ales printre fire; ales peste fire; tivit cu găurele                                                                                          | Ștergarul, ornamentat prin învărgare, prezintă la capetele țesute cu borangic cinci registre decorative, delimitate prin grupuri de vărguțe. Trei dintre registre sunt caracterizate printr-un decor floral policrom, iar celelalte două printr-un decor geometric (meandru). Cromatică: alb, crem, roșu, verde, albastru, orange, vișiniu, maro, mov, negru, galben, frez. | Muzeul de Artă Populară, Constanța | Cimec    |
|      | Ștergar                                                                        | Datare: 1/4 sec XX Descoperit: jud. CONSTANȚA, CONSTANȚA Material: bumbac; lânică; dantelă croșetată; țesut în 2 ițe; ales peste fire; croșetat | La capetele ștergarului apar trei registre decorative. Cel median, mai amplu, prezintă motive geometrice, iar celelalte două, motive avimorfe (cocoși), dispuse în friză. Registrele sunt delimitate prin grupuri de vărgi. La capete apar dantele croșetate. Cromatică: alb, roșu, gri, kaki, oliv, verde. | Muzeul de Artă Populară, Constanța | Cimec    |
|      | Ștergar                                                                        | Datare: 1/4 sec XX Descoperit: jud. CONSTANȚA, CONSTANȚA Material: bumbac; lânică; fir metalic; dantelă croșetată; țesut în 2 ițe; ales peste fire; ajurat; încheiat cu acul | Capătul ștergarului prezintă un registru mai lat, având ca motive dominante doi cocoși afrontați iar ca motive secundare, păsări stilizate. Registrul apare încadrat de alte două registre, mai înguste, cu ornamente vegetale. Decorul este completat cu o dantelă croșetată din bumbac alb. Cromatică: alb, crem, roșu, negru, roz, verde, albastru, bleumarin, vișiniu. | Muzeul de Artă Populară, Constanța | Cimec    |
|      | Ștergar                                                                        | Datare: 1/4 sec XX Descoperit: jud. CONSTANȚA, CONSTANȚA Material: bumbac; lânică; fir metalic; dantelă croșetată; țesut în 2 ițe; ales peste fire; ajurat; încheiat cu acul | Capătul ștergarului prezintă un registru mai lat, având ca motive dominante doi cocoși afrontați, iar ca motive secundare, păsări stilizate. Registrul apare încadrat de alte două registre, mai înguste, cu ornamente vegetale. Delimitarea acestora este realizată prin benzi cu ornamente ajurate și vărguțe. Dantelă croșetată la capete. Cromatică: negru, roz, verde, albastru, bleumarin, vișiniu. | Muzeul de Artă Populară, Constanța | Cimec    |
|      | Față de masă Autor: Cabrancea, Paraschiva                                      | Datare: 1/2 sec XX Descoperit: jud. CONSTANȚA, com. OLTINA Material: bumbac; dantelă înnodată; țesut în 2 ițe; ales peste fire; ajurat; încheiat cu mașina | Piesa se compune din două foi țesute din bumbac. Prezintă un decor floral, ales alternativ cu roșu sau negru și dispus pe șase registre delimitate prin grupuri de vărguțe și benzi cu motive ajurate. Marginile sunt ornamentate cu dantelă înnodată și ciucuri. Cromatică: alb, crem, roșu, negru. | Muzeul de Artă Populară, Constanța | Cimec    |
|      | Ștergar                                                                        | Datare: 1/2 sec XX Descoperit: jud. TULCEA, com. MIHAI BRAVU, SATU NOU Material: bumbac; borangic; țesut în 2 ițe; ales peste fire; ajur; încheiat cu mașina | Decorul ștergarului este repartizat la capete, pe patru registre. Două dintre acestea sunt mai late și sunt decorate cu motive florale (trandafirul) și motive avimorfe. Celelalte două, mai înguste, sunt decorate cu motive florale. Delimitarea registrelor se face prin benzi cu ornamente ajurate. Cromatică: alb, crem, vișiniu, albastru, roz, galben, negru. | Muzeul de Artă Populară, Constanța | Cimec    |
|      | Ștergar                                                                        | Datare: 1/4 sec XX Descoperit: jud. CONSTANȚA, CONSTANȚA Material: bumbac; borangic; dantelă industrială; țesut în 2 ițe; ales cu speteaza; tivit cu găurele; cusut | Decorul, plasat la capetele din borangic ale ștergarului, este organizat pe două registre. În cel marginal apar motive fitomorfe (ciorchini de struguri și frunze de viță), iar în celălalt, două motive zoomorfe (cerbi). Mijlocul, țesut numai din bumbac, este ornamentat prin învărgare. La capetele tivite cu găurele sunt aplicate dantele industriale. Cromatică: alb, crem. | Muzeul de Artă Populară, Constanța | Cimec    |
|      | Ștergar Autor: Ionașcu, Gherghina                                              | Datare: 1/2 sec XX Descoperit: jud. CONSTANȚA, BĂNEASA Material: bumbac; borangic; lână; țesut în 2 ițe; ales peste fire; ales cu acul; încheiat cu mașina | Capetele ștergarului se caracterizează prin băteală din borangic și decor ales peste fire, structurat pe trei registre, marcate prin grupuri de vărguțe. În câmpul median, mai amplu, apar trei motive florale (trandafiri) iar în celelalte două, tot motive florale (boboci de trandafir) într-o altă abordare formală și cromatică. Extremitățile sunt tivite la mașină. Cromatica: alb, crem, vișiniu, verde, ciclamen, albastru. | Muzeul de Artă Populară, Constanța | Cimec    |
|      | Ștergar Autor: Ionașcu, Gherghina                                              | Datare: 1/2 sec XX Descoperit: jud. CONSTANȚA, com. CERCHEZU, VIROAGA Material: bumbac; borangic; țesut în 2 ițe; șabac | Capetele ștergarului prezintă băteală din borangic și decor ales în tehnica șabac, structurat pe trei registre. În registrul median, mai amplu, apar motive zoomorfe (strugure, viță de vie) iar în celelate două, motive florale geometrizate. La extremități se remarcă franjuri din urzeală. Cromatica: alb. | Muzeul de Artă Populară, Constanța | Cimec    |
|      | Ștergar Autor: Mihai, Săftica                                                  | Datare: 1/2 sec XX Descoperit: jud. CONSTANȚA, com. MIRCEA VODĂ Material: bumbac; borangic; țesut în 2 ițe; șabac; încheiat cu mașina | Capetele ștergarului au băteala din borangic și decorul organizat pe trei registre. În registrul median, mai amplu, apar motive fitomorfe (strugure și viță de vie), iar în celelalte, mai înguste, motive florale stilizate. Marcarea registrelor decorative se realizează prin grupuri de vărguțe albe. Extremitățile sunt tivite cu mașina. Cromatica: alb. | Muzeul de Artă Populară, Constanța | Cimec    |
|      | Ștergar                                                                        | Datare: 1/2 sec XX Descoperit: jud. CONSTANȚA, com. OSTROV Material: bumbac; borangic; țesut în 2 ițe; șabac; încheiat cu acul | Capetele ștergarului se remarcă prin băteala din borangic și decorul structurat pe trei registre, delimitate prin grupuri de vărguțe țesute cu bumbac alb. Registrul median mai amplu prezintă motive fitomorfe (pomul vieții în varianta vasului cu flori), iar celelalte două, motive fitomorfe (vița de vie) și florale stilizate. Motivele sunt alese în tehnica șabac. Capetele sunt tivite cu acul. Cromatică: crem, alb. | Muzeul de Artă Populară, Constanța | Cimec    |
|      | Ștergar Autor: Maria, Ion                                                      | Datare: 1/2 sec XX Descoperit: jud. CONSTANȚA, com. OLTINA Material: bumbac; borangic; dantelă croșetată; țesut în 2 ițe; șabac; încheiat cu mașina; croșetat | Capetele ștergarului cu băteala din borangic se caracterizează printr-un decor floral și fitomorf dispus pe trei registre, alternate cu grupuri de vărguțe. Registrul median, mai amplu, prezintă motive florale, iar celelalte, câte trei motive fitomorfe. Extremitățile sunt ornamentate cu dantele croșetate și ciucuri. Cromatică: alb, crem. | Muzeul de Artă Populară, Constanța | Cimec    |
|      | Ștergar Autor: Andronic Maria (n. 1912)                                        | Datare: 1/2 sec XX Descoperit: jud. CONSTANȚA, com. OLTINA Material: bumbac; borangic; dantelă industrială; țesut în 2 ițe; șabac; încheiat cu mașina | Capetele ștergarului cu băteala din borangic se caracterizează printr-un decor floral și fitomorf dispus pe trei registre, marcate prin vărguțe. În registrul median, mai amplu, apar doi crini dispuși pe un lujer sinuos iar în celelalte, câte trei trandafiri. La extremități sunt aplicate dantele industriale. Cromatică: crem, alb. | Muzeul de Artă Populară, Constanța | Cimec    |
|      | Ștergar Autor: Deacu, Ioana (n. 1904)                                          | Datare: 1/2 sec XX Descoperit: jud. CONSTANȚA, com. OLTINA Material: bumbac; borangic; fir metalic; lânică; dantelă croșetată; țesut în 2 ițe; șabac; încheiat cu acul | Capetele ștergarului prezintă băteală din borangic și decor avimorf și geometric, ordonat pe trei registre. În cel median, mai amplu, apar doi cocoși afrontați, iar în celelalte, motive geometrice. Registrele sunt alternate cu grupuri de vărguțe. La extremități sunt aplicate dantele croșetate din lânică (ciclamen). Cromatica: crem, alb, argintiu (firul metalic), ciclamen. | Muzeul de Artă Populară, Constanța | Cimec    |
|      | Ștergar Autor: Deacu, Ioana (n. 1904)                                          | Datare: 1/2 sec XX Descoperit: jud. CONSTANȚA, com. OLTINA Material: bumbac; borangic; lânică; dantelă industrială; țesut în 2 ițe; șabac; ales peste fire; tivit cu găurele | Capetele ștergarului cu băteala din borangic prezintă un decor fitomorf structurat pe trei registre, alternate cu benzi cu motive geometrice și grupuri de vărguțe. În registrul median, mai amplu, apare motivul pomului vieții în varianta vasului cu flori, iar în celelalte două registre, motive fitomorfe geometrizate (frunze). Marginile tivite cu găurele sunt ornamentate cu dantelă inustrială. Cromatica: crem, alb, brun, albastru. | Muzeul de Artă Populară, Constanța | Cimec    |
|      | Ștergar Autor: Deacu, Ioana (n. 1904)                                          | Datare: 1/2 sec XX Descoperit: jud. CONSTANȚA, com. OLTINA Material: bumbac; borangic; dantelă croșetată; țesut în 2 ițe; șabac; ales peste fire; tivit cu găurele; croșetat | Capetele ștergarului cu băteala din borangic prezintă un decor floral, ordonat pe trei registre încadrate de grupuri de vărguțe și benzi cu motive geometrice alese în șabac. În registrul median motivele florale (trandafiri) sunt dispuse în friză, iar în celelalte, câte două, într-o abordare naturalistă. Extremitățile (tivite cu găurele) sunt ornamentate cu dantele croșetate (cu motivul fluturelui). Cromatica: crem, alb, maro. | Muzeul de Artă Populară, Constanța | Cimec    |
|      | Ștergar                                                                        | Datare: 1/2 sec XX Descoperit: jud. CONSTANȚA, com. OLTINA Material: bumbac; borangic; dantelă industrială; țesut în 2 ițe; șabac; ales peste fire; încheiat cu mașina | Capetele ștergarului cu băteala din borangic sunt ornamentate cu motive avimorfe dispuse pe trei registre, alternate cu grupuri de vărguțe. În registrul median, mai amplu, apare un păun ca motiv dominant, asociat cu alte două motive avimorfe și un motiv floral. În celelalte registre sunt ordonate în friză motive avimorfe. La extremități sunt aplicate dantele de proveniență industrială. Cromatica: alb, crem. | Muzeul de Artă Populară, Constanța | Cimec    |
|      | Ștergar Autor: Marinescu, Floarea                                              | Datare: 1/2 sec XX Descoperit: jud. CONSTANȚA, com. OLTINA Material: bumbac; borangic; dantelă industrială; țesut în 2 ițe; șabac; încheiat cu mașina | Capetele ștergarului cu băteala din borangic prezintă un decor fitomorf și floral repartizat pe trei registre, alternate cu grupuri de vărguțe și benzi cu motive geometrice. În registrul median, mai amplu ca întindere sunt dispuse simetric două motive fitomorfe, iar în celelalte, sunt ordonate în friză motive florale stilizate. La extremități sunt aplicate dantele industriale. Cromatica: crem, alb. | Muzeul de Artă Populară, Constanța | Cimec    |
|      | Ștergar Autor: Ionașcu, Rada                                                   | Datare: 1/2 sec XX Descoperit: jud. CONSTANȚA, com. OLTINA Material: bumbac; borangic; dantelă croșetată; țesut în 2 ițe; șabac; tivit; croșetat | Ștergarul prezintă la capetele cu băteală din borangic un decor fitomorf și floral, ordonat pe trei registre alternate u benzi cu motive geometrice ajurate și grupuri de vărguțe. În registrul median, mai amplu, apare un motiv fitomorf („coroniță”), în care este încadrată inițiala „r”, iar în celelalte, mai înguste, motivele florale geometrice sunt dispuse în friză. Extremitățile tivite manual sunt ornamentate cu dantele croșetate. Cromatică: alb, roșu. | Muzeul de Artă Populară, Constanța | Cimec    |
|      | Ștergar Autor: Ionașcu, Rada                                                   | Datare: 1/2 sec XX Descoperit: jud. CONSTANȚA, com. OLTINA Material: bumbac; borangic; dantelă croșetată; țesut în 2 ițe; șabac; tivit cu găurele; croșetat | Capetele ștergarului cu băteala din borangic prezintă un decor avimorf și geometric, ordonat pe trei registre alternate cu benzi cu motive geometrice și grupuri de vărguțe. În registrul median, mai amplu, apar motive avimorfe afrontate (doi porumbei dispuși pe ramuri înflorite). În registrele mai înguste motivele geometrice (romburi) sunt dispuse în friză. Capetele tivite cu găurele sunt ornamentate cu dantele croșetate. Cromatică: alb, crem. | Muzeul de Artă Populară, Constanța | Cimec    |
|      | Dușec Autor: Cazan Rada (n. 1880)                                              | Datare: 1/4 sec XX Descoperit: jud. CONSTANȚA, com. ALIMAN, VLAHII Material: lână; țesut în 4 ițe; ales peste fire; încheiat cu acul | Toată suprafața este ornamentată cu benzi late verzi, roșii și ciclamen, ce alternează cu vărgi înguste în tonuri de negru, verde, roșu și galben. Pe vărgile cu fond negru sunt alese motive geometrice mărunte verzi, violet, ciclamen, galben, roșu. | Muzeul de Artă Populară, Constanța | Cimec    |
|      | Dușec Autor: Mihaiu, Gherghina (n. 1908)                                       | Datare: 1/4 sec XX Descoperit: jud. CONSTANȚA, BĂNEASA Material: lână; țesut în 4 ițe; ales peste fire; încheiat cu acul | Piesa este alcătuită din trei foi de țesătură de lână, decorate cu vărgi de lățimi diferite. Cromatica: roșu, verde, negru și galben. | Muzeul de Artă Populară, Constanța | Cimec    |
|      | Față de iorgan Autor: Țăranu, Maria                                            | Datare: 1/4 sec XX Descoperit: jud. CONSTANȚA, BĂNEASA Material: bumbac; lână; țesut în 2 ițe; ales peste fire; încheiat cu acul | Piesa este țesută din lână, având un aspect cadrilat. În interiorul fiecărui carou a fost realizat câte un motiv geometric numit „miez de nucă”, ales peste fire cu lână vișinie, albastră, mov, galbenă și bumbac alb. | Muzeul de Artă Populară, Constanța | Cimec    |
|      | Dușec                                                                          | Datare: 1/2 sec XX Descoperit: jud. TULCEA, com. CEAMURLIA DE JOS, LUNCA Material: bumbac; lână; țesut în 4 ițe; încheiat cu acul | Pe toată suprafața piesei, pe fond negru, apar grupuri de vărgi de lățimi diferite, în tonuri de roșu, galben, kaki, bleumarin. | Muzeul de Artă Populară, Constanța | Cimec    |
|      | Scoarță                                                                        | Datare: 1/4 sec XX Descoperit: jud. TULCEA, SATU NOU Material: bumbac; lână; țesut în 2 ițe; ales printre fire | Pe fondul negru al piesei apar șase motive florale geometrizate, numite popular „floarea păretarului”, având în centru romburi concentrice. Pe laturile lungi sunt realizate motive geometrice (pătrate), avănd aspectul unei linii zig-zag-ate. Cromatică: verde, roșu, orange, grena, alb, albastru. | Muzeul de Artă Populară, Constanța | Cimec    |
|      | Ștergar                                                                        | Datare: 1/4 sec XX Descoperit: jud. BACĂU, RĂCĂCIUNI Material: bumbac; țesut în 2 ițe; franjuri înnodați; ajur | La capetele ștergarului apare câte un registru cu ornamente fitomorfe (ciorchini de struguri și frunze de viță-de-vie), încadrat de benzi cu motive ajurate. Extremitățile prezintă franjuri înnodați. | Muzeul de Artă Populară, Constanța | Cimec    |
|      | Lepedeu                                                                        | Datare: 1/2 sec XX Descoperit: jud. CONSTANȚA, CONSTANȚA Material: bumbac; panglică; năvădit; țesut în 4 ițe; ales cu speteaza; încheiat cu acul | Cearceaful se compune din trei foi de țesătură, cu textură geometrică reliefată, îmbinate prin două benzi cu motive ornamentale florale. La unul din capete apar trei registre decorative cu motive rombiforme, alese cu bumbac roșu. Pe margine este aplicată o panglică cu broderie roșie. Cromatică: alb, roșu. | Muzeul de Artă Populară, Constanța | Cimec    |
|      | Față de masă                                                                   | Datare: 1/2 sec XX Descoperit: jud. CONSTANȚA, CONSTANȚA Material: bumbac; dantelă croșetată; năvădit; țesut în 4 ițe; ales cu speteaza; încheiat cu acul; croșetat | Piesa se compune din două foi de țesătură, caracterizate printr-o textură reliefată, asamblate prin dantelă croșetată din bumbac alb. Decorul, de factură geometrică, este dispus la capete pe două registre, asociate cu șiruri de ornamente punctiforme. Dantela croșetată pe marginile decorate. Cromatică: alb, roșu. | Muzeul de Artă Populară, Constanța | Cimec    |
|      | Păretar                                                                        | Datare: 2/4 sec XX Descoperit: jud. CONSTANȚA, CONSTANȚA Material: cânepă; lână; țesut în 2 ițe; ales cu tăieturi | Păretarul prezintă un chenar cu fond verde și ornamente rombiforme mărunte, policrome. Câmpul central cu fond roșu este decorat cu romburi de dimensiuni diferite, cele mari având în centru motive florale stilizate. În câmpul central mai apar motive geometrice mărunte, cruci, linii frânte. Cromatică: roșu, verde, alb, galben, oranj, frez, vișiniu, bleu. | Muzeul de Artă Populară, Constanța | Cimec    |
|      | Scoarță Autor: Mihaiu, Gherghina (n. 1908)                                     | Datare: 1/4 sec XX Descoperit: jud. CONSTANȚA, com. OLTINA Material: lână; țesut în 4 ițe; ales peste fire; ales cu tăieturi; karamani; tivit | Scoarța este alcătuită din trei foi de țesătură; este decorată cu registre cu motive geometrice alese în tehnica karamani cu lână roșie, verde, orange, bleumarin, ciclamen și albă, alternând cu vărgi de lățimi variate, țesute cu lână roșie, bleumarin, albă, verde, neagră - vărgi simple sau ornamentate cu alesături „cu bobu” albe. | Muzeul de Artă Populară, Constanța | Cimec    |
|      | Ștergar                                                                        | Datare: 1/4 sec XX Descoperit: jud. TULCEA, com. CEAMURLIA DE JOS, LUNCA Material: bumbac; borangic; dantelă croșetată; țesut în 2 ițe; ales peste fire; ajur; încheiat cu acul | Capetele din borangic sunt ornamentate cu trei registre decorative, cel median prezentând motive avimorfe, iar celelalte două, mai înguste, având motive florale. Registrele sunt intercalate de benzi cu ornamente ajurate, marcate prin vărguțe. La extremități prezintă dantelă croșetată. Cromatică: alb, crem, negru, bleu, orange, vernil. | Muzeul de Artă Populară, Constanța | Cimec    |
|      | Scoarță                                                                        | Datare: 1/4 sec XX Descoperit: jud. TULCEA, com. CEAMURLIA DE JOS, LUNCA Material: bumbac; lână; țesut în 2 ițe; ales peste fire; încheiat cu acul | Toată suprafața piesei este ornamentată cu o rețea de romburi concentrice alese cu lână roșie, orange, albă, violet, albastră, pe fond negru. La capete apare câte un registru cu motive florale în aceleași tonuri, încadrate de vărgi înguste roșii și orange. | Muzeul de Artă Populară, Constanța | Cimec    |
|      | Foaie de scoarță                                                               | Datare: 1/4 sec XX Descoperit: jud. CONSTANȚA, com. PANTELIMON Material: bumbac; lână; ales cu tăieturi; karamani | Piesa este țesută din lână pe urzeală de bumbac, în tehnica karamani. Pe toată suprafața se desfășoară motive geometrice, romburi cu marginile zimțate, țesute cu lână roșie, albastră, galbenă, albă, verde (în trei nuanțe) și mov. | Muzeul de Artă Populară, Constanța | Cimec    |
|      | Ștergar                                                                        | Datare: 1/4 sec XX Descoperit: jud. CONSTANȚA, CONSTANȚA Material: bumbac; dantelă croșetată; țesut în 2 ițe; ajur; tivit cu găurele; croșetat | Ștergarul prezintă la capete câte un registru cu ornamente florale stilizate, încadrat de benzi cu motive geometrice și grupuri de vărguțe. Dantele croșetate, aplicate la capete. Cromatică: crem, bej, alb. | Muzeul de Artă Populară, Constanța | Cimec    |
|      | Ștergar                                                                        | Datare: 1/4 sec XX Descoperit: jud. CONSTANȚA, com. MIRCEA VODĂ Material: bumbac; borangic; țesut în 2 ițe; ajur; ales printre fire; încheiat cu mașina | Capetele țesute cu borangic sunt ornamentate cu trei registre decorative: cel median prezentând motive florale dispuse în friză, iar celelalte, motive geometrice. Registrele sunt delimitate prin grupuri de vărguțe. Mijlocul este țesut doar cu bumbac. | Muzeul de Artă Populară, Constanța | Cimec    |
|      | Cearșaf                                                                        | Datare: 1/4 sec XX Descoperit: jud. CONSTANȚA, SEIMENI Material: lână; bumbac; bumbac mercerizat; dantelă croșetată; țesut în 2 ițe; năvădit; brodat în cruci; încheiat cu mașina; croșetat; cusut                                                                                    | Cearceaful se compune din două foi, țesute în „fagure”, cu lână crem și bumbac alb. Piesa este ornamentată prin învărgare (cu grupuri de câte șase vărguțe). Pe una dintre foi, apar două motive brodate în cruci cu bumbac mercerizat alb și bleu. Una dintre liziere este ornamentată cu dantelă croșetată. Cromatică: crem, alb, bleu. | Muzeul de Artă Populară, Constanța | Cimec    |
|      | Față de masă Autor: Țăranu, Paraschiva                                         | Datare: 1/2 sec XX Descoperit: jud. CONSTANȚA, com. OLTINA Material: bumbac; borangic; dantelă croșetată; țesut în 2 ițe; ales printre fire; ajur; încheiat cu mașina; croșetat | Piesa se compune din două foi de țesătură cu urzeala din bumbac și băteală din borangic. Este ornamentată cu șase registre cu motive geometrice spiralate, alternând cu benzi cu ornamente ajurate și grupuri de vărguțe. Marginile sunt decorate cu dantele croșetate. Cromatică: crem, alb. | Muzeul de Artă Populară, Constanța | Cimec    |
|      | Ștergar                                                                        | Datare: 1/4 sec XX Descoperit: jud. CONSTANȚA, com. TOPALU Material: bumbac; borangic; dantelă croșetată; țesut în 2 ițe; ajur; tivit cu găurele; croșetat | Ștergarul se caracterizează printr-un decor ajurat, dispus la capete pe două registre. În registrul îngust apar ordonate în friză motive geometrice (în forma literei „s”), iar în celălalt registru, motive fitomorfe (frunze de viță). Registrele sunt încadrate de grupuri de vărguțe. La capete prezintă dantelă croșetată. Cromatică: crem, alb. | Muzeul de Artă Populară, Constanța | Cimec    |
|      | Scoarță                                                                        | Datare: 1/4 sec XX Descoperit: jud. CONSTANȚA, NĂVODARI Material: lână; bumbac; țesut în 2 ițe; înnodat | Piesa este țesută scorțește, având urzeala din bumbac și băteala din lână. Pe toată suprafața, pe fond negru, se desfășoară motive geometrice (romburi concentrice, romburi cu laturile crenelate, cruci), țesute cu lână policromă: albă, roșie, verde, galbenă, ciclamen, maro, verde, mov, albastră, violet, bleu. Pe margini prezintă un chenar compus din motive geometrice în formă de „x”, țesute în aceeași gamă cromatică, tot pe fond negru. La capete au fost aplicați ciucuri din bumbac gri. | Muzeul de Artă Populară, Constanța | Cimec    |
|      | Cearșaf                                                                        | Datare: 1/2 sec XX Descoperit: jud. CONSTANȚA, com. ALIMAN, DUNĂRENI Material: bumbac; borangic; țesut în 2 ițe; încheiat cu mașina | Piesa se compune din două foi de țesătură, ornamentată prin învărgare, cu bumbac albastru. Grupajele de vărguțe apar dispuse la intervale egale. Cromatică: crem, albastru. | Muzeul de Artă Populară, Constanța | Cimec    |
|      | Cearșaf                                                                        | Datare: 1/2 sec XX Descoperit: jud. CONSTANȚA, CONSTANȚA Material: bumbac; borangic; dantelă croșetată; țesut în 2 ițe; brodat peste fire; încheiat cu acul; croșetat | Piesa se compune din două foi, ornamentate cu vărguțe dispuse în rețea, îmbinate cu acul. Pe una dintre laturi apare un decor fitomorf (ciorchini de struguri și frunze de viță-de-vie), brodat cu bumbac roșu și alb. Dantelă croșetată și ciucuri pe marginea lungă. Cromatică: crem, alb, roșu, bej. | Muzeul de Artă Populară, Constanța | Cimec    |
|      | Ștergar                                                                        | Datare: 1/4 sec XX Descoperit: jud. CONSTANȚA, CONSTANȚA Material: bumbac; borangic; franjuri; țesut în 2 ițe; ales peste fire; încheiat cu acul; croșetat | Ștergarul ornamentat prin învărgare prezintă la capete două registre decorative cu motive florale și avimorfe, dispuse în friză și alese în bicromia roșu-negru. La capete apar franjuri din bumbac roșu. | Muzeul de Artă Populară, Constanța | Cimec    |
|      | Ștergar                                                                        | Datare: 1/4 sec XX Descoperit: jud. CONSTANȚA, CONSTANȚA Material: bumbac; borangic; bumbac mercerizat; dantelă înnodată cu franjuri; țesut în 2 ițe; ales peste fire; ajur; tivit cu mașina                                                                                          | Capetele ștergarului prezintă câte două registre cu motive fitomorfe (frunze de viță-de-vie și ciorchini de struguri) și trei benzi înguste ajurate. Marginile sunt ornamentate cu dantelă înnodată și franjuri din bumbac bej. | Muzeul de Artă Populară, Constanța | Cimec    |
|      | Ștergar                                                                        | Datare: 1/4 sec XX Descoperit: jud. CONSTANȚA, CONSTANȚA Material: bumbac; borangic; dantelă înnodată cu franjuri; țesut în 2 ițe; ales peste fire; ajur; încheiat cu mașina | Ștergarul este învărgat pe toată suprafața cu bumbac alb. La capete prezintă trei registre decorative: două cu motive fitomorfe (ciorchini de struguri și frunze de viță-de-vie) și unul cu motive florale. Registrele alternează cu benzi ajurate. La extremități apar dantele înnodate cu franjuri bej. Cromatică: bej, alb, roșu, negru, crem. | Muzeul de Artă Populară, Constanța | Cimec    |
|      | Cearșaf                                                                        | Datare: 1/2 sec XX Descoperit: jud. CONSTANȚA, CONSTANȚA Material: bumbac; lână; franjuri înnodați; țesut în 2 ițe; încheiat cu mașina | Piesa se particularizează printr-o urzeală din bumbac alb și o băteală din lână orange. Cele două foi ale acesteia sunt îmbinate cu mașina și ornamentate prin învărgare, grupajele de vărguțe fiind egal spațiate. Pe o latură prezintă franjuri înnodați și ciucuri. Cromatică: orange, alb. | Muzeul de Artă Populară, Constanța | Cimec    |
|      | Foaie de scoarță                                                               | Datare: 1/4 sec XX Descoperit: jud. DOLJ, CRAIOVA Material: lână; țesut în 4 ițe; ales cu găurele | Foaia de scoarță țesută din lână prezintă o succesiune de benzi cu lățimi variabile încadrate de grupuri de vărgi înguste. Unele benzi sunt ornamentate cu motive vegetale, ramuri cu frunze și muguri, sau cu motive puternic abstractizate, posibile reprezentări ale păsării în zbor. Cromatica: roșu, albastru, olive, galben, alb, brun. | Muzeul de Artă Populară, Constanța | Cimec    |
|      | Foaie de scoarță                                                               | Datare: 1/4 sec XX Descoperit: jud. DOLJ, CRAIOVA Material: lână; țesut în 4 ițe; ales cu găurele | Foaia de scoarță țesută din lână prezintă o succesiune de benzi cu lățimi variabile încadrate de grupuri de vărgi înguste. Unele benzi sunt ornamentate cu motive vegetale, ramuri cu frunze și muguri, sau cu motive puternic abstractizate, posibile reprezentări ale păsării în zbor. Cromatica: roșu, albastru, verde, olive, galben, alb, brun. | Muzeul de Artă Populară, Constanța | Cimec    |
|      | Scoarță                                                                        | Datare: 1/4 sec XX Material: lână; țesut în 4 ițe; ales cu tăieturi | Scoarță moldovenească din categoria celor cu câmp central „în roate” sau „obloane”, reprezentând o suită de romburi concentrice cu contur în trepte. Chenarul prezintă motive geometrice: pătrate (care înscriu motive cruciforme) și benzi crenelate. Cromatica: negru, roșu, albastru, verde, alb, cărămiziu, violet. | Muzeul de Artă Populară, Constanța | Cimec    |
|      | Scoarță                                                                        | Datare: 1/4 sec XX Material: lână; țesut în 4 ițe; ales cu tăieturi | Scoarța moldovenească se încadrează în categoria celor cu câmp central și chenar. Câmpul central cu fond negru este decorat cu motive geometrice (romburi concentrice cu laturi în trepte sau zimțate). Chenarul cu fond vișiniu prezintă motive florale și geometrice. Cromatica: negru, vișiniu, brun, gri, verde, galben, roșu, mov și albastru. | Muzeul de Artă Populară, Constanța | Cimec    |
|      | Ștergar                                                                        | Datare: 1/4 sec XX Descoperit: jud. CONSTANȚA, CONSTANȚA Material: bumbac; borangic; dantelă industrială; țesut în 2 ițe; ales printre fire; ajur; încheiat cu acul | Ștergarul se caracterizează printr-un decor ajurat dispus la capete pe trei registre. În cel median, mai amplu ca întindere, apar două motive florale, iar în celelalte câte trei motive florale. Mijlocul este țesut numai cu bumbac. Extremitățile sunt ornamentate cu dantele înguste. Cromatică: crem, alb. | Muzeul de Artă Populară, Constanța | Cimec    |
|      | Față de masă                                                                   | Datare: 1/2 sec XX Descoperit: jud. CONSTANȚA, CONSTANȚA Material: bumbac; borangic; dantelă industrială; țesut în 2 ițe; ales cu mâna; încheiat cu mașina | Fața de masă de formă dreptunghiulară este alcătuită din două foi asamblate printr-o dantelă industrială. Dispus într-un chenar, decorul se compune din motive florale încadrate în medalioane cu 8 sau 16 colțuri. Motivele sunt alese cu bumbac orange. Pe toată suprafața prezintă o rețea de vărguțe alese cu bumbac alb. | Muzeul de Artă Populară, Constanța | Cimec    |
|      | Cergă                                                                          | Datare: 1/4 sec XX Material: lână; țesut în 2 ițe; vâltorit | Cerga țesută din lână groasă și dată la vâltoare prezintă pe margini un chenar în care sunt dispuse motive rombiforme concentrice realizate în combinații de negru, vișiniu și frez. În câmpul central cu fond alb sunt repartizate pe două șiruri câte cinci motive florale cruciforme, în aceeași formulă cromatică. | Muzeul de Artă Populară, Constanța | Cimec    |
|      | Țol                                                                            | Datare: 1/4 sec XX Material: cânepă; lână; țesut în 2 ițe | Compoziția decorativă se bazează pe motive rombiforme. Câmpul central este dominat de șase romburi cu laturile crenelate (motive denumite zonal „greble”), în interiorul cărora este înscris câte un romb cu cârlige. Pe laturile lungi apar borduri compuse din jumătăți de romburi dințate. Cromatica: fond roșu, decor negru, verde-muștar, alb, orange, roz. | Muzeul de Artă Populară, Constanța | Cimec    |
|      | Căldare                                                                        | Datare: primul sfert al secolului al XIX- lea Descoperit: jud. Constanța, MEDGIDIA Dimensiuni: Î = 12 cm Material: aramă; cositor; ciocănit; lipit; gravat; cositorit; nituit | Confecționată din aramă, ulterior cositorită, piesa are forma tronconică, fundul ușor bombat și buza ușor răsfrântă; prevăzută cu o toartă cu urechi de prindere fixate prin nituire. Decorul bogat, compus din motive geometrice, este amplasat pe pereții vasului, pe buză, la toartă și la urechile de prindere. | Muzeul de Artă Populară, Constanța | Cimec    |
|      | Căldare                                                                        | Datare: primul sfert al secolului al XIX- lea Descoperit: jud. Constanța, MEDGIDIA Dimensiuni: Î = 20 cm Material: aramă; cositor; ciocănit la cald și la rece; lipit; gravat | Căldarea din aramă, cositorită, formă tronconică, pereții curbați, buza răsfrântă, toarta din aramă, fixată prin nituire (lipire); ornamentație: registru cu motive geometrice plasat în treimea superioară; inscripție gravată, amplasată sub buza vasului: „E.T. ARNĂUT”. | Muzeul de Artă Populară, Constanța | Cimec    |
|      | Căldare                                                                        | Datare: al doilea sfert al secolului al XX- lea Descoperit: jud. Constanța, MEDGIDIA Dimensiuni: Î = 18 cm Material: aramă; cositor; ciocănit; incizat; ștanțat; nituit; cositorit | Vasul este confecționat din aramă prin ciocănire și este acoperit cu un strat de cositor. Buza este răsfrântă iar sub aceasta apar patru cercuri în relief. Pe toartă prezintă linii oblice și întretăiate. Pe toartă sunt ștanțați anii „1933” și „1935” și o monogramă indescifrabilă. | Muzeul de Artă Populară, Constanța | Cimec    |
|      | Tavă                                                                           | Datare: primul sfert al sec. al XIX-lea Descoperit: jud. Constanța, COBADIN Dimensiuni: Î = 6,5 cm Material: aramă; cositor; ciocănit; cositorit | Tava este realizată din foaie de aramă, prin ciocănire. Este acoperită cu un strat de cositor. | Muzeul de Artă Populară, Constanța | Cimec    |
|      | Căldare                                                                        | Datare: prima jumătate a secolului al XX- lea Descoperit: jud. Constanța, OLTINA Dimensiuni: Î = 10 cm Material: cupru; cositor; ciocănit; cositorit; nituit | Căldarea are o formă tronconică. Mânerul este arcuit, trecut prin toarte și fixat cu nituri. | Muzeul de Artă Populară, Constanța | Cimec    |
|      | Tâpsie                                                                         | Datare: ultimul sfert al secolului al XIX- lea Descoperit: jud. Constanța, CONSTANȚA Dimensiuni: î: 4 cm Material: aramă; cositor; ciocănit; gravat; cositorit | Farfuria realizată din foaie de aramă prin ciocănire este decorată pe margini cu motive vegetale gravate. În câmpul central sunt trasate șase cercuri concentrice. Farfuria este cositorită. | Muzeul de Artă Populară, Constanța | Cimec    |
|      | Căldare                                                                        | Datare: ultimul sfert al secolului al XIX- lea Descoperit: jud. Constanța, CONSTANȚA Dimensiuni: Î = 13,5 cm Material: aramă; cositor; ciocănit; cositorit; fixat prin nituri | Căldarea cu formă tronconică este modelată prin ciocănire, din foaie de aramă. Prezintă toartă cu extremități arcuite, fixată prin două inele nituite. În partea superioară piesa este ornamentată cu motive geometrice (cercuri). Căldarea are pereții cositoriți. | Muzeul de Artă Populară, Constanța | Cimec    |
|      | Farfurie                                                                       | Datare: ultimul sfert al secolului al XIX- lea Descoperit: jud. Constanța, CONSTANȚA Dimensiuni: î: 4 cm Material: aramă; cositor; ciocănit; cositorit | Farfuria cositorită se caracterizează printr-o margine răsfrântă, decorată cu incizii mărunte. | Muzeul de Artă Populară, Constanța | Cimec    |
|      | Cratiță                                                                        | Datare: prima jumătate a secolului al XX- lea Descoperit: jud. Constanța, CONSTANȚA Dimensiuni: î:vas: 14 cm; î:capac: 7,2 cm Material: aramă; cositor; ciocănit; cositorit | Vasul din aramă cositorită și formă cilindrică are buza lățită și ușor profilată pentru o mai bună fixare a capacului. Capacul are o formă tronconică. | Muzeul de Artă Populară, Constanța | Cimec    |
|      | Cratiță                                                                        | Datare: prima jumătate a secolului al XX- lea Descoperit: jud. Constanța, CONSTANȚA Dimensiuni: î:vas: 13 cm; î: capac: 6,8 cm Material: aramă; cositor; ciocănit; cositorit | Vasul cilindric din aramă cositorită prezintă o buză lățită și ușor profilată pentru o bună fixare a capacului. Capacul are o formă tronconică. | Muzeul de Artă Populară, Constanța | Cimec    |
|      | Bakâr tabak                                                                    | Datare: primul sfert al secolului al XIX- lea Descoperit: jud. Constanța, HÂRȘOVA Material: aramă, cositor, turnat, decupat, cositorit | Farfuria din aramă cositorită se caracterizează printr-o margine cu decupaje geometrice. | Muzeul de Artă Populară, Constanța | Cimec    |
|      | Tabak                                                                          | Datare: primul sfert al secolului al XX- lea Descoperit: jud. Constanța, HÂRȘOVA Material: metal, cositor, turnat, decupat, ștanțat, cositorit | Farfuria din metal, realizată prin turnare, este integral cositorită și prezintă pe margine decupaje geometrice și o marcă de atelier musulman. | Muzeul de Artă Populară, Constanța | Cimec    |
|      | Lingură                                                                        | Datare: primul sfert al sec. al XIX-lea Descoperit: jud. Constanța, MIHAIL KOGĂLNICEANU Material: lemn; cioplit; șlefuit; incizat | Lingura prezintă elemente decorative numai pe coadă: central - semnul crucii, restul suprafeței este incizat cu motive geometrice. | Muzeul de Artă Populară, Constanța | Cimec    |
|      | Cărlibană                                                                      | Datare: al treilea sfert al secolului al XIX-lea Descoperit: jud. Constanța, CONSTANȚA Material: lemn; cioplit; șlefuit; incizat | Bâta cu secțiune rotundă este șlefuită și nedecorată; mânerul îmbinat este în formă de cap de șarpe și este decorat prin incizare, cu motive geometrice („dinte de lup”) și florale (floare cu 4 petale). | Muzeul de Artă Populară, Constanța | Cimec    |
|      | Caval                                                                          | Datare: primul sfert al sec. al XIX-lea Descoperit: jud. Constanța, CONSTANȚA Material: lemn; strunjit; perforat; înfiletat; incizat; pirogravat | Instrumentul muzical aerofon comportă 3 componente asamblate prin înfiletare. La îmbinarea componentelor apar motive liniare incizate, iar orificiul pentru suflat este decorat cu motive geometrice pirogravate. Componenta mediană prezintă 11 orificii. | Muzeul de Artă Populară, Constanța | Cimec    |
|      | Cărlibană                                                                      | Datare: primul sfert al secolului al XIX-lea Descoperit: jud. Constanța, Ilfov Material: lemn; tăiat; cioplit; găurit; asamblat | Părții cilindrice a bâtei păstorești îi este asociat un mâner arcuit, a cărui formă este inspirată din cea a șarpelui. | Muzeul de Artă Populară, Constanța | Cimec    |
|      | Cândilă                                                                        | Datare: primul sfert al secolului al XIX-lea Descoperit: jud. Constanța, com. COGEALAC, RÂMNICU DE JOS Dimensiuni: Î: 37,5 cm Material: metal; turnat; lipit | Candela este turnată din metal galben, iar decorația exterioară imită tehnica filigranului. În exterior, candela este împărțită în trei câmpuri ornamentale, în centrul fiecăruia apărând imaginea lui Iisus Christos răstignit, încadrat de un romb și asociat cu motive geometrice. În partea din față sunt fixate trei cruciulițe metalice. Candela este prevăzută cu 3 lanțuri de susținere. | Muzeul de Artă Populară, Constanța | Cimec    |
|      | Tipar di piscure                                                               | Datare: primul sfert al secolului al XIX-lea Descoperit: jud. Constanța, com. COGEALAC, RÂMNICU DE JOS Material: lemn; cioplit; șlefuit; crestat; incizat | Tiparul din lemn are formă ovală cu capetele ascuțite și este decorat prin incizare cu motive geometrice - cercuri, romburi, triunghiuri - reprezentând vechi motive solare („funia”, „torsade”). | Muzeul de Artă Populară, Constanța | Cimec    |
|      | Tămâierniță                                                                    | Datare: primul sfert al secolului al XX-lea Descoperit: jud. Constanța, CONSTANȚA Dimensiuni: Î: 20 cm Material: alamă; fier; turnat; incizat; asamblat | Piesa este alcătuiră dintr-o cupă pentru arderea tămâiei, cu picior înalt și talpă circulară lată și un capac detașabil tronconic, cu orificii de evacuare a fumului, cu șarnieră din fier și ornament în formă de cruce, dispus în partea superioară. În partea inferioară a capacului apare un registru decorativ îngust cu motive florale incizate. | Muzeul de Artă Populară, Constanța | Cimec    |
|      | Simnător                                                                       | Datare: primul sfert al secolului al XIX-lea Descoperit: jud. Constanța, CONSTANȚA Material: lemn; cioplit; incizat | Baza cu formă ovală a pistornicului este ornamentată prin incizare cu un motiv avimorf (vulturul bicefal) și unul cruciform. | Muzeul de Artă Populară, Constanța | Cimec    |
|      | Cordon de mărgele                                                              | Datare: primul sfert al secolului al XX-lea Descoperit: jud. Constanța, CONSTANȚA Material: suport textil; mărgele; brodat cu mărgele; cusut; pânză industrială | Decorul este reprezentat de motive florale brodate cu mărgele policrome (verde, albastru, roșu, galben, negru) pe fond din mărgele albe. Laturile sunt mărginite cu trei șiruri din mărgele în tonuri de galben, negru, albastru. | Muzeul de Artă Populară, Constanța | Cimec    |
|      | Fustani di cumași                                                              | Datare: al treilea sfert al sec al XIX-lea Descoperit: jud. Constanța, CONSTANȚA Material: pânză industrială; diftină; găitan din lână și fir metalic; panglică din catifea; nasturi; croit; încheiat cu mașina; matlasat; aplicații                                                  | Rochie confecționată din material textil industrial, învărgat, dublată cu diftină și pânză în carouri. Integral matlasată. Deschisă în față și cu poale ample, croite din 9 clini. Linia de decupaj a piepților este marcată prin găitane din lână și fir metalic. Poalele brațelor apar subliniate prin găitane. Cromatică: roșu, negru, auriu, alb, albastru. | Muzeul de Artă Populară, Constanța | Cimec    |
|      | Fustane                                                                        | Datare: al treilea sfert al sec al XIX-lea Descoperit: jud. Constanța, CONSTANȚA Material: lână; pânză industrială; găitan; panglică din fir metalic; nasturi; țesut în 2 ițe; croit; matlasat; aplicații; încheiat cu acul                                                           | Rochie confecționată din țesătură de lână roșie învărgată, matlasată și dublată cu pânză industrială. Linia de decupaj a piepților este marcată prin găitane din lână și fir asociate cu panglică din fir. Răscroielile din dreptul brațelor, buzunarele și poalele sunt subliniate prin găitane. Cromatică: roșu, bleumarin, galben, negru, vișiniu, albastru. | Muzeul de Artă Populară, Constanța | Cimec    |
|      | Ciorapi                                                                        | Datare: al treilea sfert al sec al XIX-lea Descoperit: jud. Constanța, CONSTANȚA Material: lână; găitan; fir metalic; împletit | Ciorapii de femeie sunt împletiți din lână și fir metalic auriu, fiind ornamentați pe toată suprafață cu motive geometrice - triunghiuri, romburi, linii oblice și zig-zagate sau în forma literelor s și x. Cromatică: roșu, negru, alb, albastru, ciclamen, bleumarin, verde, galben, brun și auriu. | Muzeul de Artă Populară, Constanța | Cimec    |
|      | Curea bărbătească                                                              | Datare: primul sfert al sec. XX Descoperit: jud. Constanța, CONSTANȚA Material: piele; metal; turnat; împletit | Pe suportul din piele al curelei este aplicată o rețea metalică. Piesa comportă patru orificii metalice pentru închidere și un element metalic de acroșare. | Muzeul de Artă Populară, Constanța | Cimec    |
|      | Basma                                                                          | Datare: al treilea sfert al sec. al XX-lea Descoperit: jud. Constanța, CONSTANȚA Material: cașmir; galon; mărgele; paiete; franjuri; aplicații | Basmaua din cașmir se caracterizează printr-un decor floral policrom imprimat, dispus pe margini (sub formă de chenar) și pe colțuri. Marginile basmalei sunt ornamentate cu pasmanterii, mărgele, paiete, franjuri din fir metalic sau lână. Cromatică: verde, argintiu, albastru, auriu, ciclamen. | Muzeul de Artă Populară, Constanța | Cimec    |
|      | Fustă bărbătească                                                              | Datare: al treilea sfert al sec. al XX-lea Descoperit: jud. Constanța, COBADIN Dimensiuni: l talie: 75 cm Material: lână; găitan; copci metalice; țesut în patru ițe; dat la piuă; croit; încheiat cu acul; cusut                                                                     | Fustanela bărbătească este confecționată din țesătură de lână albă (lucrată în patru ițe și dată la piuă), prezintă 20 de clini trapezoidali și este parțial încrețită și prevăzută cu buzunare laterale și copci metalice. Pe margini și pe linia buzunarelor apar aplicații din găitan de lână albă. | Muzeul de Artă Populară, Constanța | Cimec    |
|      | Catrință                                                                       | Datare: al treilea sfert al sec. al XX-lea Descoperit: jud. Constanța, CONSTANȚA Material: catifea; pânză industrială; fir metalic spiralat; dantelă din fir metalic; croit; încrețit; aplicații; încheiat cu acul                                                                    | Șorț din catifea maron, dublat cu pânză industrială înflorată. Pe poale și la colțuri apar motive florale dispuse pe un traseu meandric. Pasmenterie - aplicată pe marginile șorțului. Partea superioară încrețită este susținută pe o bantă din catifea bleumarin. Marginile - brodate cu rejansă neagră. Cromatică: maron, auriu, bleumarin, negru, roșu, alb. | Muzeul de Artă Populară, Constanța | Cimec    |
|      | Fustani di catifé                                                              | Datare: al treilea sfert al sec. al XX-lea Descoperit: jud. Constanța, CONSTANȚA Material: catifea; pânză industrială; panglică; găitane; nasturi; croit; plisat; încheiat cu mașina; aplicații                                                                                       | Rochie croită din catifea verde, parțial plisată, dublată cu pânză industrială cadrilată. Linia de decupaj a piepților și poalele rochiei sunt marcate prin pasmanterie. Cromatică: verde, negru, alg, galben, auriu, argintiu. | Muzeul de Artă Populară, Constanța | Cimec    |
|      | Vestă femeiască                                                                | Datare: al treilea sfert al sec al XIX-lea Descoperit: jud. Constanța, CONSTANȚA Material: catifea; pânză industrială; găitan; galon; nasturi; croit; încheiat cu acul; aplicații | Haina cu mâneci lungi este croită din catifea bleumarin. Prezintă o căptușală din pânză industrială cadrilată. Liniile de decupaj ale piepților, marginile inferioare și extremitățile mânecilor sunt marcate prin găitane și galoane din fir auriu. Cromatică: bleumarin, negru, auriu. | Muzeul de Artă Populară, Constanța | Cimec    |
|      | Ciorapi                                                                        | Datare: primul sfert al secolului al XX- lea Descoperit: jud. Constanța, MANGALIA Material: lână; împletit | Jumătatea superioară a ciorapilor este împletită din lână albă, prezintă un registru îngust din lână vișinie cu motive geometrice mărunte albe și bleumarin. Călcâiul ciorapului prezintă motive geometrice realizate cu lână vișinie și bleumarin. Partea din față este ornamentată cu motive geometrice organizate pe două registre vișinii, încadrând un altul, bleumarin, cu motive florale albe. | Muzeul de Artă Populară, Constanța | Cimec    |
|      | Vestă femeiască                                                                | Datare: al treilea sfert al sec al XIX-lea Descoperit: jud. Constanța, CONSTANȚA Material: stofă; fir metalic; găitan; bumbac; pânză industrială; croit; încheiat cu mașina; broderie aplicată                                                                                        | Vesta femeiască cu mâneci este croită din stofă neagră și dublată cu pânză industrială, imprimată în tonuri de albastru, verde, maron și galben. În jurul răscroielii de la nivelul gâtului, pe margini, în partea inferioară a piepților și la baza mânecilor apar broderii aplicate, realizate cu fir metalic auriu și bumbac roșu și albastru. | Muzeul de Artă Populară, Constanța | Cimec    |
|      | Vestă bărbătească                                                              | Datare: al treilea sfert al sec al XIX-lea Descoperit: jud. Constanța, CONSTANȚA Material: dimie; găitan din lână; fir metalic; nasturi din găitan; țesut în 4 ițe; încheiat cu acul; aplicații                                                                                       | Vestă bărbătească coită din dimie vișinie, are liniile croiului, ale buzunarelor (dispuse în câmpurile superioare ale piepților) și ale butonierelor marcate prin găitane din lână neagră, parțial asociate cu cele din fir metalic. Zonele alăturate decupajelor de la gât prezintă aplicații de găitane, de ambele tipuri. Nasturii sunt realizați din găitan negru. | Muzeul de Artă Populară, Constanța | Cimec    |
|      | Bârnu                                                                          | Datare: al treilea sfert al sec al XIX-lea Descoperit: jud. Constanța, CONSTANȚA Material: aramă; suport textil; turnat; traforat; asamblat | Cureaua metalică prezintă 28 de plăcuțe rectangulare, fixate pe un suport textil și 2 paftale rotunjite la capete. Uneia dintre paftale i se alătură o rozetă cu un buton central, ornamentat cu o piatră roșie și 8 bumbi. Plăcuțele prezintă un decor vegetal subliniat prin traforuri. Același tip de decor reapare și pe paftale, asociat unei perechi de rozete mici, reliefate. | Muzeul de Artă Populară, Constanța | Cimec    |
|      | Fustani di catifé                                                              | Datare: primul sfert al secolului al XX-lea Descoperit: jud. Constanța, CONSTANȚA Material: catifea; pânză industrială; găitan; galon; panglică; nasturi; croit; matlasat; încheiat cu acul; aplicații                                                                                | Rochie din catifea vișinie, matlasată și dublată cu pânză industrială roșie și albastră. Este ornamentată în jurul gâtului, pe piepți și la poale cu găitane negre și galoane aurii. Marginile, decupajele de la nivelul brațelor și buzunarele sunt marcate prin găitane negre. Cromatică: vișiniu, negru, auriu, roșu, bleu. | Muzeul de Artă Populară, Constanța | Cimec    |
|      | Ismacu                                                                         | Datare: prima jumătate a secolului al XX- lea Descoperit: jud. Constanța, CONSTANȚA Material: pânză industrială; dantelă croșetată; paiete; mărgele; încheiat cu mașina; croșetat | Tulpanul de formă triunghiulară este confecționat din pânză industrială albă. La nivelul frunții este ornamentat cu două șiruri de mărgele mărunte de culoare galbenă și maro. Pe margini prezintă dantelă croșetată și paiete argintii. | Muzeul de Artă Populară, Constanța | Cimec    |
|      | Ciorapi                                                                        | Datare: al treilea sfert al sec al XIX-lea Descoperit: jud. Constanța, CONSTANȚA Material: lână; fir metalic; șiret; împletit | Ciorapii femeiești tricotați se caracterizează printr-un decor geometric policrom, bazat pe succesiunea elementelor liniare zig-zagate, marcată prin fir metalic auriu. Tălpile sunt tricotate cu vărguțe policrome, delimitate prin fir auriu. Se leagă prin șnur răsucit din lână roșie și neagră. Cromatică: roșu, negru, albastru, oliv, ciclamen, alb, auriu. | Muzeul de Artă Populară, Constanța | Cimec    |
|      | Podoabă de căciulă                                                             | Datare: al treilea sfert al sec al XIX-lea Descoperit: jud. Constanța, CONSTANȚA Dimensiuni: D: 12,2 cm Material: metal; ciocănit; argintat | Podoabă metalică atașată căciulii femeiești, cu formă discoidală, modelată prin ciocănire. Prezintă un decor floral, dispus în câmpul central și pe o bordură de circa 2 cm lățime. | Muzeul de Artă Populară, Constanța | Cimec    |
|      | Cercel de tâmplă                                                               | Datare: al treilea sfert al sec al XIX-lea Descoperit: jud. Constanța, CONSTANȚA Material: metal; monede; turnat; asamblat | Cercelul de tâmplă este alcătuit dintr-o plăcuță metalică cu formă semicirculară și decor floral, asociată cu 10 lănțișoare având la bază 6 monede turcești. Pentru acroșare pe căciula femeiască se utilizează și un lanț metalic suplimentar. | Muzeul de Artă Populară, Constanța | Cimec    |
|      | Catrință                                                                       | Datare: al doilea sfert al sec. al XX-lea Descoperit: jud. Constanța, MEDGIDIA Material: lână; bumbac; fir metalic; mătase; feston; baiere împletite; țesut în patru ițe; ales peste fire; festonat; croșetat; încheiat cu acul; împletit                                             | Catrința țesută din lână brun este învărgată pe toată suprafața cu vărgi din fir metalic („hârsapi”) auriu și argintiu, mătase galbenă, bumbac alb și lână bleumarin. Pe fondul vărgilor mai late sunt alese motive geometrice (s-uri și linii în zig-zag) realizate cu lână verde, bleumarin, maro. Pe margini prezintă un feston din lână violet. | Muzeul de Artă Populară, Constanța | Cimec    |
|      | Catrință                                                                       | Datare: prima jumătate a secolului al XX- lea Descoperit: jud. Constanța, MEDGIDIA Material: lână; bumbac; bumbac mercerizat; catifea; dantelă croșetată; țesut în patru ițe; ales peste fire; încheiat cu mașina; croșetat                                                           | Catrința dintr-o singură foaie este ornamentată cu motive florale policrome, alese peste fire și dispuse în registre verticale cu fond maro, alternând cu benzi de culoare neagră și grupuri de vărguțe țesute cu albastru și galben. Pe margini și pe poale prezintă dantele croșetate (în tonuri de grena și galben), iar în partea superioară, baiere din catifea neagră. Cromatica: negru, maro, roșu, albastru, alb, verde, galben, grena. | Muzeul de Artă Populară, Constanța | Cimec    |
|      | Basma                                                                          | Datare: prima jumătate a secolului al XX- lea Descoperit: jud. Constanța, CONSTANȚA Material: cașmir; dantelă cu paiete; suitaș din fir metalic; mărgele; franjuri din lână; cusut | Basmaua, confecționată din cașmir vișiniu, prezintă un chenar cu ornamente florale în tonuri de ciclamen, roșu, verde, galben, albastru. Pe două dintre margini s-au aplicat dantele asociate cu paiete policrome, suitaș negru și din fir metalic auriu și mărgele argintii. Pe margini apar și franjuri înnodate, din lână vișinie. | Muzeul de Artă Populară, Constanța | Cimec    |
|      | Basma                                                                          | Datare: jumătatea secolului al XX- lea Descoperit: jud. Constanța, CONSTANȚA Material: cașmir; franjuri din lână; franjuri din fir metalic; paiete; cusut | Piesa este confecționată din cașmir vișiniu imprimat cu un chenar cu motive florale, utilizând o cromatică variată de ciclamen, roșu, verde, albastru și galben. Pe două dintre laturi au fost aplicați franjuri din fir metalic argintiu și paiete. De jur împrejur piesa prezintă franjuri înnodați vișinii. | Muzeul de Artă Populară, Constanța | Cimec    |
|      | Cordon de mărgele                                                              | Datare: primul sfert al secolului al XX- lea Descoperit: jud. Constanța, CONSTANȚA Material: suport textil; mărgele din sticlă; găitan; capse; cusut; înșirat | Cordonul de căciulă prezintă un suport textil pe care este realizată o broderie geometrică cu mărgele albe, roșii, albastre și negre, având ca motive dominante romburi. Pe margini este aplicat un găitan negru, asociat cu mărgele albastre și argintii. | Muzeul de Artă Populară, Constanța | Cimec    |
|      | Cordon de mărgele                                                              | Datare: primul sfert al secolului al XX- lea Descoperit: jud. Constanța, CONSTANȚA Material: suport textil; mărgele din sticlă; găitan; capse; cusut; înșirat | Cordonul de căciulă prezintă un suport textil pe care este realizată o broderie geometrică cu mărgele albe, albastre, roșii, verzi și negre. Compoziția geometrică are ca motiv dominant linia zigzagată. Pe margini este aplicat găitan negru asociat cu mărgele albastre și argintii. | Muzeul de Artă Populară, Constanța | Cimec    |
|      | Chiptar'u                                                                      | Datare: al treilea sfert al secolului al XIX-lea Descoperit: jud. Constanța, MEDGIDIA Material: bumbac; panglică; dantelă industrială; țesut în 2 ițe; brodat peste fire; încheiat cu mașina                                                                                          | Piesa este confecționată dintr-o bucată dreptunghiulară de pânză din bumbac, învărgată cu bumbac mai gros, încrețită pe una din laturi, unde este fixată o bentiță cu ajutorul căreia „chiptarul” se prindea în jurul gâtului. Bentița este decorată cu motive geometrice; pe piept sunt dispuse vertical trei panglici cu motive florale, încadrate de dantelă industrială. Cromatică: alb; roșu; albastru. | Muzeul de Artă Populară, Constanța | Cimec    |
|      | Podoabă de căciulă                                                             | Datare: ultimul sfert al secolului al XIX-lea Descoperit: jud. Constanța, MEDGIDIA Dimensiuni: D: 12 cm Material: monede; dimie; mătase; cusut | Pe un suport din dimie albă sunt aplicate cu acul monede de diverse dimensiuni. Centrul este marcat prin ciucuri realizați din mătase roșie și bej. | Muzeul de Artă Populară, Constanța | Cimec    |
|      | Cămașă femeiască                                                               | Datare: al treilea sfert al secolului al XIX-lea Descoperit: jud. Tulcea, STEJARU Material: material învărgat cu bumbac; încrețit; bumbac; dantelă croșetată; panglică; paiete; nasturi; țesut în 2 ițe; croit; tivit cu găurele; încheiat cu acul; croșetat                          | Materialul cămășii este învărgat cu fir de bumbac mai gros. Pe bentița din jurul gâtului și la poale este brodat un motiv geometric (zig-zaguri). Mânecile lungi sunt încrețite la bază și decorate cu nasturi colorați, panglică industrială cu motive florale, dantelă croșetată și paiete argintii; la poale - dantelă lată croșetată. | Muzeul de Artă Populară, Constanța | Cimec    |
|      | Catrință                                                                       | Datare: al treilea sfert al secolului al XIX-lea Descoperit: jud. Tulcea, STEJARU Material: țesut în două ițe cu urzeală ascunsă; lână; bumbac; șnur; țesut în 2 ițe; ales peste fire; încheiat cu acul; împletit                                                                     | Confecționată din două foi, încheiate pe orizontală; toată suprafața decorată cu vărgi de lățimi diferite și registre alese cu motive geometrice; pe trei laturi- franjuri din lână introduși cu croșeta; în talie - șnur împletit. Cromatică: vișiniu, negru, bleumarin, verde, frez. | Muzeul de Artă Populară, Constanța | Cimec    |
|      | Catrință Autor: Mișu, Elena                                                    | Datare: primul sfert al secolului al XX-lea Descoperit: jud. Tulcea, STEJARU Material: lână; bumbac; șnur; țesut în 2 ițe cu urzeala ascunsă; ales peste fire; încheiat cu acul; împletit                                                                                             | Confecționată din două foi încheiate pe orizontală; toată suprafața decorată cu vărgi alese cu motive geometrice („ochiuri”); pe trei laturi - franjuri din lână introduși cu croșeta; în talie - șnur împletit. Cromatică - vișiniu; verde; albastru; negru; caramiziu; frez. | Muzeul de Artă Populară, Constanța | Cimec    |
|      | Catrință                                                                       | Datare: al treilea sfert al secolului al XIX-lea Descoperit: jud. Tulcea, STEJARU Material: țesut în două ițe cu urzeală ascunsă; bumbac; lână; franjuri; șnur; țesut în 2 ițe; ales peste fire; încheiat cu acul; împletit                                                           | Piesă de formă dreptunghiulară, compusă din două foi de țesătură unite pe orizontală, este ornamentată pe întreaga suprafață cu vărgi de lățimi variate și cu motive geometrice și florale alese peste fire cu lână policromă. Pe margini și la poale - franjuri aplicați din lână policromă; în talie - un șnur împletit din lână. Cromatică : brun, bleumarin, vișiniu; maron; cărămiziu, ciclamen. | Muzeul de Artă Populară, Constanța | Cimec    |
|      | Ciorapi                                                                        | Datare: al treilea sfert al secolului al XIX-lea Descoperit: jud. Tulcea, BEIDAUD Material: lână; fir metalic; împletit | Ciorapii sunt împletiți (tubular) din lână și fir metalic auriu. Pe aproape toată suprafața apar motive geometrice (x-uri, cruci, zig-zaguri, linii), grupate pe registre orizontale, delimitate prin grupuri de vărgi din fir metalic. În partea superioară ciorapii au fost împletiți din lână albă, neornamentați; șnur pentru legat. Cromatica: alb, vișiniu, negru, auriu. | Muzeul de Artă Populară, Constanța | Cimec    |
|      | Podoabă de căciulă                                                             | Datare: primul sfert al secolului al XIX-lea Descoperit: jud. Tulcea, com. BAIA, CEAMURLIA DE SUS Dimensiuni: D: 10,8 cm Material: argint asimé; turnat; bătut; cizelat; perforat | Pe aproape toată suprafața piesei, se desfășoară un motiv floral, ale cărui 4 petale au marginile dantelate. În mijlocul acestui motiv apare un alt motiv floral, asociat cu motive geometrice. Pe margini au fost realizate motive fitomorfe stilizate, motive geometrice și perforații. | Muzeul de Artă Populară, Constanța | Cimec    |
|      | Lanț de briceag                                                                | Datare: primul sfert al secolului al XIX-lea Descoperit: jud. Tulcea, com. BAIA, CEAMURLIA DE SUS Material: lanțuri metalice; metal, turnat, lipit | Piesa este compusă din 4 plăcuțe turnate, de care sunt prinse cu ajutorul unor „urechi”, patru, cinci și două rânduri de lanțuri. Una dintre placuțe este ornamentată cu un motiv avimorf fantastic (vulturul bicefal). Celelalte trei plăcuțe sunt decorate cu motive geometrice. | Muzeul de Artă Populară, Constanța | Cimec    |
|      | Fustani di cumași                                                              | Datare: al treilea sfert al secolului al XIX-lea Descoperit: jud. Constanța, com. COGEALAC, RÂMNICU DE JOS Material: pânză industrială; găitane; catifea; panglică; nasturi; croit; cusut; matlasat; încheiat cu mașina; aplicații                                                    | Piesa este în întregime matlasată; fața învărgată cu roșu, negru și alb; poalele croite din nouă clini și decorate la bază cu găitane negre din lână, panglică din fir metalic auriu și catifea bleumarin; în partea superioară, de o parte și de alta a deschizăturii piepților prezintă aplicații de găitan, asociate cu panglică din fir metalic auriu; mânecile lipsesc. Cromatică : roșu, negru, auriu, bluemarin, alb, gri. | Muzeul de Artă Populară, Constanța | Cimec    |
|      | Vestă femeiască                                                                | Datare: al treilea sfert al secolului al XIX-lea Descoperit: jud. Constanța, com. COGEALAC, RÂMNICU DE JOS Material: lână; găitan; țesut în 4 ițe; bătut la piuă; croit; încheiat cu acul; aplicații                                                                                  | Vesta cu mâneci lungi, drepte și guler-tunică este confecționată din postav negru. Este decorată de o parte și de alta a deschizăturii pieptului, pe treimea inferioară a spatelui și la baza mânecilor cu aplicații de găitane din lână, din fir metalic și mătase, alcătuind suprafețe compacte. Cromatică: negru, vișiniu, mov, argintiu. | Muzeul de Artă Populară, Constanța | Cimec    |
|      | Ciorapi                                                                        | Datare: al treilea sfert al secolului al XIX-lea Descoperit: jud. Constanța, com. COGEALAC, RÂMNICU DE JOS Material: împletit cu „cârlige”; lână; fir metalic; șnur; împletit | Ciorapii sunt împletiți din lână policromă; prezintă un decor geometric dispus în registre orizontale, delimitate de ornamente liniare realizate cu fir metalic auriu; se fixează pe picior cu șnur împletit din lână. Cromatică: bleumarin; roșu; verde; galben; ocru; alb; mov; auriu. | Muzeul de Artă Populară, Constanța | Cimec    |
|      | Spargan                                                                        | Datare: al treilea sfert al secolului al XIX-lea Descoperit: jud. Constanța, MEDGIDIA Material: lână; țesut în două ițe; ales peste fire | Piesa este țesută în două ițe din lână albă și vișiniu. Decorul constă în alternanța unor grupaje de trei vărgi, alese peste fire cu lână vișinie, albă și neagră. | Muzeul de Artă Populară, Constanța | Cimec    |
|      | Ciorapi                                                                        | Datare: al treilea sfert al secolului al XIX-lea Descoperit: jud. Constanța, CONSTANȚA Material: lână; fir metalic; împletit | Ciorapii sunt împletiți din lână policromă și fir metalic; decorați pe toată suprafața cu motive geometrice dispuse în registre orizontale și vărgi de lățimi diferite. Cromatică: brun, alb, albastru, auriu, roșu, negru, verde. | Muzeul de Artă Populară, Constanța | Cimec    |
|      | Batistă de mire                                                                | Datare: al treilea sfert al secolului al XIX-lea Descoperit: jud. Constanța, CONSTANȚA Material: pânză industrială; fir metalic; suitaș; mărgele; paiete; încheiat cu mașina; brodat; cusut                                                                                           | Piesa este confecționată din pânză albă de proveniență industrială. La fiecare colț apare câte un motiv floral brodat cu fir metalic auriu. Acest motiv floral este completat de mărgele policrome (roșu, verde, albastru, galben, brun), de suitaș negru și auriu și de paiete. | Muzeul de Artă Populară, Constanța | Cimec    |
|      | Catrință                                                                       | Datare: al treilea sfert al secolului al XIX-lea Descoperit: jud. Constanța, CONSTANȚA Material: catifea; pânză; paiete; fir metalic; suitaș; mătase; șnur; croit; cusut; încheiat cu mașina                                                                                          | Croită din catifea verde închis, dublată cu pânză de bumbac țesută în casă; în talie încrețită sub o bentiță din mătase imprimată; decorată pe trei laturi cu câte trei benzi din fir metalic auriu, paiete policrome și suitaș roz. | Muzeul de Artă Populară, Constanța | Cimec    |
|      | Catrință                                                                       | Datare: primul sfert al secolului al XX-lea Descoperit: jud. Constanța, CONSTANȚA Material: bumbac; lână; fir metalic; dantelă industrială; dantelă croșetată; șnur; țesut scorțește; ales peste fire; încheiat cu acul                                                               | Catrința se compune din două foi îmbinate pe orizontală, decorate cu motive geometrice și florale, dispuse pe nouă registre verticale delimitate prin vărgi. Pe margini apare o dantelă croșetată (muștar), iar la poale o dantelă industrială (neagră). Șnur împletit din lână albă și neagră, pentru fixarea catrinței. Fond vânăt. Cromatica: roșu, verde, albastru, roz, maro, negru, argintiu. | Muzeul de Artă Populară, Constanța | Cimec    |
|      | Catrință                                                                       | Datare: al treilea sfert al secolului al XIX-lea Descoperit: jud. Constanța, MEDGIDIA Material: țesut în 2 ițe cu urzeală ascunsă; ales cu „bobu”; lână; bumbac; baiere împletite; țesut în 2 ițe; ales peste fire; încheiat cu acul; împletit                                        | Piesa este ornamentată cu șase registre dispuse vertical și compuse din vărgi asociate cu motive florale și geometrice; registrele sunt delimitate prin grupuri de vărgi țesute cu lână policromă. Cromatică: verde, negru, bleumarin, cărămiziu, vișiniu, roșu, maron. | Muzeul de Artă Populară, Constanța | Cimec    |
|      | Ciorapi                                                                        | Datare: al treilea sfert al secolului al XIX-lea Descoperit: jud. Constanța, CONSTANȚA Material: lână; fir metalic; împletit | Ciorapii sunt împletiți din lână policromă (roșu, negru, albastru, ciclamen, verde, vișiniu, bleumarin, alb, brun) și fir metalic auriu. Pe toată suprafața apar motive geometrice grupate în registre orizontale, delimitate prin grupuri de vărgi aurii. Se leagă cu un șnur din lână brun. | Muzeul de Artă Populară, Constanța | Cimec    |
|      | Cămașă femeiască                                                               | Datare: al treilea sfert al secolului al XIX-lea Descoperit: jud. Constanța, CONSTANȚA Material: bumbac; dantelă croșetată; țesut în 2 ițe; croșetat; încheiat cu mașina | Cămașa este confecționată din pânză albă, învărgată cu grupuri de vărgi negre de lățimi diferite. Pe piepți este adânc despicată, iar la baza mânecilor și pe poale prezintă dantelă croșetată din bumbac alb și maron deschis. Cromatică : alb, negru, maron deschis. | Muzeul de Artă Populară, Constanța | Cimec    |
|      | Vestă femeiască                                                                | Datare: al treilea sfert al secolului al XIX-lea Descoperit: jud. Constanța, MEDGIDIA Material: lână; găitan; blană; țesut în 4 ițe; bătut la piuă; croit; aplicații de găitane; încheiat cu acul                                                                                     | Decorul piesei a rezultat din aplicarea găitanelor, strâns cusute unele de altele, ce au format o suprafață compactă care acoperă în întregime piepții și cea mai mare parte a spatelui. De jur-împrejurul piesei a fost aplicată blană neagră. Cromatică: negru, vișiniu, auriu. | Muzeul de Artă Populară, Constanța | Cimec    |
|      | Pafta                                                                          | Datare: primul sfert al secolului al xix-lea Descoperit: jud. Constanța, CONSTANȚA Dimensiuni: D: 11,2 cm Material: argint asimé; metal; turnat; cizelat; lipit | Piesă de formă rotundă; turnată din argint asimé; pe toată suprafața motive florale; lateral - sisteme de prindere. | Muzeul de Artă Populară, Constanța | Cimec    |
|      | Catrință                                                                       | Datare: primul sfert al secolului al XX- lea Descoperit: jud. Constanța, MEDGIDIA Material: lână; dantelă croșetată; pasmanterie; șnur împletit; țesut în două ițe; croșetat; încheiat cu acul; încheiat cu mașina                                                                    | Catrința se compune din două foi îmbinate pe orizontală, decorate cu motive fitomorfe (brazi) alese cu brun, verde, roșu și încadrate de vergi țesute cu brun, roșu, bleumarin, galben. Pe trei dintre marginile piesei sunt aplicate panglici industriale cu fond alb și motive florale roșii și dantele croșetate cu lână verde. Șnur împletit din lână bleumarin și vișinie, pentru susținerea catrinței. | Muzeul de Artă Populară, Constanța | Cimec    |
|      | Bârnu                                                                          | Datare: primul sfert al secolului al XIX- lea Descoperit: jud. Constanța, CONSTANȚA Material: alamă; aramă; piele; turnat; lipit; cizelat | Piesa este alcătuită din 31 de plăcuțe dreptunghiulare, fixate pe o bucată de piele. Catarama are formă hexagonală și prezintă, asemeni plăcuțelor, un decor vegetal. | Muzeul de Artă Populară, Constanța | Cimec    |
|      | Vestă femeiască                                                                | Datare: al treilea sfert al secolului al XIX-lea Descoperit: jud. Constanța, CONSTANȚA Material: pânză; mătase imprimată; fireturi; nasturi; catifea; pânză; mătase; găitan; aplicații; încheiat cu acul și mașina                                                                    | Vestă cu mâneci lungi, confecționată din catifea bleumarin, dublată cu pânză din bumbac, învărgată cu albastru, verde și orange. Decorul, reprezentat de șiruri de găitane din lână, fir metalic, dantelă din fireturi, este plasat la răscroiala pieptului, la baza vestei și la baza mânecilor. La manșete este cusută o fâșie de mătase roșie imprimată cu dungi colorate (galbene, negre, bleu). Cromatică: bleumarin, negru, auriu. | Muzeul de Artă Populară, Constanța | Cimec    |
|      | Căpitin’iu                                                                     | Datare: primul sfert al secolului al XX-lea Descoperit: jud. Constanța, MIHAIL KOGĂLNICEANU Material: lână; bumbac; țesut în două ițe; festonat; încheiat cu acul | Perna este țesută din lână pe urzeală de bumbac. Fața este decorată cu trei motive geometrice romboidale (romburi zimțate, concentrice), delimitate de patru registre alcătuite din motive geometrice unghiulare. Marginile prezintă un registru cu motive geometrice zimțate. Dosul pernei este învărgat policrom. Cromatică: negru, maro, vișiniu, verde, albastru, ciclamen. | Muzeul de Artă Populară, Constanța | Cimec    |
|      | Căpitin’iu                                                                     | Datare: prima jumătate a secolului al XX-lea Material: bumbac; lână; dantelă croșetată; țesut în două ițe; ales peste fire; festonat; încheiat cu acul; croșetat | Piesa este țesută din lână policromă pe urzeală de bumbac. Pe față prezintă vărgi de lățimi diferite, țesute cu lână brun, bleumarin, verde, vișiniu, albastru, albă. Unele dintre vărgi sunt alese cu motive florale geometrizate (ciclamen) și motive geometrice („s”-uri, linii) policrome. Dosul pernei este țesut învărgat. Pe margini prezintă dantelă croșetată din lână maro. | Muzeul de Artă Populară, Constanța | Cimec    |
|      | Căpitin’iu                                                                     | Datare: primul sfert al secolului al XX-lea Descoperit: jud. Constanța Material: lână; țesut în două ițe; ales peste fire; încheiat cu acul | Piesa țesută din lână se caracterizează printr-o formă rectangulară alungită. Fața prezintă un decor bazat pe alternanța vergilor policrome cu registre de ornamente geometrice (puncte, s-uri) și florale stilizate. Dosul pernei este ornamentat prin învărgare. La un capăt și pe laturile lungi apar franjuri policromi din lână. Cromatica: verde, vișiniu, bleumarin, roșu, albastru, alb, roz, cărămiziu, brun, galben. | Muzeul de Artă Populară, Constanța | Cimec    |
|      | Căpitin’iu                                                                     | Datare: prima jumătate a secolului al XX-lea Descoperit: jud. Constanța, CONSTANȚA Material: lână; bumbac; țesut în două ițe; ales peste fire; festonat; încheiat cu acul | Perna este țesută din lână policromă și este decorată prin învărgare. Pe față prezintă șapte registre cu fond bleumarin, brun, galben și vișiniu, cu alesături „cu bobul” galbene și alesături florale ciclamen, verde și maron. Dosul pernei este învărgat în tonuri închise. Marginile sunt festonate cu lână vișinie. | Muzeul de Artă Populară, Constanța | Cimec    |
|      | Căpitin’iu                                                                     | Datare: primul sfert al secolului al XX-lea Descoperit: jud. Constanța, com. COBADIN Material: lână, bumbac; țesut în două ițe; ales peste fire; festonat; încheiat cu acul | Perna este țesută din lână policromă, pe urzeală de bumbac. Întreaga suprafață este decorată prin învărgare. Fața pernei prezintă o alternanță de vărgi țesute simplu cu lână roșie, neagră, verde, bleumarin, cu vărgi alese cu motive geometrice negre, roșii și bleumarin. Dosul pernei este țesut învărgat cu vișiniu, bleumarin, cărămiziu, verde-kaki și negru, și alesături „cu bobul” negre. Marginiel sunt festonate cu lână vișinie. | Muzeul de Artă Populară, Constanța | Cimec    |
|      | Căpitin’iu                                                                     | Datare: primul sfert al secolului al XX-lea Descoperit: jud. Constanța, com. COBADIN Material: lână, bumbac; țesut în două ițe; ales peste fire; festonat; încheiat cu acul | Piesa este țesută din lână pe urzeală de bumbac. Fața pernei este decorată cu vărgi policrome și registre înguste cu motive geometrice (rombiforme) și alesături cu „,bobul”. Dosul pernei prezintă vărgi înguste țesute simplu și alesături cu „bobul”. Cromatica: roșu, negru, verde, galben, bleumarin, albastru, alb, maro. | Muzeul de Artă Populară, Constanța | Cimec    |
|      | Căpitin’iu                                                                     | Datare: prima jumătate a secolului al XX-lea Descoperit: jud. Tulcea, TULCEA Material: lână; bumbac; franjuri; țesut în două ițe; ales peste fire; festonat; încheiat cu acul | Piesa este țesută din lână policromă pe urzeală de bumbac. Pe față prezintă vărgi de lățimi diferite, alese cu motive geometrice (vișiniu, maro, verde, ciclamen), motive în formă de „s” (alese pe vărgi galbene), alesături cu „bobul” (alb, bleumarin, vișiniu, maro, negru). Dosul pernei este țesut cu vărgi simple, într-o cromatică închisă. Pe margini prezintă franjuri din lână policromă. | Muzeul de Artă Populară, Constanța | Cimec    |
|      | Căpitin’iu                                                                     | Datare: prima jumătate a secolului al XX-lea Descoperit: jud. Tulcea, STEJARU Material: lână; bumbac; franjuri; țesut în două ițe; ales peste fire; festonat; încheiat cu acul | Piesa este țesută din lână policromă, pe urzeală de bumbac. Fața pernei este decorată prin învărgare cu lână neagră, vișinie, verde, maro, mov, albastră și alesături cu „bobul” în aceeași cromatică. Dosul pernei este decorat cu vărgi și alesături cu „bobul” din lână neagră. Pe margini prezintă franjuri din lână policromă. | Muzeul de Artă Populară, Constanța | Cimec    |
|      | Stricâtoari                                                                    | Datare: al treilea sfert al secolului al XIX- lea Descoperit: jud. Constanța, com. COGEALAC, RÂMNICU DE JOS Material: lână; ciucuri; țesut în două ițe; încheiat cu acul | Toată suprafața piesei prezintă carouri albe și maro, asociate cu vărgi vișinii și albastre. Pe două laturi sunt aplicați ciucuri din lână albastră și vișinie. | Muzeul de Artă Populară, Constanța | Cimec    |
|      | Căpitin’iu                                                                     | Datare: primul sfert al secolului al XX-lea Descoperit: jud. Constanța, CONSTANȚA Material: lână; țesut în două ițe; încheiat cu acul; festonat | Piesa este țesută din lână neagră. Fața pernei este decorată cu trei romburi concentrice cu laturile în trepte, țesute cu lână albastră, roșie, verde, vișinie și ciclamen. La capete prezintă două registre cu motive geometrice policrome. Dosul pernei este țesut învărgat cu albastru, roșu, violet și verde. Marginile sunt festonate cu lână vișinie. | Muzeul de Artă Populară, Constanța | Cimec    |
|      | Căpitin’iu                                                                     | Datare: prima jumătate a secolului al XX-lea Descoperit: jud. Constanța, CONSTANȚA Material: lână; bumbac; dantelă croșetată; șnur; țesut în două ițe; ales peste fire; festonat; croșetat; încheiat cu acul                                                                          | Piesa este țesută din lână policromă pe urzeală de bumbac, fiind decorată prin învărgare. Fața pernei este țesută cu lână maro, având nouă registre cu motive florale și geometrice alese cu lână policromă pe fond maro și albastru, asociate cu vărgi înguste galbene. Dosul pernei este țesut învărgat cu brun, bleumarin, vișiniu, galben și prezintă registre înguste cu motive geometrice alese peste fire. Pe margini prezintă dantelă croșetată neagră. | Muzeul de Artă Populară, Constanța | Cimec    |
|      | Căpitin’iu                                                                     | Datare: primul sfert al secolului al XX-lea Descoperit: jud. Constanța, CONSTANȚA Material: lână; bumbac; țesut în două ițe; festonat; încheiat cu acul | Perna este țesută din lână policromă neagră, verde închis, roșie, albastră, roz, orange, maro, bleumarin și mov. Fața pernei este decorată geometric cu romburi concentrice, cu marginile zimțate. La capete prezintă un registru cu motive geometrice policrome. Dosul pernei este decorat prin învărgare. Marginile sunt festonate cu lână roșie. | Muzeul de Artă Populară, Constanța | Cimec    |
|      | Căpitin’iu                                                                     | Datare: primul sfert al secolului al XX-lea Descoperit: jud. Constanța, CONSTANȚA Material: lână; țesut în două ițe; festonat; încheiat cu acul | Perna este țesută din lână policromă. Fața pernei este decorată cu trei romburi concentrice țesute cu lână roșie, ciclamen, verde, albastră, vișinie și neagră. La capete apar două registre înguste cu motive geometrice triunghiulare, încadrate de vărgi. Dosul pernei este învărgat cu negru, vișiniu și verde. Laturile sunt festonate cu lână neagră. | Muzeul de Artă Populară, Constanța | Cimec    |
|      | Cergă                                                                          | Datare: al treilea sfert al secolului al XIX- lea Descoperit: jud. Constanța, CONSTANȚA Material: lână; țesut în două ițe; ales peste fire; bătut la piuă; încheiat cu acul; festonat                                                                                                 | Iambula se compune din trei foi țesute din lână, date la piuă și îmbinate cu acul. Compoziția decorativă se bazează pe alternanța benzilor, unele încadrate de vărguțe și ornamentate cu motive geometrice mărunte („ochi”), alese peste fire. Laturile lungi sunt festonate cu lână iar cele scurte prezintă franjuri din urzeală. Cromatica: brun-kaki, roșu, bleumarin, alb, orange. | Muzeul de Artă Populară, Constanța | Cimec    |
|      | Cergă                                                                          | Datare: al treilea sfert al secolului al XIX- lea Descoperit: jud. Constanța, CONSTANȚA Material: lână; țesut în două ițe; ales peste fire; bătut la piuă; încheiat cu acul; festonat                                                                                                 | Iambula cu formă dreptunghiulară se compune din trei foi țesute din lână, date la piuă și îmbinate cu acul. Compoziția decorativă a piesei se bazează pe alternanța benzilor, unele fiind suplimentar ornamentate cu motive geometrice mărunte („ochi”), alese peste fire. Marginile lungi sunt festonate manual (cu lână vișinie), iar cele scurte prezintă franjuri din urzeală, înnodate. Cromatica: verde-kaki, roșu, alb, bleumarin, galben. | Muzeul de Artă Populară, Constanța | Cimec    |
|      | Căpitin’iu                                                                     | Datare: primul sfert al secolului al XX-lea Descoperit: jud. Constanța, CONSTANȚA Material: lână; șnur împletit; țesut în două ițe; ales peste fire; tivit cu acul; împletit | Piesa este țesută din lână policromă. Fața pernei prezintă un decor geometric- linii in zig-zag- țesut cu vișiniu, ciclamen, bleumarin, galben, gri, orange, negru. La capete apar două registre înguste ornamentate cu motive rombiforme policrome pe fond albastru. Dosul pernei este țesut învărgat cu vișiniu, negru, albastru, orange, bleumarin și prezintă alesături mărunte „cu bobul”. | Muzeul de Artă Populară, Constanța | Cimec    |
|      | Misali                                                                         | Datare: prima jumătate a secolului al XX-lea Descoperit: jud. Constanța, CONSTANȚA Material: bumbac; dantelă croșetată; țesut în două ițe; ales peste fire; croșetat; încheiat cu mașina                                                                                              | Piesa se compune din două foi de țesătură de bumbac alb, decorată pe toată suprafața cu vărgi negre și bleumarin ce alternează cu alesături geometrice galbene, roșii și negre. Pe margini a fost aplicată o dantelă croșetată din bumbac galben. | Muzeul de Artă Populară, Constanța | Cimec    |
|      | Cergă                                                                          | Datare: al treilea sfert al secolului al XIX- lea Descoperit: jud. Constanța, CONSTANȚA Material: lână; țesut în ițe; ales peste fire; bătut la piuă; încheiat cu acul; feston | Iambula cu formă dreptunghiulară se compune din trei foi țesute din lână, bătute la piuă și îmbinate cu acul. Compoziția decorativă a acesteia se bazează pe principiul alternanței benzilor paralele, unele prezentând și ornamente mărunte („ochi”) alese peste fire. Pe laturile lungi este festonată iar pe cele scurte prezintă franjuri din urzeală înnodate. Cromatica: verde-olive, roșu, alb, albastru. | Muzeul de Artă Populară, Constanța | Cimec    |
|      | Iambulă                                                                        | Datare: prima jumătate a secolului al XX- lea Descoperit: jud. Constanța, CONSTANȚA Material: lână; țesut în două ițe; dat la piuă; miți introduși | Cerga se compune din trei foi de țesătură din lână maro, dată la piuă. Fața prezintă „miți” în trei nuanțe, roșu, albastru, negru, culorile fiind dispuse în tablă de șah. | Muzeul de Artă Populară, Constanța | Cimec    |
|      | Căpitin’iu                                                                     | Datare: primul sfert al secolului al XX-lea Descoperit: jud. Constanța, CONSTANȚA Material: bumbac; lână; țesut în două ițe; ales peste fire; feston; încheiat cu acul | Piesa de formă rectangulară alungită prezintă urzeală din bumbac și băteală din lână. Decorul feței se bazează pe principiul alternanței vergilor policrome cu registre ornamentate cu motive punctiforme sau florale stilizate. Dosul pernei este învărgat iar marginile sunt festonate cu lână. La capete și pe zonele centrale ale marginilor apar ciucuri policromi. Cromatica: negru, vișiniu, albastru, galben, maro, cărămiziu, ciclamen. | Muzeul de Artă Populară, Constanța | Cimec    |
|      | Căpitin’iu                                                                     | Datare: primul sfert al secolului al XX- lea Descoperit: jud. Constanța, CONSTANȚA Material: bumbac; lână; țesut în două ițe; ales peste fire; festonat; cusut | Piesa cu formă rectangulară alungită prezintă urzeală din bumbac și băteală din lână. Fața pernei se caracterizează printr-un decor bazat pe alternanța vergilor și a registrelor cu motive florale, fitomorfe și geometrice. Dosul este ornamentat prin învărgare iar marginile sunt festonate cu lână. Cromatica: roșu, bleumarin, vișiniu, alb, galben, negru, ciclamen, verde, brun, maro, cărămiziu. | Muzeul de Artă Populară, Constanța | Cimec    |
|      | Căpitin’iu                                                                     | Datare: primul sfert al secolului al XX-lea Descoperit: jud. Constanța, CONSTANȚA Material: lână; bumbac; franjuri; nasturi; țesut în două ițe; ales peste fire; cusut; festonat; croșetat                                                                                            | Piesa este țesută în două ițe având urzeala din bumbac alb și băteala din lână policromă. Fața este ornamentată prin învărgare și alternanța unor motive de factură geometrică, alese peste fire, iar dosul pernei este ornamentat doar prin învărgare. Marginile acesteia sunt îmbinate prin feston și prezintă franjuri policromi. Cromatica: roșu, albastru, bleumarin, alb, negru, verde, maro, galben, vișiniu. | Muzeul de Artă Populară, Constanța | Cimec    |
|      | Căpitin’iu                                                                     | Datare: primul sfert al secolului al XX-lea Descoperit: jud. Constanța, CONSTANȚA Material: lână; bumbac; pânză industrială; țesut în două ițe; ales peste fire; festonat | Perna este țesută din lână roșie și neagră, pe urzeală de bumbac. Atât fața cât și dosul pernei sunt decorate cu motive florale mărunte alese peste fire cu lână albă, albastră, galbenă și grupuri de vărgi policrome. Piesa este festonată pe trei laturi cu lână policromă. | Muzeul de Artă Populară, Constanța | Cimec    |
|      | Misali                                                                         | Datare: prima jumătate a secolului al XX- lea Descoperit: jud. Constanța, CONSTANȚA Material: bumbac; dantelă croșetată; țesut în două ițe; ales peste fire; încheiat cu acul; încheiat cu mașina; croșetat                                                                           | Piesa se compune din două foi de țesătură de bumbac de culoare galbenă și este învărgată pe toată suprafața cu bumbac roșu și negru. Vărgile de lățimi diferite sunt asociate cu alesături din bumbac gri și roșu. Pe margini prezintă dantelă croșetată din bumbac galben. | Muzeul de Artă Populară, Constanța | Cimec    |
|      | Misali                                                                         | Datare: prima jumătate a secolului al XX- lea Descoperit: jud. Constanța, CONSTANȚA Material: bumbac; dantelă croșetată; țesut în două ițe; ales peste fire; încheiat cu acul; croșetat                                                                                               | Piesa este compusă din două foi de țesătură unite printr-o dantelă croșetată albă. Decorul este repartizat pe toată suprafața și constă din grupaje de vărgi și alesături cu „bobul”- roșii și bleumarin, delimitate de vărgi galbene. Pe margini prezintă dantelă croșetată din bumbac bleumarin și alb. | Muzeul de Artă Populară, Constanța | Cimec    |
|      | Cergă                                                                          | Datare: prima jumătate a secolului al XX- lea Descoperit: jud. Constanța, CONSTANȚA Material: lână; franjuri înnodați; țesut în două ițe; ales peste fire; dat la piuă; încheiat cu acul; festonat                                                                                    | Piesa este compusă din patru foi țesute din lână, ulterior îngroșate la piuă. Toată suprafața prezintă grupuri de vărgi albe și bleumarin pe fond brun, asociate alternativ cu alesături „ochi” roșii și bleumarin. Două laturi sunt festonate și două laturi prezintă franjuri înnodați albi. | Muzeul de Artă Populară, Constanța | Cimec    |
|      | Cergă                                                                          | Datare: dispărută din uz și din zonă; existentă în muzee Descoperit: jud. Constanța, CONSTANȚA Material: lână; franjuri din urzeală; țesut în două ițe; încheiat cu acul; festonat | Piesa compusă din trei foi este țesută integral din lână brun și albă. Pe toată lungimea piesei se desfășoară trei motive geometrice (zig-zag) albe pe fond brun. La capete apar benzi de lățimi diferite. | Muzeul de Artă Populară, Constanța | Cimec    |
|      | Căpitin’iu                                                                     | Datare: primul sfert al secolului al XX-lea Descoperit: jud. Ilfov, București Material: lână; bumbac; țesut în patru ițe; ales cu speteaza; încheiat cu acul | Perna este țesută din lână pe urzeală de bumbac și este decorată prin învărgare. Fața pernei prezintă vărgi late țesute cu albastru, cărămiziu, vișiniu, verde, negru și registre cu alesături geometrice mărunte - albastre, roșii, negre. Dosul pernei este învărgat cu aceleași nuanțe și prezintă registre înguste cu alesături punctiforme. Pe margini prezintă din loc în loc ciucuri din lână bej, cărămizie și albastră. | Muzeul de Artă Populară, Constanța | Cimec    |
|      | Misali                                                                         | Datare: prima jumătate a secolului al XX- lea Descoperit: jud. Constanța, CONSTANȚA Material: lână; bumbac; țesut în două ițe; ales printre fire; ales cu tăieturi; franjuri | Fața de masă este alcătuită din două foi de țesătură de lână prezentând un câmp central cu fond roșu și două chenare cu fond negru și roșu. Motivele decorative - vegetale și zoomorfe - sunt alese în război cu negru, verde, orange, frez, roșu, albastru și alb. Pe margini piesa prezintă franjuri din lână roșie. | Muzeul de Artă Populară, Constanța | Cimec    |
|      | Cergă                                                                          | Datare: al treilea sfert al secolului al XIX- lea Descoperit: jud. Constanța, CONSTANȚA Material: lână; țesut în două ițe; încheiat cu acul; festonat | Cerga este țesută din lână și se compune din cinci foi înguste încheiate cu acul. Decorul constă în șiruri de romburi cu margini în trepte (pe trei dintre foi) și romburi simple (pe foile marginale), pe fond brun. Motivele sunt realizate cu lână policromă: roșu, vișiniu, verde, albastru, violet. | Muzeul de Artă Populară, Constanța | Cimec    |
|      | Misali                                                                         | Datare: al treilea sfert al secolului al XIX- lea Descoperit: jud. Constanța, CONSTANȚA Material: lână; ciucuri; țesut în două ițe; încheiat cu acul | Piesa se compune din două foi de țesătură din lână. Decorul cadrilat alternează cu vărgi egal distanțate, în tricromia alb, negru și vișiniu. La capete prezintă ciucuri din lână vișinie și bleumarin. | Muzeul de Artă Populară, Constanța | Cimec    |
|      | Curea femeiască                                                                | Datare: al treilea sfert al sec al XIX-lea Descoperit: jud. Constanța, MIHAIL KOGĂLNICEANU Material: piele; metal; sticlă; turnat; niello; tăiat | Piesa este confecționată dintr-o bucată îngustă de piele și este prevăzută cu o pafta din metal galben, ce este decorată cu motive fitomorfe și florale stilizate, realizate în tehnica niello sau turnate, motive ce sunt asociate cu aplicații de sticlă roșie și cu motive fantastice (dragon?). | Muzeul de Artă Populară, Constanța | Cimec    |
|      | Cüpară                                                                         | Datare: al treilea sfert al sec al XIX-lea Descoperit: jud. Constanța, MIHAIL KOGĂLNICEANU Material: aramă; turnat; perforat | Piesa este decorată cu un motiv antropomorf, asociat cu motive vegetale și geometrice (puncte, linii); pe margini prezintă perforații. | Muzeul de Artă Populară, Constanța | Cimec    |
|      | Vestă femeiască                                                                | Datare: al treilea sfert al sec al XIX-lea Descoperit: jud. Constanța, MIHAIL KOGĂLNICEANU Material: postav; găitan; fir metalic; țesut în 4 ițe; bătut la piuă; cusut; încheiat cu acul; brodat după desen                                                                           | Piesa se compune din nouă clini trapezoidali, fiecare clin fiind ornamentat cu câte un motiv fitomorf (chiparosul), brodat cu găitan din mătase policromă și fir metalic auriu. Pe margini, de jur-împrejur, apar motive florale stilizate, completate cu aplicații din găitan. Cromatică: negru, vișiniu, galben, violet, mov, albastru, verde. | Muzeul de Artă Populară, Constanța | Cimec    |
|      | Pafta                                                                          | Datare: al treilea sfert al sec al XIX-lea Descoperit: jud. Constanța, MIHAIL KOGĂLNICEANU Dimensiuni: D: 6,5 cm Material: alamă; turnat; niello; perforat; lipit | Piesă de formă circulară cu reprezentarea ecvestră a Sf. Mucenic Gheorghe (purtând veșmânt militar și înfruntând cu lancea balaurul), încadrată într-un medalion decorat cu motive geometrice, în tehnica niello. | Muzeul de Artă Populară, Constanța | Cimec    |
|      | Vestă femeiască                                                                | Datare: al treilea sfert al sec al XIX-lea Descoperit: jud. Constanța, MEDGIDIA Material: lână; găitan; fir metalic; țesut în 4 ițe; bătut la piuă; cusut; încheiat cu acul | Piesa este confecționată din lână neagră, țesută în 4 ițe și bătută la piuă. Piepții și manșetele prezintă un decor realizat din aplicații de găitane și fir metalic auriu. La bază - de jur-împrejur, găitane vișinii din lână. Cromatică: negru, vișiniu, auriu, bleu. | Muzeul de Artă Populară, Constanța | Cimec    |
|      | Lanț de briceag                                                                | Datare: primul sfert al secolului al XIX-lea Descoperit: jud. Constanța, MEDGIDIA Material: metal; turnat; lipit | Piesa se compune din patru paftale cu decor floral între care sunt prinse câte cinci lanțuri; sistemul de prindere - o pafta din metal turnat, având reprezentat un vultur bicefal; la celălalt capăt, de ultima pafta este legat un inel cu două lanțuri. | Muzeul de Artă Populară, Constanța | Cimec    |
|      | Vestă femeiască                                                                | Datare: al treilea sfert al sec al XIX-lea Descoperit: jud. Constanța, com. COBADIN Material: catifea; pânză industrială; găitan; fir metalic; suitaș; nasturi; croit; cusut; încheiat cu acul                                                                                        | Piesa este confecționată din catifea maron; în față, de o parte și de alta a deschizăturii și la baza mânecilor prezintă aplicații de găitan din lână și fir metalic auriu și de suitaș din fir metalic auriu; pe margini - găitan negru; găici din găitan negru; dosul dublat cu pânză industrială albastră. Cromatica: maron, negru, auriu, albastru. | Muzeul de Artă Populară, Constanța | Cimec    |
|      | Catrință                                                                       | Datare: primul sfert al sec al XX-lea Descoperit: jud. Constanța, com. COBADIN Material: lână; bumbac; franjuri din mătase; baiere din pânză; țesut scorțește; ales peste fire; încheiat cu acul                                                                                      | Piesa este confecționată din catifea maron; în față, de o parte și de alta a deschizăturii și la baza mânecilor prezintă aplicații de găitan din lână și fir metalic auriu și de suitaș din fir metalic auriu; pe margini - găitan negru; găici din găitan negru; dosul dublat cu pânză industrială albastră. Cromatica: maron, negru, auriu, albastru. | Muzeul de Artă Populară, Constanța | Cimec    |
|      | Fustani di catifé                                                              | Datare: al treilea sfert al secolului al XIX-lea Descoperit: jud. Constanța, com. COBADIN Material: catifea; pânză industrială; fir metalic; șnur; panglică din catifea; nasturi; croit; cusut; încheiat cu mașina; plisat                                                            | Rochia fără mâneci este confecționată din catifea vișinie, decupată adânc pe piept și încheiată cu nasturi; în spate, fusta este plisată la nivelul taliei; pe piept și la poale este decorată cu fir metalic auriu, șiret negru, panglică de catifea și stofă galbenă cu broderii florale realizate din fir metalic auriu. | Muzeul de Artă Populară, Constanța | Cimec    |
|      | Catrință                                                                       | Datare: al treilea sfert al secolului al XIX-lea Descoperit: jud. Constanța, com. COBADIN Material: catifea; fir metalic; paiete; pânză; panglică; croit; încheiat cu mașina | Croită din catifea albastră, dublată cu pânză industrială; decorul dispus pe trei laturi: benzi din fir metalic și paiete; pe margini - panglică și franjuri scurți. Piesa este încrețită în talie sub o bentiță din mătase; se leagă cu șnur împletit. Cromatică: albastru; auriu; vișiniu; verde, bleu. | Muzeul de Artă Populară, Constanța | Cimec    |
|      | Bârnu                                                                          | Datare: primul sfert al secolului al XIX- lea Descoperit: jud. Constanța, com. COBADIN Material: piele; aramă; alamă; pânză industrială; turnat: lipit; cusut | Piesa este alcătuită din 33 de plăcuțe metalice turnate, cu decorație geometrică, înșirate pe o bucată de piele, dublată cu pânză; cataramele turnate prezintă decor vegetal. | Muzeul de Artă Populară, Constanța | Cimec    |
|      | Papuțî                                                                         | Datare: al treilea sfert al secolului al XIX-lea Descoperit: jud. Constanța, com. COBADIN Material: catifea; piele; mătase; brodat | Pantofi din catifea neagră și piele, brodați cu motive florale realizate cu fir de mătase verde, maron, vișiniu, mov, orange. | Muzeul de Artă Populară, Constanța | Cimec    |
|      | Vestă femeiască Autor: Carataș, Maria                                          | Datare: al treilea sfert al sec al XIX-lea Descoperit: jud. Constanța, MEDGIDIA Material: lână; găitan; țesut în 4 ițe; bătut la piuă; încheiat cu acul; cusut | Vesta scurtă până în talie, deschisă în față, cu mâneci lungi, drepte, este decorată pe piepți, pe poale și la baza mânecilor cu aplicații de găitane vișinii, negre, albastre și aurii. Cromatică: negru, vișiniu, albastru, auriu. | Muzeul de Artă Populară, Constanța | Cimec    |
|      | Vestă femeiască Autor: Carataș, Maria                                          | Datare: al treilea sfert al sec al XIX-lea Descoperit: jud. Constanța, MEDGIDIA Material: lână; găitan; fir metalic; țesut în 4 ițe; croit; bătut la piuă; aplicații de găitane; încheiat cu acul                                                                                     | Vesta scurtă are decorul realizat prin aplicarea găitanelor: din alăturarea acestora strâns cusute unul de altul, s-a realizat o suprafață compactă, care acoperă în întregime piepții și cea mai mare parte a spatelui. Cromatică: negru, vișiniu, albastru, auriu. | Muzeul de Artă Populară, Constanța | Cimec    |
|      | Jartiere de mire                                                               | Datare: primul sfert al sec. al XX-lea Descoperit: jud. Constanța, com. ALBEȘTI, COTU VĂII Material: catifea; satin; carton; fir metalic; bumbac; ață; șnur; ciucuri; cusut; broderie plină pe suport din carton                                                                      | Jartierele de mire sunt confecționate din catifea violet. Prezintă dubluri din satin bleu. Decor lucrat cu fir metalic argintiu, în tehnica broderiei pline, pe suport din carton. Motivele florale stilizate (lalele) sunt alternate cu motive fitomorfe dispuse câte două. Chenare brodate în aceeași tehnică. Pe margini apar șnururi răsucite din bumbac violet și fir argintiu. Șnururile de prindere au la capete ciucuri din fir argintiu. | Muzeul de Artă Populară, Constanța | Cimec    |
|      | Punguță                                                                        | Datare: primul sfert al sec. al XX-lea Descoperit: jud. Constanța, com. ALBEȘTI, COTU VĂII Material: catifea; pânză industrială; fir metalic; carton; paiete; ciucuri; șnur; ață; broderie plină pe suport din carton; cusut                                                          | Punguța - confecționată din catifea violet. Întărituri din carton și dublură din pânză industrială neagră. Decor - brodat cu fir metalic argintiu pe suport din carton, structurat pe două registre. În câmpul inferior - motive fitomorfe alăturate unui motiv floral. În cel superior - două motive florale - asociate broderiilor. Pe margini - șnur bicrom și ciucuri din fir metalic argintiu. | Muzeul de Artă Populară, Constanța | Cimec    |
|      | Punguță                                                                        | Datare: al treilea sfert al secolului al XIX-lea Descoperit: jud. Constanța, com. Basarabi Material: atlaz; pânză industrială; fir metalic; mătase; carton; paiete; aplicații metalice; șnur; ciucuri; broderie plină pe suport din carton; cusut                                     | Punguța - confecționată din atlaz violet. Întărituri din carton. Dublură din pânză bleumarin. Decor - identic tratat pe ambele fețe, asociind motivele fitomorfe cu cele emblematice (steaua și semiluna). Broderia - executată cu fir auriu pe suport din carton. Aplicații metalice policromate, cu forme de rozete sau frunze de stejar și paiete. Pe o față apar șnururi cu patru ciucuri din fir metalic. | Muzeul de Artă Populară, Constanța | Cimec    |
|      | Punguță                                                                        | Datare: al treilea sfert al secolului al XIX-lea Descoperit: jud. Constanța, MANGALIA Material: atlaz; pânză industrială; fir metalic; dantelă lucrată cu acul; șnur; ciucuri; cusut; brodat în punct de lănțișor                                                                     | Punguța din atlaz vișiniu prezintă o dublură din pânză albă cu imprimeuri florale roșii și negre. Cele două fețe - brodate identic în punct de lănțișor, cu fir metalic auriu. Motivul dominant „pomul vieții”, apare încadrat de un chenar, cu ornamente fitomorfe. Pe margini - dantelă lucrată cu acul, din fir auriu. În partea superioară - șnur din bumbac vișiniu, având la capete ciucuri din fir. | Muzeul de Artă Populară, Constanța | Cimec    |
|      | Punguță                                                                        | Datare: al treilea sfert al secolului al XIX-lea Descoperit: jud. Constanța, TOPRAISAR Material: atlaz; fir metalic;mătase; ciucuri; mărgele din lemn; șnur; pânză industrială; carton; broderie plină pe suport din carton; cusut                                                    | Punguța, confecționată din patru bucăți de atlaz violet, prezintă o dublură din material textil vișiniu, învărgat cu violet. Pe ambele fețe este decorată cu motivul „pomul vieții”. Broderia este executată cu fir argintiu și mătase roșie (pe suport din carton). În partea inferioară apar cinci ciucuri. În partea superioară - șnur din fir argintiu având la extremități ciucuri. | Muzeul de Artă Populară, Constanța | Cimec    |
|      | Punguță                                                                        | Datare: primul sfert al secolului al XX-lea Descoperit: jud. Constanța, TOPRAISAR Material: pânză industrială; mătase; fir metalic; bumbac; brodat la mașină în punct de lănțișor | Brâul este confecționat din pânză industrială gri. Decorat integral cu broderii în punct de lănțișor, executate la mașină. Decor în medalioane, alternând motivele florale și fitomorfe cu cele emblematice - semiluna și steaua - și cu inscripții în limba arabă. Broderiile - executate cu fir metalic auriu și mătase policromă (cărămizie, verde de China, violet, orange, ocru). Pentru conturul medalioanelor și al chenarului s-a utilizat mătasea bleu și neagră. | Muzeul de Artă Populară, Constanța | Cimec    |
|      | Punguță                                                                        | Datare: primul sfert al secolului al XX-lea Descoperit: jud. Constanța, com. CUMPĂNA, STRAJA Material: satin; pânză industrială; fir metalic; paiete; dantelă înnodată; cusut; brodat în punct de lănțișor                                                                            | Punguța este confecționată din satin roz și are dublura din pânză industrială de aceeași culoare. Decorul floral, identic tratat pe ambele fețe, apare structurat pe două registre, încadrate de chenare cu ornamentică geometrică. Broderia este executată în punct de lănțișor, cu fir metalic argintiu. Motivelor le sunt asociate paiete argintii. Pe margini și la gura punguței - dantelă înnodată (din fir argintiu) și paiete. | Muzeul de Artă Populară, Constanța | Cimec    |
|      | Fes                                                                            | Datare: prima jumătate a secolului al XX-lea Descoperit: jud. Constanța, com. MIRCEA VODĂ, GHERGHINA Dimensiuni: Î: 14 cm Material: catifea; fir metalic; pânză industrială; carton; ață; brodat cu fir; încheiat cu acul                                                             | Fesul este confecționat din catifea vișinie. Dublură din pânză roșie cu imprimeuri florale mărunte. Decorat cu motive fitomorfe, brodate cu fir metalic argintiu pe suport din carton. Partea superioară, întărită cu un disc din carton, este ornamentată cu un motiv astral. Inscripție caligrafiată cu litere arabe - asociată decorului. La baza fesului - chenar cu broderii geometrice. | Muzeul de Artă Populară, Constanța | Cimec    |
|      | Oyalî yastîk                                                                   | Datare: prima jumătate a sec. al XX-lea Descoperit: jud. Constanța, com. Basarabi Material: bumbac; pânză industrială; dantelă industrială; ață; croșetat; încheiat cu acul și cu mașina                                                                                              | Față de pernă croșetată din bumbac alb prezintă în câmpul central două vase cu flori( trandafiri). Pe laturile lungi - chenar cu două șiruri de ornamente geometrice. Pe laturile înguste - chenare cu motive fitomorfe. Dosul - realizat din pânză industrială. Îmbinarea celor 2 părți - realizată numai pe laturile lungi, prin cusătura manuală. Pe laturile înguste - aplicate dantele industriale. | Muzeul de Artă Populară, Constanța | Cimec    |
|      | Giuzbez                                                                        | Datare: primul sfert al sec. al XX-lea Descoperit: jud. Constanța, com. Basarabi Material: bumbac; lână; fir metalic; țesut în 2 ițe; broderie cu dublă față lucrată pe gherghef; festonat; încheiat cu acul                                                                          | La extremități - câte un registru cu motive fitomorfe („vase cu flori”) dispuse simetric față de motivul „pomului vieții”. Câmpurile alăturate motivelor - brodate și cu fir metalic lamelar auriu. Borduri cu ornamente geometrice marchează capetele ștergarului. Mijlocul - decorat prin învărgare. Cromatică : roșu, verde (3 nuanțe), frez, vișiniu, albastru, violet, negru. | Muzeul de Artă Populară, Constanța | Cimec    |
|      | Giuzbez                                                                        | Datare: primul sfert al sec. al XX-lea Descoperit: jud. Constanța, com. Basarabi Material: bumbac; lână; fir metalic; țesut în 2 ițe; broderie cu dublă față lucrată pe gherghef; festonat; încheiat cu acul                                                                          | La capete - câte un registru cu motive fitomorfe (2 „vase cu flori”) dispuse simetric față de motivul „pomului vieții”. Câmpurile alăturate motivelor - ornamentate cu fir metalic lamelar auriu. Capetele - marcate prin borduri cu ornamente geometrice. Mijlocul - ornamentat prin învărgare. Cromatica: roșu, verde (2 nuanțe), frez, vișiniu, albastru, violet, negru. | Muzeul de Artă Populară, Constanța | Cimec    |
|      | Giuzbez                                                                        | Datare: primul sfert al sec. al XX-lea Descoperit: jud. Constanța, com. Basarabi Material: bumbac; mătase; lânică; fir metalic; țesut în 2 ițe; broderie cu dublă față lucrată pe gherghef; festonat                                                                                  | La extremitățile ștergarului - câte un registru cu motive fitomorfe (ciorchini de struguri și frunze de viță) dispuse simetric față de 3 motive fitomorfe stilizate (vase cu ciorchini). Acestora le sunt asociate motive avimorfe mărunte și broderii ornamentale realizate cu fir metalic lamelar auriu. Capetele - festonate și marcate prin borduri cu motive florale, dispuse pe un vrej meandric. Mijlocul - ornamentat prin învărgare. Cromatica: violet (2 nuanțe), verde (3 nuanțe), albastru, bleu, galben (2 nuanțe), negru.                                                                                           | Muzeul de Artă Populară, Constanța | Cimec    |
|      | Batistă de nuntă și punguță                                                    | Datare: prima jumătate a sec. al XX-lea Descoperit: jud. Constanța, com. Basarabi Material: pânză industrială; mătase; fir metalic; bumbac mercerizat; bumbac; ciucuri; ață; broderie cu dublă față lucrată pe gherghef; încheiat cu acul; croșetat                                   | Pe colțurile batistei - broderii florale, abordate în 2 varinate cromatice, lucrate cu fir metalic auriu, mătase roșie, violet, frez, albastru de cobalt, verde și bumbac mercerizat verde. Colțurile - marcate prin chenare cu motive geometrice, brodate cu mătase albastră - ceruleum. Batistei îi este asociată o punguță croșetată din bumbac roz și negru, având motivele florale și geometrice ordonate pe 4 registre. Punguța - ornamentată cu dantele și ciucuri croșetați în aceeași bicromie. | Muzeul de Artă Populară, Constanța | Cimec    |
|      | Oyalî yastîk                                                                   | Datare: prima jumătate a sec. al XX-lea Descoperit: jud. Constanța, CONSTANȚA Material: bumbac; pânză industrială; dantelă croșetată; ață; croșetat; încheiat cu acul și mașina | Fața de pernă cu formă relativ pătrată este croșetată din bumbac alb. Câmpul central este dominat de un buchet de flori, dispus într-un medalion. Chenar cu ornamentică vegetală geometrizată. Dosul - din pânză industrială albă, tivită la mașină. Pe margini - dantele croșetate, montate cu acul. | Muzeul de Artă Populară, Constanța | Cimec    |
|      | Șerbentî                                                                       | Datare: primul sfert al sec. al XX-lea Descoperit: jud. Constanța, CONSTANȚA Material: pânză industrială; mătase; bumbac mercerizat; fir metalic; paiete; broderie cu dublă față lucrată pe gherghef; festonat; cusut                                                                 | La capetele ștergarului apar câte 3 buchete florale, transpuse după același șablon și abordate în două variante cromatice, bazate pe asocierea firului metalic auriu cu mătasea, în tonuri de albastru, vișiniu, verde, violet, frez, orange, kaki. În cămpurile alăturate motivelor florale sunt brodate cu mătase neagră inscripții în caractere arabe. Marginile- marcate prin șiruri de ornamente geometrice, brodate alternativ cu mătase orange și violet. | Muzeul de Artă Populară, Constanța | Cimec    |
|      | Batistă de nuntă și punguță                                                    | Datare: primul sfert al sec. al XX-lea Descoperit: jud. Constanța, com. TOPRAISAR Material: pânză industrială; bumbac mercerizat; fir metalic; catifea; carton; broderie cu dublă față lucrată pe gherghef; încheiat cu mașina; broderie plină; croșetat                              | Batista prezintă pe colțuri motive florale, dispuse în buchete, brodate cu bumbac albastru și fir metalic argintiu. Pe corole apar inscripții cu caractere arabe. Colțurile- încadrate de inscripții brodate cu negru. Punguța aplicată batistei este confecționată din catifea bleumarin și violet, având căptușala din pânză roșie. Este ornamentată cu un motiv fitomorf, brodat cu fir argintiu, pe suport din carton. Marginile punguței- marcate prin chenar și dantelă croșetată din fir argintiu. | Muzeul de Artă Populară, Constanța | Cimec    |
|      | Șerbentî                                                                       | Datare: primul sfert al sec. al XX-lea Descoperit: jud. Constanța, com. TOPRAISAR Material: pânză industrială; fir metalic; bumbac; mătase; ață; broderie cu dublă față lucrată pe gherghef; festonat; cusut                                                                          | Registrele decorative de la capetele ștergarului prezintă câte 3 grupaje florale brodate alternativ în 2 variante cromatice, cu fir metalic argintiu, mătase orange, vernil, albastră, vișinie, neagră și bumbac mercerizat gri, roz, verde-oliv. Marginile festonate cu ață gri sunt marcate prin borduri cu ornamente geometrice, lucrate cu verde oliv. | Muzeul de Artă Populară, Constanța | Cimec    |
|      | Giuzbez                                                                        | Datare: primul sfert al sec. al XX-lea Descoperit: jud. Constanța, com. CIOCÂRLIA Material: bumbac; lânică; fir metalic; țesut în 2 ițe; broderie cu dublă față lucrată pe gherghef; festonat; încheiat cu acul; cusut                                                                | Registrele decorative de la capetele ștergarului prezintă câte 5 „vase cu flori” brodate, după principiul alternanței cromatice cu lânică în tonuri de roșu, verde, violet și negru. Câmpurile alăturate motivelor sunt ornamentate cu fir metalic lamelar auriu. La capete apar borduri cu motive florale mărunte, tratate cu roșu, verde și negru. | Muzeul de Artă Populară, Constanța | Cimec    |
|      | Giuzbez                                                                        | Datare: primul sfert al sec. al XX-lea Descoperit: jud. Constanța, com. CIOCÂRLIA Material: bumbac; lână; fir metalic; țesut în 2 ițe; broderie cu dublă față lucrată pe gherghef; încheiat cu acul                                                                                   | La capetele ștergarului apar câte 3 vase cu flori, brodate cu lână roșie, verde (în 2 nuanțe), violet, albastră, vișinie. Câmpurile alăturate motivelor sunt ornamentate suplimentar cu fir metalic lamelar auriu. Capetele ștergarului -marcate prin borduri cu ornamente florale mărunte, brodate cu roșu și violet. | Muzeul de Artă Populară, Constanța | Cimec    |
|      | Kâselâ șewre                                                                   | Datare: prima jumătate a sec. al XX-lea Descoperit: jud. Constanța, com. CUMPĂNA, STRAJA Material: pânză industrială; mătase; fir metalic; ață; broderie cu dublă față lucrată pe gherghef; încheiat cu acul; cusut                                                                   | Piesă se compune din 4 ștergare pliate și cusute alăturat, prezentând un decor epigrafic, asociat cu ornamente fitomorfe. La capetele ștergarului apar borduri cu ornamente geometrice. Cromatică - vișiniu, violet, bej, verde, orange, argintiu. | Muzeul de Artă Populară, Constanța | Cimec    |
|      | Batistă de nuntă și punguță                                                    | Datare: prima jumătate a sec. al XX-lea Descoperit: jud. Constanța, com. CUMPĂNA, STRAJA Material: pânză industrială; fir metalic; bumbac mercerizat; carton; mătase; ață; broderie cu dublă față lucrată pe gherghef; încheiat cu acul; festonat; broderie plină                     | Batista de nuntă este brodată pe colțuri cu motivul „mâinii” asociat cu un motiv vegetal. Acestea sunt abordate în 2 variante cromatice, îmbinând firul metalic argintiu cu bumbacul mercerizat roșu, violet (două nuanțe), verde, galben, vișiniu și roz. Colțurile - marcate prin chenare cu ornamente geometrice brodate alternativ cu verde și violet. În câmpul central este aplicată o punguță confecționată din pânză, având un suport din carton cu decupaj în formă de inimă. Punguța prezintă o broderie florală lucrată din mătase violet și o dantelă îngustă (pe margini), executată cu acul, cu mătase bej.         | Muzeul de Artă Populară, Constanța | Cimec    |
|      | Batistă de nuntă și punguță                                                    | Datare: prima jumătate a sec. al XX-lea Descoperit: jud. Constanța, com. MIRCEA VODĂ, GHERGHINA Material: pânză industrială; bumbac; fir metalic; satin; ață; broderie cu dublă față lucrată pe gherghef; încheiat cu mașina; festonat                                                | Batista prezintă pe colțuri motive florale dispuse în buchete brodate cu bumbac mov, frez, roz, verde, galben-verzui, vișiniu, bleu, negru și fir metalic auriu. Colțurile sunt subliniate prin 2 chenare - unul ornamentat cu motive geometrice brodate cu bumbac bleu, celălalt cu motive florale policrome și fir metalic. Batistei îi este atașată o punguță confecționată din satin vișiniu, dublată cu pânză albă, având pe margini și la extremitățile șnurului bicrom ornamente vegetale, lucrate cu acul, cu ață vișinie și kaki.                                                                                        | Muzeul de Artă Populară, Constanța | Cimec    |
|      | Șerbentî                                                                       | Datare: prima jumătate a sec. al XX-lea Descoperit: jud. Constanța, com. MIRCEA VODĂ, GHERGHINA Material: pânză industrială; fir metalic; bumbac; broderie cu dublă față lucrată pe gherghef; festonat                                                                                | Cele două registre ale ștergarului prezintă motive florale și fitomorfe, ordonate în funcție de sinuozitățile unui lujer, brodat cu fir metalic auriu. Motivele sunt brodate după principiul alternanței cromatice cu mătase (în tonuri de frez, violet, verde, vișiniu, orange, bleu) și fir metalic auriu. Marginile festonate -marcate prin borduri cu ornamentică geometrică, lucrată cu mătase violet. | Muzeul de Artă Populară, Constanța | Cimec    |
|      | Șerbentî                                                                       | Datare: primul sfert al sec. al XX-lea Descoperit: jud. Constanța, com. CUMPĂNA, STRAJA Material: pânză industrială; mătase; fir metalic; bumbac; dantelă industrială; broderie cu dublă față lucrată pe gherghef; festonat; cusut                                                    | Cele două registre decorative ale ștergarului prezintă motive fitomorfe, concepute în două variante formale, una mai abstractă, brodată cu fir metalic argintiu și conturată cu mătase violet și alta, într-o tratate mai naturalistă, brodată cu mătase frez, vișinie și verde. Motivelor dominante le sunt asociate ornamente florale stilizate; marginile festonate sunt marcate prin borduri cu ornamentică geometrică. Dantele industriale - aplicate la capete. | Muzeul de Artă Populară, Constanța | Cimec    |
|      | Șerbentî                                                                       | Datare: primul sfert al sec. al XX-lea Descoperit: jud. Constanța, com. CUMPĂNA, STRAJA Material: pânză industrială; bumbac mercerizat; mătase; fir metalic; broderie cu dublă față lucrată pe gherghef; încheiat cu mașina                                                           | Cele două registre decorative dispuse la capetele ștergarului, prezintă motive florale ordonate după traseul meandric al unui vrej vegetal și brodate cu fir metalic auriu, mătase și bumbac mercerizat în tonuri de roșu, violet, ciclamen, verde, albastru, roz. Marginile - marcate prin borduri cu ornamentică geometrică tratată în bicromia verde-mov. | Muzeul de Artă Populară, Constanța | Cimec    |
|      | Șerbentî                                                                       | Datare: primul sfert al sec. al XX-lea Descoperit: jud. Constanța, com. CUMPĂNA, STRAJA Material: pânză industrială; fir metalic; mătase; broderie cu dublă față lucrată pe gherghef; festonat                                                                                        | La capetele ștergarului apar câte 3 grupaje florale brodate în 2 variante cromatice, cu fir metalic argintiu și mătase vișinie, violet, orange (2 nuanțe), frez, verde (2 nuanțe) și bleu. Marginile festonate cu mătase bleu, sunt marcate prin borduri cu ornamente zigzagate, tratate în bicromia verde-vișiniu. | Muzeul de Artă Populară, Constanța | Cimec    |
|      | Șerbentî                                                                       | Datare: primul sfert al sec. al XX-lea Descoperit: jud. Constanța, com. CUMPĂNA, STRAJA Material: pânză industrială; fir metalic; mătase; ață; broderie cu dublă față lucrată pe gherghef; festonat                                                                                   | La capetele ștergarului apar motive florale dispuse în friză, brodate cu fir metalic auriu și mătase albastră, violet și vișinie. Acestor motive le sunt asociate ornamente florale și fitomorfe mărunte, brodate cu mătase verde, violet, vișiniu- trandafirie și albastră. Marginile festonate sunt marcate prin borduri cu ornamente geometrice lucrate cu mătase violet și vișiniu-trandafirie. | Muzeul de Artă Populară, Constanța | Cimec    |
|      | Yorkan yüzĭ                                                                    | Datare: prima jumătate a sec. al XX-lea Descoperit: jud. Constanța, CONSTANȚA Material: catifea; fir metalic; paiete; carton; pânză industrială; broderie reliefată pe suport din carton; încheiat cu mașina; încheiat cu acul                                                        | Fața de plapumă, din catifea vișinie prezintă chenar și un câmp central cu broderii reliefate, lucrate cu fir metalic auriu pe suport din carton. Chenarul se particularizează prin motive florale dispuse pe vrej meandric. Câmpul central este ornamentat cu motive fitomorfe (vase cu flori) repartizate în medalion. La colțuri apar tot vase cu flori. Pe toată suprafața câmpului central sunt disipate două tipuri de ornamente florale mărunte. | Muzeul de Artă Populară, Constanța | Cimec    |
|      | Kâbârâz                                                                        | Datare: prima jumătate a sec. al XX-lea Descoperit: jud. Constanța, com. INDEPENDENȚA Material: bumbac; cânepă; țesut în două ițe; ales karamani; încheiat cu acul | Piesa se compune din trei ștergare de același tip, pliate și cusute alăturat. Fiecare ștergar prezintă la capete câte un registru decorativ cu motive geometrice, având ca elemente predominante romburile alese cu roșu, negru, cărămiziu. Registrele sunt încadrate de benzi cu motive geometrice țesute în aceleași tonuri și de grupuri de vărguțe policrome. Mijlocul unuia dintre ștergare este învărgat cu cânepă. | Muzeul de Artă Populară, Constanța | Cimec    |
|      | Șașap                                                                          | Datare: prima jumătate a sec. al XX-lea Descoperit: jud. Constanța, com. CIOCÂRLIA Material: bumbac; ață; franjuri; ciucuri; țesut în două ițe; ales peste fire; încheiat cu mașina; înnodat                                                                                          | Lucrat din patru foi de țesătură învărgată. Marginea inferioară prezintă un decor floral ales peste fire cu bumbac roșu și negru, încadrat de un chenar cu ornamente florale mărunte, trasate în aceeași bicromie. Pe marginea inferioară - franjuri albe, înnodate, asociate cu ciucuri negri și roșii. | Muzeul de Artă Populară, Constanța | Cimec    |
|      | Șașap                                                                          | Datare: prima jumătate a sec. al XX-lea Descoperit: jud. Constanța, com. CIOCÂRLIA Material: bumbac; ață; țesut în două ițe; ales peste fire; încheiat cu mașina | Compus din patru foi de țesătură ornamentată prin învărgare. Pe margine prezintă un decor fitomorf (ciorchini de struguri și frunze de viță), ales peste fire cu bumbac roșu și negru, încadrat de un chenar cu ornamente geometrice, tratate în aceeași bicromie. Marginile tivite cu mașina. | Muzeul de Artă Populară, Constanța | Cimec    |
|      | Giuzbez                                                                        | Datare: prima jumătate a sec. al XX-lea Descoperit: jud. Constanța, com. CIOCÂRLIA Material: pânză industrială; bumbac mercerizat; fir metalic; broderie cu dublă față lucrată pe gherghef; lănțișor; cusut                                                                           | La capete - registre decorative cu motive vegetale dispuse în ghivece, brodate alternativ în două variante cromatice, cu dominantă de frez sau albastru. Câmpurile decorative sunt brodate suplimentar cu fir metalic lamelar auriu. Marginile - marcate prin borduri cu ornamentică florală stilizată, brodată cu verde, negru, vișiniu. | Muzeul de Artă Populară, Constanța | Cimec    |
|      | Testâmal                                                                       | Datare: prima jumătate a sec. al XX-lea Descoperit: jud. Constanța, CONSTANȚA Material: bumbac; dantelă croșetată; ciucuri; țesut în două ițe; ales peste fire; încheiat cu mașina | La extremități - câte un registru decorativ cu motive florale (garoafe), grupate în două buchete, alese cu bumbac roșu și negru și un chenar cu motive florale mărunte (trandafiri), tratate în aceeași bicromie. Mijlocul - ornamentat prin învărgare. Pe margini - dantelă croșetată din bumbac alb, asociată cu ciucuri negri și roșii. | Muzeul de Artă Populară, Constanța | Cimec    |
|      | Șerbentî                                                                       | Datare: prima jumătate a sec. al XX-lea Descoperit: jud. Constanța, com. INDEPENDENȚA Material: pânză industrială; fir metalic; bumbac mercerizat; mătase; ață; broderie cu dublă față lucrată pe gherghef; încheiat cu mașina                                                        | La capetele ștergarului apar motive vegetal-florale, dispuse pe un vrej meandric, brodate cu fir metalic argintiu, mătase verde și vișinie și bumbac mercerizat violet, frez, galben, albastru, vernil. Marginile tivite la mașină sunt marcate prin borduri cu ornamentică geometrică, tratată alternativ cu mătase galbenă și vișinie. | Muzeul de Artă Populară, Constanța | Cimec    |
|      | Giuzbez                                                                        | Datare: prima jumătate a sec. al XX-lea Descoperit: jud. Constanța, com. CIOCÂRLIA Material: pânză industrială; lână; fir metalic; broderie cu dublă față lucrată pe gherghef; încheiat cu acul                                                                                       | Piesa, realizată prin asamblarea pe două registre a zece capete de ștergare, opulent ornamentate, pune în evidență trei compoziții decorative. Primele patru ștergare prezintă câte două motive de tipul „pomului vieții”, următoarele patru câte trei „vase cu flori”, iar ultimele două câte un singur motiv fitomorf („pomul vieții”). Motivelor încadrate de chenare cu ornamentică fitomorfă sau florală le sunt asociate broderii executate cu fir metalic lamelar auriu. Pentru brodarea motivelor s-a utilizat lână roșie, verde (în două nuanțe), albastră (în două nuanțe), mov, vișinie, frez, neagră.                 | Muzeul de Artă Populară, Constanța | Cimec    |
|      | Giuzbez                                                                        | Datare: primul sfert al sec. al XX-lea Descoperit: jud. Constanța, com. CIOCÂRLIA Material: bumbac; mătase; fir metalic; țesut în două ițe; broderie cu dublă față lucrată pe gherghef                                                                                                | Compoziția decorativă a registrelor de la capete se bazează pe repetiția motivului „vasul cu flori”. Pentru brodarea motivelor este utilizată mătasea în tonuri de violet, albastru, roșu, verde, roz, galben și negru. Câmpurile decorative - ornamentate suplimentar cu fir metalic lamelar auriu. Capetele - marcate prin borduri cu ornamente fitomorfe brodate cu violet, galben și negru. Mijlocul ștergarului - ornamentat prin învărgare. | Muzeul de Artă Populară, Constanța | Cimec    |
|      | Șerâk                                                                          | Datare: primul sfert al sec. al XX-lea Descoperit: jud. Constanța, com. Cobadin Material: pânză industrială; lânică; fir metalic; bumbac; broderie cu dublă față lucrată pe gherghef; festonat                                                                                        | Ștergar cu formă pătrată. Pe margini - decor floral brodat după principiul alternanței cromatice cu frez, violet, verde. Colțurile - suplimentar ornamentate cu același tip de motive, încadrate de broderii mărunte executate cu fir metalic lamelar auriu. Chenar cu ornament meandric, brodat cu lânică neagră. Pe două dintre margini - feston lucrat cu bumbac violet. | Muzeul de Artă Populară, Constanța | Cimec    |
|      | Giuzbez                                                                        | Datare: primul sfert al sec. al XX-lea Descoperit: jud. Constanța, com. CIOCÂRLIA Material: bumbac; fir metalic; țesut în două ițe; broderie cu dublă față lucrată pe gherghef; încheiat cu acul                                                                                      | La extremități - registru decorativ având ca motiv dominant „pomul vieții” încadrat de un chenar cu motive vegetal-florale. Motivele sunt brodate cu roșu, frez, verde, vișiniu, mov, negru, albastru. Câmpurile decorative - ornamentate suplimentar cu fir metalic lamelar auriu. Mijlocul - ornamentat prin învărgare. | Muzeul de Artă Populară, Constanța | Cimec    |
|      | Batistă de nuntă                                                               | Datare: prima jumătate a sec. al XX-lea Descoperit: jud. Constanța, CONSTANȚA Material: pânză industrială; bumbac; ață; broderie cu dublă față lucrată pe gherghef; cusut peste muchie                                                                                                | Pe colțuri - broderii florale (garoafe), abordate în două variante cromatice cu dominantă de frez sau vișiniu. Motivele sunt încadrate de șiruri de ornamente florale mărunte, brodate cu albastru și frez. Colțurile - pliate și cusute pentru reducerea suprafeței câmpului central. | Muzeul de Artă Populară, Constanța | Cimec    |
|      | Batistă de nuntă și punguță                                                    | Datare: primul sfert al sec. al XX-lea Descoperit: jud. Constanța, com. CIOCÂRLIA Material: pânză industrială; bumbac; fir metalic; broderie plină; încheiat cu acul | Pe colțurile batistei - motive florale dispuse în buchete brodate cu mătase frez, violet, verde și fir metalic auriu. Colțurile batistei - marcate prin chenare cu ornamente fitomorfe, brodate cu mătase frez și verde și cu fir metalic auriu. Marginile - tivite cu mașina. Punguța, aplicată pe batistă, confecționată din pânză albă, este dublată cu material textil vișiniu. Este brodată în punct de lănțișor, având ca motiv dominant o pasăre (brodată cu albastru de cobalt) asociată cu ornamente vegetale lucrate cu frez și violet pe fond auriu. Pe margini - dantelă.                                             | Muzeul de Artă Populară, Constanța | Cimec    |
|      | Batistă de nuntă                                                               | Datare: primul sfert al sec. al XX-lea Descoperit: jud. Constanța, com. CIOCÂRLIA Material: pânză industrială; mătase; bumbac; ață; broderie cu dublă față lucrată pe gherghef; festonat; cusut                                                                                       | Pe colțurile batistei apar motive florale brodate cu mătase galbenă și bumbac roz-frez, albastru, verde și negru. Marginile festonate. Colțurile marcate prin chenare cu ornamentică vegetală, lucrată cu bumbac negru. Colțurile - pliate și cusute pentru a se restrânge câmpul central nedecorat. | Muzeul de Artă Populară, Constanța | Cimec    |
|      | Giuzbez                                                                        | Datare: primul sfert al sec. al XX-lea Descoperit: jud. Constanța, com. CIOCÂRLIA Material: pânză industrială; bumbac; fir metalic; broderie cu dublă față lucrată pe gherghef; încheiat cu acul                                                                                      | La capete - câte un registru decorativ bazat pe repetiția motivului „vasul cu flori”. Câmpurile alăturate motivelor - ornamentate suplimentar cu fir metalic lamelar auriu. Bordură cu motive florale geometrizate marchează capetele ștergarului. Cromatica: roșu, verde (în două nuanțe), orange, violet, negru. | Muzeul de Artă Populară, Constanța | Cimec    |
|      | Giuzbez                                                                        | Datare: prima jumătate a sec. al XX-lea Descoperit: jud. Constanța, com. Valea Dacilor Material: bumbac; mătase; fir metalic; țesut în două ițe; broderie cu dublă față lucrată pe gherghef; încheiat cu acul                                                                         | La capetele ștergarului - registru cu motive florale dispuse în ghivece, brodate cu mătase ciclamen, albastră, verde, vișinie, galbenă, neagră, violet. Câmpurile decorative - ornamentate suplimentar cu fir metalic lamelar auriu. Benzi cu motive fitomorfe încadrează registrele decorative. Mijlocul - ornamentat prin învărgare. | Muzeul de Artă Populară, Constanța | Cimec    |
|      | Giuzbez                                                                        | Datare: prima jumătate a sec. al XX-lea Descoperit: jud. Constanța, com. Valea Dacilor Material: bumbac; fir metalic; lânică; țesut în 2 ițe; broderie cu dublă față lucrată pe gherghef; încheiat cu acul                                                                            | La extremități - câte un registru cu motive fitomorfe - vasul cu flori - brodate cu violet, ciclamen, verde, orange, negru, asociate cu inscripții. Registrele - marcate prin broderi cu ornamente vegetale. Câmpurile decorative - brodate suplimentar cu fir metalic lamelar auriu. Mijlocul - ornamentat prin învărgare. | Muzeul de Artă Populară, Constanța | Cimec    |
|      | Giuzbez                                                                        | Datare: primul sfert al sec. al XX-lea Descoperit: jud. Constanța, com. Valea Dacilor Material: bumbac; mătase; fir metalic; țesut în 2 ițe; broderie cu dublă față lucrată pe gherghef; festonat                                                                                     | La capete - câte un registru cu motive florale dispuse în ghiveci, asociate cu inscripții în limba arabă. Motivele - brodate cu mătase frez, albastră, verde (în două nuanțe), violet, orange, neagră. Câmpurile decorative – ornamentate suplimentar cu fir metalic lamelar auriu. Extremitățile marcate prin borduri cu ornamente fitomorfe. Mijlocul - ornamentat prin învărgare. | Muzeul de Artă Populară, Constanța | Cimec    |
|      | Giuzbez                                                                        | Datare: primul sfert al sec. al XX-lea Descoperit: jud. Constanța, com. Valea Dacilor Material: bumbac; bumbac mercerizat; fie metalic; țesut în 2 ițe; broderie cu dublă față lucrată pe gherghef; festonat; încheiat cu acul                                                        | Compoziția decorativă a celor două registre dispuse la extremități - organizată simetric în funcție de un motiv fitomorf (chiparos), reiterează motive avimorfe, asociate unui motiv floral. Registrele - încadrate de friză cu motive avimorfe și bordură cu motive florale, dispuse pe un vrej meandric. Câmpurile decorative -ornamentate suplimentar cu fir metalic lamelar auriu. Mijlocul - ornamentat prin învărgare. Cromatica: roșu, albastru, verde, negru, violet. | Muzeul de Artă Populară, Constanța | Cimec    |
|      | Șerbentî                                                                       | Datare: primul sfert al sec. al XX-lea Descoperit: jud. Constanța, com. MERENI, OSMANCEA Material: pânză industrială; fir metalic; mătase; broderie cu dublă față lucrată pe gherghef; încheiat cu acul                                                                               | La extremități - câte un registru cu ornamente florale dispuse în buchete și o bordură cu motive geometrice. Cromatică - verde, mov, vișiniu, negru. Pentru brodarea motivelor florale s-a utilizat și firul metalic argintiu. | Muzeul de Artă Populară, Constanța | Cimec    |
|      | Batistă de nuntă                                                               | Datare: primul sfert al sec. al XX-lea Descoperit: jud. Constanța, com. MERENI, Bărăganu Material: pânză industrială; fir metalic; ață; broderie cu dublă față lucrată pe gherghef; cusut peste muchie                                                                                | Pe colțuri - broderii florale (cu dispunere în buchet), lucrate cu fir metalic argintiu. Marginile - tivite cu acul. Colțurile - pliate și cusute alăturat, pentru reducerea câmpului central nedecorat. | Muzeul de Artă Populară, Constanța | Cimec    |
|      | Șerbentî                                                                       | Datare: primul sfert al sec. al XX-lea Descoperit: jud. Constanța, com. MERENI, Bărăganu Material: pânză industrială; bumbac mercerizat; fir metalic; broderie cu dublă față lucrată pe gherghef; încheiat cu mașina                                                                  | La extremități - câte un registru prezentând 3 grupaje florale, brodate cu fir metalic auriu și bumbac mercerizat violet, albastru, verde, cărămiziu, ciclamen, mov. Marginile - marcate prin borduri cu ornamente zigzagate, lucrate cu vișiniu. | Muzeul de Artă Populară, Constanța | Cimec    |
|      | Batistă de nuntă                                                               | Datare: primul sfert al sec. al XX-lea Descoperit: jud. Constanța, com. COMANA, TĂTARU Material: pânză industrială; mătase; fir metalic; bumbac; ață; broderie cu dublă față lucrată pe gherghef; festonat; cusut                                                                     | Pe colțuri - motive florale grupate în buchet, brodate cu fir metalic argintiu și mătase verde, orange, mov, vișiniu, frez. Colțurile - marcate prin chenare cu motive florale (lucrate cu fir metalic și mătase bleu) și liniare (lucrate cu frez). Marginile - festonate cu bumbac albastru. | Muzeul de Artă Populară, Constanța | Cimec    |
|      | Batistă de nuntă                                                               | Datare: primul sfert al sec. al XX-lea Descoperit: jud. Constanța, com. TOPRAISAR, MOVILIȚA Material: pânză industrială; mătase; bumbac; fir metalic; ață; broderie dublă față lucrată pe gherghef; festonat; cusut                                                                   | Pe colțuri - motivul „mâinii”, brodat alternativ fie cu fir metalic argintiu și mătase roșie și frez, fie cu fir metalic argintiu și auriu și mătase roșie și violet. Pe palma mâinii Fatimei apar brodate cu bumbac negru inscripții cu caractere arabe, iar în jurul degetelor sunt dispuse motive punctiforme brodate în bicromiile frez-verde sau galben-violet. Motivele - încadrate de chenare cu ornamentică geometrică brodată cu frez și violet. Marginile - festonate cu ață albă. Colțurile - pliate și cusute, restrângându-se suprafața câmpului central nedecorat.                                                  | Muzeul de Artă Populară, Constanța | Cimec    |
|      | Giuzbez                                                                        | Datare: primul sfert al sec. al XX-lea Descoperit: jud. Constanța, com. TOPRAISAR, MOVILIȚA Material: pânză industrială; lână; fir metalic; broderie cu dublă față; lucrată pe gherghef; festonat; încheiat cu acul                                                                   | Piesă realizată prin asamblarea a 8 ștergare având capetele opulent brodate, pliate și cusute alăturat. Toate au ca motiv de bază vasul cu flori, tratat singular, reiterat simetric față de un chiparos, asociat cu motive avimorfe sau repetat de 5 ori. Registrele – încadrate de borduri cu ornamente vegetale și frize cu motive avimorfe. Câmpurile brodate - ornamentate suplimentar cu fir metalic lamelar auriu. Cromatica - albastru, verde, roșu, vișiniu, bej, negru, roz, ciclamen, mov. | Muzeul de Artă Populară, Constanța | Cimec    |
|      | Giuzbez                                                                        | Datare: primul sfert al sec. al XX-lea Descoperit: jud. Constanța, com. ALBEȘTI, COTU VĂII Material: bumbac; mătase; fir metalic; țesut în 2 ițe; broderie cu dublă față lucrată pe gherghef; tivit cu găurele; cusut                                                                 | La extremități – câte un registru decorativ, bazat pe repetiția unui motiv complex, creat prin asocierea lăcașului de cult (geamie), schematic reprezentat, cu arborele vieții (chiparosul). Motivele - tratate alternativ în 2 variante cromatice, cu mătase frez, violet, verde (2 nuanțe), cărămizie și bleu, cu bumbac negru și fir metalic auriu. Capetele - tivite cu găurele, marcate prin broderii geometrice, lucrate cu negru. | Muzeul de Artă Populară, Constanța | Cimec    |
|      | Batistă de nuntă și punguță                                                    | Datare: prima jumătate a sec. al XX-lea Descoperit: jud. Constanța, com. Basarabi Material: pânză industrială; mătase; fir metalic; ață; carton; hârtie; paiete; broderie cu dublă față lucrată pe gherghef; festonat; cusut; broderie plină; croșetat; cusut                         | Pe colțurile batistei - broderii florale, lucrate cu fir metalic auriu și mătase în tonuri de bleu, violet, trandafiriu și vișiniu. Pe margini - chenare cu motive geometrice tratate în bicromia verde-vișiniu. În câmpul central - aplicată o punguță; fixată pe suport din carton confecționată din pânză albă și decorată cu un motiv floral, brodat cu fir metalic argintiu (pe pat din hârtie). Motivului îi sunt asociate paiete policrome. Pe marginile punguței - chenar brodat în aceeași tehnică și dantelă îngustă, croșetată cu fir metalic auriu.                                                                   | Muzeul de Artă Populară, Constanța | Cimec    |
|      | Șerbentî                                                                       | Datare: primul sfert al sec. al XX-lea Descoperit: jud. Constanța, com. Basarabi Material: pânză industrială; mătase; bumbac mercerizat; fir metalic; paiete; broderie cu dublă față lucrată pe gherghef; festonat; cusut                                                             | La capetele ștergarului - câte o friză cu motive florale stilizate, brodate cu mătase și bumbac mercerizat în tonuri de frez, vișiniu, violet, roz, verde, albastru, bleu și fir metalic argintiu. Marginile - festonate cu bumbac mercerizat, decorate cu ornamente vegetale mărunte. | Muzeul de Artă Populară, Constanța | Cimec    |
|      | Oyalî yastîk                                                                   | Datare: primul sfert al sec. al XX-lea Descoperit: jud. Constanța, com. Basarabi Material: bumbac; pânză industrială; dantelă industrială; ață; croșetat; încheiat cu mașina și acul                                                                                                  | Față de pernă croșetată din bumbac prezintă în câmpul central două buchete florale dispuse în ghiveci. Chenare, constituite din 2 șiruri de ornamente geometrice, desfășurate pe laturile lungi. Pe laturile înguste - 2 motive fitomorfe. Dosul - realizat din pânză industrială tivită la mașină. Dantele industriale - aplicate pe laturile înguste. | Muzeul de Artă Populară, Constanța | Cimec    |
|      | Punguță                                                                        | Datare: primul sfert al sec. al XX-lea Descoperit: jud. Constanța, com. CIOCÂRLIA Material: atlaz; pânză industrială; fir metalic; carton; dantelă lucrată cu acul; broderie plină pe suport din carton; cusut                                                                        | Piesa prezintă o singură față confecționată din atlaz roșu, dublată cu material textil alb, cu imprimeuri mărunte kaki. Decorul, brodat cu fir metalic auriu, pe suport din carton, apare structurat pe două registre și este încadrat de un chenar. În registrul inferior - motiv vegetal-floral, în cel superior - motive fitomorfe. Pe marginea superioară - dantelă îngustă, lucrată cu acul, cu fir metalic auriu. | Muzeul de Artă Populară, Constanța | Cimec    |
|      | Acoperământ de cap pentru femei                                                | Datare: primul sfert al sec. al XX-lea Descoperit: jud. Constanța, com. CIOCÂRLIA Material: bumbac; mătase; dantelă lucrată cu acul; franjuri; mărgele; ață; țesut în două ițe; ales printre fire; încheiat cu mașina și acul                                                         | Acoperământul de cap se compune din trei foi de țesătură îmbinate cu acul. Țesătura este lucrată în două ițe din bumbac bej. Este ornamentată prin învărgare și în tehnica alesului printre fire (cu mătase verde și violet). În ochiurile rețelei create prin intersectarea vărguțelor albe apar ornamente geometrice alese cu mătase verde și violet. Pe două dintre margini apar motive florale geometrizate. Aceleași margini sunt decorate cu dantelă îngustă, lucrată cu acul, terminată cu franjuri asociați cu mărgele albastre.                                                                                          | Muzeul de Artă Populară, Constanța | Cimec    |
|      | Kâbârâz                                                                        | Datare: primul sfert al sec. al XX-lea Descoperit: jud. Constanța, MANGALIA Material: bumbac, țesut în 2 ițe, ales karamani, ales peste fire, încheiat cu acul | Piesa se compune din 4 ștergare cu decor identic, pliate și cusute alăturat. La capete, ștergarele prezintă un registru cu ornamanete geometrice (alese cu roșu, bleumarin și orange, pe fond roșu), încadrat de benzi înguste, cu motive geometrice (tratate alternativ cu bleumarin și orange și roșu pe bleumarin). | Muzeul de Artă Populară, Constanța | Cimec    |
|      | Punguță                                                                        | Datare: primul sfert al sec. al XX-lea Descoperit: jud. Constanța, com. CIOCÂRLIA Material: catifea; atlaz; fir metalic; carton; paiete; mărgele; dantelă lucrată cu acul; broderie plină pe suport din carton; cusut                                                                 | Piesa prezintă o singură față confecționată din catifea bleumarin, dublată cu atlaz de aceeași nuanță. Decor vegetal-floral, brodat cu fir metalic argintiu, asociat cu paiete și mărgele albe, mărunte. Chenar brodat în aceeași tehnică. Marginile ornamentate cu dantelă îngustă, lucrată cu acul, din fir argintiu. | Muzeul de Artă Populară, Constanța | Cimec    |
|      | Punguță                                                                        | Datare: prima jumătate a sec. al XX-lea Descoperit: jud. Constanța, com. INDEPENDENȚA, FÂNTÂNA MARE Material: bumbac mercerizat; dantelă croșetată; șnur; croșetat; cusut | Punguța croșetată prezintă un decor structurat pe cinci registre. Cele de la extremități au un fond verde și o ornamentică fitomorfă lucrată cu galben. Registrele alăturate acestora au fondul violet și motivele geometrice mărunte tratate cu galben. Registrul median cu fond galben se caracterizează prin motive fitomorfe (ciorchine de struguri și frunze de viță), croșetate cu roșu și verde. La gura punguței - șnur având la extremități câte o rozetă lucrată cu brun și roșu. La partea inferioară - rozetă croșetată cu verde și roșu.                                                                             | Muzeul de Artă Populară, Constanța | Cimec    |
|      | Cămașă de mire                                                                 | Datare: primul sfert al sec. al XX-lea Descoperit: jud. Constanța, com. CIOCÂRLIA Material: borangic; mătase; bumbac; dantelă înnodată; țesut în două ițe; încheiat cu acul; festonat; cusut                                                                                          | Cămașa de mire, lungă, dreaptă, croită dintr-o țesătură lucrată din borangic și învărgată cu mătase albă pe porțiunile alăturate lizierelor. Croită dintr-o singură foaie și nedecupată la gât. Clini prelungiți până la baza mânecilor, croite din câte o bucată dreptunghiulară de țesătură. La baza mânecilor - dantele mărunte, lucrate cu acul (,,ine oyasi”). Poalele - festonate. | Muzeul de Artă Populară, Constanța | Cimec    |
|      | Brățară                                                                        | Datare: primul sfert al sec. al XX-lea Descoperit: jud. Constanța, com. Valea Dacilor Material: argint; ciocănit; decupat; nituit; niellat; gravat | Brățara - realizată prin ciocănire din foaie de argint. Prezintă o plăcuță cu formă ovală, fixată prin două nituri în porțiunea centrală, ornamentată cu motive vegetale incizate pe fond niellat. Porțiunile alăturate plăcuței apar decorate cu motive vegetale. | Muzeul de Artă Populară, Constanța | Cimec    |
|      | Ac decorativ                                                                   | Datare: primul sfert al sec. al XX-lea Descoperit: jud. Covasna, com. MERENI, Osmancea Material: argint; alamă; decupat; îndoit; asamblat; niellat; gravat | La capătul îndoit al acului din alamă este fixată o plăcuță de argint cu decupaj în formă de frunză. Plăcuța este ornamentată cu motive vegetale tratate în tehnicile gravării și niellării. Câmpul din jurul motivelor este ornamentat prin gravare. | Muzeul de Artă Populară, Constanța | Cimec    |
|      | Ac decorativ                                                                   | Datare: primul sfert al sec. al XX-lea Descoperit: jud. Covasna, com. MERENI, Osmancea Material: argint; alamă; decupat; îndoit; asamblat; niellat; gravat | La capătul îndoit al acului din alamă este fixată o plăcuță din argint cu decupaj în formă de frunză. Plăcuța este ornamentată în tehnicile gravării și niellării cu motive vegetale. Câmpul pe care se dezvoltă motivele este în întregime gravat. | Muzeul de Artă Populară, Constanța | Cimec    |
|      | Basma                                                                          | Datare: primul sfert al sec. al XX-lea Descoperit: jud. Covasna, com. MERENI, Osmancea Material: pânză industrială; fir metalic; bumbac; mătase; brodat după desen; broderie orientală cu fir; lănțișor; croșetat; încheiat cu mașina                                                 | Baticul de formă triunghiulară, confecționat din pânză, este ornamentat pe colțul ce formează unghiul cu un motiv floral, brodat cu fir metalic auriu, bumbac negru și mătase bleu. Decor epigrafic, brodat cu bumbac negru, dispus deasupra motivului floral. Pe două dintre margini (tivite cu mașina) prezintă dantelă croșetată din fir metalic. | Muzeul de Artă Populară, Constanța | Cimec    |
|      | Kawkaz kușak                                                                   | Datare: primele două decenii ale sec. al XX-lea Descoperit: jud. Covasna, com. MERENI, Osmancea Material: argint; cositor; cordon textil metalizat; pânză industrială; ciocănit; traforat; asamblat; neillat; gravat; cusut                                                           | Cingătoarea are următoarele componente: un cordon textil metalizat auriu, o pafta și 12 plăcuțe cu traforuri pe margini. Paftaua prezintă formă de frunză și este ornamentată cu motive florale geometrizate cărora le este asociat un decor epigrafic. Plăcuțele metalice au decor vegetal stilizat. Cordonul textil este dublat cu o țesătură industrială de culoare verde. | Muzeul de Artă Populară, Constanța | Cimec    |
|      | Brățară                                                                        | Datare: ultimul sfert al sec. al XIX-lea Descoperit: jud. Constanța, com. MERENI, Osmancea Material: argint; pietre semiprețioase; lănțișoare; ciocănit; îmbinat; aplicat; gravat | Brățara este realizată din două bare din argint curbate și îmbinate. Pe mijloc este aplicată o plăcuță cu trei pietre semiprețioase (două de culoare roșie și una de culoare violet). La capetele plăcuței apar ornamente fitomorfe gravate. Pe o margine - două verigi și un lănțișor de care este atașat un altul, cu două mici sfere din argint. | Muzeul de Artă Populară, Constanța | Cimec    |
|      | Kawkaz kușak                                                                   | Datare: primele două decenii ale sec. al XX-lea Descoperit: jud. Constanța, com. AMZACEA Material: argint; cordon textil metalizat; catifea; ciocănit; traforat; asamblat; perforat; niellat; gravat; cusut                                                                           | Cingătoarea prezintă un cordon textil metalizat cu decor geometric dispus în benzi, o pafta cu element de prindere în formă de sabie, 6 plăcuțe metalice cu margini traforate și 18 butoni metalici (16 de aceeași mărime, repartizați câte doi sau trei și 2 de altă mărime, plasați în apropierea paftalei). Piesele metalice se caracterizează printr-un decor vegetal niellat. Pe pafta apare un decor epigrafic niellat. Cordonul textil metalizat este dublat cu o bucată de catifea neagră. | Muzeul de Artă Populară, Constanța | Cimec    |
|      | Sirga                                                                          | Datare: primul sfert al sec. al XX-lea Descoperit: jud. Constanța, com. AMZACEA Material: argint; pietre semiprețioase; traforat; încastrat; asamblat | Cerceii din argint, cu formă de aripă de fluture, sunt decorați pe toată suprafața cu pietre semiprețioase. Toarta unuia dintre cercei este incompletă. | Muzeul de Artă Populară, Constanța | Cimec    |
|      | Kawkaz kușak                                                                   | Datare: ultimul sfert al sec. al XIX-lea Descoperit: jud. Constanța, com. CASTELU Material: argint; cordon textil metalizat; pânză industrială; ciocănit; traforat; asamblat; niellat; gravat; cusut                                                                                  | Cingătoarea prezintă următoarele componente: un cordon textil metalizat cu liziere argintii, decoarate cu motive liniare negre, o pafta cu element de prindere mobil, în formă de iatagan, 8 plăcuțe metalice cu margini traforate. Paftaua și plăcuțele sunt decorate cu motive fitomorfe niellate. Cordonul textil metalizat este dublat cu pânză industrială vărgată. Inscripționată cu inițialele meșterului L.K. în limba rusă și titlul argintului - 840. | Muzeul de Artă Populară, Constanța | Cimec    |
|      | Sirga                                                                          | Datare: primele două decenii ale secolului al XX-lea Descoperit: jud. Constanța, com. CUMPĂNA, STRAJA Material: argint; cositor; cordon textil metalizat; pânză industrială; ciocănit; traforat; asamblat; niellat; gravat; cusut                                                     | Cingătoarea prezintă următoarele componente: un cordon textil metalizat auriu cu lizierele argintii decorate cu elemente liniare negre, o pafta cu formă de frunză și 10 plăcuțe metalice cu traforuri pe margini. Paftaua - caracterizată prin ornamentică florală și vegetală, organizată în două câmpuri delimitate prin linii arcuite. Plăcuțele au un decor geometrizat. Suportul textil - dublat cu pânză albă. | Muzeul de Artă Populară, Constanța | Cimec    |
|      | Punguță                                                                        | Datare: primul sfert al sec. al XX-lea Descoperit: jud. Constanța, com. CUMPĂNA, STRAJA Material: pânză industrială; fir metalic; mătase; dantelă; șnur; ciucuri; lănțișor; cusut | Punguța - confecționată din pânză albă, dublată cu material textil roșu. Este brodată compact, pe ambele fețe, având ca motiv decorativ „pomul vieții”. Fondul - brodat cu fir metalic auriu, motivul fitomorf - brodat cu mătase frez, verde, albastră, violet, orange, roșie, vișinie. Pe margini - aplicate șnur negru și dantelă lucrată cu fir auriu și mătase vernil. În partea superioară - șnur din fir cu ciucuri din mătase verde și galbenă. | Muzeul de Artă Populară, Constanța | Cimec    |
|      | Tesbih                                                                         | Datare: primul sfert al sec. al XX-lea Descoperit: jud. Constanța, com. TOPRAISAR, MOVILIȚA Material: sidef; bumbac; șlefuit; perforat; înșirat | Mătăniile prezintă 102 componente din sidef, trei dintre acestea având dimensiuni mai mari și funcția de a împărți șiragul în trei segmente. | Muzeul de Artă Populară, Constanța | Cimec    |
|      | Brâu                                                                           | Datare: primul sfert al sec. al XX-lea Descoperit: jud. Constanța, com. TOPRAISAR, MOVILIȚA Material: pânză industrială; mătase; fir metalic; bumbac; broderie cu dublă față lucrată pe gherghef; festonat; cusut                                                                     | Brâul de mire este confecționat din pânză industrială. La extremități prezintă motive fitomorfe (,,pomul vieții”) cu dublă față, lucrate pe gherghef. Pentru execuția motivelor s-au asociat firul metalic auriu, mătasea policromă (în tonuri de roz, violet, verde, orange, cărămiziu, vișiniu, bleu) și bumbacul negru (pentru conturarea ornamentelor). Chenar cu motive geometrice brodate cu mătase cărămizie. Marginile - festonate cu bumbac alb. | Muzeul de Artă Populară, Constanța | Cimec    |
|      | Acoperământ de cap pentru femei                                                | Datare: primul sfert al sec. al XX-lea Descoperit: jud. Constanța, com. ALBEȘTI, COTU VĂII Material: bumbac; mătase; țesut în două ițe; ales printre fire; încheiat cu mașina | Acoperământul de cap pentru femei este realizat din trei foi de țesătură îmbinate manual. Țesătura din bumbac alb este ornamentată prin învărgare. Prin intersectarea vărguțelor albe și crem se creează o rețea cu ochiuri relativ pătrate, în care apar dispuse motive geometrice albastre. Pe două dintre marginile piesei sunt alese motive florale cu roz și albastru. | Muzeul de Artă Populară, Constanța | Cimec    |
|      | Punguță de ceas                                                                | Datare: prima jumătate a sec. al XX-lea Descoperit: jud. Constanța, com. ALBEȘTI, COTU VĂII Material: catifea; fir metalic; paiete; șnur; satin; carton; broderie plină pe suport din carton; cusut; încheiat cu acul                                                                 | Punguța - confecționată din catifea violet fixată pe suport din carton și dublată cu satin maro. Cele două fețe cu decupaj în formă de inimă - identic ornamentate cu un motiv floral, brodat cu fir argintiu pe suport din carton, asociat cu paiete argintii. Forma punguței - subliniată printr-un chenar brodat în aceeași tehnică. Marginile - ornamentate cu șnur răsucit din bumbac violet și fir metalic argintiu. | Muzeul de Artă Populară, Constanța | Cimec    |
|      | Brâu                                                                           | Datare: primul sfert al sec. al XX-lea Descoperit: jud. Constanța, com. ALBEȘTI, COTU VĂII Material: pânză industrială; mătase; fir metalic; bumbac; broderie cu dublă față lucrată pe gherghef; festonat; cusut                                                                      | Brâul de mire este confecționat din pânză industrială. La extremități prezintă broderii fitomorfe („pomul vieții”) cu dublă față, lucrate pe gherghef. Pentru execuția motivelor s-au asociat firul metalic argintiu și mătasea policromă (roșie, galbenă, albastru-ceruleum, verde în două nuanțe, violet). Chenare cu ornamentică fitomorfă. Capetele și una dintre margini - festonate cu mătase galbenă. | Muzeul de Artă Populară, Constanța | Cimec    |
|      | Acoperământ de cap pentru femei                                                | Datare: primul sfert al sec. al XX-lea Descoperit: jud. Constanța, com. Murfatlar Material: bumbac; dantelă croșetată cu franjuri; țesut în două ițe; ales printre fire; încheiat cu acul                                                                                             | Acoperământul de cap pentru femei se compune din trei foi de țesătură îmbinate prin cheițe, executate cu acul. Țesătura este lucrată în două ițe din bumbac și ornamentată prin învărgare și prin alesături realizate cu bumbac roșu și negru. Prin suprapunerea vărguțelor se creează o rețea de pătrate în care se înscriu motive geometrice mărunte, alese alternativ cu roșu și negru. Pe două dintre margini apar motive florale alese în aceeași bicromie. Cele două margini și porțiunile alăturate colțurilor - ornamentate cu dantele croșetate cu franjuri răsuciți.                                                    | Muzeul de Artă Populară, Constanța | Cimec    |
|      | Acoperământ de cap pentru femei                                                | Datare: primul sfert al sec. al XX-lea Descoperit: jud. Constanța, com. Murfatlar Material: bumbac; mătase; țesut în două ițe; ales printre fire; cheiță | Acoperământul de cap pentru femei se compune din trei foi de țesătură îmbinate prin cheițe executate cu acul. Țesătura este lucrată în două ițe, din bumbac bej și prezintă pe toată întinderea ornamente mărunte geometrice ordonate în șiruri și alese alternativ cu bumbac roșu și negru. Pe două dintre margini apar ornamente florale (garoafe) alese printre fire, după același principiu al alternanței cromatice. | Muzeul de Artă Populară, Constanța | Cimec    |
|      | Acoperământ de cap pentru femei                                                | Datare: primul sfert al sec. al XX-lea Descoperit: jud. Constanța, com. Murfatlar Material: bumbac; dantelă lucrată cu acul; franjuri; țesut în două ițe; ales printre fire; încheiat cu acul                                                                                         | Acoperământul de cap pentru femei este confecționat din trei foi de țesătură îmbinate manual. Țesătura din bumbac bej este ornamentată prin învărgare și prin alesături executate printre fire. În ochiurile rețelei realizate prin suprapunerea vărguțelor sunt dispuse motive în forma literei „s”, alese alternativ cu bumbac roz și negru. Chenar marginal cu ornamente de aceeași factură. Pe marginile tivite cu acul sunt aplicate dantele înguste terminate cu franjuri. | Muzeul de Artă Populară, Constanța | Cimec    |
|      | Cămașă de mire                                                                 | Datare: primul sfert al sec. al XX-lea Descoperit: jud. Constanța, com. Murfatlar Material: bumbac; dantelă croșetată; ață; țesut în două ițe; încheiat cu acul; croșetat | Cămașa de mire lungă, nedecupată la gât, croită din pânză „creață” țesută din bumbac bej, cu „chenar” din bumbac alb. Lucrată dintr-o foaie și doi clini laterali, alungiți până la baza mânecilor. La nivelul umerilor sunt introduși alți doi clini dreptunghiulari. Îmbinarea componentelor se face prin cusături peste muchie. La tivul mânecilor apar dantele înguste, croșetate din bumbac alb. | Muzeul de Artă Populară, Constanța | Cimec    |
|      | Punguță                                                                        | Datare: primul sfert al sec. al XX-lea Descoperit: jud. Constanța, com. Basarabi Material: bumbac mercerizat; șnur; ciucuri; croșetat; cusut | Punguței croșetate din bumbac mercerizat albastru, bej, galben, îi este caracteristic un decor floral, identic tratat pe ambele fețe. Partea inferioară - ornamentată cu motive geometrice galbene. La gura punguței - dantelă îngustă lucrată în bicromia albastru-galben și șnur croșetat, având la extremități ciucuri realizați în aceleași tonuri. Un alt ciucure - aplicat la baza punguței. | Muzeul de Artă Populară, Constanța | Cimec    |
|      | Vestă femeiască                                                                | Datare: a doua jumătate a secolului al XIX-lea Descoperit: jud. Constanța, CONSTANȚA Material: postav; fir metalic; găitan din fir; bumbi din fir; mărgele; croit; încheiat cu acul; broderie aplicată cu fir metalic                                                                 | Cele trei componente ale ilicului sunt croite din câte o bucată de postav alb. Linia decupajului de la nivelul gâtului, brațelor și marginilor sunt marcate prin găitan din fir metalic argintiu asociat cu ornamente geometrice realizate în tehnica broderie aplicate. Piepții - decorați cu motive vegetal-florale și geometrice, lucrate în aceeași tehnică. Pe spatele ilicului apare o compoziție decorativă complexă - bazată pe ornamente florale și fitomorfe (chiparos). Marginile piepților apar decorate cu bumbi îmbrăcați în fir, ornamentați cu mărgele albastre.                                                  | Muzeul de Artă Populară, Constanța | Cimec    |
|      | Cămașă de mire                                                                 | Datare: primul sfert al sec. al XX-lea Descoperit: jud. Constanța, com. TOPRAISAR Material: bumbac; ață; țesut în două ițe; încheiat cu acul | Cămașa de mire scurtă, dreaptă este lucrată din pânză „creață”, țesută din bumbac bej. Pe porțiunile alăturate lizierelor pânzei apar grupuri de vărguțe din bumbac alb (care marchează liniile croiului la îmbinarea foilor). Nedecupată la gât. Clini laterali prelungiți până la baza mânecilor, îmbinându-se cu alte două bucăți dreptunghiulare de pânză. | Muzeul de Artă Populară, Constanța | Cimec    |
|      | Kawkaz kușak                                                                   | Datare: primele două decenii ale secolului al XX-lea Descoperit: jud. Constanța, com. MIRCEA VODĂ, GHERGHINA Material: argint; lănțișor; cordon textil metalizat; diftină; decupat; filigranat; fixat cu cleme metalice; trefilat                                                     | Cingătoarea prezintă următoarele componente: cordon textil metalizat de culoare aurie, cu liziere argintii decorate cu motive liniare negre, pafta cu element de prindere în formă de iatagan, trei butoni bombați, doi butoni cu formă de frunză și cinci plăcuțe metalice. Pe paftale și butoni apar garoafe stilizate, iar pe plăcuțe lalele. Butonii sunt cusuți pe cordon. Suportul textil metalizat este dublat cu diftină roșie imprimată. | Muzeul de Artă Populară, Constanța | Cimec    |
|      | Șal                                                                            | Datare: primul sfert al sec. al XX-lea Descoperit: jud. Constanța, com. MIRCEA VODĂ, GHERGHINA Material: mătase; franjuri; ață; brodat la mașină; încheiat cu acul | Șalul provine dintr-un atelier urban și are țesătura străbătută de vergi bicrome (alb-orange). Pe două dintre laturi acestea creează un chenar iar în câmpul central o rețea. Pe vergile late albe de pe margini și în câmpul central apar broderii geometrice lucrate în punct de lănțișor cu mașina. Pe un colț este brodat un motiv floral. Pe două dintre margini apar franjuri răsuciți și înnodați. | Muzeul de Artă Populară, Constanța | Cimec    |
|      | Jartiere de mire                                                               | Datare: primul sfert al sec. al XX-lea Descoperit: jud. Constanța, com. MIRCEA VODĂ, GHERGHINA Material: catifea; carton; fir metalic; dantelă lucrată cu acul; șnur; ciucuri; ață; broderie plină pe suport din carton                                                               | Jartierele de mire sunt confecționate din catifea bleumarin fixată pe un suport din carton. Prezintă un decor floral și fitomorf stilizat ordonat pe un registru, lucrat cu fir metalic auriu în tehnica broderiei pline pe suport din carton. Chenarele - brodate în aceeași tehnică. La capete apar șnururi răsucite din bumbac negru și fir auriu și ciucuri din fir auriu. | Muzeul de Artă Populară, Constanța | Cimec    |
|      | Punguță                                                                        | Datare: primul sfert al sec. al XX-lea Descoperit: jud. Constanța, com. MIRCEA VODĂ, GHERGHINA Material: catifea; satin; carton; fir metalic; dantelă lucrată cu acul; ciucuri; șnur; ață; broderie plină pe suport din carton; cusut                                                 | Punguța din catifea bleumarin prezintă un suport din carton și o dublură din satin violet. Decorul, structurat pe două registre încadrate de chenare, este brodat cu fir metalic auriu. În registrul superior apare un motiv fitomorf, iar în cel inferior sunt asociate unui motiv floral două motive fitomorfe. Marginile și gura punguței - ornamentate cu dantelă lucrată cu acul, din fir auriu și cu patru ciucuri din fir. În partea superioară - șnur din fir auriu cu ciucuri la extremități. | Muzeul de Artă Populară, Constanța | Cimec    |
|      | Moșak                                                                          | Datare: prima jumătate a sec. al XX-lea Descoperit: jud. Constanța, com. MIRCEA VODĂ, GHERGHINA Material: mărgele; pânză industrială; ață; cusut | Pe un suport textil circular sunt cusute mărgele policrome mărunte, după o schemă geometrică bazată pe alternanța a trei ornamennte rombiforme mari cu altele mai mici, ordonate pe patru segmente compoziționale. Mărgelele folosite pentru fond au culoarea gri, iar cele care compun motivele geometrice sunt albastre, vișinii, verzi și negre. | Muzeul de Artă Populară, Constanța | Cimec    |
|      | Punguță                                                                        | Datare: primul sfert al sec. al XX-lea Descoperit: jud. Constanța, com. CUMPĂNA, STRAJA Material: catifea; fir metalic; paiete; dantelă înnodată; carton; pânză industrială; broderie plină pe suport din carton; cusut                                                               | Punguța cu decupaj în formă de inimă este confecționată din catifea violet, fixată pe suport din carton și dublată cu două tipuri de pânză industrială imprimată. Pe una dintre fețe este ornamentată cu un motiv fitomorf brodat cu fir metalic argintiu, încadrat de un chenar. Motivului îi sunt asociate paiete. Marginile - decorate cu dantelă îngustă, lucrată cu acul, cu fir metalic argintiu. | Muzeul de Artă Populară, Constanța | Cimec    |
|      | Sĭnĭ                                                                           | Datare: primul sfert al sec. al XX-lea Descoperit: jud. Constanța, com. CIOCÂRLIA Material: aramă; cositor; ciocănit; incizat; cositorit | Tava are pereții scunzi și buza răsfrântă. Este ornamentată cu motive liniare incizate. În câmpul central apare un motiv floral. | Muzeul de Artă Populară, Constanța | Cimec    |
|      | Vas cu capac                                                                   | Datare: prima jumătate a secolului al XX- lea Descoperit: jud. Constanța, com. ALBEȘTI, COTU VĂII Dimensiuni: î1: 10 cm; î2: 6 cm Material: aramă; turnat; incizat | Vasul se caracterizează printr-o formă cilindrică, o buză răsfrântă și un decor geometric incizat dispus în partea superioară. Capacul este de formă tronconică. | Muzeul de Artă Populară, Constanța | Cimec    |
|      | Vas cu capac                                                                   | Datare: primul sfert al sec. al XX-lea Descoperit: jud. Constanța, com. Basarabi Dimensiuni: Df: 23,5 cm; Dc: 23,2 cm Material: aramă; cositor; ciocănit; incizat; cositorit | Vasul se caracterizează prin formă cilindrică și buză răsfrântă. Capacul înalt, tronconic, prezintă o proeminență cu rol utilitar. Ambele componente - decorate cu ornamente liniare incizate. | Muzeul de Artă Populară, Constanța | Cimec    |
|      | Sĭnĭ                                                                           | Datare: primul sfert al sec. al XX-lea Descoperit: jud. Constanța, com. CUMPĂNA, Bărăganul Material: aramă; cositor; ciocănit; incizat; cositorit | Tava cu pereți scunzi și buza răsfrântă este utilizată prin incizare cu motive de factură orientală - vasul cu flori, chiparosul, oglinda persană - dispuse după principiul alternanței. În câmpul central apare un motiv astral. Pe buză sunt trasate motive liniare. | Muzeul de Artă Populară, Constanța | Cimec    |
|      | Farfurie cu capac                                                              | Datare: primul sfert al sec. al XX-lea Descoperit: jud. Constanța, com. MIRCEA VODĂ, GHERGHINA Dimensiuni: Df: 21 cm; Dc: 17,5 cm Material: aramă; cositor; turnat; traforat; cositorit                                                                                               | Farfuria din aramă are marginile vălurite. Capacul înalt, cu formă tronconică, prezintă o proeminență cu rol funcțional. Ambele au fost ulterior cositorite. | Muzeul de Artă Populară, Constanța | Cimec    |
|      | Testâmal                                                                       | Datare: primul sfert al sec. al XX-lea Descoperit: jud. Constanța, MANGALIA Material: bumbac, dantelă croșetată, țesut în 2 ițe, ales printre și peste fire, încheiat cu acul, croșetat, cusut                                                                                        | La capetele ștergarului apare câte un registru cu ornamente florale alese printre fire cu bumbac bleumarin și roșu, încadrat de vărguțe bicrome și motive geometrice mărunte, alese peste fire. Mijlocul prezintă 6 registre cu ornamente florale geometrizate, alese printre fire cu roșu și bleumarin, încadrate de grupuri de vărguțe bicrome și ornamente alese peste fire cu bumbac roșu. Dantelă croșetată - aplicată la extremități. | Muzeul de Artă Populară, Constanța | Cimec    |
|      | Kâbârâz                                                                        | Datare: primul sfert al sec. al XX-lea Descoperit: jud. Constanța, MANGALIA Material: bumbac, țesut în 2 ițe, ales karamani, ales peste fire, încheiat cu acul | La capete - registru cu ornamente geometrice, organizate în compoziții cu câmp deschis, alese cu albastru, roșu, galben, alb și încadrate de benzi cu motive fitomorfe (tratate alternativ cu albastru și roșu) și geometrice (alese peste fire cu bumbac albastru). | Muzeul de Artă Populară, Constanța | Cimec    |
|      | Takta geaulîk                                                                  | Datare: primul sfert al sec. al XX-lea Descoperit: jud. Constanța, MANGALIA Material: bumbac, țesut în 2 ițe, ales peste fire, încheiat cu acul | Piesa se compune din 6 ștergare pliate și cusute unul de altul, având decor identic, redus la un singur registru cu ornamente florale geometrizate, alese cu bumbac negru și roșu și încadrate de vărguțe negre, galbene, roșii. | Muzeul de Artă Populară, Constanța | Cimec    |
|      | Takta geaulîk                                                                  | Datare: primul sfert al sec. al XX-lea Descoperit: jud. Constanța, MANGALIA Material: bumbac, țesut în 2 ițe, ales peste fire, încheiat cu acul | Ștergarul de grindă prezintă motive fitomorfe, dispuse perechi, pe trei registre, alese cu roșu și albastru (în două nuanțe) și alternate cu grupuri de vărguțe, țesute cu roșu și bleumarin. La unul dintre capete apar 6 motive florale geometrizate, alese cu bumbac roșu. | Muzeul de Artă Populară, Constanța | Cimec    |
|      | Takta geaulîk                                                                  | Datare: primul sfert al sec. al XX-lea Descoperit: jud. Constanța, MANGALIA Material: bumbac, țesut în 2 ițe, ales printre fire, încheiat cu acul | Ștergarul de grindă prezintă două tipuri de motive florale, alternate și încadrate de grupuri de vărguțe țesute cu negru, galben și roșu. Motivele florale sunt alese cu roșu, negru, verde. Pe lizieră apar ornamente florale mărunte, tratate în bicromia roșu-negru. | Muzeul de Artă Populară, Constanța | Cimec    |
|      | Kâbârâz                                                                        | Datare: primul sfert al sec. al XX-lea Descoperit: jud. Constanța, MANGALIA Material: bumbac, țesut în 2 ițe, ales Karamani, încheiat cu acul | La capetele ștergarului apare câte un registru decorativ cu motive geometrice (romburi „cu coarne”), alese cu roșu, bleumarin, orange pe fond alb, încadrat de o bandă cu ornamente geometrice, țesute cu roșu, bleumarin și alb. | Muzeul de Artă Populară, Constanța | Cimec    |
|      | Testâmal                                                                       | Datare: primul sfert al sec. al XX-lea Descoperit: jud. Constanța, com. TOPRAISAR Material: bumbac, dantelă croșetată, țesut în 2 ițe, ajurat, încheiat cu acul, croșetat, cusut | Ștergarul țesut în 2 ițe are capetele din bumbac galben și mijlocul din bumbac alb. La capete apare câte un registru cu ornamente florale ajurate, încadrat de benzi cu motive geometrice executate în aceeași tehnică. Dantelă - croșetată din bumbac galben - aplicată la extremități. Cromatica - alb, galben, orange. | Muzeul de Artă Populară, Constanța | Cimec    |
|      | Testâmal                                                                       | Datare: primul sfert al sec. al XX-lea Descoperit: jud. Constanța, com. TOPRAISAR Material: bumbac, dantelă croșetată, țesut în 2 ițe, ajurat, încheiat cu mașina | La extremitățile ștergarului - registru cu motive florale, alese cu negru și roșu, încadrat de grupuri de vărguțe bicrome. Mijlocul, ornamentat prin învărgare, prezintă motive geometrice mărunte. Pe margini - dantelă croșetată. | Muzeul de Artă Populară, Constanța | Cimec    |
|      | Testâmal                                                                       | Datare: primul sfert al sec. al XX-lea Descoperit: jud. Constanța, com. TOPRAISAR Material: bumbac, țesut în 2 ițe, ales printre fire, încheiat cu mașina | La extremitățile ștergarului - registru decorativ cu motive fitomorfe (ciorchini de struguri), alese cu bumbac roșu și negru, încadrat de motive florale stilizate. Mijlocul - ornamentat cu două tipuri de motive geometrice, ordonate pe șiruri orizontale, alese alternativ cu roșu și negru. Marginile - tivite cu mașina. | Muzeul de Artă Populară, Constanța | Cimec    |
|      | Kâbârâz                                                                        | Datare: primul sfert al sec. al XX-lea Descoperit: jud. Constanța Material: bumbac, țesut în 2 ițe, ales printre fire, încheiat cu mașina | La capetele ștergarului - registru decorativ cu câte 3 vapoare, tratate cu negru, galben și alb, pe fond roșu. Benzi cu motive geometrice, alese cu negru, roșu, galben și vărguțe țesute cu alb, negru și galben, ce încadrează registrele. Mijlocul ornamentat prin învărgare. | Muzeul de Artă Populară, Constanța | Cimec    |
|      | Testâmal                                                                       | Datare: primul sfert al sec. al XX-lea Descoperit: jud. Constanța, com. TOPRAISAR Material: bumbac, dantelă croșetată, țesut în 2 ițe, ales printre fire, încheiat cu acul | La extremități - registru cu motive florale, alese cu bumbac roșu, bleumarin și orange, încadrat de grupuri de vărguțe roșii, orange, negre. Mijlocul - ornamentat cu motive geometrice alese în aceleași tonuri, alternând cu grupuri de vărguțe policrome. Pe margini - dantelă croșetată. | Muzeul de Artă Populară, Constanța | Cimec    |
|      | Takta geaulîk                                                                  | Datare: primul sfert al sec. al XX-lea Descoperit: jud. Constanța, com. TOPRAISAR Material: bumbac, țesut în 2 ițe, ales printre fire, încheiat cu acul | Ștergarul de grindă prezintă două tipuri de motive florale, alternate și încadrate de grupuri de vărguțe, țesute cu roșu, negru, galben. Motivele florale sunt alese cu negru și roșu. | Muzeul de Artă Populară, Constanța | Cimec    |
|      | Kâbârâz                                                                        | Datare: primul sfert al sec. al XX-lea Descoperit: jud. Constanța, com. TOPRAISAR Material: bumbac, țesut în 2 ițe, ales karamani, încheiat cu acul | La capetele ștergarului apare câte un registru decorativ cu motive geometrice (romburi concentrice, romburi „cu coarne”), alese cu bleumarin, roșu, orange, pe fond alb și două benzi cu ornamente geometrice în tonuri de bleumarin, orange și alb. | Muzeul de Artă Populară, Constanța | Cimec    |
|      | Testâmal                                                                       | Datare: primul sfert al sec. al XX-lea Descoperit: jud. Constanța, com. TOPRAISAR Material: bumbac, țesut în 2 ițe, ales printre fire, încheiat cu acul | La extremitățile ștergarului - registru decorativ cu motive florale alese cu roșu, bleumarin și orange și benzi cu motive liniare galbene (pe fond bleumarin) sau roșii și bleumarin, încadrate de vărguțe bleumarin și orange. Mijlocul - ornamentat cu 2 tipuri de motive geometrice, tratate alternativ cu roșu și bleumarin, dispuse în șiruri orizontale, marcate de vărguțe roșii și orange. | Muzeul de Artă Populară, Constanța | Cimec    |
|      | Bayirbaș                                                                       | Datare: primul sfert al sec. al XX-lea Descoperit: jud. Constanța, com. TOPRAISAR Material: bumbac; borangic; dantelă industrială; țesut în 2 ițe; ales șabac | La capetele ștergarului apare câte un registru cu ornamente florale (garoafe), încadrat de benzi cu motive geometrice (romburi) și grupuri de vărguțe. Mijlocul ștergarului - țesut numai cu bumbac. Pe margini - dantele aplicate. | Muzeul de Artă Populară, Constanța | Cimec    |
|      | Kâbârâz                                                                        | Datare: primul sfert al sec. al XX-lea Descoperit: jud. Constanța, com. TOPRAISAR Material: bumbac, țesut în 2 ițe, ales cu tăieturi, încheiat cu acul | La capetele ștergarului - câte un registru decorativ cu motive avimorfe, extrem de stilizate, alese cu albastru și alb pe fond roșu. Registrele apar încadrate de benzi cu ornamentică geometrică, aleasă cu albastru și roșu pe fond alb (cu mici parcele de culoare orange). | Muzeul de Artă Populară, Constanța | Cimec    |
|      | Kâbârâz                                                                        | Datare: primul sfert al sec. al XX-lea Descoperit: jud. Constanța, com. TOPRAISAR Material: bumbac, cânepă, țesut în 2 ițe, ales karamani, încheiat cu acul | Piesa este alcătuită din 6 ștergare cu decor aparent identic, pliate și cusute alăturat. Cinci dintre ștergare prezintă la capete ornamente geometrice alese cu roșu, negru, galben, alb și doar unul se diferențiază cromatic, prin apariția albastrului. Registrele sunt încadrate de benzi cu motive geometrice, alese cu galben, negru, roșu (și albastru - la cel de-al VI-lea ștergar). Mijlocul ștergarelor - ornamentat prin învărgare cu cânepă. La un singur ștergar alături de cânepă apare și bumbacul negru. | Muzeul de Artă Populară, Constanța | Cimec    |
|      | Kâbârâz                                                                        | Datare: primul sfert al sec. al XX-lea Descoperit: jud. Constanța, com. TOPRAISAR Material: bumbac, cânepă, țesut în 2 ițe, ales karamani, încheiat cu acul | La capetele ștergarului apare câte un registru decorativ având ca elemente motive rombiforme (concentrice și cu laturile drepte), alese cu roșu, bleumarin, orange. Registrele sunt încadrate de benzi înguste cu ornamente geometrice, țesute cu roșu și bleumarin. Mijlocul este ornamentat prin învărgare (cu cânepă). | Muzeul de Artă Populară, Constanța | Cimec    |
|      | Kâbârâz                                                                        | Datare: primul sfert al sec. al XX-lea Descoperit: jud. Constanța, com. CIOCÂRLIA Material: bumbac; țesut în 2 ițe; ales karamani; încheiat cu acul | Ștergarul prezintă la capete câte un registru decorativ având ca elemente dominante motive rombiforme (concentrice sau cu laturile în trepte), alese cu roșu, bleumarin și alb. Registrele sunt încadrate de benzi înguste, cu ornamente triunghiulare, țesute alterantiv cu roșu și bleumarin. | Muzeul de Artă Populară, Constanța | Cimec    |
|      | Takta geaulîk                                                                  | Datare: primul sfert al sec. al XX-lea Descoperit: jud. Constanța, com. CIOCÂRLIA Material: bumbac, țesut în 2 ițe, ales peste fire, încheiat cu acul | Ștergarul de grindă prezintă un decor floral („vasul cu flori”), tratat în bicromia roșu-negru. La unul dintre capetele piesei motivul „vasului cu flori” capătă o altă abordare formală, iar în succesiunea motivelor apare și un accent cromatic inedit (orange). Bordură - cu ornamente florale geometrizate, alese cu roșu și negru. | Muzeul de Artă Populară, Constanța | Cimec    |
|      | Testâmal                                                                       | Datare: primul sfert al sec. al XX-lea Descoperit: jud. Constanța, com. CIOCÂRLIA Material: bumbac, țesut în 2 ițe, ales printre fire, încheiat cu acul | La extremitățile ștergarului apar câte un registru decorativ cu motive florale (garoafe) dispuse în ghiveci, tratate în bicromia roșu-bleumarin și o bordură cu motive geometrice (abordate alternativ în aceleași tonuri, marcată prin vărguțe bleumarin). Mijlocul - ornamentat prin învărgare, iar lizierele decorate cu motive florale geometrizate (boboci de garoafă), alese cu roșu și bleumarin. Marginile, tivite cu acul, prezintă ciucuri roșii și albaștri. | Muzeul de Artă Populară, Constanța | Cimec    |
|      | Masa orti                                                                      | Datare: primul sfert al sec. al XX-lea Descoperit: jud. Constanța, com. STRAJA, CUMPĂNA Material: bumbac, țesut în 2 ițe, ales printre fire, încheiat cu acul | Piesa se compune din 2 foi îmbinate cu acul. Chenar - cu ornamente meandrice, alese cu bumbac negru. Câmp central cu patru registre decorative florale, alese cu bumbac roz, roșu, albastru, violet, bej, orange. | Muzeul de Artă Populară, Constanța | Cimec    |
|      | Bayirbaș                                                                       | Datare: prima jumătate a sec. al XX-lea Descoperit: jud. Constanța, com. MIRCEA VODĂ, GHERGHINA Material: bumbac, țesut în 2 ițe, șabac | La capetele ștergarului apare câte un registru decorativ cu ornamente florale (lalele), încadrate de benzi cu motive geometrice (romburi). | Muzeul de Artă Populară, Constanța | Cimec    |
|      | Bayirbaș                                                                       | Datare: prima jumătate a sec. al XX-lea Descoperit: jud. Constanța, com. MIRCEA VODĂ, GHERGHINA Material: bumbac; borangic; dantelă industrială; țesut în 2 ițe; ales șabac; încheiat cu acul                                                                                         | La capetele ștergarului apare câte un registru cu ornamente florale (crini), încadrat de benzi cu motive geometrice și de vărguțe. Pe marginile tivite cu acul sunt aplicate dantele industriale. | Muzeul de Artă Populară, Constanța | Cimec    |
|      | Takta geaulîk                                                                  | Datare: primul sfert al sec. al XX-lea Descoperit: jud. Constanța, com. CUMPĂNA, STRAJA Material: bumbac; țesut în 2 ițe; ales printre fire; încheiat cu acul | Ștergarul de grindă prezintă un decor floral, dispus după principiul repetiției, ales în tonuri de roșu, negru, orange. La capete apare câte un grupaj de vărguțe, țesute cu roșu, galben și negru. | Muzeul de Artă Populară, Constanța | Cimec    |
|      | Testâmal                                                                       | Datare: prima jumătate a sec. al XX-lea Descoperit: jud. Constanța, com. COBADIN Material: bumbac; dantelă croșetată; ciucuri; țesut în două ițe; ales peste fire; încheiat cu mașina                                                                                                 | La extremități - registru decorativ cu motive florale (trandafir), dispuse în două buchete. Motivele - alese cu bumbac roșu și negru. Bordură cu motive florale mărunte, tratate în aceeași bicromie. Mijlocul ștergarului ornamentat prin învărgare. Pe margini - dantelă croșetată din bumbac alb, asociată cu ciucuri negri și roșii. | Muzeul de Artă Populară, Constanța | Cimec    |
|      | Testâmal                                                                       | Datare: prima jumătate a sec. al XX-lea Descoperit: jud. Constanța, com. COBADIN Material: bumbac; dantelă croșetată; ciucuri; țesut în două ițe; ales peste fire; încheiat cu mașina                                                                                                 | La extremități - câte un registru decoarativ cu motive avimorfe (cocoși), alese alternativ cu bumbac roșu și negru și câte o bordură cu motive fitomorfe, tratate în aceeași bicromie. Mijlocul ștergarului - ornamentat prin învărgare. Pe margini - dantelă croșetată din bumbac alb, asociată cu ciucuri negri și roșii. | Muzeul de Artă Populară, Constanța | Cimec    |
|      | Testâmal                                                                       | Datare: prima jumătate a sec. al XX-lea Descoperit: jud. Constanța, com. COBADIN Material: bumbac; dantelă croșetată; ciucuri; țesut în două ițe; ales peste fire; încheiat cu mașina                                                                                                 | La extremități - registru decorativ cu motive florale, alese alternativ cu bumbac roșu și negru și câte o bordură cu motive florale, tratate în aceeași bicromie. Mijlocul ștergarului - ornamentat prin învărgare. Pe margini - dantelă croșetată din bumbac alb, asociată cu ciucuri negri și roșii. | Muzeul de Artă Populară, Constanța | Cimec    |
|      | Testâmal                                                                       | Datare: prima jumătate a sec. al XX-lea Descoperit: jud. Constanța, com. COBADIN Material: bumbac; dantelă croșetată; ciucuri; țesut în două ițe; ales peste fire; încheiat cu mașina                                                                                                 | La extremități - câte un registru cu motive florale dispuse în buchete, alese cu bumbac roșu și negru și o bordură cu motive florale mărunte, tratate în aceeași bicromie. Mijlocul ștergarului este ornamentat prin învărgare. Pe margini - dantelă croșetată din bumbac alb, asociată cu ciucuri negri și roșii. | Muzeul de Artă Populară, Constanța | Cimec    |
|      | Testâmal                                                                       | Datare: prima jumătate a sec. al XX-lea Descoperit: jud. Constanța, com. COBADIN Material: bumbac; dantelă croșetată; ciucuri; țesut în două ițe; ales peste fire; încheiat cu mașina                                                                                                 | La extremități - registru decorativ cu motive fitomorfe (frunze de viță, ciorchini de struguri, cârcei spiralați) alternate cu ornamente florale, alese cu bumbac roșu și negru și bordură cu motive florale mărunte, tratate în aceeași bicromie. Mijlocul ștergarului este ornamentat prin învărgare. Pe margini - dantelă croșetată din bumbac alb, asociată cu ciucuri albi și roșii. | Muzeul de Artă Populară, Constanța | Cimec    |
|      | Bayirbaș                                                                       | Datare: prima jumătate a sec. al XX-lea Descoperit: jud. Constanța, com. COBADIN Material: bumbac, țesut în 2 ițe, șabac, încheiat cu mașina | La capete - registru cu motive avimorfe afrontate, încadrat de benzi cu ornamente florale stilizate. Marginile tivite cu mașina. | Muzeul de Artă Populară, Constanța | Cimec    |
|      | Takta geaulîk                                                                  | Datare: primul sfert al sec. al XX-lea Descoperit: jud. Constanța, com. VALEA DACILOR Material: bumbac; țesut în 2 ițe; ales printre fire; încheiat cu acul | Ștergarul de grindă prezintă un registru cu motive fitomorfe (ciorchini de struguri și frunze de viță), alese cu bumbac roșu și negru alternate cu grupuri de vărguțe, țesute în aceeași bicromie. Bordură cu motive geometrice roșii. | Muzeul de Artă Populară, Constanța | Cimec    |
|      | Takta geaulîk                                                                  | Datare: primul sfert al sec. al XX-lea Descoperit: jud. Constanța, com. MERENI Material: bumbac; țesut în 2 ițe; ales printre fire; încheiat cu acul | Ștergarul de grindă prezintă un decor floral și geometric dispus după legile alternanței și repetiției. Motivele - alese cu bumbac roșu, albastru, orange - încadrate de grupuri de vărguțe țesute în aceleași tonuri. | Muzeul de Artă Populară, Constanța | Cimec    |
|      | Takta geaulîk                                                                  | Datare: primul sfert al sec. al XX-lea Descoperit: jud. Constanța, com. MERENI Material: bumbac; țesut în 2 ițe; ales printre fire; încheiat cu acul | Ștergarul de grindă se caracterizează printr-un decor floral. În succesiunea lor motivele sunt alese cu roșu și bleumarin, fie cu ocru, bleumarin și roșu. Grupurile de vărguțe care le încadrează sunt țesute fie cu roșu, galben și bleumarin, fie cu galben, orange, bleumarin. Pe o lizieră apar motive geometrice de culoare orange, doar la un capăt acestea fiind de culoare roșie. | Muzeul de Artă Populară, Constanța | Cimec    |
|      | Kâbârâz                                                                        | Datare: primul sfert al sec. al XX-lea Descoperit: jud. Constanța, com. COMANA, TĂTARU Material: bumbac, cânepă, țesut în 2 ițe, ales karamani, încheiat cu acul | La capete - registru cu motive geometrice alese cu roșu, albastru, orange pe fond alb, încadrat de benzi cu ornamente geometrice și vărguțe, tratate în aceleași tonuri. Mijlocul - ornamentat prin învărgare (cu cânepă). | Muzeul de Artă Populară, Constanța | Cimec    |
|      | Bayirbaș                                                                       | Datare: prima jumătate a sec. al XX-lea Descoperit: jud. Constanța, com. ALBEȘTI Material: bumbac; borangic; dantelă croșetată; țesut în două ițe; ales printre fire și șabac; încheiat cu mașina; cusut                                                                              | La capete - câte un registru cu motive florale, alese cu bumbac roșu și verde, încadrat de benzi cu ornamente geometrice, alese șabac și grupuri de vărguțe țesute cu bumbac alb. Pe marginile tivite cu mașina, aplicate dantele croșetate. | Muzeul de Artă Populară, Constanța | Cimec    |
|      | Bayirbaș                                                                       | Datare: prima jumătate a sec. al XX-lea Descoperit: jud. Constanța, com. ALBEȘTI, COTU VĂII Material: bumbac; borangic; țesut în două ițe; ales șabac; încheiat cu acul | Capetele - țesute cu borangic, prezintă câte trei registre cu ornamente florale ajurate, încadrate de grupuri de vărguțe țesute cu bumbac alb. Câmpul registrului median este mai amplu, iar motivele florale tratate naturalist. | Muzeul de Artă Populară, Constanța | Cimec    |
|      | Kâbârâz                                                                        | Datare: prima jumătate a sec. al XX-lea Descoperit: jud. Constanța, com. BASARABI Material: bumbac; țesut în două ițe; ales karamani; încheiat cu acul | La capete - registru cu motive geometrice alese cu roșu, albastru, orange pe fond alb, încadrat de benzi cu ornamente geometrice și vărguțe, tratate în aceleași tonuri. Mijlocul - ornamentat prin învărgare (cu cânepă). | Muzeul de Artă Populară, Constanța | Cimec    |
|      | Kâbârâz                                                                        | Datare: prima jumătate a sec. al XX-lea Descoperit: jud. Constanța, com. Basarabi Material: bumbac; țesut în două ițe; ales cu tăieturi; încheiat cu acul | La extremități - câte un registru decorativ cu motive geometrice (romburi concentrice, romburi cu laturile în trepte), alese cu alb, orange, încadrat de benzi cu ornamente geometrice, țesute cu alb pe fond orange și vărguțe policrome. Mijlocul - învărgat cu bumbac alb, mai gros. | Muzeul de Artă Populară, Constanța | Cimec    |
|      | Takta geaulîk                                                                  | Datare: primul sfert al sec. al XX-lea Descoperit: jud. Constanța, com. Basarabi Material: bumbac; țesut în 2 ițe; ales printre fire; încheiat cu acul | Ștergarul de grindă prezintă un decor floral și fitomorf (ciorchini de struguri și frunze de viță) în dispunere alternativă, ales fie cu negru și bej, fie cu negru, bej și roșu, fie cu negru și roșu. Motivele - încadrate de grupuri de vărguțe, țesute în policromii diferite. Una dintre liziere - marcată prin motive geometrice. | Muzeul de Artă Populară, Constanța | Cimec    |
|      | Kâbârâz                                                                        | Datare: primul sfert al sec. al XX-lea Descoperit: jud. Constanța, com. Basarabi Material: bumbac; țesut în două ițe; ales karamani; încheiat cu acul | La capete - câte un registru cu ornamente geometrice, organizate în compoziții cu câmp deschis, având ca elemente dominante romburile. Motivele - alese în tonuri de orange, roșu, albastru și alb și încadrate de benzi cu ornamente geometrice (alese cu albastru, orange, alb pe fond roșu) și grupuri de vărguțe (țesute cu orange și albastru). | Muzeul de Artă Populară, Constanța | Cimec    |
|      | Testâmal                                                                       | Datare: primul sfert al sec. al XX-lea Descoperit: jud. Constanța, com. Basarabi Material: bumbac; dantelă croșetată; ciucuri; țesut în două ițe; ales printre fire; încheiat cu mașina                                                                                               | La extremități - câte un registru cu motive florale, alese cu negru și roșu și bordură cu ornamente geometrice tratate în aceeași bicromie, marcată prin vărguțe negre. Mijlocul - ornamentat cu motive rombiforme negre, dispuse în șiruri paralele, egal spațiate. Pe margini - dantelă îngustă și ciucuri din bumbac negru și roșu. | Muzeul de Artă Populară, Constanța | Cimec    |
|      | Takta geaulîk                                                                  | Datare: primul sfert al sec. al XX-lea Descoperit: jud. Constanța, com. Basarabi Material: bumbac; țesut în 2 ițe; ales printre fire; încheiat cu acul | Piesa se compune din 6 ștergare de același tip, pliate și cusute alăturat. Fiecare dintre acestea prezintă la capete câte un registru cu motive florale alese cu alb și bleumarin pe fond vișiniu, încadrat de benzi cu ornamente geometrice albe și vărguțe bleumarin. Mijlocul – ornamentat prin învărgare cu bumbac bleumarin. | Muzeul de Artă Populară, Constanța | Cimec    |
|      | Takta geaulîk                                                                  | Datare: primul sfert al sec. al XX-lea Descoperit: jud. Constanța, com. Basarabi Material: bumbac; țesut în 2 ițe; ales printre fire; încheiat cu acul | Ștergarul de grindă prezintă un decor fitomorf (ciorchini de struguri și frunze de viță), alternând cu grupuri de vărguțe. Motivele și vărguțele - tratate în bicromia roșu-bleumarin. | Muzeul de Artă Populară, Constanța | Cimec    |
|      | Testâmal                                                                       | Datare: primul sfert al sec. al XX-lea Descoperit: jud. Constanța, com. Basarabi Material: bumbac; dantelă croșetată; ciucuri; țesut în două ițe; ales printre fire; încheiat cu mașina                                                                                               | La extremități - câte un registru decorativ cu motive fitomorfe (ciorchini de struguri) alese cu negru și roșu și o bordură cu motive florale, tratate în aceeași bicromie, marcată prin vărguțe negre. Mijlocul - ornamentat cu motive rombiforme mărunte, alese cu negru și repartizate pe șiruri orizontale, egal spațiate. Pe margini - dantelă îngustă și ciucuri din bumbac, negri și roșii. | Muzeul de Artă Populară, Constanța | Cimec    |
|      | Testâmal                                                                       | Datare: primul sfert al sec. al XX-lea Descoperit: jud. Constanța, com. Basarabi Material: bumbac; dantelă croșetată; ciucuri; țesut în două ițe; ales printre fire; încheiat cu mașina                                                                                               | La extremități - câte un registru decorativ cu motive avimorfe, alese cu negru și roșu și o bordură cu ornamente florale tratate în aceeași bicromie. Mijlocul prezintă motive geometrice mărunte, alese cu bumbac negru. Pe margini - dantelă croșetată și ciucuri din bumbac, roșii și negri. | Muzeul de Artă Populară, Constanța | Cimec    |
|      | Takta geaulîk                                                                  | Datare: primul sfert al sec. al XX-lea Descoperit: jud. Constanța, MANGALIA Material: bumbac, țesut în 2 ițe, ales peste fire, încheiat cu acul | Ștergarul de grindă prezintă un decor geometric și fitomorf, dispus după legile alternanței și repetiției, ales cu negru și roșu. Motivele - încadrate de grupuri de vărguțe de lățimi diferite, țesute cu roșu, negru, orange. | Muzeul de Artă Populară, Constanța | Cimec    |
|      | Takta geaulîk                                                                  | Datare: primul sfert al sec. al XX-lea Descoperit: jud. Constanța, MANGALIA Material: bumbac, țesut în 2 ițe, ales peste fire | Ștergarul de grindă prezintă un decor floral, bazat pe repetiția și alternanța a două tipuri de motive, alese cu bumbac roșu și bleumarin. Motivele sunt încadrate de grupuri de vărguțe, tratate în aceeași bicromie. Pe lizeră apar ornamente geometrice. | Muzeul de Artă Populară, Constanța | Cimec    |
|      | Kâbârâz                                                                        | Datare: primul sfert al sec. al XX-lea Descoperit: jud. Constanța, MANGALIA Material: bumbac; țesut în două ițe; ales karamani; încheiat cu acul | La capetele ștergarului apare câte un registru cu ornamente geometrice, organizate în compoziții cu câmp deschis, alese cu roșu, orange, bleumarin, alb, pe fond roșu. Registrele sunt încadrate de benzi cu motive geometrice, alese alternativ cu roșu și bleumarin sau orange și bleumarin. | Muzeul de Artă Populară, Constanța | Cimec    |
|      | Taier Autor: anonim                                                            | Datare: Al treilea sfert al secolului al XX-lea Descoperit: jud. ILFOV, BUCUREȘTI Dimensiuni: Î: 3,8 cm Material: LUT; ANGOBĂ; COLORANȚI; SMALȚ; FRĂMÂNTAT PRIN CĂLCARE; MODELAT LA ROATĂ; PICTAT CU CORNUL; PICTAT CU PENSULA; SMĂLȚUIT; ARDERE OXIDANTĂ                             | VASUL CU FOND CĂRĂMIZIU ESTE DECORAT ÎN CÂMPUL CENTRAL CU O SPIRALĂ GALBENĂ, TRASATĂ CU CORNUL, ASOCIATĂ CU MOTIVE DISCOIDALE (PUNCTE), REALIZATE CU BRUN. PE BUZA VASULUI - UN MEANDRU VERDE ȘI O SPIRALĂ. CROMATICĂ: CĂRĂMIZIU (FOND), GALBEN, VERDE, BRUN (MOTIVE) | Muzeul de Artă Populară, Constanța | Cimec    |
|      | Taier Autor: anonim                                                            | Datare: Prima jumătate a secolului XX Descoperit: jud. ILFOV, BUCUREȘTI Dimensiuni: Î: 3 cm Material: LUT; ANGOBĂ; COLORANȚI; SMALȚ; FRĂMÂNTAT PRIN CĂLCARE; MODELAT LA ROATĂ; PICTAT CU CORNUL; PICTAT CU PENSULA; SMĂLȚUIT; ARDERE OXIDANTĂ                                         | VASUL CU FOND BRUN ESTE DECORAT ÎN CÂMPUL CENTRAL CU O SPIRALĂ ALBĂ, ASOCIATĂ CU MOTIVE PUNCTIFORME VERZI ȘI CĂRĂMIZII. PE BUZA VASULUI - UN MEANDRU ALB. CROMATICĂ: BRUN (FOND), ALB, VERDE, CĂRĂMIZIU (MOTIVE). | Muzeul de Artă Populară, Constanța | Cimec    |
|      | Taier Autor: Marin Ciungulescu                                                 | Datare: Anul 1983 Descoperit: jud. ILFOV, BUCUREȘTI Dimensiuni: Î: 3 cm Material: LUT; ANGOBĂ; COLORANȚI; SMALȚ; FRĂMÂNTAT PRIN CĂLCARE; MODELAT LA ROATĂ; PICTAT CU CORNUL; SMĂLȚUIT; ARDERE OXIDANTĂ                                                                                | FARFURIA CU FOND BRUN ESTE DFECORATĂ CU O SPIRALĂ ANGOBATĂ, TRASATĂ CU CORNUL, CROMATICA: BRUN (FOND), ALB (MOTIVE) | Muzeul de Artă Populară, Constanța | Cimec    |
|      | Taier Autor: anonim                                                            | Datare: Al treilea sfert al secolului al XX-lea Descoperit: jud. ILFOV, BUCUREȘTI Dimensiuni: Î: 4,3 cm Material: LUT; ANGOBĂ; COLORANȚI; SMALȚ; FRĂMÂNTAT PRIN CĂLCARE; MODELAT LA ROATĂ; PICTAT CU CORNUL; PICTAT CU PAIUL; SMĂLȚUIT; ARDERE OXIDANTĂ                               | FARFURIA CU FOND CĂRĂMIZIU ESTE DECORATĂ ÎN CÂMPUL CENTRAL CU O SPIRALĂ ALBĂ, ASOCIATĂ CU MOTIVE PUNCTIFORME VERZI, IAR PE MARGINI CU UN MEANDRU ALB. PE BUZA VASULUI - O SPIRALĂ ALBĂ ȘI GRUPAJE DE CÂTE PATRU MOTIVE LINIARE BRUN. CROMATICA: CĂRĂMIZIU (FOND), BRUN, VERDE (MOTIVE). | Muzeul de Artă Populară, Constanța | Cimec    |
|      | Taier Autor: Marin Murgășan                                                    | Datare: Al treilea sfert al secolului al XX-lea Descoperit: jud. ILFOV, BUCUREȘTI Dimensiuni: Î: 4,2 cm Material: LUT; ANGOBĂ; COLORANȚI; SMALȚ; FRĂMÂNTAT PRIN CĂLCARE; MODELAT LA ROATĂ; PICTAT CU CORNUL; PICTAT CU PENSULA; SMĂLȚUIT; ARDERE OXIDANTĂ                             | FARFURIA CU FOND CĂRĂMIZIU ESTE DECORATĂ ÎN CÂMPUL CENTRAL CU O SPIRALĂ ALBĂ, ASOCIATĂ CU UN MOTIV FITOMORF PICTAT CU ALB ȘI BRUN. PEREȚII FARFURIEI SUNT DECORAȚI CU O SPIRALĂ ALBĂ ȘI MOTIVE OVOIDALE ȘI LINIARE VERZI ȘI BRUN. PE BUZA VASULUI - UN MOTIV MEANDRIC ALB. CROMATICA: CĂRĂMIZIU (FOND), BRUN, VERDE (MOTIVE). | Muzeul de Artă Populară, Constanța | Cimec    |
|      | Taier Autor: Marin Murgășan                                                    | Datare: Al treilea sfert al secolului al XX-lea Descoperit: jud. ILFOV, BUCUREȘTI Dimensiuni: Î: 4,3 cm Material: LUT; ANGOBĂ; COLORANȚI; SMALȚ; FRĂMÂNTAT PRIN CĂLCARE; MODELAT LA ROATĂ; PICTAT CU CORNUL; PICTAT CU PENSULA; SMĂLȚUIT; ARDERE OXIDANTĂ                             | FARFURIA CU FOND CĂRĂMIZIU ESTE DECORATĂ ÎN CÂMPUL CENTRAL CU O SPIRALĂ ALBĂ ȘI UN MEANDRU BRUN. PEREȚII FARFURIEI SUNT DECORAȚI CU O SPIRALĂ ALBĂ ȘI GRUPAJE DE CÂTE TREI MOTIVE PUNCTIFORME (OVOIDALE) VERZI. BUZA VASULUI PREZINTĂ UN MEANDRU ALB. CROMATICĂ: CĂRĂMIZIU (FOND), BRUN, VERDE (MOTIVE). | Muzeul de Artă Populară, Constanța | Cimec    |
|      | Platou Autor: Grigore Ciungulescu                                              | Datare: Datare certă: anul 1974 Descoperit: jud. ILFOV, BUCUREȘTI Dimensiuni: Î: 4,4 cm Material: LUT; ANGOBĂ; COLORANȚI; SMALȚ; FRĂMÂNTAT PRIN CĂLCARE; MODELAT LA ROATĂ; PICTAT CU CORNUL; PICTAT CU PENSULA; SMĂLȚUIT; ARDERE OXIDANTĂ                                             | PLATOUL CU FOND BEJ PREZINTĂ ÎN CÂMPUL CENTRAL UN MOTIV AVIMORF (PĂUN), REALIZAT CU ALB, BRUN, CĂRĂMIZIU, VERDE, ASOCIAT CU MOTIVE FLORALE. PE MARGINEA VASULUI SUNT REALIZATE MOTIVE GEOMETRICE COMPUSE DIN JUMĂTĂȚI DE DISC, LINII, PUNCTE, MEANDRE. PE BUZA VASULUI - UN MEANDRU. | Muzeul de Artă Populară, Constanța | Cimec    |
|      | Strachină Autor: Dumitru Șchiopu                                               | Datare: Al treilea sfert al secolului al XX -lea Descoperit: jud. ILFOV, BUCUREȘTI Dimensiuni: Î: 6,5 cm Material: LUT; ANGOBĂ; COLORANȚI; SMALȚ; FRĂMÂNTAT PRIN CĂLCARE; MODELAT LA ROATĂ; PICTAT CU CORNUL; ANGOBAT; SMĂLȚUIT; ARDERE OXIDANTĂ                                      | STRACHINA ANGOBATĂ PREZINTĂ UN DECOR GEOMETRIC ȘI FITOMORF PESTE CARE A FOST APLICAT SMALȚ. PEREȚII VASULUI SUNT DECORAȚI CU TREI GRUPAJE DE SPIRALE DUBLATE DE ORNAMENTE PUNCTIFORME ȘI CÂTE UN MOTIV FITOMORF. BUZA VASULUI PREZINTĂ UN MEANDRU. CROMATICĂ: ALB (FOND), CĂRĂMIZIU, VERDE (MOTIVE). | Muzeul de Artă Populară, Constanța | Cimec    |
|      | Strachină Autor: Dumitru Șchiopu                                               | Datare: Al treilea sfert al secolului al XX -lea Descoperit: jud. ILFOV, BUCUREȘTI Dimensiuni: Î: 7,2 cm Material: LUT; ANGOBĂ; COLORANȚI; SMALȚ; FRĂMÂNTAT PRIN CĂLCARE; MODELAT LA ROATĂ; PICTAT CU CORNUL; ANGOBAT; SMĂLȚUIT; ARDERE OXIDANTĂ                                      | STRACHINA ANGOBATĂ PREZINTĂ UN DECOR GEOMETRIC, PESTE CARE A FOST APLICAT SMALȚ. ÎN CENTRUL VASULUI, DECORUL ESTE COMPUS DIN LINII FRÂNTE (UNGHIURI). PEREȚII VASULUI SUNT DECORAȚI CU UN REGISTRU REALIZAT DINTR-UN MEANDRU ȘI MOTIVE PUNCTIFORME, ÎNCADRAT DE DOUĂ CERCURI. ACESTORA LI SE ADAUGĂ MOTIVE GEOMETRICE (SPIRALĂ, PUNCT, UNGHI, LINIE), DISPUSE ÎN PATRU ZONE. BUZA VASULUI PREZINTĂ UN MEANDRU ȘI MOTIVE PUNCTIFORME. CROMATICĂ: ALB (FOND), GALBEN, CĂRĂMIZIU, VERDE (MOTIVE). | Muzeul de Artă Populară, Constanța | Cimec    |
|      | Strachină Autor: Dumitru Șchiopu                                               | Datare: Al treilea sfert al secolului al XX -lea Descoperit: jud. ILFOV, BUCUREȘTI Dimensiuni: Î: 6 cm Material: LUT; ANGOBĂ; COLORANȚI; SMALȚ; FRĂMÂNTAT PRIN CĂLCARE; MODELAT LA ROATĂ; PICTAT CU CORNUL; ANGOBAT; SMĂLȚUIT; ARDERE OXIDANTĂ                                        | STRACHINA ANGOBATĂ PREZINTĂ UN DECOR GEOMETRIC PESTE CARE ESTE APLICAT SMALȚ. ÎN CENTRUL VASULUI SE AFLĂ UN ORNAMENT DISCOIDAL. PE PEREȚI SUNT REALIZATE TREI SPIRALE DUBLATE DE MOTIVE PUNCTIFORME. PE BUZA VASULUI - UN MEANDRU ȘI MOTIVE PUNCTIFORME. CROMATICĂ: ALB (FOND), GALBEN, CĂRĂMIZIU, VERDE (MOTIVE). | Muzeul de Artă Populară, Constanța | Cimec    |
|      | Taier Autor: Dumitru Șchiopu                                                   | Datare: Al treilea sfert al secolului al XX -lea Descoperit: jud. ILFOV, BUCUREȘTI Dimensiuni: Î: 4 cm Material: LUT; ANGOBĂ; COLORANȚI; SMALȚ; FRĂMÂNTAT PRIN CĂLCARE; MODELAT LA ROATĂ; PICTAT CU CORNUL; ANGOBAT; SMĂLȚUIT; ARDERE OXIDANTĂ                                        | FARFURIA ANGOBATĂ PREZINTĂ UN DECOR GEOMETRIC ȘI FITOMORF, PESTE CARE ESTE APLICAT SMALȚ. MARGINEA LATĂ A FARFURIEI ESTE DECORATĂ CU MOTIVE GEOMETRICE MARGINEA LATĂ A FARFURIEI ESTE DECORATĂ CU MOTIVE GEOMETRICE - SPIRALE DUBLATE DE MOTIVE PUNCTIFORME ȘI GRUPAJE DE CÂTE TREI LINII. ÎN CÂMPUL CENTRAL, APAR PATRU GRUPAJE DE MOTIVE GEOMETRICE ȘI FITOMORFE: SPIRALE, PUNCTE ȘI POMUL VIEȚII. CENTRUL VASULUI ESTE MARCAT DE UN DISC. CROMATICĂ: ALB (FOND), GALBEN, CĂRĂMIZIU, VERDE (MOTIVE). | Muzeul de Artă Populară, Constanța | Cimec    |
|      | Taier Autor: Dumitru Șchiopu                                                   | Datare: Anul 1976 Descoperit: jud. ILFOV, BUCUREȘTI Dimensiuni: Î: 7,2 cm Material: LUT; ANGOBĂ; COLORANȚI; SMALȚ; FRĂMÂNTAT PRIN CĂLCARE; MODELAT LA ROATĂ; PICTAT CU CORNUL; ANGOBAT; SMĂLȚUIT; ARDERE OXIDANTĂ                                                                     | FARFURIA ESTE ANGOBATĂ, IAR PESTE DECOR A FOST APLICAT SMALȚ. CENTRUL VASULUI, MARCAT CU UN CERC, ESTE DECORAT CU TREI SPIRALE DUBLATE DE ORNAMENTE PUNCTIFORME. PEREȚII SUNT DECORAȚI CU TREI GRUPAJE DE MOTIVE MEANDRICE. PE BUZA VASULUI APAR ȘASE MOTIVE FITOMORFE (RAMURA). CROMATICĂ: ALB (FOND), GALBEN, VERDE (MOTIVE). | Muzeul de Artă Populară, Constanța | Cimec    |
|      | Taier Autor: Dumitru Șchiopu                                                   | Datare: Al treilea sfert al secolului al XX -lea Descoperit: jud. ILFOV, BUCUREȘTI Dimensiuni: Î: 3,5 cm Material: LUT; ANGOBĂ; COLORANȚI; SMALȚ; FRĂMÂNTAT PRIN CĂLCARE; MODELAT LA ROATĂ; PICTAT CU CORNUL; ANGOBAT; SMĂLȚUIT; ARDERE OXIDANTĂ                                      | FARFURIA ESTE ANGOBATĂ, IAR PESTE DECOR A FOST APLICAT SMALȚ. ÎN CENTRU APARE UN MOTIV GEOMETRIC COMPUS DIN SPIRALE CU CONTURURI DUBLATE DE ORNAMENTE PUNCTIFORME, UNGHIURI SUPRAPUSE ȘI ORNAMENTE LINIARE. MARGINILE FARFURIEI, MARCATE DE CERCURI, SUNT DECORATE CU UN MEANDRU ASOCIAT CU MOTIVE PUNCTIFORME. CROMATICĂ: ALB (FOND), BRUN, GALBEN (MOTIVE). | Muzeul de Artă Populară, Constanța | Cimec    |
|      | Strachină Autor: Stelian Ogrezeanu                                             | Datare: Al treilea sfert al secolului al XX -lea Descoperit: jud. ILFOV, BUCUREȘTI Dimensiuni: Î: 6,2 cm Material: LUT; ANGOBĂ; COLORANȚI; SMALȚ; FRĂMÂNTAT PRIN CĂLCARE; MODELAT LA ROATĂ; PICTAT CU CORNUL; JIRĂVIT CU GAIȚA; ANGOBAT; SMĂLȚUIT; ARDERE OXIDANTĂ                    | STRACHINA CU FOND ALB ESTE DECORATĂ PE BUZĂ CU UN MEANDRU. PEREȚII PREZINTĂ UN DECOR GEOMETRIC ALCĂTUIT DIN ALTERNANȚA A TREI SPIRALE CU TREI MOTIVE MEANDRICE. ÎN CÂMPUL CENTRAL, MARCAT DE O SPIRALĂ, ESTE PICTATĂ O ROZETĂ, ASOCIATĂ CU ȘASE MOTIVE PUNCTIFORME. CROMATICĂ: ALB (FOND), BRUN, CĂRĂMIZIU, VERDE (MOTIVE). | Muzeul de Artă Populară, Constanța | Cimec    |
|      | Strachină Autor: Dumitru Mischiu                                               | Datare: Al treilea sfert al secolului al XX -lea Descoperit: jud. ILFOV, BUCUREȘTI Dimensiuni: Î: 7 cm Material: LUT; ANGOBĂ; COLORANȚI; SMALȚ; FRĂMÂNTAT PRIN CĂLCARE; MODELAT LA ROATĂ; PICTAT CU CORNUL; JIRĂVIT CU GAIȚA; ANGOBAT; SMĂLȚUIT; ARDERE OXIDANTĂ                      | STRACHINA CU FOND ALB ESTE BOGAT DECORATĂ. ÎN CENTRUL VASULUI, PESTE SPIRALE CIRCULARE, TRASATE FIN, SUNT SUPRAPUSE MOTIVE FITOMORFE (CRENGUȚE), FLORALE ȘI LINIARE. PEREȚII VASULUI SUNT DECORAȚI CU MOTIVE FITOMORFE DISPUSE SUB FORMĂ DE GHIRLANDĂ, ASOCIATE CU MOTIVE FITOMORFE DISPUSE LINIAR. CROMATICĂ: ALB (FOND), BRUN, CĂRĂMIZIU, VERDE (MOTIVE). | Muzeul de Artă Populară, Constanța | Cimec    |
|      | Strachină Autor: Stelian Ogrezeanu                                             | Datare: Al treilea sfert al secolului al XX -lea Descoperit: jud. ILFOV, BUCUREȘTI Dimensiuni: Î: 6,3 cm Material: LUT; ANGOBĂ; COLORANȚI; SMALȚ; FRĂMÂNTAT PRIN CĂLCARE; MODELAT LA ROATĂ; PICTAT CU CORNUL; JIRĂVIT CU GAIȚA; ANGOBAT; SMĂLȚUIT; ARDERE OXIDANTĂ                    | STRACHINA CU FOND ANGOBAT ESTE DECORATĂ ÎN CENTRU CU O ROZETĂ JIRĂVITĂ, ASOCIATĂ CU UN MEANDRU. PE PEREȚII VASULUI APARE UN MOTIV MEANDRIC, ASOCIAT CU MOTIVE PUNCTIFORME ȘI MOTIVE MEANDRICE PICTATE CU CORNUL ȘI JIRĂVITE CU GAIȚA. PE BUZA VASULUI - UN MEANDRU. CROMATICĂ: ALB (FOND), BRUN, CĂRĂMIZIU, VERDE (MOTIVE). | Muzeul de Artă Populară, Constanța | Cimec    |
|      | Strachină Autor: Stelian Ogrezeanu                                             | Datare: Al treilea sfert al secolului al XX -lea Descoperit: jud. ILFOV, BUCUREȘTI Dimensiuni: Î: 6 cm Material: LUT; ANGOBĂ; COLORANȚI; SMALȚ; FRĂMÂNTAT PRIN CĂLCARE; MODELAT LA ROATĂ; PICTAT CU CORNUL; JIRĂVIT CU GAIȚA; ANGOBAT; SMĂLȚUIT; ARDERE OXIDANTĂ                      | STRACHINA CU FOND ANGOBAT ESTE DECORATĂ ÎN CENTRU ȘI PE PEREȚI CU UN MOTIV ASTRAL, PE FOND JIRĂVIT, COMPUS DIN LINII FRÂNTE ȘI MOTIVE FLORALE (BOBOCI). PE BUZA VASULUI - UN MEANDRU. CROMATICĂ: ALB (FOND), BRUN, CĂRĂMIZIU, VERDE (MOTIVE). | Muzeul de Artă Populară, Constanța | Cimec    |
|      | Strachină Autor: Stelian Ogrezeanu                                             | Datare: Al treilea sfert al secolului al XX -lea Descoperit: jud. ILFOV, BUCUREȘTI Dimensiuni: Î: 5,4 cm Material: LUT; ANGOBĂ; COLORANȚI; SMALȚ; FRĂMÂNTAT PRIN CĂLCARE; MODELAT LA ROATĂ; PICTAT CU CORNUL; JIRĂVIT CU GAIȚA; ANGOBAT; SMĂLȚUIT; ARDERE OXIDANTĂ                    | STRACHINA CU FOND BRUN ESTE DECORATĂ PE ÎNTREAGA SUPRAFAȚĂ. ÎN CENTRU, PESTE O SPIRALĂ CONCENTRICĂ ESTE JIRĂVIT UN MOTIV STELAR, AVÂND CA TERMINAȚII MOTIVE FLORALE (BOBOCI). PEREȚII SUNT DECORAȚI CU SPIRALE CIRCULARE JIRĂVITE, MOTIVE MEANDRICE ȘI LINIARE, JIRĂVITE CU GAIȚA, IAR PE BUZA VASULUI ESTE TRASAT UN MEANDRU. CROMATICĂ: BRUN (FOND), ALB, VERDE, PORTOCALIU (MOTIVE). | Muzeul de Artă Populară, Constanța | Cimec    |
|      | Strachină Autor: Stelian Ogrezeanu                                             | Datare: Al treilea sfert al secolului al XX -lea Descoperit: jud. ILFOV, BUCUREȘTI Dimensiuni: Î: 15,4 cm Material: LUT; ANGOBĂ; COLORANȚI; SMALȚ; FRĂMÂNTAT PRIN CĂLCARE; MODELAT LA ROATĂ; PICTAT CU CORNUL; JIRĂVIT CU GAIȚA; ANGOBAT; SMĂLȚUIT; ARDERE OXIDANTĂ                   | STRACHINA CU FOND GALBEN DESCHIS ESTE DECORATĂ PE TOATĂ SUPRAFAȚA. CENTRAL, ÎN INTERIORUL UNUI MOTIV GEOMETRIC (PĂTRAT, AVÂND ÎN FIECARE UNGHI CÂTE O COROLĂ), REALIZAT DIN MOTIVE FITOMORFE (SPIC DE GRÂU), SE DESFĂȘOARĂ O SPIRALĂ ȘI UN MOTIV DISCOIDAL JIRĂVIT, ASOCIAT CU UN MOTIV FLORAL. BUZA VASULUI ESTE ORNAMENTATĂ CU UN MEANDRU. CROMATICĂ: GALBEN DESCHIS (FOND), VERDE, BRUN, CĂRĂMIZIU (MOTIVE). | Muzeul de Artă Populară, Constanța | Cimec    |
|      | Strachină Autor: Aurelia Ogrezeanu                                             | Datare: Al treilea sfert al secolului al XX -lea Descoperit: jud. ILFOV, BUCUREȘTI Dimensiuni: Î: 7,4 cm Material: LUT; ANGOBĂ; COLORANȚI; SMALȚ; FRĂMÂNTAT PRIN CĂLCARE; MODELAT LA ROATĂ; PICTAT CU CORNUL; JIRĂVIT CU GAIȚA; ANGOBAT; SMĂLȚUIT; ARDERE OXIDANTĂ                    | STRACHINA CU FOND GALBEN ESTE DECORATĂ PE TOATĂ SUPRAFAȚA. PEREȚII VASULUI PREZINTĂ UN REGISTRU CU MOTIVE ("PÂNZA DE PĂIANJEN") JIRĂVITE CU GAIȚA, ÎNCADRATE DE LINII OBLICE. CENTRAL, APAR DOUĂ MOTIVE DISCOIDALE, ASOCIATE CU UN MOTIV ASTRAL (STEA CU ȘAPTE COLȚURI) ȘI TREI MOTIVE FITOMORFE (SPICE DE GRÂU). PE BUZA VASULUI - UN MEANDRU. | Muzeul de Artă Populară, Constanța | Cimec    |
|      | Strachină Autor: Stelian Ogrezeanu                                             | Datare: Al treilea sfert al secolului al XX -lea Descoperit: jud. ILFOV, BUCUREȘTI Dimensiuni: Î: 7,5 cm Material: LUT; ANGOBĂ; COLORANȚI; SMALȚ; FRĂMÂNTAT PRIN CĂLCARE; MODELAT LA ROATĂ; PICTAT CU CORNUL; JIRĂVIT CU GAIȚA; ANGOBAT; SMĂLȚUIT; ARDERE OXIDANTĂ                    | MOTIVELE DECORATIVE SUNT ORDONATE PE TOATĂ SUPRAFAȚA ANGOBATĂ A VASULUI. ÎN CÂMPUL CENTRAL, STRACHINA PREZINTĂ ȘASE MOTIVE PUNCTIFORME ȘI UN MOTIV GEOMETRIC (CERC), ÎN CARE ESTE ÎNSCRIS UN MOTIV FLORAL. PEREȚII VASULUI PREZINTĂ TREI MOTIVE SCHEOMORFE ("PIEPTENE") JIRĂVITE, ASOCIATE CU TREI SPIRALE. PE BUZĂ - UN MEANDRU. | Muzeul de Artă Populară, Constanța | Cimec    |
|      | Strachină Autor: Stelian Ogrezeanu                                             | Datare: Al treilea sfert al secolului al XX -lea Descoperit: jud. ILFOV, BUCUREȘTI Dimensiuni: Î: 6,2 cm Material: LUT; ANGOBĂ; COLORANȚI; SMALȚ; FRĂMÂNTAT PRIN CĂLCARE; MODELAT LA ROATĂ; PICTAT CU CORNUL; JIRĂVIT CU GAIȚA; ANGOBAT; SMĂLȚUIT; ARDERE OXIDANTĂ                    | MOTIVELE DECORATIVE SUNT ORDONATE PE TOATĂ SUPRAFAȚA ANGOBATĂ A VASULUI. ÎN CÂMPUL CENTRAL, STRACHINA PREZINTĂ CINCI MOTIVE PUNCTIFORME ȘI UN MOTIV DISCOIDAL JIRĂVIT. PEREȚII VASULUI PREZINTĂ TREI MOTIVE SCHEOMORFE ("PIEPTENE") JIRĂVITE, ASOCIATE CU TREI SPIRALE. PE BUZĂ - UN MEANDRU. | Muzeul de Artă Populară, Constanța | Cimec    |
|      | Strachină Autor: Stelian Ogrezeanu                                             | Datare: Al treilea sfert al secolului al XX -lea Descoperit: jud. ILFOV, BUCUREȘTI Dimensiuni: Î: 5,4 cm Material: LUT; ANGOBĂ; COLORANȚI; SMALȚ; FRĂMÂNTAT PRIN CĂLCARE; MODELAT LA ROATĂ; PICTAT CU CORNUL; JIRĂVIT CU GAIȚA; ANGOBAT; SMĂLȚUIT; ARDERE OXIDANTĂ                    | STRACHINA CU FOND GALBEN DESCHIS ESTE DECORATĂ PE TOATĂ SUPRAFAȚA. ÎN INTERIORUL UNUI MOTIV GEOMETRIC (HEXAGON CU LATURILE ARCUITE, AVÂND ÎN FIECARE UNGHI CÂTE UN MOTIV PUNCTIFORM), REALIZAT DIN MOTIVE FITOMORFE (SPIC DE GRÂU), SE DESFĂȘOARĂ UN REGISTRU JIRĂVIT, MARCAT DE UN MEANDRU. ÎN CÂMPUL CENTRAL, APARE UN MOTIV DISCOIDAL, MĂRGINIT DE UN MOTIV MEANDRIC, IAR ÎN INTERIORUL ACESTUIA O ROZETĂ, REALIZATĂ PRIN JIRĂVIRE. BUZA VASULUI ESTE ORNAMENTATĂ CU UN MEANDRU. CROMATICĂ: GALBEN DESCHIS (FOND), VERDE, BRUN, CĂRĂMIZIU (MOTIVE).                                                                            | Muzeul de Artă Populară, Constanța | Cimec    |
|      | Farfurie Autor: Stelian Ogrezeanu                                              | Datare: Al treilea sfert al secolului al XX -lea Descoperit: jud. ILFOV, BUCUREȘTI Dimensiuni: Î: 4,1 cm Material: LUT; ANGOBĂ; COLORANȚI; SMALȚ; FRĂMÂNTAT PRIN CĂLCARE; MODELAT LA ROATĂ; PICTAT CU CORNUL; JIRĂVIT CU GAIȚA; SMĂLȚUIT; ARDERE OXIDANTĂ                             | FARFURIA CU FOND BRUN ESTE DECORATĂ PE TOATĂ SUPRAFAȚA. ÎN CÂMPUL CENTRAL, PIESA PREZINTĂ O ROZETĂ REALIZATĂ PRIN JIRĂVIRE, ÎNSCRISĂ ÎNTR-UN MEANDRU, MĂRGINIT DE MOTIVE PUNCTIFORME. PEREȚII VASULUI SUNT DECORAȚI CU MOTIVE GEOMETRICE (CERCURI, MEANDRE ȘI SPIRALE). PE BUZA VASULUI - UN MOTIV MEANDRIC. CROMATICĂ: BRUN (FOND), VERDE, CĂRĂMIZIU, ALB (MOTIVE) | Muzeul de Artă Populară, Constanța | Cimec    |
|      | Taier Autor: Stelian Ogrezeanu                                                 | Datare: Al treilea sfert al secolului al XX -lea Descoperit: jud. ILFOV, BUCUREȘTI Dimensiuni: Î: 4,1 cm Material: LUT; ANGOBĂ; COLORANȚI; SMALȚ; FRĂMÂNTAT PRIN CĂLCARE; MODELAT LA ROATĂ; PICTAT CU CORNUL; JIRĂVIT CU GAIȚA; ANGOBAT; SMĂLȚUIT; ARDERE OXIDANTĂ                    | FARFURIA CU FOND ALB ESTE DECORATĂ PE TOATĂ SUPRAFAȚA. PEREȚII VASULUI PREZINTĂ TREI REGISTRE: UNUL MEDIAN, CU MOTIVE PUNCTIFORME PE FOND ALB, ȘI DOUĂ REALIZATE PRIN JIRĂVIRE CU GAIȚA. ÎN CÂMPUL CENTRAL, APARE O ROZETĂ, MĂRGINITĂ DE UN CERC ȘI DE MOTIVE PUNCTIFORME. PE BUZA VASULUI - MOTIVE PUNCTIFORME. CROMATICĂ: ALB (FOND), VERDE, CĂRĂMIZIU, BRUN (MOTIVE) | Muzeul de Artă Populară, Constanța | Cimec    |
|      | Taier Autor: Stelian Ogrezeanu                                                 | Datare: Al treilea sfert al secolului al XX -lea Descoperit: jud. ILFOV, BUCUREȘTI Dimensiuni: Î: 4 cm Material: LUT; ANGOBĂ; COLORANȚI; SMALȚ; FRĂMÂNTAT PRIN CĂLCARE; MODELAT LA ROATĂ; PICTAT CU CORNUL; JIRĂVIT CU GAIȚA; SMĂLȚUIT; ARDERE OXIDANTĂ                               | FARFURIA CU FOND BRUN ESTE DECORATĂ PE TOATĂ SUPRAFAȚA. ÎN CÂMPUL CENTRAL, PIESA PREZINTĂ UN MOTIV ASTRAL (STEA), REALIZAT PRIN JIRĂVIRE ȘI ÎNSCRIS ÎNTR-UN CERC, AVÂND ÎN FIECARE COLȚ CÂTE UN MOTIV FLORAL (COROLA). PEREȚII VASULUI, DELIMITAȚI PRINTR-UN GRUPAJ DE CERCURI CONCENTRICE, SUNT DECORAȚI CU MOTIVE GEOMETRICE JIRĂVITE, CE ALTERNEAZĂ CU TREI SPIRALE. PE BUZA VASULUI - UN MOTIV MEANDRIC. CROMATICĂ: BRUN (FOND), VERDE, CĂRĂMIZIU, ALB (MOTIVE) | Muzeul de Artă Populară, Constanța | Cimec    |
|      | Taier Autor: Stelian Ogrezeanu                                                 | Datare: Al treilea sfert al secolului al XX -lea Descoperit: jud. ILFOV, BUCUREȘTI Dimensiuni: Î: 4,3 cm Material: LUT; ANGOBĂ; COLORANȚI; SMALȚ; FRĂMÂNTAT PRIN CĂLCARE; MODELAT LA ROATĂ; PICTAT CU CORNUL; JIRĂVIT CU GAIȚA; ANGOBAT; SMĂLȚUIT; ARDERE OXIDANTĂ                    | ÎN CÂMPUL CENTRAL, PE FOND GALBEN PAL, APARE O ROZETĂ ÎNSCRISĂ ÎN CERC, ASOCIATĂ CU TREI MOTIVE PUNCTIFORME. PEREȚII VASULUI SUNT DECORAȚI CU O REȚEA DE MOTIVE REALIZATE PRIN JIRĂVIRE CU GAIȚA. CROMATICA: GALBEN PAL (FOND), BRUN, VERDE (MOTIVE) | Muzeul de Artă Populară, Constanța | Cimec    |
|      | Taier Autor: Stelian Ogrezeanu                                                 | Datare: Al treilea sfert al secolului al XX -lea Descoperit: jud. ILFOV, BUCUREȘTI Dimensiuni: Î: 3,4 cm Material: LUT; ANGOBĂ; COLORANȚI; SMALȚ; FRĂMÂNTAT PRIN CĂLCARE; MODELAT LA ROATĂ; PICTAT CU CORNUL; JIRĂVIT CU GAIȚA; ANGOBAT; SMĂLȚUIT; ARDERE OXIDANTĂ                    | FARFURIA CU FOND GALBEN PREZINTĂ PE PEREȚI ȘI ÎN CÂMPUL CENTRAL CÂTE UN REGISTRU CU SPIRALE JIRĂVITE CU GAIȚA, PESTE CARE SUNT PICTATE LINII ZIG-ZAG-ATE, CE FORMEAZĂ UN MOTIV STELAR, AVÂND ÎN FIECARE UNGHI DISPUS CÂTE UN BOBOC DE FLOARE. REGISTRUL MARGINAL ESTE ÎNCADRAT DE MOTIVE MEANDRICE. CROMATICA: GALBEN (FOND), BRUN, VERDE, CĂRĂMIZIU (MOTIVE) | Muzeul de Artă Populară, Constanța | Cimec    |
|      | Taier Autor: Stelian Ogrezeanu                                                 | Datare: Al treilea sfert al secolului al XX -lea Descoperit: jud. ILFOV, BUCUREȘTI Dimensiuni: Î: 4,2 cm Material: LUT; ANGOBĂ; COLORANȚI; SMALȚ; FRĂMÂNTAT PRIN CĂLCARE; MODELAT LA ROATĂ; PICTAT CU CORNUL; JIRĂVIT CU GAIȚA; ANGOBAT; SMĂLȚUIT; ARDERE OXIDANTĂ                    | FARFURIA CU FOND GALBEN ESTE DECORATĂ ÎN CENTRU CU O ROZETĂ JIRĂVITĂ CU GAIȚA ȘI TREI MOTIVE FITOMORFE (SPIC DE GRÂU). PEREȚII FARFURIEI PREZINTĂ CA DECOR SPIRALA JIRĂVITĂ, IAR PE BUZA VASULUI APARE UN MOTIV MEANDRIC. CROMATICA: GALBEN (FOND), BRUN, VERDE, CĂRĂMIZIU (MOTIVE) | Muzeul de Artă Populară, Constanța | Cimec    |
|      | Taier Autor: Stelian Ogrezeanu                                                 | Datare: Al treilea sfert al secolului al XX -lea Descoperit: jud. ILFOV, BUCUREȘTI Dimensiuni: Î: 5 cm Material: LUT; ANGOBĂ; COLORANȚI; SMALȚ; FRĂMÂNTAT PRIN CĂLCARE; MODELAT LA ROATĂ; PICTAT CU CORNUL; JIRĂVIT CU GAIȚA; ANGOBAT; SMĂLȚUIT; ARDERE OXIDANTĂ                      | FARFURIA CU FOND GALBEN ESTE DECORATĂ ÎN CENTRU CU O ROZETĂ JIRĂVITĂ CU GAIȚA, ÎNSCRISĂ ÎNTR-UN CERC, ASOCIATĂ CU PATRU MOTIVE GEOMETRICE. PEREȚII FARFURIEI PREZINTĂ DOUĂ REGISTRE CU MOTIVE GEOMETRICE (LINII CURBE, PUNCTE), JIRĂVITE CU GAIȚA. CROMATICA: GALBEN (FOND), BRUN, VERDE, CĂRĂMIZIU (MOTIVE) | Muzeul de Artă Populară, Constanța | Cimec    |
|      | Taier Autor: Stelian Ogrezeanu                                                 | Datare: Al treilea sfert al secolului al XX -lea Descoperit: jud. ILFOV, BUCUREȘTI Dimensiuni: Î: 3,8 cm Material: LUT; ANGOBĂ; COLORANȚI; SMALȚ; FRĂMÂNTAT PRIN CĂLCARE; MODELAT LA ROATĂ; PICTAT CU CORNUL; JIRĂVIT CU GAIȚA; ANGOBAT; SMĂLȚUIT; ARDERE OXIDANTĂ                    | FARFURIA CU FOND GALBEN ESTE DECORATĂ ÎN CENTRU CU O ROZETĂ JIRĂVITĂ CU GAIȚA, ÎNSCRISĂ ÎNTR-UN CERC, ASOCIATĂ CU ȘAPTE MOTIVE MEANDRICE. PEREȚII FARFURIEI PREZINTĂ ȘASE GRUPAJE CU MOTIVE GEOMETRICE (LINII OBLICE, PUNCTE, MEANDRE. CROMATICA: GALBEN (FOND), BRUN, VERDE, CĂRĂMIZIU (MOTIVE) | Muzeul de Artă Populară, Constanța | Cimec    |
|      | Taier Autor: Stelian Ogrezeanu                                                 | Datare: Al treilea sfert al secolului al XX -lea Descoperit: jud. ILFOV, BUCUREȘTI Dimensiuni: Î: 3,6 cm Material: LUT; ANGOBĂ; COLORANȚI; SMALȚ; FRĂMÂNTAT PRIN CĂLCARE; MODELAT LA ROATĂ; PICTAT CU CORNUL; JIRĂVIT CU GAIȚA; ANGOBAT; SMĂLȚUIT; ARDERE OXIDANTĂ                    | FARFURIA CU FOND GALBEN DESCHIS ESTE DECORATĂ ÎN CENTRU CU O ROZETĂ JIRĂVITĂ CU GAIȚA, ÎNSCRISĂ ÎNTR-UN CERC, ASOCIATĂ CU ȘASE MOTIVE PUNCTIFORME. PEREȚII FARFURIEI PREZINTĂ CERCURI ȘI TREI GRUPAJE CU MOTIVE GEOMETRICE (LINII MEANDRE), CE ALTERNEAZĂ CU TREI SPIRALE. CROMATICA: GALBEN (FOND), BRUN, VERDE, CĂRĂMIZIU (MOTIVE) | Muzeul de Artă Populară, Constanța | Cimec    |
|      | Taier Autor: Stelian Ogrezeanu                                                 | Datare: Al treilea sfert al secolului al XX -lea Descoperit: jud. ILFOV, BUCUREȘTI Dimensiuni: Î: 3,9 cm Material: LUT; ANGOBĂ; COLORANȚI; SMALȚ; FRĂMÂNTAT PRIN CĂLCARE; MODELAT LA ROATĂ; PICTAT CU PENSULA; PICTAT CU CORNUL; JIRĂVIT CU GAIȚA; ANGOBAT; SMĂLȚUIT; ARDERE OXIDANTĂ | FARFURIA CU FOND GALBEN DESCHIS ESTE DECORATĂ ÎN CÂMPUL CENTRAL CU UN MOTIV AVIMORF (COCOȘ), ÎNCADRAT ÎNTR-UN MEANDRU. PEREȚII VASULUI PREZINTĂ MOTIVE GEOMETRICE REALIZATE PRIN JIRĂVIRE CU GAIȚA. CROMATICA: GALBEN (FOND), BRUN, VERDE, CĂRĂMIZIU (MOTIVE) | Muzeul de Artă Populară, Constanța | Cimec    |
|      | Taier Autor: Stelian Ogrezeanu                                                 | Datare: Al treilea sfert al secolului al XX -lea Descoperit: jud. ILFOV, BUCUREȘTI Dimensiuni: Î: 3,7 cm Material: LUT; ANGOBĂ; COLORANȚI; SMALȚ; FRĂMÂNTAT PRIN CĂLCARE; MODELAT LA ROATĂ; PICTAT CU PENSULA; PICTAT CU CORNUL; JIRĂVIT CU GAIȚA; ANGOBAT; SMĂLȚUIT; ARDERE OXIDANTĂ | FARFURIA CU FOND GALBEN DESCHIS ESTE DECORATĂ ÎN CÂMPUL CENTRAL CU UN MOTIV ASTRAL (STEA CU ȘASE COLȚURI), ÎNTRE RAZELE CĂRUIA APARE CÂTE UN MOTIV FLORAL STILIZAT, COMPUS DIN PUNCTE. PEREȚII VASULUI PREZINTĂ MOTIVE GEOMETRICE (LINII FRÂNTE, MEANDRE, CERCUR), REALIZATE PRIN JIRĂVIRE CU GAIȚA. CROMATICA: GALBEN (FOND), VERDE, CĂRĂMIZIU, BRUN (MOTIVE) | Muzeul de Artă Populară, Constanța | Cimec    |
|      | Platou Autor: Aurelia Ogrezeanu                                                | Datare: Al treilea sfert al secolului al XX -lea Descoperit: jud. ILFOV, BUCUREȘTI Dimensiuni: Î: 4,5 cm Material: LUT; ANGOBĂ; COLORANȚI; SMALȚ; FRĂMÂNTAT PRIN CĂLCARE; MODELAT LA ROATĂ; PICTAT CU CORNUL; JIRĂVIT CU GAIȚA; SMĂLȚUIT; ARDERE OXIDANTĂ                             | PLATOUL CU FOND BRUN ESTE DECORAT PE TOATĂ SUPRAFAȚA. ÎN CÂMPUL CENTRAL, PIESA PREZINTĂ UN MOTIV ASTRAL (STEA CU OPT RAZE), REALIZAT PRIN JIRĂVIRE ȘI ÎNSCRIS ÎNTR-UN CERC, AVÂND PE FIECARE RAZĂ CÂTE UN MOTIV FLORAL (COROLA). ACELAȘI MOTIV ASTRAL ESTE RELUAT ȘI PE PEREȚII VASULUI. BUZA PIESEI PREZINTĂ COROLE, CE ALTERNEAZĂ CU LINII OBLICE. CROMATICĂ: BRUN (FOND), VERDE, CĂRĂMIZIU, ALB (MOTIVE) | Muzeul de Artă Populară, Constanța | Cimec    |
|      | Platou Autor: Aurelia Ogrezeanu                                                | Datare: Al treilea sfert al secolului al XX -lea Descoperit: jud. ILFOV, BUCUREȘTI Dimensiuni: Î: 4 cm Material: LUT; ANGOBĂ; COLORANȚI; SMALȚ; FRĂMÂNTAT PRIN CĂLCARE; MODELAT LA ROATĂ; PICTAT CU PENSULA; PICTAT CU CORNUL; JIRĂVIT CU GAIȚA; ANGOBAT; SMĂLȚUIT; ARDERE OXIDANTĂ   | PLATOUL CU FOND GALBEN DESCHIS ESTE DECORAT ÎN CENTRU CU O ROZETĂ JIRĂVITĂ CU GAIȚA, ÎNSCRISĂ ÎNTR-UN CERC, ASOCIATĂ CU CINCI MOTIVE FITOMORFE, MĂRGINITE DE PUNCTE. PEREȚII PIESEI PREZINTĂ MOTIVE GEOMETRICE (LINII DREPTE ȘI OBLICE, PUNCTE). PE BUZA VASULUI, APARE UN MEANDRU. CROMATICA: GALBEN (FOND), BRUN, VERDE, CĂRĂMIZIU (MOTIVE) | Muzeul de Artă Populară, Constanța | Cimec    |
|      | Taier Autor: Stelian Ogrezeanu                                                 | Datare: Al treilea sfert al secolului al XX -lea Descoperit: jud. ILFOV, BUCUREȘTI Dimensiuni: Î: 3,2 cm Material: LUT; ANGOBĂ; COLORANȚI; SMALȚ; FRĂMÂNTAT PRIN CĂLCARE; MODELAT LA ROATĂ; PICTAT CU CORNUL; JIRĂVIT CU GAIȚA; ANGOBAT; SMĂLȚUIT; ARDERE OXIDANTĂ                    | FARFURIA CU FOND GALBEN DESCHIS ESTE DECORATĂ ÎN CENTRU CU UN MOTIV ASTRAL (STEA), JIRĂVIT CU GAIȚA, ÎNSCRIS ÎNTR-UN MEANDRU, ALĂTURI DE PATRU SPIRALE. PEREȚII FARFURIEI PREZINTĂ PATRU GRUPAJE CU MOTIVE GEOMETRICE (LINII OBLICE), ÎN CARE SUNT ÎNSCRISE MOTIVE FLORALE STILIZATE. LA BUZA VASULUI - MOTIVE GEOMETRICE JIRĂVITE. CROMATICA: GALBEN (FOND), BRUN, VERDE, CĂRĂMIZIU (MOTIVE) | Muzeul de Artă Populară, Constanța | Cimec    |
|      | Taier Autor: Stelian Ogrezeanu                                                 | Datare: Al treilea sfert al secolului al XX -lea Descoperit: jud. ILFOV, BUCUREȘTI Dimensiuni: Î: 2,9 cm Material: LUT; ANGOBĂ; COLORANȚI; SMALȚ; FRĂMÂNTAT PRIN CĂLCARE; MODELAT LA ROATĂ; PICTAT CU CORNUL; JIRĂVIT CU GAIȚA; ANGOBAT; SMĂLȚUIT; ARDERE OXIDANTĂ                    | FARFURIA CU FOND GALBEN DESCHIS ESTE DECORATĂ ÎN CENTRU CU UN MOTIV FLORAL STILIZAT, TRASAT PE UN CÂMP DE MOTIVE JIRĂVITE CU GAIȚA ȘI ÎNSCRISE ÎNTR-UN CERC. PEREȚII FARFURIEI PREZINTĂ ȘASE GRUPAJE CU MOTIVE GEOMETRICE JIRĂVITE, UNITE PRIN LINII OBLICE ȘI DREPTE ȘI DELIMITATE DE MOTIVE PUNCTIFORME. LA BUZA VASULUI - MOTIVE GEOMETRICE JIRĂVITE. CROMATICA: GALBEN (FOND), VERDE, CĂRĂMIZIU, BRUN (MOTIVE) | Muzeul de Artă Populară, Constanța | Cimec    |
|      | Strachină Autor: Stelian Ogrezeanu                                             | Datare: Al treilea sfert al secolului al XX -lea Descoperit: jud. ILFOV, BUCUREȘTI Dimensiuni: Î: 4 cm Material: LUT; ANGOBĂ; COLORANȚI; SMALȚ; FRĂMÂNTAT PRIN CĂLCARE; MODELAT LA ROATĂ; PICTAT CU CORNUL; PICTAT CU PENSULA; JIRĂVIT CU GAIȚA; ANGOBAT; SMĂLȚUIT; ARDERE OXIDANTĂ   | STRACHINA CU FOND GALBEN DESCHIS ESTE DECORATĂ ÎN CENTRU CU UN MOTIV FLORAL STILIZAT (COROLA), JIRĂVIT CU GAIȚA ȘI ÎNSCRIS ÎN DOUĂ CERCURI. ACEST MOTIV CENTRAL ESTE ASOCIAT CU MOTIVE PUNCTIFORME ȘI UN REGISTRU ÎNGUST, REALIZAT PRIN JIRĂVIRE CU GAIȚA. PEREȚII FARFURIEI PREZINTĂ ȘASE MOTIVE DECORATIVE: TREI SPIRALE ȘI TREI SPICE DE GRÂU, DISPUSE ALTERNATIV. LA BUZA VASULUI - UN GRUPAJ DE CERCURI ȘI UN MOTIV MEANDRIC. CROMATICA: GALBEN (FOND), BRUN, CĂRĂMIZIU, VERDE (MOTIVE) | Muzeul de Artă Populară, Constanța | Cimec    |
|      | Strachină Autor: Stelian Ogrezeanu                                             | Datare: Al treilea sfert al secolului al XX -lea Descoperit: jud. ILFOV, BUCUREȘTI Dimensiuni: Î: 3,5 cm Material: LUT; ANGOBĂ; COLORANȚI; SMALȚ; FRĂMÂNTAT PRIN CĂLCARE; MODELAT LA ROATĂ; PICTAT CU CORNUL; PICTAT CU PENSULA; JIRĂVIT CU GAIȚA; SMĂLȚUIT; ARDERE OXIDANTĂ          | STRACHINA CU FOND BRUN ESTE DECORATĂ ÎN CENTRU CU UN MOTIV GEOMETRIC (ROZETA), ÎNSCRIS ÎNTR-UN CERC. PEREȚII PIESEI SUNT ORNAMETAȚI CU UN REGISTRU COMPUS DIN MOTIVE GEOMETRICE JIRĂVITE, ÎNCADRAT DE MOTIVE FITOMORFE (SPIC DE GRÂU), DISPUSE SUB FORMA UNUI OCTOGON. ACESTE MOTIVE SUNT ASOCIATE CU LINII OBLICE ȘI PUNCTE. PE BUZA VASULUI - UN GRUPAJ DE CERCURI ȘI UN MOTIV MEANDRIC. CROMATICA: BRUN (FOND), ALB, CĂRĂMIZIU, VERDE (MOTIVE) | Muzeul de Artă Populară, Constanța | Cimec    |
|      | Strachină Autor: anonim                                                        | Datare: Prima jumătate a secolului al XX -lea Descoperit: jud. ILFOV, BUCUREȘTI Dimensiuni: Î: 6,3 cm Material: LUT; ANGOBĂ; COLORANȚI; SMALȚ; FRĂMÂNTAT PRIN CĂLCARE; MODELAT LA ROATĂ; PICTAT CU CORNUL; SMĂLȚUIT; ANGOBAT; ARDERE OXIDANTĂ                                         | ÎN CÂMPUL CENTRAL, APARE UN PUNCT ÎNCADRAT ÎNTR-O SPIRALĂ MĂRGINITĂ DE CINCI MOTIVE MEANDRICE. PEREȚII STRACHINEI SUNT ORNAMENTAȚI CU MOTIVE GEOMETRICE (LINII CURBE, CERCURI). PE BUZA VASULUI - UN MOTIV MEANDRIC. CROMATICA: CREM (FOND), BRUN, VERDE, CĂRĂMIZIU (MOTIVE) | Muzeul de Artă Populară, Constanța | Cimec    |
|      | Strachină Autor: anonim                                                        | Datare: Prima jumătate a secolului al XX -lea Descoperit: jud. ILFOV, BUCUREȘTI Dimensiuni: Î: 7,2 cm Material: LUT; ANGOBĂ; COLORANȚI; SMALȚ; FRĂMÂNTAT PRIN CĂLCARE; MODELAT LA ROATĂ; PICTAT CU CORNUL; PICTAT CU PENSULA; SMĂLȚUIT; ANGOBAT; ARDERE OXIDANTĂ                      | ÎN CÂMPUL CENTRAL, APARE O SPIRALĂ ÎNCADRATĂ ÎNTR-UN MEANDRU. PEREȚII STRACHINEI SUNT ORNAMENTAȚI CU MOTIVE MEANDRICE ȘI UN GRUPAJ COMPUS DIN LINII FRÂNTE. CROMATICA: CREM (FOND), BRUN, VERDE (MOTIVE) | Muzeul de Artă Populară, Constanța | Cimec    |
|      | Strachină Autor: anonim                                                        | Datare: Prima jumătate a secolului al XX -lea Descoperit: jud. ILFOV, BUCUREȘTI Dimensiuni: Î: 6,5 cm Material: LUT; ANGOBĂ; COLORANȚI; SMALȚ; FRĂMÂNTAT PRIN CĂLCARE; MODELAT LA ROATĂ; PICTAT CU CORNUL; PICTAT CU PENSULA; JIRĂVIT CU GAIȚA; SMĂLȚUIT; ANGOBAT; ARDERE OXIDANTĂ    | ÎN CÂMPUL CENTRAL, APARE O SPIRALĂ ÎNCADRATĂ DE MOTIVE PUNCTIFORME. PEREȚII STRACHINEI SUNT DECORAȚI CU MOTIVE GEOMETRICE REALIZATE PRIN JIRĂVIRE CU GAIȚA ȘI ÎNCADRATE DE MOTIVE PUNCTIFORME. PE BUZA VASULUI - UN GRUPAJ DE CERCURI ȘI UN MEANDRU. CROMATICA: CREM (FOND), BRUN, VERDE, CĂRĂMIZIU (MOTIVE) | Muzeul de Artă Populară, Constanța | Cimec    |
|      | Strachină Autor: anonim                                                        | Datare: Prima jumătate a secolului al XX -lea Descoperit: jud. ILFOV, BUCUREȘTI Dimensiuni: Î: 6,9 cm Material: LUT; ANGOBĂ; COLORANȚI; SMALȚ; FRĂMÂNTAT PRIN CĂLCARE; MODELAT LA ROATĂ; PICTAT CU CORNUL; PICTAT CU PENSULA; SMĂLȚUIT; ANGOBAT; ARDERE OXIDANTĂ                      | ÎN CÂMPUL CENTRAL, APARE O SPIRALĂ ÎNCADRATĂ DE MOTIVE MEANDRICE. PEREȚII STRACHINEI SUNT DECORAȚI CU UN MEANDRU, ASOCIAT CU LINII CURBE ȘI FRÂNTE. CROMATICA: CREM (FOND), BRUN, VERDE (MOTIVE) | Muzeul de Artă Populară, Constanța | Cimec    |
|      | Strachină Autor: anonim                                                        | Datare: Prima jumătate a secolului al XX -lea Descoperit: jud. ILFOV, BUCUREȘTI Dimensiuni: Î: 7,7 cm Material: LUT; ANGOBĂ; COLORANȚI; SMALȚ; FRĂMÂNTAT PRIN CĂLCARE; MODELAT LA ROATĂ; PICTAT CU CORNUL; SMĂLȚUIT; ANGOBAT; ARDERE OXIDANTĂ                                         | ÎN CÂMPUL CENTRAL, APARE O SPIRALĂ ÎNCADRATĂ DE UN MOTIV ASTRAL (STEA) ȘI DE MOTIVE MEANDRICE. PEREȚII STRACHINEI SUNT DECORAȚI CU LINII FRÂNTE ȘI MEANDRE. CROMATICA: CREM (FOND), BRUN, VERDE (MOTIVE) | Muzeul de Artă Populară, Constanța | Cimec    |
|      | Strachină Autor: anonim                                                        | Datare: Prima jumătate a secolului al XX -lea Descoperit: jud. ILFOV, BUCUREȘTI Dimensiuni: Î: 6,9 cm Material: LUT; ANGOBĂ; COLORANȚI; SMALȚ; FRĂMÂNTAT PRIN CĂLCARE; MODELAT LA ROATĂ; PICTAT CU CORNUL; PICTAT CU PENSULA; SMĂLȚUIT; ANGOBAT; ARDERE OXIDANTĂ                      | PEREȚII STRACHINEI CU FOND CREM SUNT DECORAȚI CU PATRU GRUPAJE DE MOTIVE GEOMETRICE: DOUĂ CU LINII FRÂNTE ȘI DOUĂ CU CERCURI CONCENTRICE ÎNCADRATE DE MOTIVE PUNCTIFORME. ÎN CÂMPUL CENTRAL, APARE O ROZETĂ. LA BUZA VASULUI- MEANDRE. CROMATICA: CREM (FOND), BRUN, VERDE, CĂRĂMIZIU (MOTIVE) | Muzeul de Artă Populară, Constanța | Cimec    |
|      | Strachină Autor: anonim                                                        | Datare: Prima jumătate a secolului al XX -lea Descoperit: jud. ILFOV, BUCUREȘTI Dimensiuni: Î: 6,8 cm Material: LUT; ANGOBĂ; COLORANȚI; SMALȚ; FRĂMÂNTAT PRIN CĂLCARE; MODELAT LA ROATĂ; PICTAT CU CORNUL; PICTAT CU PENSULA; SMĂLȚUIT; ANGOBAT; ARDERE OXIDANTĂ                      | PEREȚII STRACHINEI CU FOND CREM SUNT DECORAȚI CU DOUĂ MOTIVE FITOMORFE (BRAZI), CE ALTERNEAZĂ CU DOUĂ GRUPAJE A CÎTE CÂTE TREI ȘIRURI DE MOTIVE MEANDRICE. ÎN CÂMPUL CENTRAL, APARE O ROZETĂ, ASOCIATĂ CU MEANDRE. LA BUZA VASULUI- MEANDRE. CROMATICA: CREM (FOND), BRUN, VERDE, CĂRĂMIZIU (MOTIVE) | Muzeul de Artă Populară, Constanța | Cimec    |
|      | Strachină Autor: anonim                                                        | Datare: Prima jumătate a secolului al XX -lea Descoperit: jud. ILFOV, BUCUREȘTI Dimensiuni: Î: 7,3 cm Material: LUT; ANGOBĂ; COLORANȚI; SMALȚ; FRĂMÂNTAT PRIN CĂLCARE; MODELAT LA ROATĂ; JIRĂVIT CU GAIȚA; PICTAT CU CORNUL; SMĂLȚUIT; ANGOBAT; ARDERE OXIDANTĂ                       | STRACHINA CU FOND GRI - VERDE ESTE DECORATĂ ÎN CENTRU CU O SPIRALĂ ÎNCADRATĂ DE MOTIVE FLORALE. PEREȚII VASULUI SUNT DECORAȚI CU O LINIE MEANDRICĂ ȘI MOTIVE SCHEOMORFE (PIEPTENELE). PE BUZĂ ESTE TRASAT UN MEANDRU. CROMATICA: GRI-VERDE (FOND), BRUN, CĂRĂMIZIU, VERDE (MOTIVE) | Muzeul de Artă Populară, Constanța | Cimec    |
|      | Strachină Autor: anonim                                                        | Datare: Prima jumătate a secolului al XX -lea Descoperit: jud. ILFOV, BUCUREȘTI Dimensiuni: Î: 7 cm Material: LUT; ANGOBĂ; COLORANȚI; SMALȚ; FRĂMÂNTAT PRIN CĂLCARE; MODELAT LA ROATĂ; PICTAT CU CORNUL; SMĂLȚUIT; ANGOBAT; ARDERE OXIDANTĂ                                           | STRACHINA CU FOND GĂLBUI ESTE DECORATĂ GEOMETRIC, ASTFEL: PE BUZA VASULUI ESTE TRASAT UN MEANDRU, URMAT DE CERCURI CONCENTRICE ȘI ORNAMENTE MEANDRICE DISPUSE OBLIC. CENTRUL PIESEI ESTE MARCAT DE UN CERC. CROMATICA: GĂLBUI (FOND), BRUN, CĂRĂMIZIU, VERDE (MOTIVE) | Muzeul de Artă Populară, Constanța | Cimec    |
|      | Strachină Autor: anonim                                                        | Datare: Prima jumătate a secolului al XX -lea Descoperit: jud. ILFOV, BUCUREȘTI Dimensiuni: Î: 7,8 cm Material: LUT; ANGOBĂ; COLORANȚI; SMALȚ; FRĂMÂNTAT PRIN CĂLCARE; MODELAT LA ROATĂ; JIRĂVIT CU GAIȚA; PICTAT CU CORNUL; SMĂLȚUIT; ANGOBAT; ARDERE OXIDANTĂ                       | STRACHINA CU FOND CREM ESTE DECORATĂ PE MARGINI CU UN MEANDRU. PEREȚII VASULUI PREZINTĂ MOTIVE SCHEOMORFE (PIEPTENELE) ASOCIATE CU MOTIVE FLORALE, IAR CENTRUL VASULUI ESTE MARCAT CU O SPIRALĂ. CROMATICA: CREM (FOND), BRUN, CĂRĂMIZIU, VERDE (MOTIVE) | Muzeul de Artă Populară, Constanța | Cimec    |
|      | Strachină Autor: anonim                                                        | Datare: Prima jumătate a secolului al XX -lea Descoperit: jud. ILFOV, BUCUREȘTI Dimensiuni: Î: 7 cm Material: LUT; ANGOBĂ; COLORANȚI; SMALȚ; FRĂMÂNTAT PRIN CĂLCARE; MODELAT LA ROATĂ; JIRĂVIT CU GAIȚA; PICTAT CU CORNUL; PICTAT CU PENSULA; SMĂLȚUIT; ANGOBAT; ARDERE OXIDANTĂ      | STRACHINA CU FOND CREM ESTE DECORATĂ ÎN CENTRU CU O SPIRALĂ ASOCIATĂ CU MOTIVE PUNCTIFORME. PEREȚII VASULUI PREZINTĂ MOTIVE SCHEOMORFE (PIEPTENELE) CE ALTERNEAZĂ CU MOTIVE FLORALE. LA BUZA STRACHINEI, DECORUL CONSTĂ ÎNTR-UN MEANDRU ȘI UN GRUPAJ DE CERCURI CONCENTRICE REALIZATE CU GAIȚA. CROMATICA: CREM (FOND), BRUN, CĂRĂMIZIU, VERDE (MOTIVE) | Muzeul de Artă Populară, Constanța | Cimec    |
|      | Strachină Autor: anonim                                                        | Datare: Prima jumătate a secolului al XX -lea Descoperit: jud. ILFOV, BUCUREȘTI Dimensiuni: Î: 6,8 cm Material: LUT; ANGOBĂ; COLORANȚI; SMALȚ; FRĂMÂNTAT PRIN CĂLCARE; MODELAT LA ROATĂ; JIRĂVIT CU GAIȚA; PICTAT CU CORNUL; PICTAT CU PENSULA; SMĂLȚUIT; ANGOBAT; ARDERE OXIDANTĂ    | STRACHINA CU FOND CREM ESTE DECORATĂ CU MOTIVE GEOMETRICE DISPUSE ÎN REGISTRE CIRCULARE. PE BUZA VASULUI - UN MEANDRU. PEREȚII SUNT DECORAȚI CU SPIRALE ȘI MOTIVE GEOMETRICE MĂRUNTE (LINII CURBE). CENTRUL VASULUI ESTE MARCAT PRINTR-O SPIRALĂ. CROMATICA: CREM (FOND), BRUN, VERDE (MOTIVE) | Muzeul de Artă Populară, Constanța | Cimec    |
|      | Strachină Autor: anonim                                                        | Datare: Prima jumătate a secolului al XX -lea Descoperit: jud. ILFOV, BUCUREȘTI Dimensiuni: Î: 6,3 cm Material: LUT; ANGOBĂ; COLORANȚI; SMALȚ; FRĂMÂNTAT PRIN CĂLCARE; MODELAT LA ROATĂ; PICTAT CU CORNUL; PICTAT CU PENSULA; SMĂLȚUIT; ANGOBAT; ARDERE OXIDANTĂ                      | STRACHINA CU FOND CREM PREZINTĂ UN DECOR GEOMETRIC ȘI FLORAL, ASTFEL DISPUS: PE BUZA VASULUI - UN MEANDRU, URMAT DE SPIRALĂ JIRĂVITĂ. PEREȚII SUNT DECORAȚI CU UN MEANDRU ASOCIAT CU MOTIVE PUNCTIFORME ȘI MOTIVE FLORALE. CENTRUL VASULUI ESTE DECORAT CU O SPIRALĂ ÎNCADRATĂ DE MOTIVE PUNCTIFORME. CROMATICA: CREM (FOND), BRUN, VERDE, CĂRĂMIZIU (MOTIVE) | Muzeul de Artă Populară, Constanța | Cimec    |
|      | Strachină Autor: anonim                                                        | Datare: Prima jumătate a secolului al XX -lea Descoperit: jud. ILFOV, BUCUREȘTI Dimensiuni: Î: 6,8 cm Material: LUT; ANGOBĂ; COLORANȚI; SMALȚ; FRĂMÂNTAT PRIN CĂLCARE; MODELAT LA ROATĂ; PICTAT CU CORNUL; PICTAT CU PENSULA; SMĂLȚUIT; ANGOBAT; ARDERE OXIDANTĂ                      | STRACHINA CU FOND CREM ESTE DECORATĂ CU MOTIVE GEOMETRICE AMPLASATE ASTFEL: PE BUZA VASULUI ESTE TRASAT UN MEANDRU, URMAT DE O SPIRALĂ JIRĂVITĂ CU CORNUL. PEREȚII VASULUI SUNT DECORAȚI CU TREI GRUPAJE DE MOTIVE GEOMETRICE COMPUSE DIN ARCE DE CERC ȘI MEANDRE, IAR CENTRUL VASULUI ESTE MARCAT DE DOUĂ CERCURI CONCENTRICE. CROMATICA: CREM (FOND), BRUN, CĂRĂMIZIU, VERDE (MOTIVE) | Muzeul de Artă Populară, Constanța | Cimec    |
|      | Strachină Autor: anonim                                                        | Datare: Prima jumătate a secolului al XX -lea Descoperit: jud. ILFOV, BUCUREȘTI Dimensiuni: Î: 7,2 cm Material: LUT; ANGOBĂ; COLORANȚI; SMALȚ; FRĂMÂNTAT PRIN CĂLCARE; MODELAT LA ROATĂ; PICTAT CU CORNUL; SMĂLȚUIT; ANGOBAT; ARDERE OXIDANTĂ                                         | STRACHINA CU FOND CREM ESTE DECORATĂ CU UN MEANDRU, ASOCIAT CU LINII SPIRALATE ȘI ARCE DE CERC. ÎN CÂMPUL CENTRAL APAR DOUĂ MOTIVE PUNCTIFORME ȘI DOUĂ SPIRALE. CROMATICA: CREM (FOND), BRUN, CĂRĂMIZIU, VERDE (MOTIVE) | Muzeul de Artă Populară, Constanța | Cimec    |
|      | Strachină Autor: anonim                                                        | Datare: Prima jumătate a secolului al XX -lea Descoperit: jud. ILFOV, BUCUREȘTI Dimensiuni: Î: 7,9 cm Material: LUT; ANGOBĂ; COLORANȚI; SMALȚ; FRĂMÂNTAT PRIN CĂLCARE; MODELAT LA ROATĂ; PICTAT CU CORNUL; PICTAT CU PENSULA; SMĂLȚUIT; ANGOBAT; ARDERE OXIDANTĂ                      | STRACHINA CU FOND CREM ESTE DECORATĂ ÎN CÂMPUL CENTRAL CU UN MOTIV DISCOIDAL ASOCIAT CU ELEMENTE LINIARE. PEREȚII SUNT DECORAȚI CU O LINIE MEANDRICĂ, CONTURATĂ CU MOTIVE PUNCTIFORME ȘI AVÂND DE O PARTE ȘI DE ALTA ELEMENTE FITOMORFE, FIGURATE PRIN LINII FRÂNTE. PE MARGINI - MOTIVE LINIARE. CROMATICA: CREM (FOND), BRUN, CĂRĂMIZIU, VERDE (MOTIVE) | Muzeul de Artă Populară, Constanța | Cimec    |
|      | Strachină Autor: anonim                                                        | Datare: Prima jumătate a secolului al XX -lea Descoperit: jud. ILFOV, BUCUREȘTI Dimensiuni: Î: 7,2 cm Material: LUT; ANGOBĂ; COLORANȚI; SMALȚ; FRĂMÂNTAT PRIN CĂLCARE; MODELAT LA ROATĂ; PICTAT CU CORNUL; PICTAT CU PENSULA; SMĂLȚUIT; ANGOBAT; ARDERE OXIDANTĂ                      | STRACHINA CU FOND CREM PREZINTĂ DECORAȚIE GEOMETRICĂ REPARTIZATĂ PE TOATĂ SUPRAFAȚA, ASTFEL: PE BUZA VASULUI - UN MEANDRU, PE PEREȚI - PATRU GRUPAJE DE MOTIVE MEANDRICE, ASOCIATE CU PUNCTE ȘI LINII CURBE, IAR ÎN CÂMPUL CENTRAL O SPIRALĂ ÎNCONJURATĂ DE PUNCTE. CROMATICA: CREM (FOND), BRUN, VERDE, CĂRĂMIZIU (MOTIVE) | Muzeul de Artă Populară, Constanța | Cimec    |
|      | Strachină Autor: anonim                                                        | Datare: Prima jumătate a secolului al XX -lea Descoperit: jud. ILFOV, BUCUREȘTI Dimensiuni: Î: 8,4 cm Material: LUT; ANGOBĂ; COLORANȚI; SMALȚ; FRĂMÂNTAT PRIN CĂLCARE; MODELAT LA ROATĂ; PICTAT CU CORNUL; SMĂLȚUIT; ANGOBAT; ARDERE OXIDANTĂ                                         | STRACHINA CU FOND ALB ESTE DECORATĂ PE ÎNTREAGA SUPRAFAȚĂ CU MEANDRE DISPUSE CIRCULAR PE TREI REGISTRE. CROMATICA: ALB (FOND), GALBEN, BRUN, VERDE (MOTIVE) | Muzeul de Artă Populară, Constanța | Cimec    |
|      | Strachină Autor: anonim                                                        | Datare: Prima jumătate a secolului al XX -lea Descoperit: jud. ILFOV, BUCUREȘTI Dimensiuni: Î: 8,1 cm Material: LUT; ANGOBĂ; COLORANȚI; SMALȚ; FRĂMÂNTAT PRIN CĂLCARE; MODELAT LA ROATĂ; PICTAT CU CORNUL; SMĂLȚUIT; ANGOBAT; ARDERE OXIDANTĂ                                         | STRACHINA CU FOND CREM ESTE DECORATĂ, ÎN CENTRU, CU O ROZETĂ ASOCIATĂ CU MEANDRE. PEREȚII VASULUI PREZINTĂ DOUĂ MOTIVE FITOMORFE (BRAZI) ȘI DOUĂ GRUPAJE DE LINII MEANDRICE. PE BUZA STRACHINEI APAR LINII OBLICE. CROMATICA: CREM (FOND), BRUN, VERDE, CĂRĂMIZIU (MOTIVE) | Muzeul de Artă Populară, Constanța | Cimec    |
|      | Strachină Autor: anonim                                                        | Datare: Prima jumătate a secolului al XX -lea Descoperit: jud. ILFOV, BUCUREȘTI Dimensiuni: Î: 7,6 cm Material: LUT; ANGOBĂ; COLORANȚI; SMALȚ; FRĂMÂNTAT PRIN CĂLCARE; MODELAT LA ROATĂ; PICTAT CU CORNUL; PICTAT CU PENSULA; SMĂLȚUIT; ANGOBAT; ARDERE OXIDANTĂ                      | STRACHINA CU FOND CREM ESTE DECORATĂ, ÎN CENTRU, CU O SPIRALĂ ASOCIATĂ CU MOTIVE FITOMORFE (SPIC DE GRÂU). PEREȚII VASULUI PREZINTĂ TREI MOTIVE GEOMETRICE (SPIRALE), IAR PE BUZĂ A FOST TRASAT UN MEANDRU. CROMATICA: CREM (FOND), BRUN, VERDE (MOTIVE) | Muzeul de Artă Populară, Constanța | Cimec    |
|      | Strachină Autor: anonim                                                        | Datare: Prima jumătate a secolului al XX -lea Descoperit: jud. ILFOV, BUCUREȘTI Dimensiuni: Î: 7,6 cm Material: LUT; ANGOBĂ; COLORANȚI; SMALȚ; FRĂMÂNTAT PRIN CĂLCARE; MODELAT LA ROATĂ; PICTAT CU CORNUL; JIRĂVIT CU GAIȚA; SMĂLȚUIT; ANGOBAT; ARDERE OXIDANTĂ                       | STRACHINA CU FOND CREM ESTE DECORATĂ, PE BUZĂ, CU UN MEANDRU. PEREȚII SUNT ORNAMENTAȚI CU MOTIVE FITOMORFE (SPIC DE GRÂU), DISPUSE SUB FORMĂ DE GHIRLANDĂ. ÎN CÂMPUL CENTRAL, APARE O ROZETĂ ASOCIATĂ CU PATRU MOTIVE FITOMORFE (SPIC DE GRÂU). CROMATICA: CREM (FOND), BRUN, VERDE (MOTIVE) | Muzeul de Artă Populară, Constanța | Cimec    |
|      | Strachină Autor: anonim                                                        | Datare: Prima jumătate a secolului al XX -lea Descoperit: jud. ILFOV, BUCUREȘTI Dimensiuni: Î: 8,5 cm Material: LUT; ANGOBĂ; COLORANȚI; SMALȚ; FRĂMÂNTAT PRIN CĂLCARE; MODELAT LA ROATĂ; PICTAT CU CORNUL; SMĂLȚUIT; ANGOBAT; ARDERE OXIDANTĂ                                         | STRACHINA CU FOND CREM ESTE DECORATĂ ÎN CÂMPUL CENTRAL CU O SPIRALĂ, ÎNCADRATĂ DE MEANDRE ȘI UN CERC. PEREȚII VASULUI PREZINTĂ TREI MEANDRE DISPUSE CIRCULAR. LA BUZA VASULUI - CERCURI CONCENTRICE ȘI UN MEANDRU. CROMATICA: CREM (FOND), BRUN, VERDE (MOTIVE) | Muzeul de Artă Populară, Constanța | Cimec    |
|      | Strachină Autor: anonim                                                        | Datare: Prima jumătate a secolului al XX -lea Descoperit: jud. ILFOV, BUCUREȘTI Dimensiuni: Î: 8,2 cm Material: LUT; ANGOBĂ; COLORANȚI; SMALȚ; FRĂMÂNTAT PRIN CĂLCARE; MODELAT LA ROATĂ; PICTAT CU CORNUL; JIRĂVIT CU GAIȚA; SMĂLȚUIT; ANGOBAT; ARDERE OXIDANTĂ                       | STRACHINA CU FOND CREM ESTE DECORATĂ ÎN CÂMPUL CENTRAL CU O ROZETĂ, ÎNCADRATĂ DE PATRU MOTIVE FITOMORFE (SPIC DE GRÂU). PEREȚII VASULUI PREZINTĂ TREI SPIRALE ȘI TREI MOTIVE FLORALE MĂRUNTE. LA BUZA VASULUI - CERCURI CONCENTRICE ȘI UN MEANDRU. CROMATICA: GALBEN (FOND), CREM, VERDE (MOTIVE) | Muzeul de Artă Populară, Constanța | Cimec    |
|      | Strachină Autor: anonim                                                        | Datare: Prima jumătate a secolului al XX -lea Descoperit: jud. ILFOV, BUCUREȘTI Dimensiuni: Î: 8,3 cm Material: LUT; ANGOBĂ; COLORANȚI; SMALȚ; FRĂMÂNTAT PRIN CĂLCARE; MODELAT LA ROATĂ; PICTAT CU CORNUL; SMĂLȚUIT; ANGOBAT; ARDERE OXIDANTĂ                                         | STRACHINA CU FOND CREM ESTE DECORATĂ ÎN CÂMPUL CENTRAL CU O ROZETĂ. PEREȚII VASULUI PREZINTĂ UN MOTIV ASTRAL (STEA CU ȘASE COLȚURI), REALIZAT DIN LINII FRÂNTE ȘI PUNCTE, ASOCIAT CU GRUPAJE DE CÂTE DOUĂ LINII FRÂNTE, DISPUSE ÎN UNGHIURILE FORMATE DE LATURILE MOTIVULUI ASTRAL. LA BUZA VASULUI - UN CERC ȘI MOTIVE MEANDRICE. CROMATICA: CREM (FOND), BRUN, VERDE, CĂRĂMIZIU (MOTIVE) | Muzeul de Artă Populară, Constanța | Cimec    |
|      | Strachină Autor: anonim                                                        | Datare: Prima jumătate a secolului al XX -lea Descoperit: jud. ILFOV, BUCUREȘTI Dimensiuni: Î: 7,8 cm Material: LUT; ANGOBĂ; COLORANȚI; SMALȚ; FRĂMÂNTAT PRIN CĂLCARE; MODELAT LA ROATĂ; PICTAT CU CORNUL; SMĂLȚUIT; ANGOBAT; ARDERE OXIDANTĂ                                         | STRACHINA CU FOND CREM ESTE DECORATĂ ÎN CÂMPUL CENTRAL CU O SPIRALĂ, ÎNCADRATĂ DE PATRU LINII MEANDRICE. PEREȚII VASULUI PREZINTĂ TREI MEANDRE DISPUSE CIRCULAR, ASOCIATE CU MOTIVE MĂRUNTE UNGHIULARE. LA BUZA VASULUI - CERCURI CONCENTRICE ȘI UN MEANDRU. CROMATICA: CREM (FOND), BRUN, VERDE, CĂRĂMIZIU (MOTIVE) | Muzeul de Artă Populară, Constanța | Cimec    |
|      | Strachină Autor: anonim                                                        | Datare: Prima jumătate a secolului al XX -lea Descoperit: jud. ILFOV, BUCUREȘTI Dimensiuni: Î: 8,6 cm Material: LUT; ANGOBĂ; COLORANȚI; SMALȚ; FRĂMÂNTAT PRIN CĂLCARE; MODELAT LA ROATĂ; PICTAT CU CORNUL; SMĂLȚUIT; ANGOBAT; ARDERE OXIDANTĂ                                         | STRACHINA CU FOND CREM ESTE DECORATĂ ÎN CÂMPUL CENTRAL CU O SPIRALĂ ÎNCADRATĂ DE UN MEANDRU. PEREȚII VASULUI PREZINTĂ TREI MEANDRE DISPUSE CIRCULAR, ASOCIATE CU MOTIVE FITOMORFE STILIZATE. LA BUZA VASULUI - CERCURI CONCENTRICE ȘI UN MEANDRU. CROMATICA: CREM (FOND), BRUN, VERDE (MOTIVE) | Muzeul de Artă Populară, Constanța | Cimec    |
|      | Strachină Autor: anonim                                                        | Datare: Prima jumătate a secolului al XX -lea Descoperit: jud. ILFOV, BUCUREȘTI Dimensiuni: Î: 7,8 cm Material: LUT; ANGOBĂ; COLORANȚI; SMALȚ; FRĂMÂNTAT PRIN CĂLCARE; MODELAT LA ROATĂ; PICTAT CU CORNUL; JIRĂVIT CU GAIȚA; SMĂLȚUIT; ANGOBAT; ARDERE OXIDANTĂ                       | STRACHINA CU FOND CREM ESTE DECORATĂ ÎN CÂMPUL CENTRAL CU O SPIRALĂ JIRĂVITĂ CU GAIȚA ȘI CORNUL, ÎNCADRATĂ DE MOTIVE PUNCTIFORME. PEREȚII VASULUI PREZINTĂ UN REGISTRU DE MOTIVE JIRĂVITE CU GAIȚA ȘI UN CERC, AVÂND DE O PARTE ȘI DE ALTA MOTIVE PUNCTIFORME. LA BUZA VASULUI - UN MEANDRU. CROMATICA: CREM (FOND), BRUN, VERDE, CĂRĂMIZIU (MOTIVE) | Muzeul de Artă Populară, Constanța | Cimec    |
|      | Strachină Autor: anonim                                                        | Datare: Prima jumătate a secolului al XX -lea Descoperit: jud. ILFOV, BUCUREȘTI Dimensiuni: Î: 8,4 cm Material: LUT; ANGOBĂ; COLORANȚI; SMALȚ; FRĂMÂNTAT PRIN CĂLCARE; MODELAT LA ROATĂ; PICTAT CU CORNUL; SMĂLȚUIT; ANGOBAT; ARDERE OXIDANTĂ                                         | STRACHINA CU FOND CREM ESTE DECORATĂ ÎN CÂMPUL CENTRAL CU O SPIRALĂ ÎNCADRATĂ DE PATRU MOTIVE FITOMORFE (SPIC DE GRÂU). PEREȚII VASULUI SUNT ORNAMENTAȚI CU O GHIRLANDĂ ALCĂTUITĂ DIN MOTIVE FITOMORFE. LA BUZA VASULUI - CERCURI CONCENTRICE ȘI UN MEANDRU. CROMATICA: CREM (FOND), BRUN, VERDE, (MOTIVE) | Muzeul de Artă Populară, Constanța | Cimec    |
|      | Strachină Autor: anonim                                                        | Datare: Prima jumătate a secolului al XX -lea Descoperit: jud. ILFOV, BUCUREȘTI Dimensiuni: Î: 8,2 cm Material: LUT; ANGOBĂ; COLORANȚI; SMALȚ; FRĂMÂNTAT PRIN CĂLCARE; MODELAT LA ROATĂ; PICTAT CU CORNUL; JIRĂVIT CU GAIȚA; SMĂLȚUIT; ANGOBAT; ARDERE OXIDANTĂ                       | STRACHINA CU FOND CREM ESTE DECORATĂ ÎN CÂMPUL CENTRAL CU O SPIRALĂ ÎNCADRATĂ DE MOTIVE PUNCTIFORME. PEREȚII VASULUI PREZINTĂ MOTIVE GEOMETRICE DISPUSE PE TREI REGISTRE: DOUĂ REGISTRUE CU MOTIVE PUNCTIFORME ȘI UNUL CU MOTIVE JIRĂVITE CU GAIȚA. LA BUZA VASULUI - CERCURI CONCENTRICE ȘI UN MEANDRU. CROMATICA: CREM (FOND), BRUN, VERDE (MOTIVE) | Muzeul de Artă Populară, Constanța | Cimec    |
|      | Strachină Autor: anonim                                                        | Datare: Primul sfert al secolului al XX-lea Descoperit: jud. ILFOV, BUCUREȘTI Dimensiuni: Î: 4,9 cm Material: LUT; ANGOBĂ; FRĂMÂNTAT PRIN CĂLCARE; MODELAT LA ROATĂ; PICTAT CU CORNUL; ARDERE OXIDANTĂ                                                                                | VASUL CU FOND CĂRĂMIZIU PREZINTĂ O DECORAȚIE GEOMETRICĂ REALIZATĂ CU ANGOBĂ. MARGINEA RĂSFRÂNTĂ A VASULUI ESTE DECORATĂ CU UN MEANDRU, UN CERC ȘI LINII CURBE DUBLATE DE MOTIVE PUNCTIFORME. PEREȚII SUNT DECORAȚI CU O SPIRALĂ. ÎN CÂMPUL CENTRAL - CERC, MEANDRU ȘI MOTIVE PUNCTIFORME, DISPUSE CIRCULAR. CROMATICA: CĂRĂMIZIU (FOND), ALB (MOTIVE) | Muzeul de Artă Populară, Constanța | Cimec    |
|      | Strachină Autor: anonim                                                        | Datare: Primul sfert al secolului al XX-lea Descoperit: jud. ILFOV, BUCUREȘTI Dimensiuni: Î: 4,7 cm Material: LUT; ANGOBĂ; FRĂMÂNTAT PRIN CĂLCARE; MODELAT LA ROATĂ; PICTAT CU CORNUL; ARDERE OXIDANTĂ                                                                                | VASUL CU FOND CĂRĂMIZIU PREZINTĂ O DECORAȚIE GEOMETRICĂ REALIZATĂ CU ANGOBĂ. MARGINEA RĂSFRÂNTĂ A VASULUI ESTE DECORATĂ CU DOUĂ MEANDRE ASOCIATE CU MOTIVE LINIARE ȘI PUNCTIFORME. PEREȚII VASULUI SUNT DECORAȚI CU O SPIRALĂ, IAR ÎN ÎN CÂMPUL CENTRAL APAR DOUĂ CERCURI, UN MEANDRU ȘI MOTIVE PUNCTIFORME, DISPUSE CIRCULAR. CROMATICA: CĂRĂMIZIU (FOND), ALB (MOTIVE) | Muzeul de Artă Populară, Constanța | Cimec    |
|      | Strachină Autor: anonim                                                        | Datare: Prima jumătate a secolului al XX -lea Descoperit: jud. ILFOV, BUCUREȘTI Dimensiuni: Î: 7,3 cm Material: LUT; ANGOBĂ; FRĂMÂNTAT PRIN CĂLCARE; MODELAT LA ROATĂ; PICTAT CU CORNUL; ARDERE OXIDANTĂ                                                                              | PE BUZA VASULUI APAR MOTIVE LINIARE GRUPATE CÂTE PATRU, URMATE DE UN MOTIV CIRCULAR. CÂMPUL CENTRAL ESTE ORNAMENTAT CU CERCURI CONCENTRICE, MOTIVE PUNCTIFORME, DISPUSE CIRCULAR, ȘI O SPIRALĂ. CROMATICA: CĂRĂMIZIU, ALB | Muzeul de Artă Populară, Constanța | Cimec    |
|      | Blid Autor: anonim                                                             | Datare: Prima jumătate a secolului al XX -lea Descoperit: jud. ILFOV, BUCUREȘTI Dimensiuni: Î: 6,8 cm Material: LUSTRUIT CU PIATRA | VASUL FACE PARTE DIN CATEGORIA BLIDELOR SIMPLE, CU FUNCȚIE STRICT UTILITARĂ, PARTICULARIZÂNDU-SE PRIN FORMA TRONCONICĂ ȘI PRIN LUSTRUL REALIZAT CU AJUTORUL PIETREI. CROMATICĂ: ROȘU-CĂRĂMIZIU | Muzeul de Artă Populară, Constanța | Cimec    |
|      | Strachină Autor: anonim                                                        | Datare: Prima jumătate a secolului al XX -lea Descoperit: jud. ILFOV, BUCUREȘTI Dimensiuni: Î: 6 cm Material: LUSTRUIT CU PIATRA | DUPĂ ARDERE, PEREȚII VASULUI AU FOST LUSTRUIȚI CU PIATRA ȘI DECORAȚI CU HUMĂ NEAGRĂ. MOTIVUL STELIFORM TRASAT CU PENSULA SE COMPUNE DIN CINCI LINII FRÂNTE ASOCIATE CU ELEMENTE PUNCTIFORME ȘI LINIARE, CARE COMPUN LITERA "V". ÎN CÂMPUL CENTRAL APARE UN MOTIV CIRCULAR DESENAT TOT CU HUMĂ NEAGRĂ. | Muzeul de Artă Populară, Constanța | Cimec    |
|      | Strachină Autor: anonim                                                        | Datare: Prima jumătate a secolului al XX -lea Descoperit: jud. ILFOV, BUCUREȘTI Dimensiuni: Î: 6 cm Material: LUT; ANGOBĂ; HUMĂ; SMALȚ; FRĂMÂNTAT PRIN CĂLCARE; MODELAT LA ROATĂ; PICTAT CU CORNUL; SMĂLȚUIT; ARDERE OXIDANTĂ                                                         | CÂMPUL CENTRAL ESTE DECORAT CU UN CERC BRUN SUPRAPUS DE UN MOTIV FITOMORF, TRASAT CU ANGOBĂ. ORNAMENTAȚIA PEREȚILOR VASULUI SE COMPUNE DIN DOUĂ MEANDRE, ÎNTRE CARE SE DESFĂȘOARĂ O SPIRALĂ CIRCULARĂ, ȘI PATRU MOTIVE FITOMORFE, DESENATE CU ANGOBĂ. | Muzeul de Artă Populară, Constanța | Cimec    |
|      | Blid Autor: anonim                                                             | Datare: Prima jumătate a secolului al XX -lea Descoperit: jud. ILFOV, BUCUREȘTI Dimensiuni: Î: 4,3 cm Material: LUT; ANGOBĂ; COLORANȚI; SMALȚ; FRĂMÂNTAT PRIN CĂLCARE; MODELAT LA ROATĂ; ANGOBARE; PICTAT CU CORNUL; PICTAT CU PENSULA; SMĂLȚUIT; ARDERE OXIDANTĂ                     | CÂMPUL MARGINAL AL BLIDULUI ESTE ORNAMENTAT CU UN ȘIR DE DISCURI MARI BRUNE, PLASATE PE O BANDĂ DE CULOARE ROȘIE. ÎN CÂMPUL CENTRAL, ÎNTR-O DISPOZIȚIE CRUCIFORMĂ, APAR PETALELE ROȘII ALE UNEI FLORI, ALTERNATE CU FRUNZE VERZI. CROMATICĂ: ALB (FOND), ROȘU - ENGLEZ, VERDE, BRUN (MOTIVE) | Muzeul de Artă Populară, Constanța | Cimec    |
|      | Blid Autor: anonim                                                             | Datare: Prima jumătate a secolului al XX -lea Descoperit: jud. ILFOV, BUCUREȘTI Dimensiuni: Î: 4,1 cm Material: LUT; ANGOBĂ; COLORANȚI; SMALȚ; FRĂMÂNTAT PRIN CĂLCARE; MODELAT LA ROATĂ; ANGOBARE; PICTAT CU CORNUL; PICTAT CU PENSULA; SMĂLȚUIT; ARDERE OXIDANTĂ                     | CÂMPUL MARGINAL ESTE DECORAT CU PATRU PETALE LOTIFORME, ALTERNATE CU CÂTE TREI SEGMENTE MĂRGINITE DE PERECHI DE TRIUNGHIURI. CÂMPUL CENTRAL PREZINTĂ O COMPOZIȚIE VEGETALĂ, DECORATIV ABSTRACTĂ, AVÂND ÎN PARTEA SUPERIOARĂ UN MOTIV CRUCIFORM. VASELE DECORATE CU MOTIVUL "POMULUI VIEȚII" ERAU FOLOSITE LA NUNȚI. CROMATICĂ: ALB (FOND), ROȘU - ENGLEZ, VERDE, BRUN (MOTIVE) | Muzeul de Artă Populară, Constanța | Cimec    |
|      | Blid Autor: anonim                                                             | Datare: Prima jumătate a secolului al XX -lea Descoperit: jud. ILFOV, BUCUREȘTI Dimensiuni: Î: 4 cm Material: LUT; ANGOBĂ; COLORANȚI; SMALȚ; FRĂMÂNTAT PRIN CĂLCARE; MODELAT LA ROATĂ; ANGOBARE; PICTAT CU CORNUL; PICTAT CU PENSULA; SMĂLȚUIT; ARDERE OXIDANTĂ                       | CÂMPUL MARGINAL PREZINTĂ UN ȘIR DE DISCURI MARI, BRUN, PLASATE PE O BANDĂ DE CULOARE ROȘIE, MĂRGINITĂ DE MEANDRE, TRASATE CU BRUN PE ALBUL FONDULUI. CÂMPUL CENTRAL ESTE ORNAMENTAT CU UN MOTIV FLORAL, COMPUS DIN ȘASE PETALE LOTIFORME GRUPATE ÎN JURUL SPIRALEI CIRCULARE. CROMATICĂ: ALB (FOND), ROȘU - ENGLEZ, VERDE, BRUN (MOTIVE) | Muzeul de Artă Populară, Constanța | Cimec    |
|      | Blid Autor: anonim                                                             | Datare: Primul sfert al secolului al XX-lea Descoperit: jud. ILFOV, BUCUREȘTI Dimensiuni: Î: 3,8 cm Material: LUT; ANGOBĂ; COLORANȚI; SMALȚ; FRĂMÂNTAT PRIN CĂLCARE; MODELAT LA ROATĂ; ANGOBARE; PICTAT CU CORNUL; PICTAT CU PENSULA; SMĂLȚUIT; ARDERE OXIDANTĂ                       | VASUL CU FOND ALB ESTE DECORAT ÎN CÂMPUL CENTRAL CU UN MOTIV FITOMORF ("POMUL VIEȚII"), ÎNTR-O TRATARE DECORATIV ABSTRACTĂ. MARGINILE FARFURIEI SUNT DECORATE CU MOTIVE FLORALE (BOBOC DE LALEA), ALTERNÂND CU MOTIVE GEOMETRICE (SEMICERCURI, PUNCTE). CROMATICĂ: ALB (FOND), ROȘU - ENGLEZ, VERDE, BRUN (MOTIVE) | Muzeul de Artă Populară, Constanța | Cimec    |
|      | Blid Autor: anonim                                                             | Datare: Primul sfert al secolului al XX-lea Descoperit: jud. ILFOV, BUCUREȘTI Dimensiuni: Î: 4,9 cm Material: LUT; ANGOBĂ; COLORANȚI; SMALȚ; FRĂMÂNTAT PRIN CĂLCARE; MODELAT LA ROATĂ; ANGOBARE; PICTAT CU CORNUL; PICTAT CU PENSULA; SMĂLȚUIT; ARDERE OXIDANTĂ                       | VASUL CU FOND ALB-GĂLBUI PREZINTĂ O DECORAȚIE FLORALĂ (PETALE DE LOTUS) DISPUSĂ ASTFEL: BANDA MARGINALĂ ESTE ORNAMENTATĂ CU PETALE DE LOTUS DESPĂRȚITE PRIN ȘIRURI DE PUNCTE, IAR ÎN CÂMPUL CENTRAL CU O ROZETĂ COMPUSĂ DIN NOUĂ PETALE DE LOTUS. CROMATICĂ: ALB - GĂLBUI (FOND), ROȘU - ENGLEZ, VERDE, BRUN (MOTIVE) | Muzeul de Artă Populară, Constanța | Cimec    |
|      | Blid Autor: anonim                                                             | Datare: Prima jumătate a secolului al XX -lea Descoperit: jud. ILFOV, BUCUREȘTI Dimensiuni: Î: 5 cm Material: LUT; ANGOBĂ; COLORANȚI; SMALȚ; FRĂMÂNTAT PRIN CĂLCARE; MODELAT LA ROATĂ; ANGOBARE; PICTAT CU CORNUL; PICTAT CU PENSULA; SMĂLȚUIT; ARDERE OXIDANTĂ                       | BORDURA PREZINTĂ UN ȘIR DE DISCURI ROȘII, PLASATE PE O BANDĂ DE CULOARE BRUN-ÎNCHIS. ÎN CÂMPUL CENTRAL ESTE REALIZAT UN MOTIV FLORAL ALCĂTUIT DIN ȘAPTE PETALE LOTIFORME, DESPĂRȚITE PRIN LINII ȘI PUNCTE CU ASPECT DE VÂRF DE SĂGEATĂ, ȘI O ROZETĂ. ACEST TIP DE DECOR ESTE SPECIFIC BLIDELOR FOLOSITE LA PARASTASE. CROMATICĂ: ALB - GĂLBUI (FOND), ROȘU - CĂRĂMIZIU, VERDE, BRUN (MOTIVE) | Muzeul de Artă Populară, Constanța | Cimec    |
|      | Blid Autor: anonim                                                             | Datare: Prima jumătate a secolului al XX -lea Descoperit: jud. ILFOV, BUCUREȘTI Dimensiuni: Î: 5 cm Material: LUT; ANGOBĂ; COLORANȚI; SMALȚ; FRĂMÂNTAT PRIN CĂLCARE; MODELAT LA ROATĂ; ANGOBARE; PICTAT CU CORNUL; PICTAT CU PENSULA; SMĂLȚUIT; ARDERE OXIDANTĂ                       | ÎN CÂMPUL CENTRAL, FARFURIA ESTE DECORATĂ CU UN MOTIV FLORAL CONTURAT CU BRUN ȘI PICTAT CU VERDE ȘI ROȘU - ENGLEZ. PE BANDA DE CULOARE ROȘIE DE PE MARGINEA FARFURIEI SUNT DISTRIBUITE ORNAMENTE DISCOIDALE ȘI PUNCTIFORME. CROMATICĂ: ALB (FOND), ROȘU - ENGLEZ, VERDE - SMARAGD, BRUN (MOTIVE) | Muzeul de Artă Populară, Constanța | Cimec    |
|      | Blid Autor: anonim                                                             | Datare: Prima jumătate a secolului al XX -lea Descoperit: jud. ILFOV, BUCUREȘTI Dimensiuni: Î: 4 cm Material: LUT; ANGOBĂ; COLORANȚI; SMALȚ; FRĂMÂNTAT PRIN CĂLCARE; MODELAT LA ROATĂ; ANGOBARE; PICTAT CU CORNUL; PICTAT CU PENSULA; SMĂLȚUIT; ARDERE OXIDANTĂ                       | ÎN CÂMPUL CENTRAL AL FARFURIEI CU FOND ALB APARE UN MOTIV FLORAL ABSTRACT, AV\ND CONTURUL TRASAT CU BRUN ȘI PICTAT CU ROȘU ENGLEZ ȘI VERDE SMARALD. BORDURA ESTE DECORATĂ DUPĂ PRINCIPIUL ALTERNANȚEI CU MOTIVE GEOMETRICE ȘI FLORALE CREATE DIN CERCURI ȘI ELEMENTE PUNCTIFORME. CROMATICĂ: ALB (FOND), ROȘU - ENGLEZ, VERDE - SMARALD, BRUN (MOTIVE) | Muzeul de Artă Populară, Constanța | Cimec    |
|      | Blid Autor: anonim                                                             | Datare: Primul sfert al secolului al XX -lea Descoperit: jud. ILFOV, BUCUREȘTI Dimensiuni: Î: 3,9 cm Material: LUT; ANGOBĂ; COLORANȚI; SMALȚ; FRĂMÂNTAT PRIN CĂLCARE; MODELAT LA ROATĂ; ANGOBARE; PICTAT CU CORNUL; PICTAT CU PENSULA; SMĂLȚUIT; ARDERE OXIDANTĂ                      | ÎN CÂMPUL CENTRAL AL FARFURIEI APARE UN CERC SECȚIONAT ÎN PATRU DE BRAȚELE EGALE ALE UNEI CRUCI, FIIND ÎNCONJURAT DE RAMURI CARE ALTERNEAZĂ CU PETALE DE LOTUS. MARGINEA VASULUI PREZINTĂ O BANDĂ DE CULOARE ROȘIE, PE CARE SUNT PICTATE DISCURI BRUN. CROMATICĂ: ALB (FOND), ROȘU - ENGLEZ, VERDE, BRUN (MOTIVE) | Muzeul de Artă Populară, Constanța | Cimec    |
|      | Blid Autor: anonim                                                             | Datare: Primul sfert al secolului al XX -lea Descoperit: jud. ILFOV, BUCUREȘTI Dimensiuni: Î: 3,8 cm Material: LUT; ANGOBĂ; COLORANȚI; SMALȚ; FRĂMÂNTAT PRIN CĂLCARE; MODELAT LA ROATĂ; ANGOBARE; PICTAT CU CORNUL; PICTAT CU PENSULA; SMĂLȚUIT; ARDERE OXIDANTĂ                      | CÂMPUL MARGINAL AL VASULUI ESTE DECORAT CU O BANDĂ LATĂ ROȘIE, PE CARE APAR ÎNȘIRUITE DISCURI MARI DE CULOARE BRUN. PE BUZA VASULUI ESTE TRASAT UN MEANDRU. ÎN CÂMPUL CENTRAL, APARE UN ORNAMENT FLORAL COMPUS DIN PETALE DE LOTUS (ALTERNATE CU CU MOTIVE FITOMORFE STILIZATE) ȘI O ROZETĂ. CROMATICĂ: ALB (FOND), ROȘU - ENGLEZ, VERDE, BRUN (MOTIVE) | Muzeul de Artă Populară, Constanța | Cimec    |
|      | Blid Autor: anonim                                                             | Datare: Primul sfert al secolului al XX -lea Descoperit: jud. ILFOV, BUCUREȘTI Dimensiuni: Î: 4,4 cm Material: LUT; ANGOBĂ; COLORANȚI; SMALȚ; FRĂMÂNTAT PRIN CĂLCARE; MODELAT LA ROATĂ; ANGOBARE; PICTAT CU CORNUL; PICTAT CU PENSULA; SMĂLȚUIT; ARDERE OXIDANTĂ                      | CÂMPUL MARGINAL AL VASULUI ESTE DECORAT CU UN ȘIR DE MOTIVE PUNCTIFORME MARI, BRUNE, PLASATE PE O BANDĂ ROȘIE, ÎNCADRATĂ DE DOUĂ MOTIVE MEANDRICE TRASATE CU BRUN. ÎN CÂMPUL CENTRAL APARE UN MOTIV ASTRAL COMPUS DIN ȘASE ROMBURI COLORATE ALTERNATIV CU VERDE ȘI ROȘU, ÎNCONJURAT DE DISCURI VERZI. CROMATICĂ: ALB (FOND), ROȘU- ENGLEZ, VERDE, BRUN (MOTIVE) | Muzeul de Artă Populară, Constanța | Cimec    |
|      | Blid Autor: anonim                                                             | Datare: Primul sfert al secolului al XX -lea Descoperit: jud. ILFOV, BUCUREȘTI Dimensiuni: Î: 4,5 cm Material: LUT; ANGOBĂ; COLORANȚI; SMALȚ; FRĂMÂNTAT PRIN CĂLCARE; MODELAT LA ROATĂ; ANGOBARE; PICTAT CU CORNUL; PICTAT CU PENSULA; SMĂLȚUIT; ARDERE OXIDANTĂ                      | CÂMPUL MARGINAL AL VASULUI ESTE DECORAT CU UN ȘIR DE MOTIVE PUNCTIFORME MARI, BRUNE, PLASATE PE O BANDĂ CĂRĂMIZIE, SUPRAPUSĂ DE UN MOTIV MEANDRIC TRASAT CU BRUN. ÎN CÂMPUL CENTRAL, ÎNTR-O DISPOZIȚIE CRUCIFORMĂ, APAR CÂTE PATRU FRUNZE ȘI PETALE DE LOTUS ROȘII. CROMATICĂ: ALB- GĂLBUI (FOND), ROȘU- ENGLEZ, VERDE, BRUN, CĂRĂMIZIU (MOTIVE) | Muzeul de Artă Populară, Constanța | Cimec    |
|      | Blid Autor: anonim                                                             | Datare: Primul sfert al secolului al XX -lea Descoperit: jud. ILFOV, BUCUREȘTI Dimensiuni: Î: 4,8 cm Material: LUT; ANGOBĂ; COLORANȚI; SMALȚ; FRĂMÂNTAT PRIN CĂLCARE; MODELAT LA ROATĂ; ANGOBARE; PICTAT CU CORNUL; PICTAT CU PENSULA; SMĂLȚUIT; ARDERE OXIDANTĂ                      | CÂMPUL MARGINAL AL VASULUI ESTE DECORAT CU UN ȘIR DE MOTIVE PUNCTIFORME MARI, BRUNE, PLASATE PE O BANDĂ ROȘIE, ÎNCADRATĂ DE DOUĂ CERCURI, CEL SUPERIOR FIIND SUPRAPUS DE UN MOTIV MEANDRIC. ÎN CÂMPUL CENTRAL APAR CÂTE PATRU LALELE ÎNCHISE, DISPUSE CRUCIFORM FAȚĂ DE SPIRALA CIRCULARĂ DIN MIJLOC ȘI ALTERNATE CU PATRU PETALE DE LOTUS. CROMATICĂ: ALB (FOND), ROȘU- ENGLEZ, VERDE, BRUN (MOTIVE) | Muzeul de Artă Populară, Constanța | Cimec    |
|      | Farfurie Autor: Pall Antal                                                     | Datare: Anul 1983 Descoperit: jud. ILFOV, BUCUREȘTI Dimensiuni: Î: 4,5 cm Material: LUT; ANGOBĂ; COLORANȚI; SMALȚ; FRĂMÂNTAT PRIN CĂLCARE; MODELAT LA ROATĂ; ANGOBARE; PICTAT CU CORNUL ȘI PENSULA; SMĂLȚUIT; ARDERE OXIDANTĂ                                                         | BORDURA VASULUI ESTE ÎNCADRATĂ DE DOUĂ CERCURI CONCENTRICE TRASATE CU BRUN, DECORAȚIA FIIND COMPUSĂ DIN MOTIVE FITOMORFE (RAMURI) BRUN, CARE ALTERNEAZĂ CU MOTIVE PUNCTIFORME, PLASATE PE O BANDĂ VERDE SMARAGD. ÎN CÂMPUL CENTRAL, APARE UN MOTIV AVIMORF (PASĂRE), AVÂND CONTURUL TRASAT CU BRUN, IAR PENAJUL CU COLORAT CU GALBEN DE CROM, VERDE ȘI ALBASTRU DE COBALT. PASĂREA ESTE AȘEZATĂ PE TIJA UNEI FLORI (LALEA), O ALTĂ LALEA FIIND PLASATĂ DEASUPRA PĂSĂRII. CROMATICĂ: ALB (FOND), VERDE, BRUN, GALBEN, ALBASTRU DE COBALT (MOTIVE)                                                                                  | Muzeul de Artă Populară, Constanța | Cimec    |
|      | Strachină Autor: Pall Augustin                                                 | Datare: Al treilea sfert al secolului la XX-lea Descoperit: jud. ILFOV, BUCUREȘTI Dimensiuni: Î: 7 cm Material: LUT; ANGOBĂ; COLORANȚI; SMALȚ; FRĂMÂNTAT PRIN CĂLCARE; MODELAT LA ROATĂ; ANGOBARE; PICTAT CU CORNUL ȘI PENSULA; SMĂLȚUIT; ARDERE OXIDANTĂ                             | STRACHINA CU FOND ALB ESTE DECORATĂ ÎN CÂMPUL CENTRAL CU UN MOTIV AVIMORF (PASĂRE), PICTATĂ ÎN TRICROMIA GALBEN, VERDE, BRUN, FLANCATĂ DE DOUĂ MOTIVE FLORALE (LALELE), REALIZATE ÎN TONURI DE GALBEN, VERDE, ALBASTRU ȘI BRUN. LA BUZA STRACHINEI APARE UN MOTIV MEANDRICBRUN, ASOCIAT CU CERCURI CONCENTRICE. PERETELE EXTERIOR AL VASULUI ESTE DECORAT ÎN PARTEA SUPERIOARĂ CU MOTIVE OVOIDALE (GALBEN, VERDE, ALBASTRU), DELIMITATE DE LINII (BRUN). CROMATICĂ: ALB (FOND), VERDE, BRUN, GALBEN, ALBASTRU DE COBALT (MOTIVE)                                                                                                  | Muzeul de Artă Populară, Constanța | Cimec    |
|      | Sahană Autor: Constantin Colibaba                                              | Datare: Al treilea sfert al secolului XX Descoperit: jud. ILFOV, BUCUREȘTI Dimensiuni: Î: 5 cm Material: lut; angobă; coloranți; smalț; frământat prin călcare; modelat la roată; pictat cu cornul; smălțuit; ardere oxidantă                                                         | STRACHINA CU FOND VERDE ESTE DECORATĂ CU UN MEANDRU TRASAT CU ALB PE BUZA VASULUI, CU SPIRALĂ CIRCULARĂ TRASATĂ CU CORNUL, CU ALB, PE MARGINILE VASULUI, PESTE CARE SUNT REALIZATE MOTIVE PUNCTIFORME ("OCHIURI"), CU CĂRĂMIZIU ȘI BRUN. ÎN CÂMPUL CENTRAL PREZINTĂ MOTIVE PUNCTIFORME BRUN ("COROLA") ȘI MOTIVE DENUMITE "CREASTA COCOȘULUI", PICTATE CU ALB. | Muzeul de Artă Populară, Constanța | Cimec    |
|      | Sahană                                                                         | Datare: A doua jumătate a secolului al XIX-lea Descoperit: jud. ILFOV, BUCUREȘTI Dimensiuni: Î: 7,8 cm Material: lut; angobă; coloranți; smalț; frământat prin călcare; modelat la roată; angobare; pictat cu cornul; smălțuit; ardere oxidantă                                       | Strachina cu două mici toarte plate este angobată pe interior și decorată în câmpul central cu un motiv fitomorf (ramura). Pereții vasului prezintă un registru cu motive geometrice (ove, linii meandrice și ornamente în formă de virgulă, ordonate oblic), trasate cu cornul, cu verde și cărămiziu. | Muzeul de Artă Populară, Constanța | Cimec    |
|      | Sahană Autor: Constantin Colibaba                                              | Datare: Al treilea sfert al secolului XX Descoperit: jud. ILFOV, BUCUREȘTI Dimensiuni: Î: 5 cm Material: lut; angobă; coloranți; smalț; frământat prin călcare; modelat la roată; pictat cu cornul; smălțuit; ardere oxidantă                                                         | STRACHINA CU TOARTE, CU FOND VERDE ESTE DECORATĂ CU UN MEANDRU TRASAT CU CĂRĂMIZIU PE BUZA VASULUI, CU SPIRALĂ CIRCULARĂ TRASATĂ CU CORNUL, CU ALB, PE MARGINILE VASULUI, PESTE CARE SUNT REALIZATE MOTIVE PUNCTIFORME BRUN ȘI ("OCHIURI"), CU CĂRĂMIZIU, BRUN ȘI ALB. ÎN CÂMPUL CENTRAL - UN MOTIV FLORAL ALB- CĂRĂMIZIU, COMPUS DIN PUNCTE, SPIRALĂ ȘI MEANDRU. | Muzeul de Artă Populară, Constanța | Cimec    |
|      | Sahană Autor: Constantin Colibaba                                              | Datare: Al treilea sfert al secolului XX Descoperit: jud. ILFOV, BUCUREȘTI Dimensiuni: Î: 6,4 cm Material: lut; angobă; coloranți; smalț; frământat prin călcare; modelat la roată; pictat cu cornul; smălțuit; ardere oxidantă                                                       | STRACHINA CU TOARTE, CU FOND VERDE ESTE DECORATĂ PE MARGINI CU UN RÂND DE MOTIVE PUNCTIFORME BRUN ȘI O SPIRALĂ TRASATĂ CU ALB. ÎN CÂMPUL CENTRAL, PREZINTĂ UN MOTIV FLORAL ("COROLA"), DIN PUNCTE BRUN, ÎNCONJURAT DE "OCHIURI" CĂRĂMIZIU CU BRUN ȘI MOTIVUL "CREASTA COCOȘULUI", REALIZAT CU ALB. | Muzeul de Artă Populară, Constanța | Cimec    |
|      | Sahană Autor: Constantin Colibaba                                              | Datare: Al treilea sfert al secolului XX Descoperit: jud. ILFOV, BUCUREȘTI Dimensiuni: Î: 5 cm Material: lut; angobă; coloranți; smalț; frământat prin călcare; modelat la roată; pictat cu cornul; smălțuit; ardere oxidantă                                                         | STRACHINA CU TOARTE, CU FOND VERDE ÎNCHIS ESTE DECORATĂ PE MARGINI CU UN MEANDRU CĂRĂMIZIU. PEREȚII VASULUI SUNT DECORAȚI CU O SPIRALĂ, PESTE CARE AU FOST REALIZATE CU CORNUL MOTIVE DENUMITE "OCHI", ALTERNATIV CU ALB ȘI CĂRĂMIZIU. ÎN CENTRU, PREZINTĂ UN MOTIV FLORAL ELABORAT, ALCĂTUIT DIN SPIRALĂ, PUNCTE ȘI MOTIVUL "CREASTA COCOȘULUI", REALIZAT CU ALB. | Muzeul de Artă Populară, Constanța | Cimec    |
|      | Sahană Autor: Constantin Colibaba                                              | Datare: Al treilea sfert al secolului XX Descoperit: jud. ILFOV, BUCUREȘTI Dimensiuni: Î: 5,1 cm Material: lut; angobă; coloranți; smalț; frământat prin călcare; modelat la roată; pictat cu cornul; smălțuit; ardere oxidantă                                                       | STRACHINA CU TOARTE, CU FOND VERDE ÎNCHIS ESTE DECORATĂ PE MARGINI CU UN MEANDRU CĂRĂMIZIU. PEREȚII VASULUI SUNT DECORAȚI CU O SPIRALĂ ALBĂ, PESTE CARE AU FOST REALIZATE 5 GRUPAJE DE MOTIVE DECORATIVE DIVERSE:"OCHURI" CĂRĂMIZII. MOTIVE PUNCTIFORME BRUN ȘI "CREASTA COCOȘULUI" PICTATĂ CU CORNUL, CU ALB. ÎN CENTRUL VASULUI APARE UN MOTIV FLORAL COMPUS DIN MEANDRE, SPIRALĂ ȘI PUNCTE. | Muzeul de Artă Populară, Constanța | Cimec    |
|      | Sahană Autor: Constantin Colibaba                                              | Datare: Al treilea sfert al secolului XX Descoperit: jud. ILFOV, BUCUREȘTI Dimensiuni: Î: 4,6 cm Material: lut; angobă; coloranți; smalț; frământat prin călcare; modelat la roată; pictat cu cornul; smălțuit; ardere oxidantă                                                       | FARFURIA CU FOND VERDE ESTE DECORATĂ PE MARGINI CU O SPIRALĂ TRASATĂ CU CĂRĂMIZIU, PESTE CARE SUNT DESENATE CINCI MOTIVE COMPUSE DIN PICĂTURI SCURSE CU CORNUL, CU ALB, ASOCIATE CU MOTIVUL "CREASTA COCOȘULUI" . ÎN CENTRUL FARFURIEI- UN MOTIV FLORAL (CRIZANTEMA), PICTAT CU ALB ȘI BRUN. | Muzeul de Artă Populară, Constanța | Cimec    |
|      | Sahană Autor: Constantin Colibaba                                              | Datare: Al treilea sfert al secolului XX Descoperit: jud. ILFOV, BUCUREȘTI Dimensiuni: Î: 4 cm Material: lut; angobă; coloranți; smalț; frământat prin călcare; modelat la roată; pictat cu cornul; smălțuit; ardere oxidantă                                                         | FARFURIA CU FOND VERDE ESTE DECORATĂ PE MARGINI CU SPIRALĂ TRASATĂ CU ALB, PESTE CARE SUNT REALIZATE MOTIVE GEOMETRICE DENUMITE "OCHIURI", ASOCIATE CU ȘIRURI DE MOTIVE PUNCTIFORME BRUN. MOTIVUL CENTRAL ESTE SPIRALA, PESTE CARE SE SUPRAPUN "OCHIUL" ȘI "CREASTA COCOȘULUI". | Muzeul de Artă Populară, Constanța | Cimec    |
|      | Sahană Autor: Constantin Colibaba                                              | Datare: Al treilea sfert al secolului XX Descoperit: jud. ILFOV, BUCUREȘTI Dimensiuni: Î: 4,7 cm Material: lut; angobă; coloranți; smalț; frământat prin călcare; modelat la roată; pictat cu cornul; smălțuit; ardere oxidantă                                                       | FARFURIA CU FOND VERDE ESTE DECORATĂ PE MARGINI CU SPIRALĂ TRASATĂ CU ALB, PESTE CARE SUNT REALIZATE MOTIVE GEOMETRICE DENUMITE "OCHIURI", ASOCIATE CU "CREASTA COCOȘULUI" ȘI ORNAMENTE PUNCTIFORME BRUN. CENTRAL, PESTE MOTIVUL SPIRALEI, ESTE PICTAT UN MOTIV FLORAL BRUN (CRIZANTEMA). | Muzeul de Artă Populară, Constanța | Cimec    |
|      | Sahană Autor: Constantin Colibaba                                              | Datare: Al treilea sfert al secolului XX Descoperit: jud. ILFOV, BUCUREȘTI Dimensiuni: Î: 4,5 cm Material: lut; angobă; coloranți; smalț; frământat prin călcare; modelat la roată; pictat cu cornul; smălțuit; ardere oxidantă                                                       | FARFURIA CU FOND VERDE ESTE DECORATĂ PE MARGINI CU O SPIRALĂ TRASATĂ CU ALB, PESTE CARE SUNT DESENATE CINCI GRUPAJE DE MOTIVE COMPUSE DIN PICĂTURI SCURSE CU CORNUL, CU ALB, ASOCIATE CU MOTIVUL "CREASTA COCOȘULUI" ȘI ALTE CINCI GRUPAJE DE MOTIVE PUNCTIFORME BRUN. ÎN CENTRUL FARFURIEI- UN MOTIV FLORAL COMPUS DIN ACELEAȘI ELEMENTE. | Muzeul de Artă Populară, Constanța | Cimec    |
|      | Sahană Autor: Constantin Colibaba                                              | Datare: Al treilea sfert al secolului XX Descoperit: jud. ILFOV, BUCUREȘTI Dimensiuni: Î: 4,6 cm Material: lut; angobă; coloranți; smalț; frământat prin călcare; modelat la roată; pictat cu cornul; smălțuit; ardere oxidantă                                                       | FARFURIA CU FOND VERDE ESTE DECORATĂ PE MARGINI CU CINCI MOTIVE COMPUSE DIN PICĂTURA SCURSĂ CU CORNUL, TRASATE CU CĂRĂMIZIU, ASOCIATE CU MOTIVUL "CREASTA COCOȘULUI", REALIZAT CU ALB. UN ALT REGISTRU ESTE COMPUS DIN SPIRALA TRASATĂ CU ALB, PESTE CARE SUNT PICTATE MOTIVE BRUN SUB FORMĂ DE SPIC DEGRÂU. CENTRAL- UN MOTIV FLORAL ABSTRACTIZAT REALIZAT PRIN JIRĂVIRE. | Muzeul de Artă Populară, Constanța | Cimec    |
|      | Sahană Autor: Constantin Colibaba                                              | Datare: Al treilea sfert al secolului XX Descoperit: jud. ILFOV, BUCUREȘTI Dimensiuni: Î: 5 cm Material: lut; angobă; coloranți; smalț; frământat prin călcare; modelat la roată; pictat cu cornul; smălțuit; ardere oxidantă                                                         | FARFURIA CU FOND VERDE ÎNCHIS ESTE DECORATĂ PE MARGINI CU CINCI MOTIVE COMPUSE DIN PICĂTURA SCURSĂ CU CORNUL, CU CĂRĂMIZIU, ASOCIATE CU MOTIVUL "CREASTA COCOȘULUI", REALIZAT CU ALB . UN ALT REGISTRU ESTE COMPUS DIN SPIRALA TRASATĂ CU ALB PESTE CARE SUNT PICTATE MOTIVE BRUN SUB FORMĂ DE SPIC DE GRÂU. ÎN CENTRUL FARFURIEI- UN MOTIV FLORAL ABSTRACTIZAT, REALIZAT PRIN JIRĂVIRE. | Muzeul de Artă Populară, Constanța | Cimec    |
|      | Sahană Autor: Constantin Colibaba                                              | Datare: Prima jumătate a secolului XX Descoperit: jud. ILFOV, BUCUREȘTI Dimensiuni: Î: 4,5 cm Material: lut; angobă; coloranți; smalț; frământat prin călcare; modelat la roată; pictat cu cornul; smălțuit; ardere oxidantă                                                          | FARFURIA CU FOND VERDE PREZINTĂ PE MARGINI, ÎNTRE DOUĂ REGISTRE CU SPIRALE TRASATE CU CĂRĂMIZIU, DISCURI ALBE ȘI BRUN - DENUMITE "OCHIURI". ÎN CENTRU - UN MOTIV FLORAL (CRIZANTEMA), REALIZAT CU ALB ȘI BRUN. | Muzeul de Artă Populară, Constanța | Cimec    |
|      | Strachină Autor: anonim                                                        | Datare: Primul sfert al secolului XX Descoperit: jud. ILFOV, BUCUREȘTI Dimensiuni: Î: 7,9 cm Material: lut; angobă; coloranți; smalț; frământat prin călcare; modelat la roată; angobare; pictat cu cornul și pensula; smălțuit; ardere oxidantă                                      | STRACHINA CU FOND ALB- IVORIU DE ANGOBĂ ESTE ORNAMENTATĂ CU MOTIVE GEOMETRICE REALIZATE CU BRUN ȘI VERDE: LINII CONCENTRICE, LINII MEANDRICE ȘI GRUPAJE DE CÂTE PATRU OVE (DISCURI). ÎN CÂMPUL CENTRAL - UN SINGUR MOTIV DISCOIDAL BRUN. | Muzeul de Artă Populară, Constanța | Cimec    |
|      | Sahană Autor: anonim                                                           | Datare: Prima jumătate a secolului XX Descoperit: jud. ILFOV, BUCUREȘTI Dimensiuni: Î: 7,5 cm Material: lut; angobă; coloranți; smalț; frământat prin călcare; modelat la roată; angobare; pictat cu cornul; smălțuit; ardere oxidantă                                                | STRACHINA CU DOUĂ TOARTE, CU FOND ANGOBAT, ESTE DECORATĂ CU MOTIVE GEOMETRICE: GRUPAJE DE CÂTE TREI OVE ("PICĂTURI") CĂRĂMIZII ASOCIATE CU MOTIVE PUNCTIFORME CĂRĂMIZII, ÎNCADRATE DE MEANDRE PICTATE CU CORNUL, CU VERDE. ÎN CENTRU - UN MOTIV FITOMORF (RAMURA), PICTAT CU VERDE ȘI CĂRĂMIZIU. | Muzeul de Artă Populară, Constanța | Cimec    |
|      | Strachină Autor: anonim                                                        | Datare: Prima jumătate a secolului XX Descoperit: jud. ILFOV, BUCUREȘTI Dimensiuni: Î: 6 cm Material: lut; angobă; coloranți; smalț; frământat prin călcare; modelat la roată; angobare; pictat cu cornul; smălțuit; ardere oxidantă                                                  | STRACHINA CU FOND ANGOBAT ESTE DECORATĂ PE MARGINI CU ORNAMENTE GEOMETRICE - OVE VERZI ȘI CĂRĂMIZII. PE BUZA VASULUI - UN MEANDRU TRASAT CU CĂRĂMIZIU. ÎN CÂMPUL CENTRAL - O ROZETĂ (CĂRĂMIZIU CU VERDE). | Muzeul de Artă Populară, Constanța | Cimec    |
|      | Strachină Autor: anonim                                                        | Datare: Prima jumătate a secolului XX Descoperit: jud. ILFOV, BUCUREȘTI Dimensiuni: Î: 5,5 cm Material: lut; angobă; coloranți; smalț; frământat prin călcare; modelat la roată; angobare; pictat și jirăvit cu cornul; smălțuit; ardere oxidantă                                     | STRACHINA CU FOND ANGOBAT ESTE DECORATĂ PE MARGINI CU UN MEANDRU ALBASTRU. PEREȚII SUNT ORANAMENTAȚI CU CU O SPIRALĂ JIRĂVITĂ CU CORNUL, PESTE CARE SUNT PICTATE ALTERNATIV ORNAMENTE DISCOIDALE (OVE) BRUN ȘI MOTIVE LINIARE TRASATE CU ALBASTRU. ÎN CÂMPUL CENTRAL - OVĂ BRUN CU ALBASTRU. | Muzeul de Artă Populară, Constanța | Cimec    |
|      | Strachină Autor: anonim                                                        | Datare: Prima jumătate a secolului XX Descoperit: jud. ILFOV, BUCUREȘTI Dimensiuni: Î: 5,7 cm Material: lut; angobă; coloranți; smalț; frământat prin călcare; modelat la roată; angobare; pictat cu cornul; smălțuit; ardere oxidantă                                                | STRACHINA CU FOND ANGOBAT ESTE DECORATĂ PE MARGINI CU UN MEANDRU ALBASTRU. PEREȚII SUNT ORANAMENTAȚI CU CU O SPIRALĂ JIRĂVITĂ CU BRUN, PESTE CARE SUNT PICTATE CU CORNUL MOTIVE OVOIDALE ALTERNÂND CU LINII BRUN. ÎN CÂMPUL CENTRAL - MOTIV OVOIDAL BRUN CU ALBASTRU. | Muzeul de Artă Populară, Constanța | Cimec    |
|      | Strachină Autor: anonim                                                        | Datare: Prima jumătate a secolului XX Descoperit: jud. ILFOV, BUCUREȘTI Dimensiuni: Î: 5,1 cm Material: lut; angobă; coloranți; smalț; frământat prin călcare; modelat la roată; angobare; pictat cu pensula și cornul; smălțuit; ardere oxidantă                                     | STRACHINA CU FOND ANGOBAT ESTE DECORATĂ ÎN CÂMPUL CENTRAL CU UN MOTIV FLORAL (LALEAUA), PICTAT CU PENSULA, CU ALBASTRU, BRUN ȘI VERDE. PE MARGINI - MOTIVE PUNCTIFORME ALBASTRE ȘI GRUPAJE DE 5-6 LINII MEANDRICE TRASATE CU CORNUL, CU VERDE. | Muzeul de Artă Populară, Constanța | Cimec    |
|      | Strachină Autor: anonim                                                        | Datare: Prima jumătate a secolului XX Descoperit: jud. ILFOV, BUCUREȘTI Dimensiuni: Î: 7,4 cm Material: lut; angobă; coloranți; smalț; frământat prin călcare; modelat la roată; angobare; pictat cu pensula și cornul; smălțuit; ardere oxidantă                                     | STRACHINA CU FOND ANGOBAT ESTE DECORATĂ PE PEREȚI CU MOTIVUL GHIRLANDEI, REALIZAT CU VERDE ȘI BRUN, AVÂND ÎN PATRU PUNCTE MOTIVE FITOMORFE PICTATE CU ALBASTRU. ÎN CÂMPUL CENTRAL - UN MOTIV FLORAL PICTAT CU BRUN ȘI DOUĂ NUANȚE DE VERDE. | Muzeul de Artă Populară, Constanța | Cimec    |
|      | Strachină Autor: anonim                                                        | Datare: Prima jumătate a secolului XX Descoperit: jud. ILFOV, BUCUREȘTI Dimensiuni: Î: 7,7 cm Material: lut; angobă; coloranți; smalț; frământat prin călcare; modelat la roată; angobare; pictat cu pensula și cornul; smălțuit; ardere oxidantă                                     | STRACHINA CU FOND ANGOBAT ESTE DECORATĂ PE PEREȚI CU MOTIVUL GHIRLANDEI, REALIZAT CU VERDE ȘI BRUN, AVÂND ÎN PATRU PUNCTE MOTIVE FITOMORFE PICTATE CU ALBASTRU. ÎN CÂMPUL CENTRAL - UN MOTIV FLORAL PICTAT CU BRUN ȘI DOUĂ NUANȚE DE VERDE. | Muzeul de Artă Populară, Constanța | Cimec    |
|      | Strachină Autor: anonim                                                        | Datare: Prima jumătate a secolului XX Descoperit: jud. ILFOV, BUCUREȘTI Dimensiuni: Î: 7,6 cm Material: lut; angobă; coloranți; smalț; frământat prin călcare; modelat la roată; angobare; pictat cu pensula și cornul; smălțuit; ardere oxidantă                                     | STRACHINA CU FOND ANGOBAT ESTE DECORATĂ CU MOTIVE FLORALE (LALEAUA), PICTATE CU PENSULA, CU ALBASTRU ȘI VERDE. DOUĂ LINII CONCENTRICE, TRASATE CU CORNUL, CU BRUN, ÎNCADREAZĂ BORDURA VASULUI. | Muzeul de Artă Populară, Constanța | Cimec    |
|      | Strachină Autor: anonim                                                        | Datare: Prima jumătate a secolului XX Descoperit: jud. ILFOV, BUCUREȘTI Dimensiuni: Î: 8 cm Material: lut; angobă; coloranți; smalț; frământat prin călcare; modelat la roată; angobare; pictat cu pensula și cornul; smălțuit; ardere oxidantă                                       | STRACHINA CU FOND ANGOBAT ESTE DECORATĂ CU MOTIVE FLORALE STILIZATE, PICTATE ALTERNATIV CU VERDE ȘI ALBASTRU. ÎN CÂMPUL CENTRAL - ACELAȘI MOTIV, PICTAT CU VERDE ȘI ALBASTRU. | Muzeul de Artă Populară, Constanța | Cimec    |
|      | Ștergar Autor: anonim                                                          | Datare: Prima jumătate a secolului XX Descoperit: jud. CONSTANȚA, CONSTANȚA Material: bumbac; franjuri; țesut în 2 ițe; năvădit; ales cu acul; încheiat cu acul | ȘTERGARUL ȚESUT DIN BUMBAC ALB, ORNAMENTAT PRIN NĂVĂDIRE, PREZINTĂ LA CAPETE TREI REGISTRE DECORATIVE CU FOND ORANGE ȘI MOTIVE FLORALE, ALESE CU ALB, DOUĂ REGISTRE ÎNGUSTE ALESE CU MOTIVE GEOMETRICE, ÎN ACEEAȘI CROMATICĂ, ȘI UNUL CU MOTIVE GEOMETRICE ALESE CU ROȘU ȘI ALB. | Muzeul de Artă Populară, Constanța | Cimec    |
|      | Strachină Autor: anonim                                                        | Datare: Prima jumătate a secolului XX Descoperit: jud. ILFOV, BUCUREȘTI Dimensiuni: Î: 5,3 cm Material: lut; angobă; coloranți; smalț; frământat prin călcare; modelat la roată; sgrafitare; angobare; pictat cu pensula și cornul; smălțuit; ardere oxidantă                         | DUPĂ ANGOBARE, STRACHINA A FOST DECORATĂ CU UN MOTIV FLORAL STILIZAT, AVÂND CONTURURILE SGRAFITATE ȘI CELE 10 PETALE COLORATE ALTERNATIV CU VERDE ȘI OLIV - ÎN CÂMPUL CENTRAL. MARGINILE FARFURIEI SUNT DECORATE CU CERCURI CONCENTRICE TRASATE CU BRUN, VERDE ȘI CĂRĂMIZIU ȘI O BANDĂ LATĂ CĂRĂMIZIE. | Muzeul de Artă Populară, Constanța | Cimec    |
|      | Strachină Autor: anonim                                                        | Datare: Prima jumătate a secolului XX Descoperit: jud. ILFOV, BUCUREȘTI Dimensiuni: Î: 5,3 cm Material: lut; angobă; coloranți; smalț; frământat prin călcare; modelat la roată; sgrafitare; angobare; pictat cu pensula și cornul; smălțuit; ardere oxidantă                         | DUPĂ ANGOBARE, STRACHINA A FOST DECORATĂ CU UN MOTIV FLORAL STILIZAT, AVÂND CONTURURILE SGRAFITATE ȘI CELE 10 PETALE COLORATE ALTERNATIV CU VERDE ȘI OLIV. MARGINILE FARFURIEI SUNT DECORATE CU CERCURI CONCENTRICE TRASATE CU BRUN, VERDE ȘI CĂRĂMIZIU ȘI O BANDĂ LATĂ CĂRĂMIZIE. | Muzeul de Artă Populară, Constanța | Cimec    |
|      | Strachină Autor: anonim                                                        | Datare: Prima jumătate a secolului XX Descoperit: jud. ILFOV, BUCUREȘTI Dimensiuni: Î: 6 cm Material: lut; angobă; coloranți; smalț; frământat prin călcare; modelat la roată; sgrafitare; angobare; pictat cu pensula și cornul; smălțuit; ardere oxidantă                           | STRACHINA CU FOND ANGOBAT ESTE DECORATĂ CU MOTIVE FLORALE STILIZATE (LALEA) - TREI PLASATE PE MARGINI, IAR UNUL ÎN CENTRU. CONTURURILE FRUNZELOR SUNT SGRAFITATE, IAR FLORILE SUNT PICTATE CU VERDE ȘI BRUN. | Muzeul de Artă Populară, Constanța | Cimec    |
|      | Strachină Autor: anonim                                                        | Datare: Prima jumătate a secolului XX Descoperit: jud. ILFOV, BUCUREȘTI Dimensiuni: Î: 5,7 cm Material: lut; angobă; coloranți; smalț; frământat prin călcare; modelat la roată; angobare; pictat cu cornul; smălțuit; ardere oxidantă                                                | STRACHINA CU FOND ANGOBAT ESTE DECORATĂ CU CERCURI CONCENTRICE TRASATE CU CORNUL, CU BRUN, PESTE CARE SUNT PICTATE MOTIVE GEOMETRICE - CÂTE TREI PUNCTE BRUN. ÎN CÂMPUL CENTRAL - SPIRALA SUPRAPUSĂ DE LINIE MEANDRICĂ VERDE. | Muzeul de Artă Populară, Constanța | Cimec    |
|      | Strachină Autor: anonim                                                        | Datare: Prima jumătate a secolului XX Descoperit: jud. ILFOV, BUCUREȘTI Dimensiuni: Î: 4,3 cm Material: lut; angobă; coloranți; smalț; frământat prin călcare; modelat la roată; jirăvit cu cornul; smălțuit; ardere oxidantă                                                         | STRACHINA CU FOND VERDE ESTE DECORATĂ PE PEREȚI CU O SPIRALĂ CIRCULARĂ, PESTE CARE SUNT PICTATE, CU BRUN ȘI ALB, MOTIVE FITOMORFE (SPICE), ALTERNÂND CU MOTIVE OVOIDALE ("OCHIURI"). ÎN CÂMPUL CENTRAL - UN MOTIV FLORAL (CRIZANTEMA), JIRĂVIT CU CORNUL, CU ALB ȘI CĂRĂMIZIU. | Muzeul de Artă Populară, Constanța | Cimec    |
|      | Strachină Autor: anonim                                                        | Datare: Prima jumătate a secolului XX Descoperit: jud. ILFOV, BUCUREȘTI Dimensiuni: Î: 6,2 cm Material: lut; angobă; coloranți; smalț; frământat prin călcare; modelat la roată; jirăvit cu cornul; smălțuit; ardere oxidantă                                                         | STRACHINA CU FOND VERDE ESTE DECORATĂ PE PEREȚI CU UN DECOR COMPUS DIN CINCI GRUPAJE DE MOTIVE OVOIDALE PICTATE CU ALB, ASOCIATE CU MOTIVE LINIARE, AMINTIND DE PANA DE PASĂRE. ÎN CÂMPUL CENTRAL - UN MOTIV FLORAL CREAT DIN PUNCTE BRUN. BUZA VASULUI ESTE MARCATĂ DE UN MEANDRU BRUN, IAR PEREȚII DE O SPIRALĂ BRUN. | Muzeul de Artă Populară, Constanța | Cimec    |
|      | Strachină Autor: Constantin Colibaba                                           | Datare: Prima jumătate a secolului XX Descoperit: jud. ILFOV, BUCUREȘTI Dimensiuni: Î: 6,6 cm Material: lut; angobă; coloranți; smalț; frământat prin călcare; modelat la roată; angobare; sgrafitare; pictat cu cornul și pensula; smălțuit; ardere oxidantă                         | ORNAMENTELE VASULUI SUNT REALIZATE ÎN STILUL CERAMICII DE KUTY, PRIN TEHNICA SGRAFITĂRII, FOLOSINDU-SE CROMATICA TRADIȚIONALĂ: VERDE, GALBEN, CĂRĂMIZIU. PE FONDUL DE ANGOBĂ, ÎN CENTRUL VASULUI, SUNT PICTATE TREI MOTIVE ZOOMORFE (PEȘTI). PEREȚII VASULUI SUNT DECORAȚI CU MOTIVE GEOMETRICE: SEMICERCURI, REȚELE DE LINII HAȘURATE, LINII CURBE, PUNCTE, ASOCIATE CU MOTIVE FITOMORFE. | Muzeul de Artă Populară, Constanța | Cimec    |
|      | Strachină Autor: Constantin Colibaba                                           | Datare: Prima jumătate a secolului XX Descoperit: jud. ILFOV, BUCUREȘTI Dimensiuni: Î: 7,2 cm Material: lut; angobă; coloranți; smalț; frământat prin călcare; modelat la roată; angobare; sgrafitare; pictat cu cornul și pensula; smălțuit; ardere oxidantă                         | ORNAMENTICA VASULUI ESTE REALIZATĂ ÎN STILUL CERAMICII DE KUTY, PRIN TEHNICA SGRAFITĂRII, FOLOSINDU-SE CROMATICA TRADIȚIONALĂ: VERDE, GALBEN, BRUN. ÎN CENTRUL VASULUI APARE POMUL VIEȚII SUB FORMA UNEI LALELE MARI, AVÂND DE O PARTE ȘI DE ALTA FLORI DE PĂPĂDIE ȘI FLOAREA SOARELUI. PEREȚII VASULUI SUNT DECORAȚI CU MOTIVE GEOMETRICE: SEMICERCURI, REȚELE DE LINII HAȘURATE, LINII CURBE, PUNCTE, ASOCIATE CU MOTIVE FITOMORFE. | Muzeul de Artă Populară, Constanța | Cimec    |
|      | Strachină Autor: Constantin Colibaba                                           | Datare: Prima jumătate a secolului XX Descoperit: jud. ILFOV, BUCUREȘTI Dimensiuni: Î: 6,7 cm Material: lut; angobă; coloranți; smalț; frământat prin călcare; modelat la roată; angobare; sgrafitare; pictat cu pensula; smălțuit; ardere oxidantă                                   | DECORUL VASULUI ESTE REALIZAT ÎN STILUL CERAMICII DE KUTY, PRIN TEHNICA SGRAFITĂRII, FOLOSINDU-SE CROMATICA TRADIȚIONALĂ (VERDE, GALBEN, BRUN, CĂRĂMIZIU). ÎN CENTRUL VASULUI ESTE PICTATĂ O CIUDATĂ SCENĂ DE DANS, ÎN CARE O SILUETĂ MASCULINĂ DANSEAZĂ ACOMPANIATĂ DE VIOARA, MÂNUITĂ DE UN ANIMAL (PROBABIL CAL). PE MARGINILE STRACHINEI SUNT PICTATE ELEMENTE GEOMETRICE (SEMICERCURI) ȘI VEGETALE (POMUL VIEȚII). | Muzeul de Artă Populară, Constanța | Cimec    |
|      | Strachină Autor: Constantin Colibaba                                           | Datare: Prima jumătate a secolului XX Descoperit: jud. ILFOV, BUCUREȘTI Dimensiuni: Î: 7,2 cm Material: lut; angobă; coloranți; smalț; frământat prin călcare; modelat la roată; angobare; sgrafitare; pictat cu cornul și pensula; smălțuit; ardere oxidantă                         | DECORUL VASULUI ESTE REALIZAT ÎN STILUL CERAMICII DE KUTY, PRIN TEHNICA SGRAFITĂRII, FOLOSINDU-SE CROMATICA TRADIȚIONALĂ (VERDE, GALBEN, BRUN). ÎN CENTRUL VASULUI SUNT PICTATE DOUĂ MOTIVE ZOOMORFE (BERBECI CARE SE LUPTĂ) ȘI MOTIVE VEGETALE. PEREȚII VASULUI SUNT DECORAȚI CU MOTIVE GEOMETRICE (LINII FRÂNTE, LINII CURBE, PUNCTE). | Muzeul de Artă Populară, Constanța | Cimec    |
|      | Strachină Autor: Constantin Colibaba                                           | Datare: Prima jumătate a secolului XX Descoperit: jud. ILFOV, BUCUREȘTI Dimensiuni: Î: 6,6 cm Material: lut; angobă; coloranți; smalț; frământat prin călcare; modelat la roată; angobare; sgrafitare; pictat cu cornul și pensula; smălțuit; ardere oxidantă                         | DECORUL VASULUI ESTE REALIZAT ÎN STILUL CERAMICII DE KUTY, PRIN TEHNICA SGRAFITĂRII, FOLOSINDU-SE CROMATICA TRADIȚIONALĂ (VERDE, GALBEN, BRUN, CĂRĂMIZIU). ÎN CENTRUL VASULUI ESTE PICTAT UN MOTIV AVIMORF (COCOȘUL), ALĂTURI DE MOTIVE FLORALE (CRIZANTEMA) ȘI FITOMORFE. MARGINILE STRACHINEI SUNT DECORATE CU MOTIVE GEOMETRICE (LINII FRÂNTE) ȘI MOTIVE FITOMORFE. | Muzeul de Artă Populară, Constanța | Cimec    |
|      | Strachină Autor: Constantin Colibaba                                           | Datare: Prima jumătate a secolului XX Descoperit: jud. ILFOV, BUCUREȘTI Dimensiuni: Î: 6,9 cm Material: lut; angobă; coloranți; smalț; frământat prin călcare; modelat la roată; angobare; sgrafitare; pictat cu cornul și pensula; smălțuit; ardere oxidantă                         | DECORUL VASULUI ESTE REALIZAT ÎN STILUL CERAMICII DE KUTY, PRIN TEHNICA SGRAFITĂRII, FOLOSINDU-SE CROMATICA TRADIȚIONALĂ (VERDE, GALBEN, BRUN). ÎN CENTRUL VASULUI ESTE PICTAT UN MOTIV ZOOMORF FANTASTIC (CAPRICORN SAU INOROG), ÎNCONJURAT DE MOTIVE FLORALE (LALEA, CRIN). PEREȚII VASULUI SUNT DECORAȚI CU MOTIVE GEOMETRICE (LINII CURBE ȘI PARALELE, MEANDRE). | Muzeul de Artă Populară, Constanța | Cimec    |
|      | Strachină Autor: Constantin Colibaba                                           | Datare: Prima jumătate a secolului XX Descoperit: jud. ILFOV, BUCUREȘTI Dimensiuni: Î: 7,2 cm Material: lut; angobă; coloranți; smalț; frământat prin călcare; modelat la roată; angobare; sgrafitare; pictat cu cornul și pensula; smălțuit; ardere oxidantă                         | DECORUL VASULUI ESTE REALIZAT ÎN STILUL CERAMICII DE KUTY, PRIN TEHNICA SGRAFITĂRII, FOLOSINDU-SE CROMATICA TRADIȚIONALĂ (VERDE, GALBEN, BRUN). ÎN CENTRUL VASULUI ESTE PICTAT UN MOTIV ZOOMORF (CAPRICORN), ASOCIAT CU UN MOTIV FLORAL (LALEAUA). PEREȚII VASULUI SUNT DECORAȚI CU MOTIVE GEOMETRICE (LINII FRÂNTE, REȚELE DE LINII HAȘURATE). | Muzeul de Artă Populară, Constanța | Cimec    |
|      | Strachină Autor: Constantin Colibaba                                           | Datare: Al treilea sfert al secolului XX Descoperit: jud. ILFOV, BUCUREȘTI Dimensiuni: Î: 6,8 cm Material: lut; angobă; coloranți; smalț; frământat prin călcare; modelat la roată; angobare; sgrafitare; pictat cu pensula; smălțuit; ardere oxidantă                                | DECORUL VASULUI ESTE REALIZAT ÎN STILUL CERAMICII DE KUTY, PRIN TEHNICA SGRAFITĂRII, FOLOSINDU-SE CROMATICA TRADIȚIONALĂ (VERDE, GALBEN, CĂRĂMIZIU), PE FOND DE ANGOBĂ. ÎN CENTRUL VASULUI APAR DOUĂ MOTIVE ANTROPOMORFE (UN CUPLU DE DANSATORI), FLANCATE DE ELEMENTE DE MOBILIER (DOUĂ SCAUNE) ȘI MOTIVE FLORALE. PE MARGINI- MOTIVE GEOMETRICE (LINII MEANDRICE, LINII FRÂNTE, LINII HAȘURATE) ȘI MOTIVE FITOMORFE. | Muzeul de Artă Populară, Constanța | Cimec    |
|      | Strachină Autor: Constantin Colibaba                                           | Datare: Al treilea sfert al secolului XX Descoperit: jud. ILFOV, BUCUREȘTI Dimensiuni: Î: 7,2 cm Material: lut; angobă; coloranți; smalț; frământat prin călcare; modelat la roată; angobare; sgrafitare; pictat cu pensula; smălțuit; ardere oxidantă                                | DECORUL VASULUI ESTE REALIZAT ÎN STILUL CERAMICII DE KUTY, PRIN TEHNICA SGRAFITĂRII, FOLOSINDU-SE CROMATICA TRADIȚIONALĂ (VERDE, GALBEN, BRUN), PE FOND DE ANGOBĂ. ÎN CENTRUL VASULUI APAR TREI MOTIVE ZOOMORFE (PEȘTI). PEREȚII VASULUI SUNT DECORAȚI CU MOTIVE GEOMETRICE (LINII CURBE, LINII DREPTE). | Muzeul de Artă Populară, Constanța | Cimec    |
|      | Strachină Autor: Constantin Colibaba                                           | Datare: Al treilea sfert al secolului XX Descoperit: jud. ILFOV, BUCUREȘTI Dimensiuni: Î: 7,3 cm Material: lut; angobă; coloranți; smalț; frământat prin călcare; modelat la roată; angobare; sgrafitare; pictat cu pensula; smălțuit; ardere oxidantă                                | DECORUL VASULUI ESTE REALIZAT ÎN STILUL CERAMICII DE KUTY, PRIN TEHNICA SGRAFITĂRII, FOLOSINDU-SE CROMATICA TRADIȚIONALĂ (VERDE, GALBEN, BRUN), PE FOND DE ANGOBĂ. ÎN CENTRUL VASULUI APARE UN MOTIV AVIMORF (PĂUN) ȘI UNUL VEGETAL (RAMURA). PE BANDA MARGINALĂ - CU MOTIVE GEOMETRICE (LINII FRÂNTE, LINII DREPTE). | Muzeul de Artă Populară, Constanța | Cimec    |
|      | Strachină Autor: Constantin Colibaba                                           | Datare: Al treilea sfert al secolului XX Descoperit: jud. ILFOV, BUCUREȘTI Dimensiuni: Î: 6,2 cm Material: lut; angobă; coloranți; smalț; frământat prin călcare; modelat la roată; angobare; sgrafitare; pictat cu pensula; smălțuit; ardere oxidantă                                | DECORUL VASULUI ESTE REALIZAT ÎN STILUL CERAMICII DE KUTY, PRIN TEHNICA SGRAFITĂRII, FOLOSINDU-SE CROMATICA TRADIȚIONALĂ (VERDE, GALBEN, BRUN), PE FOND DE ANGOBĂ. ÎN CENTRUL VASULUI ESTE PICTATĂ O BISERICĂ, AVÂND DE O PARTE ȘI DE ALTA CÂTE UN MOTIV FLORAL. PEREȚII VASULUI SUNT DECORAȚI CU MOTIVE GEOMETRICE (ARC DE CERC, LINII HAȘURATE, LINII DREPTE, PUNCTE). | Muzeul de Artă Populară, Constanța | Cimec    |
|      | Strachină Autor: Constantin Colibaba                                           | Datare: Al treilea sfert al secolului XX Descoperit: jud. ILFOV, BUCUREȘTI Dimensiuni: Î: 7,3 cm Material: lut; angobă; coloranți; smalț; frământat prin călcare; modelat la roată; angobare; sgrafitare; pictat cu pensula; smălțuit; ardere oxidantă                                | DECORUL VASULUI ESTE REALIZAT ÎN STILUL CERAMICII DE KUTY, PRIN TEHNICA SGRAFITĂRII, FOLOSINDU-SE CROMATICA TRADIȚIONALĂ (VERDE, GALBEN, BRUN), PE FOND DE ANGOBĂ. ÎN CÂMPUL CENTRAL SUNT PICTATE MOTIVE VEGETALE ȘI AVIMORFE: DOUĂ PĂSĂRI AFRONTATE, FLANCÂND MOTIVUL "POMULUI VIEȚII", SUB FORMA FLORII- SOARELUI, ÎNCADRATE DE ALTE DOUĂ FLORI DE DIMENSIUNI REDUSE. PEREȚII VASULUI SUNT DECORAȚI CU MOTIVE GEOMETRICE (LINII FR\NTE, MEANDRE, LINII PARALELE). | Muzeul de Artă Populară, Constanța | Cimec    |
|      | Strachină                                                                      | Datare: Al treilea sfert al secolului XX Descoperit: jud. ILFOV, BUCUREȘTI Dimensiuni: Î: 8,8 cm Material: lut; angobă; coloranți; smalț; frământat prin călcare; modelat la roată; angobare; sgrafitare; pictat cu pensula; smălțuit; ardere oxidantă                                | DECORUL VASULUI ESTE REALIZAT ÎN STILUL CERAMICII DE KUTY, PRIN TEHNICA SGRAFITĂRII, FOLOSINDU-SE CROMATICA TRADIȚIONALĂ (VERDE, GALBEN, CĂRĂMIZIU), PE FOND DE ANGOBĂ. ÎN CENTRUL VASULUI APAR DOUĂ MOTIVE ANTROPOMORFE (UN CUPLU DE DANSATORI), FLANCATE DE ELEMENTE DE MOBILIER (DOUĂ SCAUNE) ȘI MOTIVE FLORALE. PE MARGINI- MOTIVE GEOMETRICE (LINII MEANDRICE, LINII FRÂNTE, LINII) ȘI MOTIVE FITOMORFE. | Muzeul de Artă Populară, Constanța | Cimec    |
|      | Strachină Autor: Constantin Colibaba                                           | Datare: Al treilea sfert al secolului XX Descoperit: jud. ILFOV, BUCUREȘTI Dimensiuni: Î: 7,1 cm Material: lut; angobă; coloranți; smalț; frământat prin călcare; modelat la roată; angobare; sgrafitare; pictat cu cornul și pensula; smălțuit; ardere oxidantă                      | DECORUL VASULUI ESTE REALIZAT ÎN STILUL CERAMICII DE KUTY, PRIN TEHNICA SGRAFITĂRII, FOLOSINDU-SE CROMATICA TRADIȚIONALĂ (VERDE, GALBEN, CĂRĂMIZIU), PE FOND DE ANGOBĂ. ÎN CENTRUL VASULUI ESTE PICTAT UN MOTIV ZOOMORF (CAPRICORN), ÎNCADRAT DE MOTIVE FLORALE (LALELE) ȘI UN VAS CU TOARTE AFLAT LA PICIOARELE ANIMALULUI. PE MARGINI - MOTIVE GEOMETRICE (LINII FRÂNTE, DREPTE ȘI VĂLURITE). | Muzeul de Artă Populară, Constanța | Cimec    |
|      | Strachină Autor: Constantin Colibaba                                           | Datare: Al treilea sfert al secolului XX Descoperit: jud. ILFOV, BUCUREȘTI Dimensiuni: Î: 7,6 cm Material: lut; angobă; coloranți; smalț; frământat prin călcare; modelat la roată; angobare; sgrafitare; pictat cu cornul și pensula; smălțuit; ardere oxidantă                      | DECORUL VASULUI ESTE REALIZAT ÎN STILUL CERAMICII DE KUTY, PRIN TEHNICA SGRAFITĂRII, FOLOSINDU-SE CROMATICA TRADIȚIONALĂ (VERDE, GALBEN, CĂRĂMIZIU), PE FOND DE ANGOBĂ. ÎN CENTRUL VASULUI ESTE PICTAT UN MOTIV ZOOMORF (CAL), ÎNCADRAT DE MOTIVE FLORALE (LALELE). PE MARGINEA VASULUI ESTE PICTAT, CU CORNUL, UN MEANDRU, ASOCIAT CU MOTIVE PUNCTIFORME. | Muzeul de Artă Populară, Constanța | Cimec    |
|      | Strachină Autor: anonim                                                        | Datare: Al treilea sfert al secolului XX Descoperit: jud. ILFOV, BUCUREȘTI Dimensiuni: Î: 7,4 cm Material: lut; angobă; coloranți; smalț; frământat prin călcare; modelat la roată; angobare; sgrafitare; pictat cu pensula; smălțuit; ardere oxidantă                                | DECORUL VASULUI ESTE REALIZAT ÎN STILUL CERAMICII DE KUTY, PRIN TEHNICA SGRAFITĂRII, FOLOSINDU-SE CROMATICA TRADIȚIONALĂ (VERDE, GALBEN, CĂRĂMIZIU), PE FOND DE ANGOBĂ. ÎN CENTRUL VASULUI ESTE PICTAT UN PERSONAJ FEMININ, ȚINÂND ÎN MÂINI O UMBRELĂ ȘI UN BUCHET DE LALELE. CÂMPUL MARGINAL ESTE ORNAMENTAT CU PERECHI DE LINII ANGULARE, MEANDRE, LINII FRÂNTE. | Muzeul de Artă Populară, Constanța | Cimec    |
|      | Strachină Autor: anonim                                                        | Datare: Prima jumătate a secolului XX Descoperit: jud. ILFOV, BUCUREȘTI Dimensiuni: Î: 7,8 cm Material: lut; angobă; coloranți; smalț; frământat prin călcare; modelat la roată; angobare; sgrafitare; pictat cu pensula; smălțuit; ardere oxidantă                                   | DECORUL VASULUI ESTE REALIZAT ÎN STILUL CERAMICII DE KUTY, PRIN TEHNICA SGRAFITĂRII, FOLOSINDU-SE CROMATICA TRADIȚIONALĂ (VERDE, GALBEN, BRUN), PE FOND DE ANGOBĂ. ÎN CENTRUL VASULUI ESTE PICTAT UN MOTIV ZOOMORF (CAL), ÎNCADRAT DE MOTIVE VEGETALE. PEREȚII VASULUI SUNT DECORAȚI CU MOTIVE GEOMETRICE (LINII, LINII CURBE). | Muzeul de Artă Populară, Constanța | Cimec    |
|      | Strachină Autor: anonim                                                        | Datare: Prima jumătate a secolului XX Descoperit: jud. ILFOV, BUCUREȘTI Dimensiuni: Î: 8,8 cm Material: lut; angobă; coloranți; smalț; frământat prin călcare; modelat la roată; angobare; sgrafitare; pictat cu pensula și cornul; smălțuit; ardere oxidantă                         | DECORUL VASULUI ESTE REALIZAT ÎN STILUL CERAMICII DE KUTY, PRIN TEHNICA SGRAFITĂRII, FOLOSINDU-SE CROMATICA TRADIȚIONALĂ (VERDE, GALBEN, BRUN), PE FOND DE ANGOBĂ. ÎN CENTRUL VASULUI SUNT PICTATE MOTIVE FLORALE, DISPUSE CRUCIFORM. PEREȚII VASULUI SUNT ORNAMENTAȚI CU MOTIVE GEOMETRICE (LINII, LINII FRÂNTE). | Muzeul de Artă Populară, Constanța | Cimec    |
|      | Strachină Autor: anonim                                                        | Datare: Prima jumătate a secolului XX Descoperit: jud. ILFOV, BUCUREȘTI Dimensiuni: Î: 8,4 cm Material: lut; angobă; coloranți; smalț; frământat prin călcare; modelat la roată; angobare; sgrafitare; pictat cu pensula; smălțuit; ardere oxidantă                                   | DECORUL VASULUI ESTE REALIZAT ÎN STILUL CERAMICII DE KUTY, PRIN TEHNICA SGRAFITĂRII, FOLOSINDU-SE CROMATICA TRADIȚIONALĂ (VERDE, GALBEN, BRUN), PE FOND DE ANGOBĂ. ÎN CÂMPUL CENTRAL, VASUL PREZINTĂ PATRU MOTIVE FLORALE (FLOAREA - SOARELUI ȘI BOBOCI DE FLOARE), DISPUSE CRUCIFORM. PEREȚII VASULUI PREZINTĂ DECOR GEOMETRIC (LINII, LINII FRÂNTE). | Muzeul de Artă Populară, Constanța | Cimec    |
|      | Strachină Autor: anonim                                                        | Datare: Prima jumătate a secolului XX Descoperit: jud. ILFOV, BUCUREȘTI Dimensiuni: Î: 7 cm Material: lut; angobă; coloranți; smalț; frământat prin călcare; modelat la roată; angobare; sgrafitare; pictat cu pensula și cornul; smălțuit; ardere oxidantă                           | DECORUL VASULUI ESTE REALIZAT ÎN STILUL CERAMICII DE KUTY, PRIN TEHNICA SGRAFITĂRII, FOLOSINDU-SE CROMATICA TRADIȚIONALĂ (VERDE, GALBEN, CĂRĂMIZIU), PE FOND DE ANGOBĂ. ÎN CENTRUL VASULUI ESTE PICTAT UN ANIMAL FANTASTIC - CAPRICORN - ÎNCADRAT DE MOTIVE VEGETALE ȘI FLORI (LALEA). PEREȚII VASULUI SUNT ORNAMENTAȚI CU MOTIVE GEOMETRICE (LINII, LINII FRÂNTE) ȘI FITOMORFE (FRUNZE) | Muzeul de Artă Populară, Constanța | Cimec    |
|      | Strachină Autor: anonim                                                        | Datare: Prima jumătate a secolului XX Descoperit: jud. ILFOV, BUCUREȘTI Dimensiuni: Î: 7 cm Material: lut; angobă; coloranți; smalț; frământat prin călcare; modelat la roată; angobare; sgrafitare; pictat cu pensula și cornul; smălțuit; ardere oxidantă                           | DECORUL VASULUI ESTE REALIZAT ÎN STILUL CERAMICII DE KUTY, PRIN TEHNICA SGRAFITĂRII, FOLOSINDU-SE CROMATICA TRADIȚIONALĂ (VERDE, GALBEN, CĂRĂMIZIU), PE FOND DE ANGOBĂ. ÎN CÂMPUL CENTRAL APARE UN MOTIV AVIMORF (PASĂRE - PUPĂZĂ), ASOCIAT CU RAMURA CU FRUNZE ȘI CU UN MOTIV FLORAL (FLOAREA - SOARELUI). PEREȚII VASULUI SUNT DECORAȚI CU MOTIVE GEOMETRICE (OVOIDALE ȘI PUNCTIFORME). | Muzeul de Artă Populară, Constanța | Cimec    |
|      | Strachină Autor: ANONIM (probabil un ucenic al meșterului Constantin Colibaba) | Datare: Al treilea sfert al secolului al XX-lea Descoperit: jud. ILFOV, BUCUREȘTI Dimensiuni: Î: 7,7 cm Material: lut; angobă; coloranți; smalț; frământat prin călcare; modelat la roată; angobare; sgrafitare; pictat cu pensula; smălțuit; ardere oxidantă                         | DECORUL VASULUI ESTE REALIZAT ÎN STILUL CERAMICII DE KUTY, PRIN TEHNICA SGRAFITĂRII, FOLOSINDU-SE CROMATICA TRADIȚIONALĂ (VERDE, GALBEN, CĂRĂMIZIU), PE FOND DE ANGOBĂ. O ANUMITĂ NESIGURANȚĂ ÎN TRASAREA CONTURURILOR PRIN SGRAFITARE PLEDEAZĂ PENTRU ATRIBUIREA PIESEI UNUI DISCIPOL AL MEȘTERULUI POPULAR CONSTANTIN COLIBABA (1900 - 1975). ÎN CÂMPUL CENTRAL, APARE MOTIVUL VASIULUI CU FLORI (LALEA), ÎNCADRAT DE DOUĂ MOTIVE FLORALE (FLOAREA - SOARELUI). PE MARGINILE VASULUI APAR MOTIVE GEOMETRICE (LINII, LINII FRÂNTE).                                                                                              | Muzeul de Artă Populară, Constanța | Cimec    |
|      | Strachină Autor: ANONIM (probabil un ucenic al meșterului Constantin Colibaba) | Datare: Al treilea sfert al secolului al XX-lea Descoperit: jud. ILFOV, BUCUREȘTI Dimensiuni: Î: 7,5 cm Material: lut; angobă; coloranți; smalț; frământat prin călcare; modelat la roată; angobare; sgrafitare; pictat cu pensula; smălțuit; ardere oxidantă                         | DECORUL VASULUI ESTE REALIZAT ÎN STILUL CERAMICII DE KUTY, PRIN TEHNICA SGRAFITĂRII, FOLOSINDU-SE CROMATICA TRADIȚIONALĂ (VERDE, GALBEN, CĂRĂMIZIU), PE FOND DE ANGOBĂ. O ANUMITĂ NESIGURANȚĂ ÎN TRASAREA CONTURURILOR PRIN SGRAFITARE PLEDEAZĂ PENTRU ATRIBUIREA PIESEI UNUI DISCIPOL AL MEȘTERULUI POPULAR CONSTANTIN COLIBABA (1900 - 1975). ÎN CENTRUL VASULUI ESTE PICTATĂ O SCENĂ LEGATĂ DE JOCURILE CU MĂȘTI DE ANUL NOU, AI CĂREI PROTAGONIȘTI SUNT URSARUL ȘI URSUL CU VIOARA. PEREȚII VASULUI SUNT DECORAȚI CU MOTIVE GEOMETRICE (LINII ARCUITE, LINII FRÂNTE).                                                         | Muzeul de Artă Populară, Constanța | Cimec    |
|      | Strachină Autor: ANONIM (probabil un ucenic al meșterului Constantin Colibaba) | Datare: Al treilea sfert al secolului al XX-lea Descoperit: jud. ILFOV, BUCUREȘTI Dimensiuni: Î: 7,5 cm Material: lut; angobă; coloranți; smalț; frământat prin călcare; modelat la roată; angobare; sgrafitare; pictat cu pensula; smălțuit; ardere oxidantă                         | DECORUL VASULUI ESTE REALIZAT ÎN STILUL CERAMICII DE KUTY, PRIN TEHNICA SGRAFITĂRII, FOLOSINDU-SE CROMATICA TRADIȚIONALĂ (VERDE, GALBEN, CĂRĂMIZIU), PE FOND DE ANGOBĂ. O ANUMITĂ NESIGURANȚĂ ÎN TRASAREA CONTURURILOR PRIN SGRAFITARE PLEDEAZĂ PENTRU ATRIBUIREA PIESEI UNUI DISCIPOL AL MEȘTERULUI POPULAR CONSTANTIN COLIBABA (1900 - 1975). ÎN CENTRUL VASULUI, ALĂTURI DE ELEMENTE FLORALE ȘI FITOMORFE, ESTE PICTATĂ O SCENĂ LEGATĂ DE JOCURILE CU MĂȘTI DE ANUL NOU, ÎN CARE APAR DOUĂ PERSONAJE; UNUL MASCULIN ȘI UN ANIMAL, CE POATE FI CAPRĂ. PEREȚII VASULUI SUNT DECORAȚI CU MOTIVE GEOMETRICE (LINII CURBE, PUNCTE). | Muzeul de Artă Populară, Constanța | Cimec    |
|      | Strachină Autor: ANONIM (probabil un ucenic al meșterului Constantin Colibaba) | Datare: Al treilea sfert al secolului al XX-lea Descoperit: jud. ILFOV, BUCUREȘTI Dimensiuni: Î: 8,4 cm Material: lut; angobă; coloranți; smalț; frământat prin călcare; modelat la roată; angobare; sgrafitare; pictat cu pensula; smălțuit; ardere oxidantă                         | DECORUL VASULUI ESTE REALIZAT ÎN STILUL CERAMICII DE KUTY, PRIN TEHNICA SGRAFITĂRII, FOLOSINDU-SE CROMATICA TRADIȚIONALĂ (VERDE, GALBEN, CĂRĂMIZIU), PE FOND DE ANGOBĂ. O ANUMITĂ NESIGURANȚĂ ÎN TRASAREA CONTURURILOR PRIN SGRAFITARE PLEDEAZĂ PENTRU ATRIBUIREA PIESEI UNUI DISCIPOL AL MEȘTERULUI POPULAR CONSTANTIN COLIBABA (1900 - 1975). ÎN CENTRUL VASULUI APARE UN MOTIV CRUCIFORM, ASOCIAT CU DOUĂ MOTIVE FITOMORFE. PEREȚII VASULUI SUNT DECORAȚI CU MOTIVE GEOMETRICE (LINII CURBE). | Muzeul de Artă Populară, Constanța | Cimec    |
|      | Strachină Autor: ANONIM (probabil un ucenic al meșterului Constantin Colibaba) | Datare: Al treilea sfert al secolului al XX-lea Descoperit: jud. ILFOV, BUCUREȘTI Dimensiuni: Î: 7,1 cm Material: lut; angobă; coloranți; smalț; frământat prin călcare; modelat la roată; angobare; sgrafitare; pictat cu pensula și cornul; smălțuit; ardere oxidantă               | DECORUL VASULUI ESTE REALIZAT ÎN STILUL CERAMICII DE KUTY, PRIN TEHNICA SGRAFITĂRII, FOLOSINDU-SE CROMATICA TRADIȚIONALĂ (VERDE, GALBEN, BRUN), PE FOND DE ANGOBĂ. ÎN CÂMPUL CENTRAL APARE UN MOTIV AVIMORF (PĂUN), ASOCIAT CU MOTIVE VEGETALE (RAMURA) ȘI CU UN MOTIV FLORAL (FLOAREA - SOARELUI). PEREȚII VASULUI SUNT DECORAȚI CU MOTIVE GEOMETRICE (LINII, LINII FRÂNTE). | Muzeul de Artă Populară, Constanța | Cimec    |
|      | Strachină Autor: Constantin Colibaba                                           | Datare: Prima jumătate a secolului XX Descoperit: jud. ILFOV, BUCUREȘTI Dimensiuni: Î: 7,2 cm Material: lut; angobă; coloranți; smalț; frământat prin călcare; modelat la roată; angobare; sgrafitare; pictat cu pensula și cornul; smălțuit; ardere oxidantă                         | DECORUL VASULUI ESTE REALIZAT ÎN STILUL CERAMICII DE KUTY, PRIN TEHNICA SGRAFITĂRII, FOLOSINDU-SE CROMATICA TRADIȚIONALĂ (VERDE, GALBEN, CĂRĂMIZIU), PE FOND DE ANGOBĂ. ÎN CENTRUL VASULUI ESTE PICTAT UN ANIMAL FANTASTIC (CAPRICORN), ASOCIAT CU MOTIVE FLORALE (LALEA, FLOAREA- SOARELUI). PEREȚII VASULUI SUNT ORNAMENTAȚI CU MOTIVE GEOMETRICE (LINII, LINII FRÂNTE). | Muzeul de Artă Populară, Constanța | Cimec    |
|      | Strachină Autor: Ion Diaconu                                                   | Datare: Prima jumătate a secolului XX Descoperit: jud. ILFOV, BUCUREȘTI Dimensiuni: Î: 7 cm Material: lut; angobă; coloranți; smalț; frământat prin călcare; modelat la roată; angobare; pictat cu cornul; smălțuit; ardere oxidantă                                                  | VASUL ANGOBAT ESTE DECORAT ÎN REGISTRE DELIMITATE DE CERCURI ȘI SPIRALE CIRCULARE, TRASATE CU CORNUL, CONSTÂND ÎN MOTIVE FITOMORFE STILIZATE (CRENGUȚE), TRASATE CU BRUN ȘI VERDE, ASOCIATE CU MEANDRE ALBASTRE. CROMATICĂ: ALB (FOND), BRUN, VERDE, ALBASTRU. | Muzeul de Artă Populară, Constanța | Cimec    |
|      | Strachină Autor: Ion Diaconu                                                   | Datare: Prima jumătate a secolului XX Descoperit: jud. ILFOV, BUCUREȘTI Dimensiuni: Î: 6,8 cm Material: lut; angobă; coloranți; smalț; frământat prin călcare; modelat la roată; angobare; pictat cu cornul; smălțuit; ardere oxidantă                                                | VASUL CU FOND ALB ESTE DECORAT CU UN MEANDRU TRASAT CU BRUN, ASOCIAT CU PUNCTE ALBASTRE ȘI LINII ARCUITE VERZI, ÎNCADRAT ÎN CERCURI BRUN. CENTRUL NEDECORAT ESTE DELIMITAT | Muzeul de Artă Populară, Constanța | Cimec    |
|      | Strachină Autor: Ion Diaconu                                                   | Datare: Prima jumătate a secolului XX Descoperit: jud. ILFOV, BUCUREȘTI Dimensiuni: Î: 6,7 cm Material: lut; angobă; coloranți; smalț; frământat prin călcare; modelat la roată; angobare; pictat cu cornul; smălțuit; ardere oxidantă                                                | VASUL ANGOBAT (FOND GALBEN DESCHIS) ESTE DECORAT CU UN MOTIV FLORAL CREAT DIN LINII VĂLURITE BRUN ȘI PETE (PICĂTURI) DE CULOARE VERDE. CÂMPUL CENTRAL AL VASULUI ESTE MARCAT DE UN DISC DE CULOARE BRUN. CROMATICĂ: GALBEN (FOND), BRUN, VERDE. | Muzeul de Artă Populară, Constanța | Cimec    |
|      | Strachină Autor: anonim                                                        | Datare: Prima jumătate a secolului XX Descoperit: jud. ILFOV, BUCUREȘTI Dimensiuni: Î: 6,5 cm Material: lut; coloranți; smalț; frământat prin călcare; modelat la roată; pictat cu cornul; smălțuit; ardere oxidantă                                                                  | VASUL ESTE ACOPERIT CU UN STRAT DE CULOARE CAFENIE, PESTE CARE S-A REALIZAT UN DECOR LINEAR TRASAT CU GALBEN (SPIRALE CIRCULARE, LINII MEANDRICE), ASOCIAT CU PICĂTURI DE CULOARE VERDE, DISPUSE NEREGULAT. CROMATICĂ: CAFENIU (FOND); GALBEN, VERDE | Muzeul de Artă Populară, Constanța | Cimec    |
|      | Strachină Autor: anonim                                                        | Datare: Al treilea sfert al secolului al XX-lea Descoperit: jud. ILFOV, BUCUREȘTI Dimensiuni: Î: 7,2 cm Material: lut; angobă; coloranți; smalț; frământat prin călcare; modelat la roată; angobare; pictat cu cornul; pictat cu pana; smălțuit; ardere oxidantă                      | VASUL CU FOND CĂRĂMIZIU ESTE DECORAT ÎN CENTRU CU O SPIRALĂ ALBĂ, ASOCIATĂ CU UN MEANDRU ȘI MOTIVE PUNCTIFORME NEGRE. PEREȚII SUNT DECORAȚI CU SPIRALE ALBE, PICTATE APOI CU ALB ȘI PUNCTE NEGRE. PE BUZA VASULUI, APARE MOTIVUL FITOMORF AL SPICULUI DE GRÂU. CROMATICĂ: CĂRĂMIZIU (FOND), ALB, NEGRU. | Muzeul de Artă Populară, Constanța | Cimec    |
|      | Strachină Autor: anonim                                                        | Datare: Al treilea sfert al secolului al XX-lea Descoperit: jud. ILFOV, BUCUREȘTI Dimensiuni: Î: 6,1 cm Material: lut; angobă; coloranți; smalț; frământat prin călcare; modelat la roată; angobare; pictat cu cornul; smălțuit; ardere oxidantă                                      | VASUL ANGOBAT, CU BUZA MODELATĂ VĂLURIT ȘI DECORATĂ CU GRUPURI DE LINII BRUN, PREZINTĂ ÎN CÂMPUL CENTRAL UN DECOR COMPUS DIN PETE DE CULOARE CĂRĂMIZIU ȘI VERDE, DE FORMĂ OVOIDALĂ, REALIZATE CU CORNUL. CROMATICĂ: ALB (FOND), CĂRĂMIZIU, BRUN, VERDE (MOTIVE). | Muzeul de Artă Populară, Constanța | Cimec    |
|      | Strachină Autor: MARIN MURGĂȘAN                                                | Datare: Al treilea sfert al secolului al XX-lea Descoperit: jud. ILFOV, BUCUREȘTI Dimensiuni: Î: 5,4 cm Material: lut; angobă; coloranți; smalț; frământat prin călcare; modelat la roată; angobare; pictat cu cornul; pictat cu paiul; smălțuit; ardere oxidantă                     | BUZĂ RĂSFRÂNTĂ A VASULUI CU FOND GALBEN ESTE DECORATĂ CU UN MEANDRU. PEREȚII SUNT DECORAȚI CU SPIRALE, ÎNTRETĂIATE LA DISTANȚE EGALE DE PICĂTURI SCURSE, ALTERNÂND CROMATIC VERDE - CĂRĂMIZIU. ÎN CENTRU, APARE UN MOTIV FLORAL ȘI O SPIRALĂ TRASATĂ CU CORNUL. CROMATICĂ: GALBEN (FOND), BRUN, VERDE, CĂRĂMIZIU (MOTIVE). | Muzeul de Artă Populară, Constanța | Cimec    |
|      | TAIER Autor: anonim                                                            | Datare: Al treilea sfert al secolului al XX-lea Descoperit: jud. ILFOV, BUCUREȘTI Dimensiuni: Î: 3,6 cm Material: lut; angobă; coloranți; smalț; frământat prin călcare; modelat la roată; angobare; pictat cu cornul; smălțuit; ardere oxidantă                                      | PE FONDUL CĂRĂMIZIU ESTE TRASATĂ CU CORNUL O SPIRALĂ, CU ANGOBĂ. CENTRUL VASULUI ESTE MARCAT DE UN DISC BRUN. CROMATICĂ: FOND - CĂRĂMIZIU, MOTIVE - ALB, BRUN. | Muzeul de Artă Populară, Constanța | Cimec    |
|      | TAIER Autor: anonim                                                            | Datare: Al treilea sfert al secolului al XX-lea Descoperit: jud. ILFOV, BUCUREȘTI Dimensiuni: Î: 3,9 cm Material: lut; angobă; coloranți; smalț; frământat prin călcare; modelat la roată; pictat cu cornul; pictat cu paiul; smălțuit; ardere oxidantă                               | PEREȚII FARFURIEI CU FOND VERDE SUNT DECORAȚI CU O SPIRALĂ, TRASATĂ CU CORNUL, ASOCIATĂ CU GRUPAJE DE MOTIVE OVOIDALE ("PICĂTURA SCURSĂ"), PICTATE CU ALB. ÎN CÂMPUL CENTRAL - O SPIRALĂ CIRCULARĂ BRUN ȘI UN REGISTRU DE PUNCTE CĂRĂMIZII. CROMATICĂ: FOND - VERDE, MOTIVE - ALB, CĂRĂMIZIU, BRUN. | Muzeul de Artă Populară, Constanța | Cimec    |
|      | Taier Autor: Grigore Ciungulescu                                               | Datare: Al treilea sfert al secolului al XX-lea Descoperit: jud. ILFOV, BUCUREȘTI Dimensiuni: Î: 3,1 cm Material: lut; angobă; coloranți; smalț; frământat prin călcare; modelat la roată; pictat cu cornul; pictat cu paiul; smălțuit; ardere oxidantă                               | FARFURIA CU FOND CĂRĂMIZIU ESTE DECORATĂ ÎN CENTRU CU O SPIRALĂ VĂLURITĂ CU PAIUL. PE PEREȚII VASULUI, ÎNTRE DOUĂ REGISTRE CU SPIRALE VĂLURITE, APAR MOTIVE GEOMETRICE COMPUSE DIN LINII ZIG-ZAG-ATE ȘI PUNCTE. CROMATICĂ: FOND - CĂRĂMIZIU, MOTIVE - BRUN, VERDE, ALB | Muzeul de Artă Populară, Constanța | Cimec    |
|      | Ștergar                                                                        | Datare: prima jumătate a secolului XX Descoperit: jud. CONSTANȚA, com. BĂNEASA Material: bumbac; borangic; țesut în 2 ițe; ajur; ales printre fire; tivit cu acul | Ștergarul prezintă urzeala din bumbac și băteala din borangic crem. Mijlocul este țesut din bumbac crem, fără ornamente. Decorul este dispus la capete și este realizat prin tehnica ajurării cu bumbac alb și borangic crem. Registrul median este mai lat, având un motiv floral. Celelalte două registre sunt mai înguste și prezintă câte un motiv floral stilizat, asociat cu motive fitomorfe. Aceste registre sunt delimitate prin patru grupaje de vărgi albe, asociate cu ajur. Extremitățile capetelor sunt tivite cu acul.                                                                                             | Muzeul de Artă Populară, Constanța | Cimec    |
|      | Țol                                                                            | Datare: prima jumătate a secolului XX Descoperit: jud. CONSTANȚA, CONSTANȚA Material: țesut scorțește; franjuri înnodați; lână; țesut în două ițe | Scoața cu fond roșu-coraille este decorată cu motive geometrice (romburi în trepte), asociate cu reprezentări stilizate ale pomului vieții, precum și motive avimorfe stilizate. Pe margini apare un chenar cu motive geometrice (romburi în trepte). Cromatică: roșu, orange, albastru, alb, galben. | Muzeul de Artă Populară, Constanța | Cimec    |
|      | Țol                                                                            | Datare: prima jumătate a secolului XX Descoperit: jud. CONSTANȚA, CONSTANȚA Material: țesut scorțește; franjuri înnodați; lână; țesut în două ițe | SCOARȚA CU FOND ROȘU ESTE DECORATĂ ÎN CÂMPUL CENTRAL CU SUCCESIUNI DE ROMBURI CONCENTRICE ("HELI"), ȚESUTE CU VERDE, NEGRU, ALB, VIOLET, CICLAMEN, GALBEN. PE LATURILE LUNGI APAR MOTIVE SCHEOMORFE (GREBLE), IAR PE LATURILE SCURTE CÂTE UN REGISTRU CU FOND NEGRU ȘI MOTIVE GEOMETRICE. CROMATICĂ: ROȘU, VERDE, NEGRU, ALB, VIOLET, CICLAMEN, GALBEN. | Muzeul de Artă Populară, Constanța | Cimec    |
|      | Țol                                                                            | Datare: prima jumătate a secolului XX Descoperit: jud. CONSTANȚA, CONSTANȚA Material: țesut scorțește; franjuri înnodați; lână; țesut în două ițe | SCOARȚA CU FOND NEGRU ARE ÎNTREG CÂMPUL CENTRAL DECORAT CU MOTIVE FLORALE STILIZATE, ASOCIATE CU ROMBURI CONCENTRICE ÎN TREPTE. PE MARGINI, PREZINTĂ UN CHENAR CU MOTIVE FLORALE MĂRUNTE, PE FOND NEGRU. CROMATICĂ: NEGRU, CICLAMEN, GRI, ROȘU, BEJ, ALBASTRU, ALB, MOV, VERDE. | Muzeul de Artă Populară, Constanța | Cimec    |
|      | Ștergar                                                                        | Datare: prima jumătate a secolului XX Descoperit: jud. CONSTANȚA, CONSTANȚA Material: bumbac; bumbac mercerizat; ciucuri; țesut în două ițe; brodat peste fire; tivit cu găurele | ȘTERGARUL CU FOND ALB PREZINTĂ LA CAPETE CU PATRU REGISTRE CU MOTIVE GEOMETRICE ȘI FLORALE GEOMETRIZATE, BRODATE CU BUMBAC DE CULOARE ORANGE, MOV, GALBEN, BLEU, VIȘINIU, NEGRU. ÎN CÂMPUL CENTRL APAR MOTIVE FLORALE STILIZATE, DISPUSE PE TREI ȘIRURI, BRODATE ÎN ACEEAȘI CROMATICĂ. LA CAPETE- CIUCURI POLICROMI. CROMATICĂ: ORANGE, MOV, GALBEN, MOV, BLEU, NEGRU, VIȘINIU. | Muzeul de Artă Populară, Constanța | Cimec    |
|      | Ștergar                                                                        | Datare: prima jumătate a secolului XX Descoperit: jud. CONSTANȚA, CONSTANȚA Material: bumbac; bumbac mercerizat; mătase; țesut în 2 ițe; brodat printre fire | ȘTERGARUL CU FOND ALB ESTE DECORAT LA CAPETE CU DOUĂ REGISTRE CU MOTIVE FLORALE (GAROAFA) DELIMITATE DE UN REGISTRU CU MOTIVE GEOMETRICE ȘI VĂRGI ÎNGUSTE. PE MIJLOC APAR ȘIRURI DE MOTIVE FLORALE DELIMITATE DE VĂRGI. PREZINTĂ FRANJURI DIN URZEALĂ. CROMATICĂ: ALB, NEGRU (FANAT), VERDE, ROȘU, LILA, GALBEN. | Muzeul de Artă Populară, Constanța | Cimec    |
|      | Ștergar                                                                        | Datare: prima jumătate a secolului XX Descoperit: jud. CONSTANȚA, CONSTANȚA Material: bumbac; bumbac mercerizat; dantelă înnodată; ciucuri; țesut în două ițe; brodat în cruci; tivit cu găurele                                                                                      | Ștergarul este decorat la capete cu două registre late cu motive fitomorfe (vița-de-vie), delimitate de un registru îngust cu motive fitomorfe. Mijlocul este decorat cu motive zoomorfe (pești). La capete mai apar ciucuri bicromi (roșu, albastru). Cromatică: alb, roșu, albastru | Muzeul de Artă Populară, Constanța | Cimec    |
|      | Ștergar                                                                        | Datare: prima jumătate a secolului XX Descoperit: jud. CONSTANȚA, CONSTANȚA Material: bumbac; bumbac mercerizat; țesut în două ițe; brodat în cruci; tivit cu găurele; ciucuri | ȘTERGARUL ESTE DECORAT LA CAPETE CU DOUĂ REGISTRE CU MOTIVE FLORALE ȘI FITOMORFE BRODATE ÎN CRUCI CU BUMBAC ALBASTRU, DELIMITATE DE UN ȘIR DE MOTIVE FLORALE, CARE SE REGĂSESC ȘI PE MIJLOCUL ȘTERGARULUI. LA CAPETE, PREZINTĂ CIUCURI DIN BUMBAC ALBASTRU. | Muzeul de Artă Populară, Constanța | Cimec    |
|      | Ștergar                                                                        | Datare: prima jumătate a secolului XX Descoperit: jud. CONSTANȚA, CONSTANȚA Material: bumbac; arnici; țesut în două ițe; dantelă înnodată; brodat în cruci; tivit cu găurele; înnodat                                                                                                 | LA CAPETE ESTE DECORAT CU 3 REGISTRE: CEL MEDIAN, MAI LAT, CU MOTIVE GEOMETRICE STILIZATE CĂRORA LE SUNT ASOCIATE MOTIVE FLORALE ȘI ALTE DOUĂ REGISTRE ÎNGUSTE , CARE-L ÎNCADREAZĂ CU MOTIVE FLORALE BRODATE ÎN CRUCI CU BUMBAC ROȘU. MIJLOCUL ȘTERGARULUI ESTE DECORAT CU MOTIVE AVIMORFE, TRATATE ÎN ACEEAȘI MANIERĂ (TEHNICĂ ȘI CROMATICĂ) CA ȘI CAPETELE, UNDE APARE O DANTELĂ ÎNNODATĂ DIN BUMBAC ROȘU. | Muzeul de Artă Populară, Constanța | Cimec    |
|      | Ștergar                                                                        | Datare: prima jumătate a secolului XX Descoperit: jud. CONSTANȚA, CONSTANȚA Material: bumbac; arnici; țesut în două ițe; brodat în cruci; tivit cu găurele | CAPETELE ȘTERGARULUI SUNT DECORATE CU MOTIVUL GLASTREI CU FLORI, ASOCIAT CU DOUĂ ȘIRURI DE MOTIVE FITOMORFE ȘI FLORALE. PE MIJLOC APAR MOTIVE FLORALE STILIZATE, MĂRUNTE. CROMATICĂ: ALB, VIȘINIU, VERDE, ORANGE, ROZ | Muzeul de Artă Populară, Constanța | Cimec    |
|      | Ștergar                                                                        | Datare: prima jumătate a secolului XX Descoperit: jud. CONSTANȚA, CONSTANȚA Material: franjuri din urzeală; bumbac; bumbac mercerizat; țesut în două ițe; ales peste fire | Ștergarul este decorat la capete cu câte două motive florale mari (vas cu garoafe), asociate cu un registru cu motive geometrice alese peste fir ecu bumbac mercerizat roșu, orange, vișiniu, albastru; verde, mov, galben. Pe mijloc apar șase șiruri cu motive florale (albastru, roșu, verde, vișiniu, mov). | Muzeul de Artă Populară, Constanța | Cimec    |
|      | Față de pernă                                                                  | Datare: prima jumătate a secolului XX Descoperit: jud. CONSTANȚA, CONSTANȚA Material: lână; țesut în 2 ițe; ales peste fire; încheiat cu acul; festonat | COMPOZIȚIA DECORATIVĂ A FEȚEI DE PERNĂ CU FOND NEGRU SE BAZEAZĂ PE ASOCIEREA UNUI MOTIV ZOOMORF ( CALUL ) CU MOTIVE AVIMORFE ( PATRU PĂSĂRI ), FLORALE ( TREI TRANDAFIRI ) ȘI GEOMETRICE ( DOUĂ CRUCI CU BRAȚE EGALE ). COMPOZIȚIA ESTE ÎNCADRATĂ DE BENZI CU ORNAMENTE GEOMETRICE POLICROME. MARGINILE SUNT FESTONATE ȘI DECORATE CU CIUCURI POLICROMI. DOSUL ESTE ÎNVĂRGAT. CROMATICA: NEGRU, BRUN-VIȘINIU, ROȘU, BEJ, VERDE, ALBASTRU, ROZ, ORANGE. | Muzeul de Artă Populară, Constanța | Cimec    |
|      | Covor                                                                          | Datare: prima jumătate a secolului XX Descoperit: jud. CONSTANȚA, com. PANTELIMON Material: lână; bumbac; țesut în 2 ițe; ales peste fire; încheiat cu acul | PIESA SE COMPUNE PRIN ALĂTURAREA A DOUĂ FOI ORNAMENTATE IDENTIC. DECORUL CONSTĂ ÎN REGISTRE LATE CU MOTIVE GEOMETRICE ( FUNIA RĂSUCITĂ ) ȘI REGISRE MAI ÎNGUSTE CU MOTIVE FITOMORFE ȘI LINII ZIG-ZAGATE. CROMATICA: ROȘU, VIȘINIU, VERDE, MOV, ALBASTRU, ORANGE, ALB. | Muzeul de Artă Populară, Constanța | Cimec    |
|      | Covor                                                                          | Datare: prima jumătate a secolului XX Descoperit: jud. CONSTANȚA, com. PANTELIMON Material: lână; țesut în 2 ițe; ales peste fire; încheiat cu acul; tivit | PIESA ESTE ȚESUTĂ DIN LÂNĂ . MIJLOCUL ESTE DECORAT CU DOUĂ MARI MOTIVE GEOMETRICE COMPUSE DIN ELEMENTE CRUCIFORME, ROMBURI CONCENTRICE SAU CU LATURI ÎN TREPTE, DELIMITATE DE PATRU MOTIVE FLORALE STILIZATE. LATURILE LUNGI PREZINTĂ BORDURI CU MOTIVE FLORALE, IAR CELE SCURTE, REGISTRE CU MOTIVUL FUNIEI RĂSUCITE SAU CU MOTIVE ZIG-ZAGATE. CROMATICA.: ROȘU, ORANGE, VERDE, VIOLET, VIȘINIU, ALB | Muzeul de Artă Populară, Constanța | Cimec    |
|      | Dușec                                                                          | Datare: Începutul secolului XX; anul 1904 Descoperit: jud. CONSTANȚA, com. BĂNEASA Material: lână; țesut în 4 ițe; ales printre fire; încheiat cu acul | FEȚELE SALTELEI SUNT DECORATE CU VĂRGI LATE POLICROME, ALTERNÂND CU REGISTRE ÎNGUSTE CU MOTIVE GEOMETRICE ( DENUMITE POPULAR „LAMA CUȚITULUI” ) SAU CU ORNAMENTE PUNCTIFORME ALBE. CROMATICA: VERDE, ROȘU, MOV, NEGRU, GALBEN, ALBASTRU, ALB. | Muzeul de Artă Populară, Constanța | Cimec    |
|      | Dușec                                                                          | Datare: prima jumătate a secolului XX Descoperit: jud. CONSTANȚA, com. BĂNEASA Material: lână; țesut în 4 ițe; ales „cu bobu”; încheiat cu acul; ales peste fire | TOATĂ SUPRAFAȚA PIESEI ESTE ORNAMENTATĂ CU BENZI LATE ROȘII ȘI BLEUMARIN, CE ALTERNEAZĂ CU VĂRGI ÎNGUSTE ROȘII ȘI NEGRE. VĂRGILE NEGRE PREZINTĂ ALESĂTURI „CU BOBU” ALBE. | Muzeul de Artă Populară, Constanța | Cimec    |
|      | Dușec Autor: Călina Ilie                                                       | Datare: prima jumătate a secolului XX Descoperit: jud. CONSTANȚA, com. TOPALU Material: lână; țesut în 4 ițe; ales „cu bobu”; încheiat cu acul; ales peste fire | TOATĂ SUPRAFAȚA PIESEI ESTE ORNAMENTATĂ CU VĂRGI DE LĂȚIMI DIFERITE, ÎN TONURI DE ROȘU, VERDE-KAKI, ALB, BRUN, ORANGE, CE ALTERNEAZĂ CU ALESĂTURI ÎN ZIG-ZAG, REALIZATE CU LÂNĂ ALBĂ, ALESĂTURI „CU BOBU”, CU LÂNĂ BRUN ȘI MOTIVE GEOMETRICE ( "X"-URI ), ȚESUTE CU LÂNĂ ORANGE. | Muzeul de Artă Populară, Constanța | Cimec    |
|      | Covor Autor: Călina Ilie                                                       | Datare: prima jumătate a secolului XX Descoperit: jud. CONSTANȚA, com. TOPALU Material: lână; țesut în 4 ițe; ales „cu bobu”; încheiat cu acul; ales peste fire | DECORUL SE BAZEAZĂ PE ALTERNANȚA BENZILOR LATE ( ROȘII, ALBASTRE, VERDE-OLIV ) CU REGISTRELE COMPUSE DIN MOTIVE GEOMETRICE ( „DRUGI,” „PESMEȚI” ),ȚESUTE CU LÂNĂ POLICROMĂ. REGISTRELE SUNT ÎNCADRATE DE VERGI NEGRE ASOCIATE CU ALESĂTURI „CU BOBU” MARO, PE FOND ALB. | Muzeul de Artă Populară, Constanța | Cimec    |
|      | Covor                                                                          | Datare: prima jumătate a secolului XX Descoperit: jud. CONSTANȚA, COBADIN Material: lână; bumbac; franjuri; țesut scorțește; țesut în două ițe | PIESA ESTE DECORATĂ CU PĂTRATE ȚESUTE CU LÂNĂ ROȘIE, BLEU, MOV, VERDE, MARO, AVÂND ÎN INTERIOR CÂTEUN MOTIV GEOMETRIC BICROM: GALBEN-ALBASTRU, BLEU-ORANGE, ORANGE-VIOLET, MARO-ALBASTRU, BLEU-ROȘU. | Muzeul de Artă Populară, Constanța | Cimec    |
|      | Covor                                                                          | Datare: prima jumătate a secolului XX Descoperit: jud. CONSTANȚA, CONSTANȚA Material: lână; țesut în 4 ițe; ales peste fire; încheiat cu acul; tivit | PIESA SE COMPUNE DIN TREI FOI DE ȚESĂTURĂ DIN LÂNĂ NEAGRĂ ÎMBINATE MANUAL. FOILE LATERALE, MAI ÎNGUSTE, ALCĂTUIND UN CHENAR, PREZINTĂ MOTIVE FLORALE, ALESE PESTE FIRE CU LÂNĂ POLICROMĂ. FOAIA CENTRALĂ, MAI LATĂ, SE CARACTERIZEAZĂ PRINTR-O COMPOZIȚIE DECORATIVĂ BAZATĂ PE UN MOTIV FLORAL SUPRADIMENSIONAT, ÎNCADRAT DE MOTIVE AVIMORFE ȘI VEGETALE ( PASĂRI PE RAM ÎNFLORIT ). CROMATICA: NEGRU, GALBEN, VERDE, BLEU, KAKI, VIȘINIU, CICLAMEN, ROZ | Muzeul de Artă Populară, Constanța | Cimec    |
|      | Scoarță                                                                        | Datare: prima jumătate a secolului XX Descoperit: jud. CONSTANȚA, CONSTANȚA Material: lână; bumbac; țesut scorțește; încheiat cu acul; țesut în două ițe | PE TOATĂ SUPRAFAȚA PIESE, PE FOND MOV, SE DESFĂȘOARĂ MOTIVE GEOMETRICE ( ROMBURI CONCENTRICE CU LATURILE ÎN TREPTE ), GRUPATE PE REGISTRE, ȚESUTE CU LÂNĂ POLICROMĂ. REGISTRELE SUNT DELIMITATE DE GRUPURI DE VĂRGI, ȚESUTE ÎN ACEEAȘI GAMĂ CROMATICĂ | Muzeul de Artă Populară, Constanța | Cimec    |
|      | Foiță de pat                                                                   | Datare: prima jumătate a secolului XX Descoperit: jud. TULCEA, com. CEAMURLIA DE JOS, LUNCA Material: lână; țesut în 2 ițe; tivit | TOATĂ SUPRAFAȚA PIESEI ESTE DECORATĂ PRIN ÎNVĂRGARE CU LÂNĂ POLICROMĂ NEAGRĂ, VIȘINIE, VERDE ȘI GALBENĂ | Muzeul de Artă Populară, Constanța | Cimec    |
|      | Păretar                                                                        | Datare: prima jumătate a secolului XX Descoperit: jud. TULCEA, com. CEAMURLIA DE JOS, LUNCA Material: lână; dantelă înnodată; ciucuri; țesut în 2 ițe; ales peste fire; încheiat cu acul                                                                                              | PE TOATĂ SUPRAFAȚA PIESEI CU FOND NEGRU SE DESFĂȘOARĂ ȘAPTE REGISTRE COMPUSE DIN VĂRGI POLICROME ASOCIATE CU ALESĂTURI PESTE FIRE ( EXECUTATE ÎN ACEEAȘI GAMĂ CROMATICĂ ). PE UNA DINTRE LATURILE LUNGI ESTE APLICATĂ DANTELĂ ÎNNODATĂ DIN LÂNĂ , TERMINATĂ CU CIUCURI. CROMATICA: NEGRU, CICLAMEN, ROȘU, MOV, ORANGE, ALBASTRU, GALBEN, VIȘINIU, ALB. | Muzeul de Artă Populară, Constanța | Cimec    |
|      | Foaie de scoarță                                                               | Datare: prima jumătate a secolului XX Descoperit: jud. CONSTANȚA, com. PANTELIMON Material: țesut scorțește; ales karamani; lână; bumbac; țesut în două ițe; ales cu tăieturi; înnodat                                                                                                | TOATĂ SUPRAFAȚA PIESEI ESTE DECORATĂ CU MOTIVE GEOMETRICE (ROMBURI CONCENTRICE CU LATURILE ÎN TREPTE), REALIZATE ÎN TEHNICA ALESULUI CU TĂIETURI, CU LÂNĂ POLICROMĂ: VIȘINIE, ALBĂ, ALBASTRĂ, VERDE, MARO, GALBENĂ. | Muzeul de Artă Populară, Constanța | Cimec    |
|      | Păretar                                                                        | Datare: prima jumătate a secolului XX Descoperit: jud. TULCEA, com. CEAMURLIA DE JOS, LUNCA Material: lână; bumbac; țesut în două ițe; ales peste fire; tivit cu acul | PE FONDUL NEGRU AL PIESEI APAR VĂRGI POLICROME (GALBEN, ALBASTRU, VIȘINIU, CICLAMEN, VERDE, ROȘU, BLEUMARIN), GRUPATE PE REGISTRE ȘI ASOCIATE CU ALESĂTURI PESTE FIRE CU BUMBAC ALB. | Muzeul de Artă Populară, Constanța | Cimec    |
|      | Păretar                                                                        | Datare: al doilea sfert al secolului XX Descoperit: jud. TULCEA, com. CEAMURLIA DE JOS, LUNCA Material: țesut scorțește; bumbac; lână; țesut în două ițe | PE UNA DIN LATURILE PIESEI, PREZINTĂ O BORDURĂ DECORATĂ CU MOTIVE GEOMETRICE TRIUNGHIULARE. PE TOATĂ LUNGIMEA PIESEI SUNT REPETATE MOTIVE FLORALE GEOMETRIZATE ȘI RONDURI, ȚESUTE CU LÂNĂ POLICROMĂ: ROȘIE, GALBENĂ, ALBASTRĂ, MOV, BEJ, ORANGE, ALBĂ. | Muzeul de Artă Populară, Constanța | Cimec    |
|      | Covor                                                                          | Datare: prima jumătate a secolului XX Descoperit: jud. CONSTANȚA, CONSTANȚA Material: țesut scorțește; bumbac; lână; țesut în două ițe | COVORUL ESTE DE TIPUL CELUI CU CÂMP CENTRAL ȘI CHENAR. CÂMPUL CENTRAL ESTE DECORAT CU MOTIVE GEOMETRICE ȚESUTE CU LÂNĂ POLICROMĂ (CICLAMEN, MARO, MOV, ROȘU) PE FOND VERDE-TURQOISE. PE MARGINI PREZINTĂ UN CHENAR CU FOND ALB ȘI UNUL CU FOND ROȘU, AVÂND MOTIVE DE FACTURĂ GEOMETRICĂ ȘI FLORALĂ STILIZATE. LA CAPETE – CIUCURI DIN BUMBAC ALB. | Muzeul de Artă Populară, Constanța | Cimec    |
|      | Covor                                                                          | Datare: prima jumătate a secolului XX Descoperit: jud. CONSTANȚA, com. ANGHEL SALIGNY Material: lână; țesut în două ițe; ales peste fire; încheiat cu acul | FORMĂ DREPTUNGHIULARĂ; CÂMP CENTRAL; CHENAR; MOTIVE SCHEOMORFE (PRISTOLNICUL, SFEȘNICUL); MOTIVE GEOMETRICE (ROMBURI, PĂTRATE, CRUCEA) | Muzeul de Artă Populară, Constanța | Cimec    |
|      | Covor                                                                          | Datare: prima jumătate a secolului XX Descoperit: jud. CONSTANȚA, com. MIRCEA VODĂ, ȘTEFAN CEL MARE Material: lână; țesut în două ițe; ales peste fire; încheiat cu acul; bumbac | PE MARGINILE PIESEI, PE FOND ORANJ, PREZINTĂ UN CHENAR COMPUS DIN MOTIVE SOLARE (FUNIA RĂSUCITĂ), ALESE CU VERDE, VIOLET, MOV, ORANGE, ALB, GALBEN. PE MIJLOC, PE FOND NEGRU, PIESA PREZINTĂ PATRU MOTIVE GEOMETRICE, ASOCIATE CU MOTIVE FLORALE, MOTIVUL CRUCII ȘI CU UN CHENAR COMPUS DIN MOTIVE ZIG-ZAG-ATE GALBENE. ACESTE MOTIVE SUNT ALESE CU CICLAMEN, VERDE, ORANGE, GALBEN, MOV, ROȘU, VIOLET, KAKI. | Muzeul de Artă Populară, Constanța | Cimec    |
|      | Macat                                                                          | Datare: al doilea sfert al secolului XX Descoperit: jud. CONSTANȚA, com. ALIMAN, DUNĂRENI Material: bumbac; melană; țesut în două ițe; ales printre fire; ales peste fire; tivit | PIESA ESTE ALCĂTUITĂ DIN DOUĂ FOI DE ȚESĂTURĂ ORNAMENTATE IDENTIC: ȘASE REGISTRE LATE CU MOTIVE GEOMETRICE ROMBIFORME ALESE PRINTRE FIRE CU VERDE PE FOND VIȘINIU, ÎNCADRATE DE ALESĂTURI PESTE FIRE REALIZATE CU MELANĂ ALBĂ ȘI DELIMITATE PRIN VĂRGI DE LĂȚIMI VARIATE ȚESUTE CU MELANĂ NEAGRĂ, VIȘINIE, CICLAMEN, ALBĂ, VERDE, ALBASTRĂ ȘI BUMBAC GALBEN. | Muzeul de Artă Populară, Constanța | Cimec    |
|      | Foiță                                                                          | Datare: al treilea sfert al secolului XX Descoperit: jud. CONSTANȚA, com. ALIMAN, DUNĂRENI Material: bumbac; melană; țesut în două ițe; ales printre fire; ales peste fire; tivit cu acul; înnodat; ales „cu bobul”                                                                   | ORNAMENTAȚIA ESTE DISPUSĂ PE TOATĂ SUPRAFAȚA ȘI CONSTĂ ÎN ȘASE REGISTRE LATE NEGRE DECORATE CU CÂTE PATRU MOTIVE GEOMETRICE (ROMBURI) ALESE PRINTRE FIRE CU CICLAMEN, ÎNCADRATE DE ALESĂTURI „CU BOBU” ALBE ȘI DELIMITATE DE VĂRGI DE LĂȚIMI VARIATE ȚESUTE CU MELANĂ POLICROMĂ: ROȘIE, NEAGRĂ, ALBĂ, VERDE, CICLAMEN, GALBENĂ. | Muzeul de Artă Populară, Constanța | Cimec    |
|      | Covor                                                                          | Datare: prima jumătate a secolului XX Descoperit: jud. CONSTANȚA, com. SARAIU, DULGHERU Material: lână; bumbac; franjuri înnodate; țesut scorțește; țesut în două ițe | SCOARȚĂ CU CHENAR ȘI CÂMP CENTRAL. PE FONDUL ROȘU AL CHENARULUI SUNT REPREZENTATE MOTIVE FLORALE ȘI FITOMORFE. ÎN CÂMPUL CENTRAL, PE FOND NEGRU, APAR DOUĂ MOTIVE FLORALE DE MARI DIMENSIUNI ȘI INIȚIALELE „DH” ȘI „VC”. CROMATICA: NEGRU, ROȘU, ORANGE, VERDE, CICLAMEN, BLEU, GALBEN, KAKI. | Muzeul de Artă Populară, Constanța | Cimec    |
|      | Ștergar                                                                        | Datare: prima jumătate a secolului XX Descoperit: jud. ARAD, com. ȘICULA Material: bumbac; dantelă croșetată; țesut în două ițe; karamani; croșetat | ȘTERGARUL ȚESUT DIN BUMBAC ALB ESTE DECORAT LA CAPETE CU CÂTE TREI REGISTRE CU MOTIVE GEOMETRICE, ALESE ÎN TEHNICA KARAMANI CU BUMBAC ROȘU, ALBASTRU, GALBEN, VIOLET, ROZ, VERDE, ORANGE, NEGRU (FANAT). ACESTE REGISTRE SUNT DELIMITATE DE VĂRGI ȚESUTE CU BUMBAC ÎN ACELEAȘI TONURI. MIJLOCUL ESTE SIMPLU, ALB, LIPSIT DE ORANAMENTE. LA CAPETE PREZINTĂ DANTELĂ CROȘETATĂ ALBĂ, CU TERMINAȚII OVALE. | Muzeul de Artă Populară, Constanța | Cimec    |
|      | Ștergar                                                                        | Datare: prima jumătate a secolului XX Descoperit: jud. ARAD, com. ȘICULA Material: bumbac; bumbac mercerizat; dantelă croșetată; țesut în două ițe; karamani; croșetat; ales peste fire                                                                                               | ȘTERGARUL ȚESUT DIN BUMBAC ALB ARE MIJLOCUL DECORAT CU GRUPURI DE VĂRGI POLICROME. LA CAPETE PREZINTĂ TREI REGISTRE CU MOTIVE GEOMETRICE ALESE ÎN TEHNICA KARAMANI CU ROȘU, NEGRU, ALBASTRU, GALBEN, VERDE, VIOLET, ORANGE, CICLAMEN, DELIMITATE DE VĂRGI. LA EXTREMITĂȚI, PREZINTĂ DANTELE CU MOTIVE FLORALE. CROMATICĂ: ALB, ROȘU, VERDE, ALBASTRU | Muzeul de Artă Populară, Constanța | Cimec    |
|      | Măsăriță                                                                       | Datare: prima jumătate a secolului XX Descoperit: jud. ARAD, com. ȘICULA Material: bumbac; dantelă croșetată; țesut în două ițe; karamani; croșetat | FAȚA DE MASĂ, COMPUSĂ DIN TREI FOI, ESTE ȚESUTĂ DIN BUMBAC ALB ȘI DECORATĂ PE TOATĂ SUPRAFAȚA CU GRUPURI DE VĂRGI ROȘII, ORANGE, ALBASTRE (CULORI FANATE). LA CAPETE APAR MOTIVE GEOMETRICE, ASLESE ÎN TEHNICA KARAMANI, CU ACELEAȘI TONURI ȘI DANTELE. FOILE SUNT ÎNCHEIATE CU DANTELE CROȘETATE ALBE. | Muzeul de Artă Populară, Constanța | Cimec    |
|      | Măsăriță                                                                       | Datare: prima jumătate a secolului XX Descoperit: jud. ARAD, com. ȘICULA Material: bumbac; dantelă croșetată; țesut în două ițe; karamani; croșetat | FAȚA DE MASĂ, COMPUSĂ DIN TREI FOI, ESTE ȚESUTĂ DIN BUMBAC ALB ȘI DECORATĂ PE TOATĂ SUPRAFAȚA CU GRUPURI DE VĂRGI ROȘII, ORANGE, ALBASTRE (CULORI FANATE). LA CAPETE APAR MOTIVE GEOMETRICE, ASLESE ÎN TEHNICA KARAMANI, CU ACELEAȘI TONURI ȘI DANTELE. FOILE SUNT ÎNCHEIATE CU DANTELE CROȘETATE ALBE. | Muzeul de Artă Populară, Constanța | Cimec    |
|      | Ștergar                                                                        | Datare: prima jumătate a secolului XX Descoperit: jud. ARAD, com. BOCSIG Material: franjuri; bumbac; țesut în două ițe; karamani; ales peste fire | ȘTERGARUL ȚESUT DIN BUMBAC ALB PREZINTĂ LA CAPETE UN REGISTRU CU MOTIVE GEOMETRICE ALESE KARAMANI CU BUMBAC ORANGE, ROȘU, NEGRU, ALBASTRU, ASOCIAT CU VĂRGI CU MOTIVE GEOMETRICE ÎN ACEEAȘI CROMATICĂ. PE MIJLOC - GRUPURI DE VĂRGI ȘI MOTIVE GEOMETRICE. LA CAPETE- FRANJURI ALBI, ÎNNODAȚI. | Muzeul de Artă Populară, Constanța | Cimec    |
|      | Iambulă                                                                        | Datare: Primul sfert al secolului XX Descoperit: jud. CONSTANȚA, CONSTANȚA Material: țesut; dat la piuă; lână; festonat; încheiat cu acul | | Muzeul de Artă Populară, Constanța | Cimec    |
|      | Ștergar                                                                        | Datare: prima jumătate a secolului XX Descoperit: jud. CONSTANȚA, CONSTANȚA Material: bumbac; țesut în 2 ițe; ales printre fire | LA CAPETE, APARE CÂTE UN REGISTRU FLORAL CU ABORDARE CROMATICĂ DIFERITĂ, AVÂND FONDUL FIE ROȘU, FIE GRI, IAR MOTIVELE FLORALE TRATATE CU ALB, GRI ȘI GALBEN SAU ALB, GALBEN ȘI ROȘU. REGISTRELE SUNT ÎNCADRATE DE VĂRGUȚE. | Muzeul de Artă Populară, Constanța | Cimec    |
|      | Ștergură                                                                       | Datare: prima jumătate a secolului XX Descoperit: jud. CONSTANȚA, CONSTANȚA Material: țesut scorțește; franjuri înnodați; dantelă industrială; bumbac; bumbac mercerizat; cânepă; țesut în 4 ițe; țesut în 2 ițe; ales printre fire; încheiat cu acul; franjuri înnodați              | ȘTERGARUL ÎNVĂRGAT, ȚESUT DIN CÂNEPĂ ȘI BUMBAC, ESTE ORNAMENTAT LA CAPETE CU CINCI REGISTRE: DOUĂ CU FOND ALBASTRU ȘI MOTIVE GEOMETRICE ("S"-URI), ALESE CU VERDE, GALBEN,ROZ; DOUĂ CU FOND ALB ȘI MOTIVE FITOMORFE ALESE CU ALBASTRU, VERDE, ROȘU; CREM; UNUL MAI LAT, CU FOND ROȘU ȘI MOTIVE FLORALE ALBE, ALBASTRE, ROZ, VERZI, GRI. LA CAPETE - DANTELĂ INDUSTRIALĂ ȘI FRANJURI ÎNNODAȚI. | Muzeul de Artă Populară, Constanța | Cimec    |
|      | Ștergură                                                                       | Datare: prima jumătate a secolului XX Descoperit: jud. CONSTANȚA, CONSTANȚA Material: țesut scorțește; franjuri înnodați; dantelă industrială; bumbac; bumbac mercerizat; cânepă; țesut în 4 ițe; țesut în 2 ițe; ales printre fire; încheiat cu acul; franjuri înnodați              | ȘTERGARUL ÎNVĂRGAT, ȚESUT DIN CÂNEPĂ ȘI BUMBAC, ESTE ORNAMENTAT LA CAPETE CU CINCI REGISTRE: DOUĂ CU FOND ALBASTRU ȘI MOTIVE GEOMETRICE ("S"-URI), ALESE CU VERDE, GALBEN, GRI, ORANGE; DOUĂ CU FOND ALB ȘI MOTIVE FITOMORFE VERZI, VIȘINII, ROȘII, ALBASTRE, GRI, CREM; UNUL MAI LAT, CU FOND ROȘU ȘI MOTIVE FLORALE ALBE, ALBASTRE, VERZI, GRI. LA CAPETE - DANTELĂ INDUSTRIALĂ ȘI FRANJURI ÎNNODAȚI. | Muzeul de Artă Populară, Constanța | Cimec    |
|      | Ștergură                                                                       | Datare: prima jumătate a secolului XX Descoperit: jud. CONSTANȚA, CONSTANȚA Material: bumbac; bumbac mercerizat; cânepă; țesut în 4 ițe; țesut în 2 ițe; ales printre fire; încheiat cu acul; țesut scorțește                                                                         | ȘTERGARUL ÎNVĂRGAT PE TOATĂ SUPRAFAȚA PREZINTĂ LA CAPETE CINCI REGISTRE DECORATIVE: TREI CU FOND VIȘINIU ȘI MOTIVE FLORALE, CELE DIN REGISTRUL MEDIAN FIIND MAI MARI, ALESE CU ALB, ALBASTRU, GALBEN, VERDE, ROȘU ȘI DOUĂ REGISTRE CU FOND ALB ȘI MOTIVE GEOMETRICE ("X"-URI), ALESE CU ROȘU, VERDE, VIȘINIU, GRI, ALBASTRU, GALBEN. | Muzeul de Artă Populară, Constanța | Cimec    |
|      | Ștergură                                                                       | Datare: prima jumătate a secolului XX Descoperit: jud. CONSTANȚA, CONSTANȚA Material: bumbac; bumbac mercerizat; cânepă; țesut în 4 ițe; ales printre fire; încheiat cu acul; țesut scorțește                                                                                         | ȘTERGARUL ÎNVĂRGAT PREZINTĂ LA CAPETE CINCI REGISTRE DECORATIVE: CEL MEDIAN, MAI LAT, CU FOND VIOLET ȘI MOTIVE FLORALE ȘI FITOMORFE, ALESE CU ALBASTRU, VERDE, GALBEN, ROȘU, ALB; CELE CARE LE ÎNCADREAZĂ AU FONDUL ALB, IAR MOTIVELE DECORATIVE SUNT FLORALE POLICROME; REGISTRELE MARGINALE - FOND ORANGE SAU ROȘU ȘI MOTIVE FLORALE ȘI FITOMORFE POLICROME. | Muzeul de Artă Populară, Constanța | Cimec    |
|      | Ștergură                                                                       | Datare: prima jumătate a secolului XX Descoperit: jud. CONSTANȚA, CONSTANȚA Material: bumbac; bumbac mercerizat; țesut în 4 ițe; ales printre fire; încheiat cu acul | ȘTERGARUL ÎNVĂRGAT PREZINTĂ LA CAPETE CINCI REGISTRE DECORATIVE: DOUĂ CU FOND VIȘINIU ȘI MOTIVE FITOMORFE, ALESE CU ALBASTRU, VERDE, ORANGE, GALBEN, GRI; DOUĂ CU FOND ALB ȘI MOTIVE FLORALE ȘI FITOMORFE, ALESE CU BUMBAC ALBASTRU, ORANGE, VERDE, GRI; UNUL MEDIAN, MAI LAT, CU FOND ROȘU FANAT ȘI MOTIVE FLORALE (GAROAFE) ȘI FITOMORFE. | Muzeul de Artă Populară, Constanța | Cimec    |
|      | Ștergură                                                                       | Datare: prima jumătate a secolului XX Descoperit: jud. CONSTANȚA, CONSTANȚA Material: bumbac; bumbac mercerizat; dantelă industrială; țesut în 2 ițe; țesut în 4 ițe; ales printre fire; încheiat cu acul                                                                             | ȘTERGARUL ÎNVĂRGAT PREZINTĂ LA CAPETE CINCI REGISTRE DECORATIVE: DOUĂ CU FOND VIȘINIU ȘI MOTIVE GEOMETRICE ("S"-URI), ALESE CU VERDE, GALBEN, ALBASTRU, ALB; DOUĂ CU FOND ALB ȘI ȘI FITOMORFE VERZI, ROZ, ALBASTRE, VIȘINII; UNUL MEDIAN, MAI LAT, CU FOND ORANGE ȘI MOTIVE FLORALE (ALB, ALBASTRU, VERDE). | Muzeul de Artă Populară, Constanța | Cimec    |
|      | Ștergură                                                                       | Datare: prima jumătate a secolului XX Descoperit: jud. CONSTANȚA, CONSTANȚA Material: bumbac; bumbac mercerizat; dantelă industrială; țesut în 2 ițe; țesut în 4 ițe; ales printre fire; încheiat cu acul                                                                             | ȘTERGARUL ÎNVĂRGAT CU BUMBAC ALB ESTE DECORAT LA CAPETE CU UN REGISTRU DECORATIV LAT, CU FOND ROZ ȘI MOTIVE GEOMETRICE (ZIG-ZAG, ROMB, CRUCI), ȚESUTE CU ROȘU, ALBASTRU, VERDE, BLEU, GRI. ACEST REGISTRU ESTE MĂRGINIT DE CÂTE ALTE DOUĂ REGISTRE CU MOTIVE GEOMETRICE ("S"-URI), ASOCIATE CU MOTIVE FITOMORFE ALESE CU ALBASTRU ȘI LILA. LA CAPETE- DANTELĂ DE PROVENIENȚĂ INDUSTRIALĂ ȘI FRANJURI ÎNNODAȚI. | Muzeul de Artă Populară, Constanța | Cimec    |
|      | Țol                                                                            | Datare: prima jumătate a secolului XX Descoperit: jud. CONSTANȚA, CONSTANȚA Material: țesut scorțește; franjuri înnodați; lână; țesut în două ițe | SCOARȚA CU FOND VERDE FANAT ESTE DECORATĂ PE TOATĂ SUPRAFAȚA CU MOTIVE GEOMETRICE (ROMBURI ÎN TREPTE, ROMBURI CU COARNE, MOTIVE LINIARE) ALESE CU LÂNĂ ÎN TEHNICA KARAMANI, ÎN TONURI DE CICLAMEN, ORANGE, ROȘU, VERDE, MOV, VIOLET, BEJ. LA CAPETE, PREZINTĂ CÂTE UN REGISTRU CU MOTIVE GEOMETRICE TRATATE ÎN ACEEAȘI CROMATICĂ. | Muzeul de Artă Populară, Constanța | Cimec    |
|      | Țol                                                                            | Datare: prima jumătate a secolului XX Descoperit: jud. CONSTANȚA, CONSTANȚA Material: țesut scorțește; franjuri înnodați; lână; țesut în două ițe | SCOARȚA, DECORATĂ ÎN CÂMPUL CENTRAL CU O REȚEA DE MOTIVE GEOMETRICE (ROMBURI ÎN TREPTE, ROMBURI CU COARNE - "HELI"), ESTE ȚESUTĂ CU VERDE, VIOLET, ROȘU, NEGRU, GALBEN, CICLAMEN, SEIN. PE LATURILE LUNGI APAR MOTIVE SCHEOMORFE ("GREBLE"), IAR LA CAPETE APARE CÂTE UN REGISTRU CU MOTIVE GEOMETRICE, TRATATE DIFERIT, DAR ÎN ACEEAȘI CROMATICĂ. PREZINTĂ FRANJURI ÎNNODAȚI DIN URZEALĂ. | Muzeul de Artă Populară, Constanța | Cimec    |
|      | Țol                                                                            | Datare: prima jumătate a secolului XX Descoperit: jud. CONSTANȚA, CONSTANȚA Material: țesut scorțește; franjuri înnodați; lână; țesut în două ițe | Scoarța prezintă în câmpul central cu fond roșu două romburi mari, cu laturile în trepte, în care sunt înscrise motive geometrice și florale, țesute cu galben, roșu, albastru, mov, pe fond verde- fanat. Acestor două romburi le sunt asociate alte motive geometrice. Pe margini, apare un chenar cu fond alb și motive geometrice diferite, dar tratate în aceeași cromatică. La capete au fost lăsați franjuri din urzelă (înnodați). Cromatică: roșu, galben, albastru, mov, verde (fanat). | Muzeul de Artă Populară, Constanța | Cimec    |